# Die liebe Familie
Die liebe Familie war dreizehn Jahre (1980–1993) und 384 Folgen lang eine jeweils in den Monaten Oktober bis April vom ORF ausgestrahlte Live-Fernsehserie um die großbürgerliche Wiener Familie des pensionierten Sektionschefs Franz Lafite. Angelehnt an das Stegreif-Format der früheren ORF-Produktion Familie Leitner und als eine Art bürgerliches Gegenstück zu den proletarischen Sackbauers der 1970er-Jahre-Reihe Ein echter Wiener geht nicht unter wurden Familienmitglieder und Gäste zum Kaffeeplausch empfangen.

## Produktion
Die erste Folge der Reihe wurde am 6. Dezember 1980 ausgestrahlt. Die liebe Familie lief samstags um 17:00 Uhr und dauerte in der Regel knapp 45 Minuten. Im Frühjahr 1982 wurde eine Zeit lang montags um 20:15 Uhr gesendet, für besondere Anlässe – Hillas 65. Geburtstag, Ausflug nach Baden, die 300. Folge – wurde die Sendezeit auch verlängert.
Titelmelodie der Sendung war der Kupelwieser Walzer von Franz Schubert, vor dem Beginn der jeweiligen Ausgabe wurde eine Tafel mit der Aufschrift „Wir begrüßen Sie zur xxx. Folge unseres Stegreifspiels Die liebe Familie“ eingeblendet.
In der Anfangszeit der Serie gab es auch Außendrehs: bei einem Heurigen, in einem Beisl, außerdem bei einem Besuch im Tiergarten Schönbrunn und einem Familienausflug nach Baden bei Wien und ins dortige Kasino. Gedreht wurde auch einmal in der Buchhandlung von Heinz Windeck (Folge 332), die er ursprünglich gemeinsam mit seinem Freund Ernst Lafite betrieben hat.
Viele beliebte und bekannte österreichische Volksschauspieler waren im Lauf der Jahre in der Serie zu sehen, entweder in Gastauftritten oder in regelmäßig wiederkehrenden Rollen. Ernst Meister und Guido Wieland haben bis zu ihrem Tod mitgespielt.

## Handlung
Hauptschauplatz war die Wohnung der Lafites (Wohnzimmer, Küche, Vorzimmer, Arbeitszimmer, Schlafzimmer, Bad) im 19. Wiener Gemeindebezirk in der Untersteinergasse 12. Im Lauf der Jahre kamen weitere Handlungsorte dazu: zunächst die aus einigen jungen Leuten bestehende so genannte „Wohngemeinschaft“ in der Wohnung gegenüber den Lafites, nach deren Auflösung lebten dort Hillas Bruder Kurt und seine Frau, die nach dem Verlust ihres Amstettener Hauses plötzlich obdachlos geworden waren, bis Birgit und Stephan wieder einzogen, später die geräumige Wohnung des pensionierten Botschafters Dr. Hollmann, nach dessen Auszug lebte dort eine Weile das frisch verheiratete Ehepaar Birgit und Stephan, bis sie schließlich zur Schneiderei/Modesalon von Kurt und Hilde umgebaut wurde. Ab Herbst 1985 war die „Die kleine Konditorei“ von Zuckerbäcker Eduard Janek, an der zu einem Drittel auch der Sektionschef und Frau Sokol beteiligt waren, und in den letzten Jahren die Wohnung von Enkelsohn Thommy weitere beliebte Handlungsorte.
Die Geschichten, die die Serie erzählt, erzählten von den Problemen und Hürden des Alltags der Protagonisten – von pubertierenden Kindern über den Verlust geliebter Menschen bis zu den Höhen und Tiefen einer Beziehung. Im Mittelpunkt stand fast immer die Familie Lafite, deren Oberhaupt, Sektionschef Franz Lafite, mit Lebenserfahrung, Weisheit und entsprechender Gelassenheit dem einen oder anderen Familienmitglied sowie seinen Gästen half. Für witzige Auflockerungen sorgte immer wieder die resolute Haushaltshilfe Frau Sokol, oft auch im Zusammenspiel mit Heinz Windeck. Die Gespräche in der Serie nahmen nicht selten auf aktuelle Ereignisse Bezug. In der Anfangszeit und gelegentlich auch später liefen am Beginn der jeweiligen Folge im Hintergrund die Hörfunknachrichten des ORF, was unterstrich, dass tatsächlich live gespielt wurde.
Einen gewissen Handlungsbruch erlebte die Serie zum Auftakt der Saison 1986/87, als einer der Hauptdarsteller, Ernst Meister alias Ernstl Lafite, plötzlich verstarb. Da man seinen Tod nicht unmittelbar in die Serienhandlung aufnehmen wollte und in einer mehr auf unbeschwertes und lustiges Geschehen ausgerichteten Reihe wohl auch nicht konnte, schickte man ihn kurzerhand mit seiner Frau Elfi (Elfriede Ott) zu deren Tochter Niki nach New York, wohin diese zwei Jahre zuvor nach einer gescheiterten Hochzeit geflüchtet war. Elfriede Ott kehrte als Elfis altjüngferliche tschechische Zwillingsschwester Otti im Jänner 1987 in die Serie zurück und trat, nachdem zum Beginn der Saison 1988/89 (Folge „Der lange Sommer“) Ernstls Tod doch thematisiert wurde, ab der 300. Folge auch gelegentlich wieder in ihrer ursprünglichen Rolle auf.

## Schauplätze
- Wohnung Familie Lafite
- Wohnung der Wohngemeinschaft; später Wohnung von Birgit und Stefan
- Wohnung von Botschafter Hollmann; später Wohnung und Schneiderei von Hilde und Kurt
- Wohnung von Thommy Lafite
- Stiegenhaus
- Konditorei Janek mit Hinterzimmer und kleinem Straßenstück
- Buchhandlung Windeck
- Tiergarten Schönbrunn (Außenfolge)
- Heuriger in Grinzing (Außenfolge)
- Baden bei Wien inkl. Casino (Außenfolge)

## Besetzung
Alle in dieser Liste aufgeführten Darsteller hatten eine wiederkehrende Rolle in der Serie mit mindestens zwei Auftritten. Da über acht Folgen derzeit keine bzw. nur spärliche Informationen vorliegen, konnten nicht alle Details über Darsteller, Gastauftritte und Handlungsverläufe abschließend geklärt werden.
| Schauspieler           | Rolle, Rollenanlage |
| ---------------------- | --- |
| Franz Stoß             | Franz Lafite, pensionierter Sektionschef im Ministerium für Unterricht, Kunst und Kultur |
| Hilde Krahl            | Hilla Lafite, dessen Gattin, ehemalige Schauspielerin |
| Ernst Meister          | Ernst(l) Lafite, deren Sohn, Computerfachmann, dann Teilhaber in der Buchhandlung Windeck, im Herbst 1986 nach New York zur Tochter Niki gegangen, dort im Mai 1988 gestorben                                                                                  |
| Elfriede Ott           | Schwiegertochter Elfi Lafite, geborene Handler, 1986 mit ihrem Mann nach New York gegangen, ab Jänner 1987 Doppelrolle als deren (Zwillings)Schwester Otti(lie) Sindelar, Ehefrau von Eduard Janek                                                             |
| Nicolin Kunz           | Niki Lafite, älteste Tochter von Ernst und Elfi, bei der UNESCO in Paris tätig, zunächst Freundin von Heinz Windeck, danach Verlobte von Ernst Kröner, nach der gescheiterten Hochzeit im Herbst 1984 nach New York zur UNO gegangen                           |
| Thomas Wachauer        | Thomas „Tommy“ Lafite, Sohn von Ernst und Elfi |
| Florentina Astleithner | Enkelin Tina „Tinerl“ Lafite, jüngste Tochter von Ernst und Elfi, Nesthäkchen, 1984 auf ein Schweizer Internat geschickt |
| Petra Liederer         | Enkelin Petra, vormaliges Tinerl, die nun ihren zweiten Vornamen benutzt, verheiratet mit Bertl Strahler (Schauspielerinwechsel) |
| Oliver Walland         | Oliver, brasilianischer Adoptivsohn von Elfi und Ernst, mit seinen Eltern nach New York gegangen |
| Erne Seder             | Haushälterin Ernestine „Erni“ Sokol, in der ersten Staffel noch als zweimal in der Woche tätige Zugehfrau beschäftigt, Ende 1991 zu ihrer Nichte nach Kanada gezogen, nachdem sie sich dort mit einem Schiffskapitän befreundet hatte (auch als Autorin tätig) |
| Heinz Marecek          | Heinz Windeck, Buchhändler, zunächst Niki Lafites Verlobter, danach Freund des Hauses |
| Guido Wieland          | „Onkel“ Guido Lafite, Franz’ älterer Bruder, pensionierter Uhrmacher, 1993 gestorben |
| Kurt Heintel           | Kurt Hevera, Bruder von Hilla, schwarzes Schaf der Familie, gelegentlich im Gefängnis, verheiratet mit Hilde, zunächst seltener Gast, ab 1987 ebenfalls Hausbewohner                                                                                           |
| Hilde Rom              | Hilde Römer, Freundin, später Ehefrau von Kurt Hevera aus Amstetten, eröffnet 1988 im Haus einen Modesalon |
| Gusti Wolf             | Frl. Gusti Fuchs, Hausbewohnerin, hat ihre Wohnung im 1. Stock, Handarbeitslehrerin, später pensioniert, lebt längere Zeit bei ihrer Schwester in Tirol, vermietet ein Zimmer an Pavel Nemecek                                                                 |
| Kurt Jaggberg          | Konsul Dr. Jäger, Hausbewohner, zweifelhafter Geschäftsmann und „Titelhändler“ |
| Hans Holt              | pensionierter Botschafter Dr. Hans Hollmann, Hausbewohner, hat seine Wohnung im 1. Stock, Freund der Familie Lafite (auch als Autor tätig) |
| Grete Zimmer           | Grete Neuberger, Hausbewohnerin, zweimal verwitwet, eventuell eine Tochter, mit ihren Untermietern Eduard Janek bzw. Dr. Zottl liiert, hält Geisterbeschwörungen ab                                                                                            |
| Richard Eybner         | Herr Eibinger, schwerhöriger Hausbewohner, hat seine Wohnung im 2. Stock, rezitiert gern Gedichte und Klassiker, viermal verheiratet, 1986 gestorben |
| Julia Gschnitzer       | Julia Eibinger, dessen Tochter aus erster Ehe mit einer Tirolerin |
| Birgit Machalissa      | Birgit „Storch“ Meinzer, zunächst Freundin der Niki, dann Mitbewohnerin der Wohngemeinschaft, mit Stefan, danach mit Hausbesitzer Hellmann verheiratet, Mutter dreier Kinder, arbeitet als Model                                                               |
| Stephan Paryla         | Stephan Paraki, Mitglied der Wohngemeinschaft, später Ehemann von Birgit, arbeitet als Musiker |
| Edd Stavjanik          | Edi Janek, Zuckerbäcker und Konditormeister, Untermieter und Hausfreund von Frau Neuberger, später Ehemann der Otti |
| Bernie Feit            | Bernie Müller, Lehrling und später Kellner in der Konditorei |
| Peter Fröhlich         | Dr. Peter Fritsch, Kinderarzt, Verehrer von Elfi, 1986–1990 in Tirol |
| Albert Rueprecht       | Dr. Bertl Strahler, Leiter einer Künstleragentur, Ehemann der Petra |
| Senta Wengraf          | Senta Kronstein-Strahler, Exfreundin von Bertl, Schauspielerin, lebt in München |
| Andy Woerz             | Andreas „Burli“ Strahler, Sohn von Senta und Bertl |
| Hilde Sochor           | Haushälterin Steffi Oberholzenberger, Nachfolgerin von Frau Sokol (bereits in Folge 191 als Maria Theresia Brzal dabei) |
| Fritz Holzer           | Fritz Oberholzenberger, Ehemann von Frau Steffi, Hobbybastler |
| Katharina Manker       | deren Tochter (bereits in Folge 18 als Freundin des Tommy dabei) |
| David Cameron          | David Williams, zweiter Ehemann von Elfi, Amerikaner, in der Modebranche tätig |
| Alfons Haider          | Dr. Alfons Haidenreich, Rechtsanwalt, Chef von Tommy |
| Gretl Schörg           | Grete(rl) Schönhuber, erste Freundin von Onkel Guido, Oberschwester |
| Hansi Prinz            | Hansi, zweite Freundin von Onkel Guido, Schulkollegin von Hilla |
| Kurt Sowinetz          | Engi Hewera, erster Freund von Frau Sokol |
| Herbert Propst         | Herr Herbert, zweiter Freund von Frau Sokol, Eis- und Maronistandbetreiber, hobbymäßiger Elektriker |
| Tom Krinzinger         | Nowak, trinkfester Hausmeister |
| Franz Suhrada          | Franz Nowak, dessen Bruder, ebenso trinkfest |
| Silvio Szücs           | Silvio Nowak, dritter Hausmeister als Nachfolger seiner Onkel |
| Kurt Nachmann          | Dr. Winkler, ehemaliger Kollege des Sektionschefs, Freund des Hauses (auch als Autor tätig) |
| Alfred Reiterer        | Dr. Reithofer, praktischer Arzt im Haus als Nachfolger von Dr. Beyer, Ordination im 1. Stock |
| Ernst Cohen            | Ernst Kröner, Freund und sitzengelassener Bräutigam der Niki |
| Erich Auer             | Erich Franz, Studienkollege von Hilla während ihres Psychologiestudiums |
| Gerhard Riedmann       | Herr Reiermann, Galeriebesitzer aus Innsbruck, stellt Elfis Bilder aus |
| Susanne Altweger       | Susi Reiermann, dessen Tochter, Untermieterin bei Eibingers, kurzfristig mit Heinz Windeck befreundet |
| Wilhelm Hufnagl        | Onkel Willi, Verwandter der Hilla aus dem Burgenland |
| Christian Futterknecht | Christian „Mecki“ Haubenberg, „aristokratisch“-platonischer Freund der Niki |
| Waldemar Kmentt        | Waldemar „Waldi“ Kronberg, Kammersänger, Verehrer von Elfi |
| Carlo Böhm             | Herr Wewerka, Installateur im Haus, in den Räumen seiner Werkstatt wird später „Die kleine Konditorei“ eröffnet |
| Marion Degler          | Marion Strohmer, Bekannte von Elfi und Ernst |
| Harald Harth           | Harald Strohmer, ihr Ehemann, später getrennt lebend |
| Adrienne Gessner       | Frau Müller, Bekannte von Hilla aus dem Kurheim |
| Peter Hey              | Dr. Feldmann, auch Dr. Friedmann, zu Beginn Hausarzt der Lafites |
| Heinz Hellberg         | Heinz Hellmann, ab 1988 Hausbesitzer in der Untersteinergasse, später Freund bzw. Ehemann von Birgit |
| Michael Janisch        | Dkfm. Michael Janowsky, bärbeißiger Hausverwalter |
| Monika Strauch         | Ulli Mosburger, dessen Ex-Ehefrau, Freundin von Heinz Windeck |
| Fritz Muliar           | Pavel Nemecek, Exfreund der Otti aus der CSSR, später Untermieter bei Frl. Fuchs, mit Frau Sokol befreundet, Billeteur im Burgtheater |
| Franz Muxeneder        | Herr Muxl, Fotograf, später Vertreter für Kochgeschirr |
| Walther Reyer          | Dr. Beyer, Psychiater mit Ordination im Haus |
| Hanne Rohrer           | Frau Beyer, dessen Frau |
| Florian Mauthe         | Florian, Mitbewohner in der Wohngemeinschaft (bereits in Folge 18 als Freund vom Tommy dabei) |
| Josef Rene Rumpold     | Josef Rumpler, Mitbewohner in der Wohngemeinschaft, will Schauspieler werden |
| Michaela Mock          | Michi, rundliche Mitbewohnerin in der Wohngemeinschaft, will Masseuse werden |
| Freddy Quinn           | Justuss Kramer, norddeutscher Cousin der Lafites |
| Dany Sigel             | Dany Steiner, Geliebte von Ernst Lafite, später in der Buchhandlung Windeck angestellt |
| Marianne Chappuis      | Frl. Mariann’, schweizerische Haushälterin von Botschafter Dr. Hollmann |
| Heinz Petters          | Herr Petermann (beim ersten Auftritt noch Peterlechner), Gastwirt am Attersee, kümmert sich um das dortige Ferienhaus der Lafites |
| Christine Schuberth    | Christine, Sekretärin der Buchhandlung Windeck/Lafite, mit Herrn Petermann befreundet |
| Serge Falck            | Serge, erster Freund von Petra |
| Guggi Löwinger         | Guggi Valerian, Operettenstar, Schauspielerin und Sängerin, Kundin von Hilde |
| Axel von Ambesser      | Axel von Amberg, Freund der Familie aus Hamburg |
| Miguel Herz-Kestranek  | Miguel von Amberg, dessen Sohn, Freund von Niki, Autor |
| Cissy Kraner           | Frau Nowotny, Angestellte in der Buchhandlung Windeck/Lafite |
| Maxi Böhm              | Maxi Bernaschek, Buchhalter in der Buchhandlung Windeck/Lafite |
| Gerhard Steffen        | Dr. Zottl, zweifelhafter Rechtsanwalt, Untermieter bei Frau Neuberger (bereits in der 44. Folge als Assistent des Filmregisseur Francois Legrand) |
| Erich Padalewski       | Dr. Bader, Rechtsanwalt, Nachfolger von Dr. Zottl als Untermieter bei Frau Neuberger (bereits in Folge 148 als Stiefbruder von Herrn Petermann) |
| Gudrun Velisek         | Frau Dr. Weller, Bekannte von Botschafter Hollmann aus dem Schwarzwald |
| Alexandra Maria Timmel | Alexandra Tischler, Freundin von Tommy und Kollegin in der Kanzlei Haidenreich |
| Sylvia Eisenberger     | Sylvia Berger, ältere Geliebte von Tommy |
| Dagmar Kutzenberger    | Dagmar Kuba, Lebensgefährtin von Tommy |
| Harald Serafin         | Dr. Pereira, brasilianischer Rechtsanwalt, kümmert sich um Hillas dortige Erbschaft und um die Adoption des kleinen Oliver |
| Christine Golin        | Eva Gollner bzw. Ritter, Freundin von Heinz Windeck |
| Nicole Berger          | Nicole, uneheliche Tochter von Kurt |
| Hans Christian         | Herr Christenson, pensionierter Staatsopern-Kammersänger, gelegentlicher Konditoreigast (bereits in Folge 69 als Herr Hansen, Klavierlehrer des Tinerls) |
| Heinz Ehrenfreund      | Günther Ehrenreich, Flugpilot, Verlobter von Dagmar, später mit Sylvia befreundet |
| Franziska Stavjanik    | Blumenverkäuferin Fanni, von Bernie verehrt (im Abspann als „F. Sztavjanik“ angeführt) |
| Wolfgang Pampel        | Anton Zehentner, kurzfristig Haushälter als Nachfolger von Frau Sokol, ehemaliger Buchhalter |
| Wolfgang Kainz         | Wolfgang Werner, Schauspieler, Freund von Petra (bereits in Folge 51 als einmaliges Mitglied der Wohngemeinschaft dabei) |
| Debria Brown           | Debria Johnson, kurzfristig Haushälterin als Nachfolgerin von Herrn Zehentner, Amerikanerin |
| Hubert Tscheppe        | Dr. Hubert Loidolt, Stammgast in der „kleinen Konditorei“ (bereits in Folge 252 als Herr Steinbeißer dabei) |
| Gerhard Ernst          | Maxi(milian) Bludl, Freund von Heinz Windeck |
| Adolf Lukan            | Dr. Felix Brauner, Psychiater, Onkel von Dagmar (bereits in Folge 214 als Clubgast dabei) |
| Teddy Podgorski        | Teddy Zabraski, zwielichtiger Neffe von Frau Oberholzenberger (hatte bereits in Folge 200 einen Kurzauftritt als Briefträger bzw. in seiner Funktion als damaliger ORF-Generalintendant)                                                                       |
| Patricia Fitzgerald    | Patricia, kurzfristiges Mitglied der Wohngemeinschaft |
| Maria Blumencron       | Maria Zopf, Freundin von Tommy |
| Manfred Jaksch         | Urs Schweizer, Reiseleiter, Bräutigam von Frl. Mariann' |
| Evelyn Faber           | Frau Färber, Freundin von Elfi, gelegentlicher Konditoreigast |
| Gudula Blau            | Frau Hollmann, später geschieden |
| Regina Fritsch         | Regina, Stieftochter von Botschafter Hollmann |
| Ursula Koban           | Ursula „Ursel“ Janek, Nichte von Herrn Janek, Lehrling in der Konditorei |

Erne Seder, die in der Rolle der Haushälterin Frau Sokol zumeist nur durch die Durchreiche aus der Küche am Familiengeschehen teilnehmen durfte, war auch maßgeblich als Autorin an der Serie beteiligt.
In der Anfangszeit verfasste sie die meisten Drehbücher, wurde dann von Hugo Wiener und Kurt Nachmann (der bis zu seinem plötzlichen Tod im März 1984 als Dr. Winkler auch eine wiederkehrende Rolle in der Reihe hatte) unterstützt. Als weitere Hauptautoren kamen Silke Schwinger und Annemarie Meister dazu, gelegentlich Hans Holt (Botschafter Dr. Hollmann), ab der Saison 1986/87 auch Fritz Eckhardt. Nach internen Streitigkeiten mit dem ORF über Gagenforderungen beendeten Erne Seder, Silke Schwinger und Annemarie Meister zu Beginn der Saison 1991/92 ihre Tätigkeit für „Die liebe Familie“, als neue Autoren wurden Eva Bakos, Kurt Huemer, Peter Moser und Wolfgang Kudrnofsky engagiert.

## Ausstrahlungen
Drei Sendungen konnten nicht wie geplant ausgestrahlt werden:
- 1986 wurde anlässlich des Todes von Ernst Meister anstatt Folge 167 eine ältere Episode wiederholt
- 1993 fiel Folge 364 wegen der plötzlichen Erkrankung einer Hauptdarstellerin aus, stattdessen erzählten die vorgesehenen Darsteller im Studio Anekdoten aus ihrem Künstlerleben, die anschließende Folge 365 wurde durch eine Gedenksendung für den verstorbenen Guido Wieland ersetzt – Franz Stoß erinnert darin mit Ausschnitten aus alten Serienfolgen an den Schauspieler. Diese drei Folgen hat man jedoch in die reguläre Folgenzählung mitaufgenommen.

Im Zuge einer umfangreichen Programmreform und -verjüngung unter dem neuen ORF-Generalintendanten Gerhard Zeiler wurde die Serie im Dezember 1993 vorzeitig eingestellt.
1997/98 wurde die Serie werktags im ORF-Nachmittagsprogramm wiederholt, wobei allerdings die Anfangsfolgen von 60 Minuten auf rund 45 Minuten gekürzt und verschiedene Folgen ausgelassen wurden – entweder, weil sie wegen einer längeren Laufzeit nicht ins Programmschema passten oder weil die Bänder nicht mehr verfügbar bzw. abspielbar waren.
Zwischen 23. Jänner 2017 und 2. Juni 2017 wurde im Spartenkanal ORF III ein Großteil der Episoden 1 bis 188 in HD-Format wiederholt. Allerdings sind ca. 10 Prozent der in den Programmzeitschriften und diverser Online-Ressourcen bereits verlautbarten Folgen wegen aktueller Ereignisse (Übertragung von Sitzungen aus der Nationalrat etc.) ersatzlos und zum Teil sehr kurzfristig wieder gestrichen worden, sodass eine kontinuierliche Orientierung in den sich aufbauenden Handlungssträngen nur schwer möglich war. Teilweise wurden auch titelgleiche Folgen vertauscht. Oster- und Weihnachtsepisoden wurden fast gänzlich gestrichen, da diese nach Ansicht der Programmverantwortlichen nicht „zur Jahreszeit passen“. Aufgrund zahlreicher Beschwerden an den ORF – kurioserweise auch von Zusehern, denen die Ausstrahlung von zwei Folgen pro Tag offenbar lästig war – wurde die Wiederholung mit Folge 188 (Der Besuch des Ministers) am 2. Juni 2017 vorzeitig eingestellt, nachdem die Planungen weiterer Folgen noch bis Mitte Juli verlautbart waren.

### Episodenliste
| Nummer (Gesamt) | Nummer (Staffel) | Erstausstrahlung   | Titel                                       | Inhalt, Ergänzungen (Gäste, Sendezeit, skizziert von) |
| --------------- | ---------------- | ------------------ | ------------------------------------------- | --- |
| 001             | 001              | 6. Dezember 1980   | Die Adventjause                             | Gemütlicher Adventnachmittag bei den Lafites. Hilla kümmert sich um die Jause, Franz möchte einen Adventskranz basteln, Ernst und Elfi kommen helfend dazu, erzählen von Alltag, Beruf und Kindern. Ein Rauchfangkehrer taucht mit verfrühten Neujahrswünschen auf, Guido meldet sich telefonisch, um seinen Besuch abzusagen, weil er sich bei einer Krampusparty verkühlt hat. Später kommen kurzfristig die Kinder dazu, Tommy, Tinerl sowie Niki und Heinz, ewig streitend und sich versöhnend. Bevor die Adventjause beginnen kann, macht Hausmeister Novak mit einem Adventskranz seine Aufwartung … Gast: Karl Krittl als Rauchfangkehrer. Samstag 17:00–18:00 Uhr / 60 min. (bis #27). Um den Live-Charakter zu unterstreichen, wurde in den einstündigen Sendungen neben den 17.00-Uhr-Nachrichten zu Beginn am Schluss immer im Wohnzimmer-Fernseher auf das laufende ORF-Programm geschaltet, wo noch die jeweils aktuelle Folge lief und auf die nachfolgende Programmhinweis-Sendung „Zwei mal sieben“ verwiesen. Skizziert von Erne Seder |
| 002             | 002              | 13. Dezember 1980  | Wer schenkt wem was?                        | Hilla, Franz und Guido besprechen bei der Jause die weihnachtliche Geschenkeplanung für die Familienmitglieder, tauschen Ideen aus, suchen nach Überraschungen. Ein Kurzschluss im Vorzimmer unterbricht den Kaffeeklatsch, Hausmeister Novak, Franz und Guido versuchen, den Schaden zu beheben, während Heinz bei Hilla Rat wegen der Niki sucht. Elfi kommt dazu, gibt den Herren Hilfeleistung in Sachen Stromreparatur und hat Werbezeichnungen für Ostern im Gepäck. Während Hilla mit der kurz verweilenden Niki über Heinz’ Besuch spricht und Ernstl zur geschenkeplanenden Gesellschaft stößt, erklärt sich Onkel Guido bereit, das Abendessen – ein Brathuhn – zu kochen. Schließlich sucht noch das Tinerl bei den Großeltern Hilfe bei einem Referat … Skizziert von Erne Seder |
| 003             | 003              | 20. Dezember 1980  | Vier Tage vor Weihnachten                   | Vorweihnachtsstimmung im Hause Lafite. Hilla und Elfi basteln in der Küche Weihnachtsschmuck, sprechen über die Familie, hängen Erinnerungen nach. Onkel Guido bringt einen Christbaum, den er und Franz gleich im Wohnzimmer aufstellen und zu schmücken beginnen, dabei ebenfalls Reminiszenzen an die Weihnachtsfeste ihrer Jugend auffrischen. Die Kinder platzen in die Küche, zeigen den beiden Frauen eine hübsche Spieldose, die sie dem Opa schenken wollen. Später erscheint Heinz mit einer besonderen Bitte an die Elfi, einer Zeichnung jenes Heurigenlokals, in dem er und die Niki sich kennengelernt haben. Elfi erklärt sich trotz der kurzen Frist bis zum Fest bereit, wird von ihrem überraschend auftauchenden Ehemann, der sich von seiner Computerarbeit losreißen konnte, zu jenem Heurigen entführt. Nach einem kurzen hausmeisterlichen Novak-Besuch schließt sich Hilla den beiden weihnachtlich gestimmten Herren im Wohnzimmer an … Skizziert von Erne Seder |
| 004             | 004              | 3. Jänner 1981     | Die Kindstaufe                              | Hilla telefoniert mit ihrer alten Freundin Liesl und erfährt dabei, dass ihr Patenkind Nachwuchs erwartet – einen Buben. Nun soll die Frau Sektionschef einen Vornamen für den neuen Erdenbürger aussuchen. Elfi kommt dazu, fragt, wie der neue Farbfernseher und die Kuckucksuhr laufen, erzählt von Geisterbeschwörungen bei Frau Neuberger und dass Niki bald in eine Garconniere zieht. Onkel Guido bringt das Abendessen mit, wird wie Elfi in die Vornamensuche miteinbezogen. Frau Neuberger „überfällt“ Elfi an der Wohnungstür mit einem Schwall aufdringlichen Tratsches. Niki macht einen Blitzbesuch, berichtet aufgeregt von ihren Wohnungsplänen, während der skeptische Heinz vor der Haustür schmollt. Schließlich kommen noch das Tinerl und Tommy zur Jause und schließen sich ebenfalls der Namenssuche an … Erstes Mal Frau Neuberger. Skizziert von Erne Seder |
| 005             | 005              | 10. Jänner 1981    | Die Hausaufgabe                             | Wasserrohrbruch im Badezimmer der Lafites. Installateur Wewerka kümmert sich um die Reparatur, während Hilla an Zahnschmerzen leidet und schließlich von der Elfi im Taxi zum Zahnarzt geschickt wird. Elfi verspricht, sich inzwischen um Handwerker und Gäste zu kümmern, da der Sektionschef bei einem Seminar in Linz weilt. Kaum setzt sich Elfi zur Arbeit nieder, kommt das Tinerl daher, braucht Hilfe bei der Hausaufgabe, einem Schnittmuster für eine Hausschürze. Onkel Guido, Tommy und Ernstl versuchen wenig erfolgreich bei der Schneiderarbeit behilflich zu sein. Während Herr Wewerka seine Arbeit beendet, dient der zufällig hereinplatzende Heinz als unfreiwillige Schneiderpuppe … Erstes Mal Herr Werwerka, als Adresse wird Wien 19, Untersteinergasse 4 genannt. Skizziert von Erne Seder |
| 006             | 006              | 17. Jänner 1981    | Das gelbe Kuvert                            | Hilla ist zur Taufe des Nachwuchses ihres Patenkindes geladen, das letztendlich den Namen Franz erhalten hat, der Sektionschef in Geschäften unterwegs, deshalb hütet Elfi malend die Lafit’sche Wohnung. Frau Sokol erscheint zum Wohnungsputz, verspätet, weil sich Lebensgefährte Engi den Fuß verletzt hat. Franz meldet sich telefonisch, bittet, ein gelbes Kuvert einem Boten zu übergeben – leider befindet sich das Schriftstück in einer mit Zahlenschloss gesicherten Mappe. Alle Öffnungsversuche scheitern, auch Guido und Heinz sind machtlos. Inzwischen entdeckt Frau Sokol im Wohnzimmer einen durchs offene Fenster zugeflogenen Papagei, den Tommy, Tinerl und Ernstl kurz darauf verzweifelt suchen. Das verärgert Elfi, die eigentlich erwartet, dass endlich die Hausaufgaben erledigt werden und führt zu einem heftigen Ehestreit, in dessen Verlauf Ernstl ankündigt, für einige Wochen auf einen Computerkurs ins deutsche Erlangen zu fahren. Ernstl gelingt es, die ominöse Mappe zu öffnen, allerdings befindet sich kein Kuvert drin. Hilla kann die Sache letztendlich klären und die familiären Wogen glätten … Erstes Mal Frau Sokol, hier noch nicht als Haushälterin, sondern als zweimal wöchentlich beschäftigte Zugehfrau. Skizziert von Erne Seder |
| 007             | 007              | 24. Jänner 1981    | Unterwegs in Afrika                         | Hilla liegt leicht unpässlich im Bett, wird vom Franz gepflegt, der gegen ihren Willen Hausarzt Dr. Friedmann alarmiert hat. Die gestresst-besorgte Elfi, selbst an einer Bindehautentzündung laborierend, kommt mit Lesefutter dazu und kocht mit Guido Gesundheitstee, später sucht das Tinerl Hilfe bei der Geographie-Strafhausübung. Dr. Friedmann diagnostiziert bei Hilla eine leichte Grippe und verordnet ihr Bettruhe. Während Elfi ihr Gesellschaft und Zuspruch leistet, versuchen die Herren Tinerls Afrika-Fragen mithilfe eines Atlanten zu klären. Doch erst der an einem Hexenschuss leidende Heinz und Niki können die speziellen Geographie-Fragen beantworten … Erstes Mal Dr. Friedmann/Feldmann. Skizziert von Erne Seder |
| 008             | 008              | 31. Jänner 1981    | Kleine und große Schmerzen                  | Hilla muss für eine Blinddarmoperation ins Krankenhaus, nachdem sich die letztwöchig diagnostizierte Grippe als Blinddarmreizung herausgestellt hat. Der nervöse Franz packt anstatt der in Tirol weilenden Elfi den Spitalskoffer, versucht, an alles zu denken, ist dabei keine große Hilfe, zumal Hilla ihn erinnert, Niki bei der Ausstattung der Garconniere beizustehen und sich Sorgen macht, wie ihr Mann alleine zurechtkommen wird. Guido sorgt für aufmunternde Geschichten am Krankenbett, empfängt dann Birgit, die für ihre Freundin Niki Tapetenmuster mitschleppt. Nachdem der „Storch“ ausgiebig der Jause zugesprochen hat, kommt die Niki dazu, um dem Sektionschef ihr Herz auszuschütten. Zwei Herren vom Roten Kreuz holen schließlich Hilla ab, was zu einem hektischen Aufbruch führt … Erstes Mal Birgit „Storch“ Meinzer. Gäste: Wolfgang Walek und Heinz Wustinger als Rotkreuz-Sanitäter. Skizziert von Erne Seder |
| 009             | 009              | 7. Februar 1981    | Das Märchenbuch                             | Guido spricht dem Sektionschef gut zu, der sich Gedanken um Hillas Genesung macht, die sich unerwartet noch einige Wochen hinzieht. Für Ablenkung sorgen Elfi und Tommy, die mit einem schweren Koffer voller Bücherraritäten und Erzählungen vom Tirol-Ausflug zur Jause eintreffen. Elfi stöbert mit Franz in der aus dem Nachlass von Elfis Tante Cilli stammenden Lektüre, während Guido die Kaffeetafel vorbereitet. Ein Märchenbuch aus der Sammlung, das eigentlich dem Tinerl zugedacht war, entpuppt sich als erotische 1001-Nacht-Ausgabe. Während Elfi zu Guidos Schrecken in der Küche das Nachtmahl vorbereitet, trifft Hausmeister Novak mit der Hiobsbotschaft ein, im Haus sei ein Wasserrohrbruch passiert. Schließlich erscheint noch Grete Schönhuber, eine Jugendfreundin des Guido. Dieser unterstützt Elfi beim Kochen, während Herr Novak Entwarnung gibt und der Sektionschef heimlich im Badezimmer im speziellen Märchenbuch schmökert … Erstes Mal Greterl Schönhuber. Skizziert von Erne Seder |
| 010             | 010              | 14. Februar 1981   | Gäste und Mimosen                           | Elfi und Guido bereiten die Jause vor und schmücken die Wohnung für den Besuch des Innsbrucker Galeriebesitzers Reiermann. Der Sektionschef kommt aus dem Burgenland zurück, wohin er seine Frau zur Kur gebracht hat. Herr Reiermann entpuppt sich als charmanter, wenn auch etwas komplizierter Zeitgenosse, der in seiner Sorge um Gesundheit und Allgemeinbefinden gern über das Ziel hinausschießt. In seiner Begleitung befindet sich eine aparte fernöstliche Schönheit, die bei den Herren des Hauses samt Heinz ihre Anziehungskraft spielen lässt, während Nikis Mimosenstrauß die empfindliche Nase Reiermanns reizt. Die Gespräche des Nachmittags drehen sich neben Gesundheits- und Diätthemen um Elfis weitere künstlerische Tätigkeit … Erstes Mal Herr Reiermann. Gast: Francisca Tu als „Kätzchen“. Skizziert von Erne Seder |
| 011             | 011              | 21. Februar 1981   | Der Vetter vom Land                         | Elfi kündigt an, für Strohwitwer Franz und dessen Gast Heinz ein spezielles Abendessen, Kalbfleisch mit grüner Soße, zu kochen. Die beiden Herren sehen eingedenk Elfis gelinde gesagt experimentierfreudiger Küchentalente einem zweifelhaften Vergnügen entgegen. Während Elfi in ihrer Wohnung zur Zubereitung schreitet, erscheint beim Sektionschef ein seltener Gast, Onkel Willi, ein Verwandter von Hilla aus Apetlon. Er hat die Frau Sektionschef bei ihrer burgenländischen Kur besucht und dabei u. a. von Franz’ derzeitiger kulinarischer Leidenszeit erfahren. In seinem Rucksack hat Willi deshalb eine üppige Brettljause mitgebracht, Wein, Schnaps, Brot, Schweins- und Ganslbraten, Grammeln, Ganslfett, Leberwurst, Blunzn usw., was die drei Herren zu einem orgiastischen Nachmittagsmahl verleitet. Außerdem weckt der Gast im Sektionschef die Eifersucht, als er von einem alten Bekannten berichtet, den Hilla in der Kur getroffen hat. Während die Herren schlemmen, kommen Elfi, Tommy und das Tinerl mit dem zubereiteten Arbeitsmahl, schließen sich dann aber ebenfalls den ländlichen Genüssen und Onkel Willis Erzählungen an. Zu leichten Turbulenzen kommt es, als Niki mit ihrem neuen Freund, dem pseudoaristokratischen Mecki erscheint. Heinz wirft den Nebenbuhler kurzerhand aus der Wohnung … Erstes Mal Mecki, erstes Mal Onkel Willi. Skizziert von Erne Seder |
| 012             | 012              | 28. Februar 1981   | Faschingsamstag                             | Faschingskränzchen im Hause Lafite: Tommy und Heinz dekorieren das Wohnzimmer, Elfi und Frau Sokol bereiten in der Küche Speis und Trank vor, das Tinerl begrüßt als Page verkleidet an der Wohnungstür die Gäste: Carlo, einen Freund von Niki und Heinz, danach Billy, einen waschechter Kölner, bei dem niemand so recht weiß, zu wem er gehört und der gleich das Klavier in Beschlag nimmt, später das Greterl mit einer Ladung Faschingskrapfen, schließlich einen geheimnisvoller Ritter, der sich als der „Storch“ entpuppt. Der Sektionschef flüchtet vor dem Rummel ins Arbeitszimmer, von dort weiter ins Badezimmer, dabei leistet ihm Carlo Gesellschaft, später Dr. Friedmann, der als Tod verkleidet die Party aufmischt. Niki pflegt in der Küche ihre Eifersucht, da Heinz ihrer Meinung nach den Damen der Party zu viel Aufmerksamkeit schenkt. Nachdem ein Teil der Gäste plötzlich aufbrechen, macht sich unter den Zurückgebliebenen Melancholie und Langeweile breit … Gäste: Bill Grah als Bill Granichstetten, Hellmuth Hron als Carlo Wlk. Skizziert von Erne Seder |
| 013             | 013              | 7. März 1981       | Eine spanische Geschichte                   | Das Tinerl sitzt beim Opa und sucht Hilfe bei den Hausaufgaben. Onkel Guido und das Greterl sorgen für die Jause, dabei erzählt der Franz von seinem Kurbesuch bei der Hilla. Tommy schließt sich der Jausengesellschaft an, zu der wenig später ein besonderer Gast stößt: Onkel Kurt, Hillas Bruder, taucht nach vielen Jahren wieder bei den Lafites auf. Er spricht mit einem seltsamen Akzent und gibt jede Menge Raubersgschichten und Angebereien aus seinem südamerikanischen Leben zum besten. Franz, der Kurt und seine zweifelhafte Lebensgeschichte kennt, lässt ihn gewähren, bis der Gast aufs Thema Geld kommt. Im Arbeitszimmer redet Franz mit seinem Schwager Klartext, Kurt gesteht, warum er vor ein paar Jahren so plötzlich verschwinden musste, von seinen kriminellen Geschäften und seinem Gefängnisaufenthalt … Erstes Mal Onkel Kurt. Skizziert von Erne Seder |
| 014             | 014              | 14. März 1981      | Die Einladung                               | Elfi leistet dem Franz Gesellschaft, das Tinerl kümmert sich um die Jause. Tommy und Heinz platzen herein, letzterer auf der Suche nach der unzuverlässigen Niki. Es entspinnt sich ein kleiner Disput zwischen Heinz und Elfi über Mutterverhalten und der Natur seiner Beziehung zur Niki, an der sich auch der sich bemuttert fühlende Tommy beteiligt. Nachdem Tommy und Heinz wieder abgerauscht sind, reißt ein Anruf Elfi aus ihrer Arbeit: die Strohmers melden sich, ein befreundetes Ehepaar, das für den Abend eingeladen ist – eine Einladung, die Elfi vergessen hat. Harald Strohmer ist wie der immer noch in Erlangen weilende Ernstl Computerfachmann. Im Gespräch mit Franz und Elfi entpuppt sich Herr Strohmer als Fachmann für Kakteen und Tarot-Karten. Bei der Demonstration der Kartengeheimnisse anhand des Tagesdatums stellt sich heraus, dass auch Frau Strohmer eine abendliche Einladung vergessen hat … Erstes Mal Marion und Harald Strohmer. Skizziert von Erne Seder |
| 015             | 015              | 21. März 1981      | Wasserspiele                                | Hilla wird nach mehr als sechswöchigem Kuraufenthalt zurückerwartet. Während Franz unterwegs ist, um die gnädige Frau abzuholen, warten Ernstl, frisch zurück von seinem Computerkurs, die verkühlte Elfi und die besorgte Frau Sokol, die nebenbei für ihre Fahrprüfung lernt. Als Hilla eintrifft, überrascht sie Tommy und seine Band mit einem Begrüßungsständchen, das Tinerl sagt ein Gedicht auf und Heinz schleppt sich mit den Koffern ab. Onkel Guido lässt sich entschuldigen, er ist mit dem Greterl unterwegs. Am Jausentisch berichtet Ernstl von seinen Erlebnissen im deutschen Erlangen, danach erzählt Hilla von ihren Kurerlebnissen und von Hugo, einem Jugendfreund, den sie dort wieder getroffen hat. Heinz liefert bei Frau Sokol die Spezialitäten ab, die Onkel Willi der Hilla mitgegeben hat, während diese zusammen mit Niki Elfi ein Gesundheitsbad verpasst … Gäste: Michael Ernst, Martin Gattinger, Helmuth Rommer als Bandmitglieder. Skizziert von Erne Seder |
| 016             | 016              | 28. März 1981      | Fernweh                                     | Hilla und Franz wälzen Urlaubsprospekte, werden sich jedoch nicht recht einig über Reisezeit und Reiseziel. Ernstl stößt zu seinen Eltern, kurz darauf meldet sich Herr Reiermann telefonisch an. Franz hat noch Zeit, seine Frau auf die speziellen hypochondrischen kulinarischen Eigenheiten des Gastes – Feigenkaffee und Buchweizenkekse – vorzubereiten, als Herr Reiermann auch schon mit einer jungen Dame mit breitem und frechem Tiroler Dialekt im Schlepptau eintrifft. Die Familie nimmt irrtümlicherweise an, bei dieser Susi handelt es sich um die junge Freundin des Galeristen. Als Hilla sie im Arbeitszimmer darauf anspricht, stellt sich heraus, dass Susi in Wirklichkeit die in Wien studierende Tochter Herrn Reiermanns ist. Während der Gast Hilla von fernen Ländern vorschwärmt und Susi mit dem Sektionschef in der Küche diskutiert, treffen späte Gäste ein: Elfi und kurz danach Onkel Guido … Erstes Mal Susi Reiermann. Skizziert von Erne Seder |
| 017             | 017              | 4. April 1981      | Platzwechsel                                | Hilla, Elfi und Ernstl haben im Erker des Wohnzimmers als verfrühte Geburtstagsüberraschung für den Sektionschef eine neue moderne Sitzlandschaft aufgestellt und ein Hundertwasser-Gemälde aufgehängt, Veränderungen, mit denen der Franz naturgemäß wenig Freude hat. Nach einigem Hin und Her während der Jause gelingt es ihm, Möbel und Bild Ernst und Elfi für deren Wohnung einzureden und er bittet Hilla, die Erkermöbel neu auftapezieren zu lassen. Das Tinerl meldet, dass das Lafit’sche Telefon nicht funktioniert, Frau Neuberger läutet, besorgt, dass die Lafites einen Auszug planen und über ihre Einsamkeit klagend. Nächster Gast ist eine Bekannte Hillas aus dem Kurheim, Frau Müller, die ein besonderes Anliegen hat: nachdem sie nun endlich ein Zimmer in einem Seniorenheim bekommen hat, sucht sie händeringend einen guten Platz für ihren Hund Lumpi. Frau Neuberger erklärt sich begeistert bereit, für das Tier zu sorgen. Als verspäteter Gast macht schließlich Guido noch seine Aufwartung … Erstes Mal Frau Müller. Skizziert von Erne Seder |
| 018             | 018              | 11. April 1981     | Junge Liebe – Spätes Glück                  | Ernstl sitzt bei den Eltern, Thema u. a. Tommy, der möglicherweise bald zum Bundesheer muss. Der Bursch kommt dann auf einen Blitzbesuch, stellt seine Freunde Kathi und Florian vor. Hilla ist leicht nervös, sie erwartet an diesem Nachmittag einen alten Jugendfreund aus ihrer Schauspielerzeit, Hugo Tschurtschentaler, Künstlername Hugo Trautmann, den sie während ihres Kuraufenthaltes wieder getroffen hat. Heimlich möchte sie mit ihrem einstigen „Romeo“ nun den Franz ein bissl eifersüchtig machen. Hugo erweist sich als etwas kurzatmiger, wohlbeleibter, gemütlicher älterer Herr, eine Tatsache, die Guido dem Franz mitteilt und damit Hillas kleine Scharade zum Platzen bringt. Zu ihrem Ärger stellt sich außerdem heraus, dass Hugos Ehefrau einst ein Gspusi des Sektionschefs war. Während es sich Herr Tschurtschentaler im Wohnzimmer bei Jause und Fernseher gemütlich macht, lotst Ernstl die von einer Shoppingtour gestresste Elfi und die Streithähne Niki und Heinz in die Küche … Erstes Mal Florian. Gäste: Hugo Lindinger als Hugo Tschurtschentaler alias Trautmann, Katharina Manker als Kathi. Skizziert von Erne Seder |
| 019             | 019              | 18. April 1981     | Karsamstag                                  | Hilla und Franz treffen ein paar Ostervorbereitungen, Ernstl kommt zum Plausch dazu, auf dem Sprung zu einem Empfang bei seinem Chef. Die drei stöbern in alten Dokumenten, Fotos und Unterlagen, die Franz nach einem Aufruf des historischen Archivs der Stadt Wien dorthin weitergeben möchte. Zu Besuch kommen eine alte Schauspielerfreundin Hillas, Dorothea und deren Begleiterin Eva. Dorothea, im Alter erblindet, erzählt am Kaffeetisch von ihren schwierigen Erfahrungen und Erlebnissen in einem Alltag ohne Augenlicht. Guido schließt sich der Gesellschaft an, später Elfi mit einem Ostergruß und einem Bericht über Tinerls Ballettauftritt … Gäste: Dorothea Neff als Dorli, Eva Zilcher als Eva. Skizziert von Erne Seder |
| 020             | 020              | 25. April 1981     | Im Tiergarten                               | Zum Ende der ersten Saison bei den Lafites treffen sich Familie und Freunde im Tiergarten Schönbrunn. Während Franz, Ernstl, Guido und die Kinder bei einem Rundgang vom Tiergartendirektor Informationen erhalten, verschiedene Gehege und Tiere kennenlernen, sitzen die gestresste Elfi und Hilla in zu kleinen Schuhen im Pavillon bei einem Kaffee. Dort treffen sie unvermutet Frau Sokol und ihren Freund Engi Hevera, die sich der Gesellschaft anschließen, zu der nach und nach Heinz und Niki sowie die Herren stoßen. Bei Kaffee und gemütlichem Zusammensein wird über die Pläne für den Sommer berichtet … Die Folge spielt komplett im Tiergarten Schönbrunn. Erstes Mal Engi. Skizziert von Erne Seder |
| 021             | 001              | 26. September 1981 | Beim Heurigen                               | Zum Start der nun wieder regelmäßig stattfindenden Treffen bei den Lafites laden der Sektionschef und Hilla Familie und Freunde zum Heurigen. Ein angesäuselter Heurigengast, der Pühringer Maxl, verwechselt den Franz mit seinem Jugendfreund Edi und belästigt ihn mit alten Geschichten, bevor Ernstl, Elfi und die Kinder eintrudeln und recht gemischte Erinnerungen an den Sommer aufwärmen. Nächster Gast am Heurigentisch ist Onkel Guido und zum Amüsement der Familienmitglieder nochmal der Pühringer Maxl. Während sich Guido wegen des großen Andranges schwer tut, für die Gesellschaft Verpflegung zu besorgen, spielt Heurigen-Gast Anton Karas auf Bitte des Franz’ sein berühmtes Harry Lime-Thema. Niki ist mal wieder mit dem wegen des Mecki eifersüchtigen Heinz überkreuz, der von Spanienurlaub und Sonnenbrand zu erzählen weiß. Zuletzt schließen sich Frau Sokol und ihr Engi der Gesellschaft an … Gäste: Anton Karas als er selbst, Ossy Kolmann als Pühringer Max Unter den Heurigen-Gästen, allerdings ohne eigenen Auftritt in der Folge u. a.: Frau Neuberger, Birgit, Herr Wewerka sowie Hugo Wiener, Hans Weigel, Muckenstruntz & Bamschabl, Gerhard Tötschinger, Dorothea Neff und Eva Zilcher. Die Folge spielt komplett in einem Heurigenlokal. Skizziert von Hugo Wiener |
| 022             | 002              | 3. Oktober 1981    | …                                           | Folge verschollen, über Titel, Inhalt und Darsteller bisher keine Informationen. Skizziert von Erne Seder |
| 023             | 003              | 10. Oktober 1981   | Die Ehestifter                              | Franz lädt zu einem Familienrat und möchte diskutieren, ob es nicht höchste Zeit wäre, dass Guido endlich das Greterl heiratet. Doch Hilla hat es eilig, geht mit dem Tinerl zu einer Demonstration der Grünen, Tommy muss zu einem Date, Elfi ist abgelenkt von ihren Gesangsstunden und Ernstl ist nervös und unaufmerksam, streitet heftig mit seiner Frau. Guido kommt dazu, flirtet mit Frau Sokol und wird von der Familie mehr oder weniger subtil wegen des Greterls bearbeitet. Niki ist wie üblich mit dem Heinz im Streit, möchte wieder daheim einziehen und ihren Bräutigam auf den Mond schießen. Da Franz’ Pläne von der Familie sabotiert werden, versucht der Sektionschef, Guido mit einem Bekannten des Greterls eifersüchtig zu machen. Das führt zu Missverständnissen, als ihm das Greterl später mitteilen möchte, dass sie sich ein Auto gekauft hat. Inzwischen wird der Sektionschef vom Tinerl alarmiert: Hilla wurde bei der Demonstration verhaftet. Bis sich die Familie endlich gemütlich niedersetzen kann, vergehen noch einige turbulente Minuten … Skizziert von Kurt Nachmann |
| 024             | 004              | 17. Oktober 1981   | Der Herr Kammersänger                       | Franz und Hilla sprechen über die Ehekrise von Ernstl und Elfi, hören von Tommy und Tinerl neue Klagen wegen der ewigen Streitereien, ausgelöst diesmal durch den bevorstehenden Besuch des Kammersängers Waldi, einer Sommerbekanntschaft der Elfi. Der Sektionschef jammert außerdem über Hillas zeitraubendes Engagement für den Umweltschutz. Elfi versucht, ihren Standpunkt im Ehestreit darzulegen und bittet, ihren Gast bei den Lafites empfangen zu dürfen. Frau Sokol stellt seltsame Fragen über den Besucher, Guido und Heinz, letzterer endgültig von der Niki getrennt, kommen dazu. Gemeinsam mit dem Sektionschef wollen die beiden den Kammersänger bei der Jause durch Verachtung strafen, alle drei erliegen allerdings schnell dem Charme des Besuchers, besonders als sich herausstellt, dass sowohl Hilla als auch Franz Kammersänger Kronberg alias Waldi Kratochwil früher gut gekannt haben. Bei der Jause werden alte Erinnerungen aufgefrischt und Elfi und Waldemar müssen bekümmert feststellen, dass ihr kleiner Sommerflirt den Herbst wohl nicht überdauern wird … Erstes Mal Waldemar „Waldi“ Kronberg. Skizziert von Hugo Wiener |
| 025             | 005              | 24. Oktober 1981   | Alte und neue Ansichten                     | Franz und Hilla stöbern in alten Ansichtskarten, als das Tinerl um Hilfe bei der Hausübung, einer Collage zum Nationalfeiertag, bittet. Das Mädchen muss dann in die Küche zu Frau Sokol ausweichen, weil der Ernstl seine Eltern um ein wichtiges Gespräch bittet. Unter sechs Augen gesteht er ihnen, dass er seinen Job bei der Computerfirma gekündigt hat und nun sein Glück als Buchhändler sucht, sich mit der Abfindung an Heinz' Buchhandlung beteiligen wird. Franz und Hilla sind überrascht, beschwören Ernstl, unbedingt mit seiner Frau darüber zu sprechen. Später kommt die ahnungslose Elfi an den Jausentisch, wird gleich wieder vom Tommy in Haushaltsdingen um Hilfe gebeten. Niki bringt ihren Bekannten Miguel mit, einen seltsam zurückhaltenden, steifen jungen Mann mit ungewöhnlichen Ansichten. Der nervöse Heinz macht Station bei Frau Sokol und dem Tinerl, während Guido zur Kaffeegesellschaft stößt … Erstes Mal Miguel Amberg. Skizziert von Erne Seder |
| 026             | 006              | 31. Oktober 1981   | Die Familien-Film-AG                        | Der Sektionschef ist auf dem Sprung nach München, wird von Hilla zum Zug gebracht. Heinz möchte Elfi endlich sagen, dass der Ernstl sein Kompagnon in der Buchhandlung wird, doch die beiden reden aneinander vorbei und Elfi meint nach einem Hinweis von Frau Sokol, Heinz sei wieder mit der Niki liiert. Tommy versucht inzwischen, die Familienmitglieder anzupumpen, um sich ein Moped kaufen zu können, während es der Niki gelingt, die Missverständnisse aufzuklären. Nächster Gast ist Onkel Kurt, wieder mit großem Auftritt und einer abenteuerlichen Geschichte im Gepäck: er behauptet, in London Storysucher für eine Filmgesellschaft zu sein, stellt den Familienmitgliedern samt Hilla viel Geld in Aussicht, wenn sie ihre „Geschichten“ verkaufen, will letztendlich damit nur seine eigene leere Kasse auffüllen. Der unerwartet zurückgekehrte Sektionschef macht dem Spuk schnell ein Ende und hilft dem Schwager diskret mit einem kleinen Zuschuss aus … Skizziert von Kurt Nachmann |
| 027             | 007              | 7. November 1981   | Ihre beste Freundin                         | Franz entdeckt bei seiner Heimkehr aus Linz einen Papagei im Arbeitszimmer, ein Tier, das Hilla für ein paar Tage „in Pflege“ genommen hat. Frau Sokol sucht Hilfe beim Kreuzworträtsel, Hauptpreis: eine Reise nach Tansania. Elfi braucht von Hilla Rat wegen der ewigen Krise mit dem Ernstl, während Franz den Kindern das Untermiettier zeigt. Niki lügt in Absprache mit Hilla ihrer Mutter vor, dass sie ein kleines „Rendezvous“ mit Kammersänger Waldi Kronberg hatte, woraufhin Elfi überstürzt die Wohnung verlässt. Ernstl berichtet Franz von den Erfahrungen als Buchhändler, sein Vater redet ihm streng ins Gewissen wegen des Ehekonflikts. Während Hilla und Franz Frau Neuberger mit dem Lumpi und Edith Klinger als Gäste begrüßen, führen Ernstl und Niki ein ernsthaftes Vater-Tochter-Gespräch. Frau Sokol bugsiert die nächsten Gäste, Guido und Heinz zu sich in die Küche und erhält von den Herren unkonventionelle Hilfe beim Kreuzworträtsel. Am Jausentisch lösen sich schließlich fürs Erste wieder alle Familien- und Ehekrisen … Gast: Edith Klinger als sie selbst. Skizziert von Hugo Wiener |
| 028             | 007              | 14. November 1981  | Das Martinigansl                            | Während Frau Sokol das traditionelle Martiniganserl zubereitet, sortiert Hilla mit dem Tinerl alte Kleidungsstücke für eine Patchworkdecke aus. Ernstl hat bei einer Firmenfeier zu viel Alkohol getrunken und schläft im Elternschlafzimmer seinen Rausch aus – sehr zum Entsetzen von Heinz, der ihn geschäftlich sprechen müsste. Elfi sucht ebenfalls verzweifelt nach ihrem Ehemann. Der hypochondrische Herr Reiermann trifft zur Kaffeejause ein, kurz darauf auch der Storch … Samstag 17:00–17:45 Uhr / 45 min. ab jetzt. Skizziert von Erne Seder |
| 029             | 009              | 21. November 1981  | Der Brief                                   | Dicke Luft im Hause Lafite. Frau Sokol verlässt wutschnaubend die Wohnung, kurz darauf auch der Sektionschef. Niki bleibt allein zurück. Dann kommen Tommy, Hilla und Nikis Freund Miguel, später auch Elfi und Ernstl. Ein mysteriöser Brief ohne Absender, den ein Bote für Opa abgegeben hat, verunsichert die Familienmitglieder. Sie alle fürchten, der Inhalt bezieht sich auf sie. Erst als der Sektionschef und Frau Sokol zurückkehren, löst sich alles in Wohlgefallen auf … Franz und Hilla feiern in dieser Folge ihren Hochzeitstag, das Datum variiert allerdings in späteren Episoden. Gast: Robert Blasel. Skizziert von Kurt Nachmann |
| 030             | 010              | 28. November 1981  | Ein verlockender Antrag                     | Zunächst gibt’s Konflikte: Frau Sokol zerbricht beim Putzen eine wertvolle Vase, Elfi ist verärgert, weil Ernstl den geplanten Vernissagebesuch absagt und sich mit Heinz zu einer geschäftlichen Besprechung ins Arbeitszimmer zurückzieht. Dann bringt Onkel Guido einen interessanten Gast mit: Herrn Amberg aus Hamburg. Er hat ihm in der Stadt aus der Verlegenheit geholfen, nachdem Guidos Brieftasche gestohlen wurde. Als Nikis Freund Miguel vorbeikommt, stellt sich heraus, dass Herr Amberg sein Vater ist. Und Amberg sen. hat ein verlockendes Angebot für Hilla mit … Erstes Mal Herr von Amberg. Skizziert von Hugo Wiener |
| 031             | 011              | 5. Dezember 1981   | Falsche Reaktionen                          | Frau Sokol bäckt Vanillekipferl und lernt für ihre Fahrprüfung. Währenddessen machen sich Eltern und Großeltern Sorgen um Tommy. Der Bub wurde mit einer um einiges älteren Frau gesehen. Kurz darauf kommt Tommy mit dieser Dame, Frau Lotte, zu Besuch. Onkel Guido flirtet schamlos mit ihr. Zur allgemeinen Erleichterung stellt sich heraus, dass Tommy mit Lottes Tochter Verena befreundet ist. Und schließlich erscheint noch – zum Tag passend – hoher Besuch, die Gebrüder Nowak als Nikolaus und Krampus … Gäste: Lotte Ledl, Verena Wengler. Skizziert von Erne Seder |
| 032             | 012              | 12. Dezember 1981  | Besuch aus Deutschland                      | Der Sektionschef hütet mit einer leichten Grippe das Bett. Hilla ist auf der verzweifelten Suche nach einem Buch, das ihr Mann lesen will – zuletzt hatten es Ernstl und Niki. Frau Sokol verbrennen die Weihnachtskekse, während sie um die Medizin für den Sektionschef rennt. Dann kommt Herr Amberg zu Besuch, im Schlepptau eine junge Soziologiestudentin, die eine typisch österreichische Familie kennenlernen möchte. Während sich Onkel Guido und Heinz ihrer annehmen, leistet Herr Amberg dem Sektionschef Gesellschaft. Sie unterhalten sich über deutsche und österreichische Eigenheiten … Gast: Christiane Gött. 15:15–16:00 Uhr. Die Sendung wurde zeitgleich auch im ZDF ausgestrahlt. Skizziert von Kurt Nachmann |
| 033             | 013              | 19. Dezember 1981  | Der Kettenbrief                             | Die Lafites erwarten den Abschiedsbesuch von Herrn Amberg. Die Familie ist besorgt, weil sich Niki in den Charmeur verknallt hat. Onkel Guido macht sich Gedanken wegen eines Kettenbriefes, den er bekommen hat – weiterschicken oder zerreißen? Die Tipps und Warnungen sind vielfältig. Heinz bringt die Heidelberger Soziologiestudentin Christine mit, die bereits in der vorigen Woche Gast der Lafites war. Schließlich treffen Axel von Amberg und sein Sohn Miguel ein. Er kann die Befürchtungen der Familie bezüglich Niki zerstreuen … Gast: Christiane Gött. 15:15–16:00 Uhr. Die Sendung wurde zeitgleich auch im ZDF ausgestrahlt. Skizziert von Hugo Wiener |
| 034             | 014              | 26. Dezember 1981  | Das leichtsinnige Eichhörnchen              | Das Tinerl hat ein Kinderstück geschrieben, das zu Silvester aufgeführt werden soll. Nun versammeln sich Familie und Freunde, um die Generalprobe des „Leichtsinnigen Eichhörnchens“ abzuhalten. Der Sektionschef, der verkühlte Heinz, Elfi, Niki und Onkel Guido sind als Puppenspieler aktiv, Tommy kümmert sich um die Geräuschkulisse und Technik, Frau Sokol, das Greterl, Ernstl und Frau Neuberger markieren das Publikum, Hilla schließlich hat die Regie übernommen. Mit einigen Pannen geht die Aufführung recht glücklich über die Bühne … 60 min. Skizziert von Erne Seder |
| 035             | 015              | 2. Jänner 1982     | Ein gemütlicher Nachmittag                  | Der Sektionschef und Hilla stellen sich auf einen ruhigen Nachmittag ein, da die Familie auf Weihnachtsurlaub ist. Franz sortiert seine Briefmarken, Hilla betreibt Schönheitspflege. Doch bald klingelt es: Miguel ist auf der verzweifelten Suche nach einer Schreibmaschine, soll er doch am nächsten Tag beim Bayr. Rundfunk ein Konzept für seine Serie „Der Problemdetektiv“ abgeben, Frau Neuberger – auf dem Weg zu ihrem Medium – bittet den Sektionschef, auf den Hund „Rigoletto“ aufzupassen, schließlich kommt noch Herr Strohmer auf der Suche nach Hilfe. Dessen Frau hat sich bei einem kleinen Unfall das Kleid ruiniert. Miguel „missbraucht“ ihn als Versuchsobjekt für sein Buch … Skizziert von Kurt Nachmann |
| 036             | 016              | 9. Jänner 1982     | Faschingsg'schichten                        | Faschingsstimmung bei den Lafites: Ernst und Elfi wollen zu einer Party bei den Strohmers, Tommy im Smoking auf einen Studentenball, Niki auf ein Atelierfest mit dem Motto „Chicago in den 20ern“, Onkel Guido mit dem Greterl zum Gschnas in der Klinik, Thema hier: „Wien im Jahr 2000“, Frau Sokol schließlich mit dem Engi zum Faschingsball der Schrebergärtner. Doch Niki kommen die Begleiter abhanden, sodass sie schließlich Heinz mitnimmt und Ernst ist mit Elfis Kleid verschollen. Als Frau Nowotny mit seiner Brieftasche, die er in der Buchhandlung verloren hat, vorbeikommt, beginnt sich die Familie ernsthaft Sorgen zu machen … Erstes Mal Frau Nowotny. Skizziert von Hugo Wiener |
| 037             | 017              | 16. Jänner 1982    | Überraschungen                              | Hilla ist auf der Suche nach einem Pianisten und einen Proberaum für ihren bevorstehenden Chanson-Auftritt. Sie bittet Onkel Guido um Hilfe, während ihr Mann ahnungslos bleiben soll. Ernstl ist in Sorge, weil Elfi in letzter Zeit Geheimnisse hat. Niki ist seit dem letztwöchigen Ballbesuch wieder mit Heinz befreundet, der reagiert allerdings eifersüchtig, als ein alter Freund von Niki, Mecki, bei den Lafites auftaucht. Dieser bietet Hilla seine Klavierspieler-Dienste an. Frau Sokol schließlich hat vergessen, Kaffee einzukaufen … Skizziert von Kurt Nachmann |
| 038             | 018              | 23. Jänner 1982    | Wenn der Wurm drinnen ist                   | Während der jüngere der Nowak-Brüder das Vorzimmer der Lafites neu tapeziert, versucht einer seiner Bekannten, Herr Herbert, den kaputten Küchenherd zu reparieren. Der Sektionschef bereitet sich auf einen Gala-Abend vor, bei dem er für einen ehemaligen Kollegen eine Laudatio halten soll. Doch sowohl seine Manschettenknöpfe als auch seine schwarzen Schuhe sind verschwunden. Frau Neuberger legt in der Küche Frau Sokol die Karten und hilft nebenbei beim Tapezieren. Beim Aufräumen gelangt das Sackerl, in dem Ernstl für seinen Vater Manschettenknöpfe, Schuhe und ein Buch abgegeben hat, in den Müll … Erstes Mal Herr Herbert. Skizziert von Erne Seder |
| 039             | 019              | 1. Februar 1982    | Ein Essen mit Hindernissen                  | Erstes Treffen bei den Lafites am Montagabend. Hilla verspätet sich und Frau Sokol muss absagen, was dazu führt, dass Elfi und Heinz zu kochen versuchen. Als Gäste stellen sich Maxi Bernaschek, Buchhalter der Buchhandlung sowie Frau Nowotny und deren Neffe Herbert Weinberger ein. Herr Bernaschek, den der Sektionschef von seiner früheren Tätigkeit als Ober kennt, unterhält die Gesellschaft mit seinen Witzen, während Herr Weinberger Zauber- und Klaviertricks zeigt und seine Tante alte Lieder singt. Nachdem die Essenszubereitung Schwierigkeiten bereitet, weil Heinz beschwipst vom Fleischholen zurückkommt, erweist sich Onkel Guido als Retter in der Not … Bis einschließlich Folge 50 lief die Serie montags von 20:15 bis 21:00 Uhr. Gast: Herbert Prikopa als Herbert Weinberger. Skizziert von Hugo Wiener |
| 040             | 020              | 8. Februar 1982    | Ein- und Ausflüge                           | Der Sektionschef und Onkel Guido sind zunächst auf einem Herrenabend, Hilla im Theater. Frau Sokol bereitet ein spätes Abendessen vor, holt noch schnell im nahe gelegenen Gasthaus Nachschub. Ihre Abwesenheit nutzt ein Einbrecher, um in die Wohnung einzudringen. Als kurz darauf jedoch Tommy mit einer jungen Dame kommt, um die vermeintlich sturmfreie Bude zu nutzen, wenig später Frau Sokol zurückkehrt und schließlich auch noch Onkel Kurt eintrifft, entwickeln sich einige Turbulenzen. Kurt kann den Eindringling, „Prater Charlie“, einen alten Bekannten, aus der Wohnung lotsen, Tommy hat mit dem Mädchen weniger Glück. Elfi, derangiert von einem kleinen Unfall, trifft sie im Badezimmer, wo sie sich versteckt hat … Gäste: Gaby Bischof, Peter Frick. Skizziert von Erne Seder |
| 041             | 021              | 15. Februar 1982   | Opa ist doch der Beste                      | Ernstl und Franz machen sich Sorgen, da Hilla und Niki in Kärnten eingeschneit festsitzen, zumal sich Dr. Winkler, ein ehemaliger Kollege des Sektionschefs aus dem Ministerium, als Abendgast angesagt hat. Nachdem Frau Sokol ebenfalls nicht da ist, kümmert sich Elfi um das Abendessen. Dr. Winkler ist ein ruhiger, angenehmer, belesener Junggeselle, der die Familie schnell für sich einnimmt. Mit dem Sektionschef liegt er allerdings immer ein bisschen im intellektuellen Wettstreit. Heinz, der den Doktor als Kunde seiner Buchhandlung kennt, möchte ihm in Absprache eine kleine späte Retourkutsche verschaffen … Erstes Mal Dr. Winkler. Skizziert von Kurt Nachmann |
| 042             | 022              | 22. Februar 1982   | Geburtstag                                  | Hilla feiert am Rosenmontag 65. Geburtstag. Während sich die Jubilarin, zeitweise von Onkel Guido unterhalten, ausruht, organisiert der Sektionschef die Feierlichkeiten, deren Höhepunkt ein Hauskonzert mit prominenten Teilnehmern werden soll und teilt Frau Sokol, Heinz, Niki, Tommy und dem Tinerl diverse Aufgaben zu. Franz ist nervös, da sich auch Elfis alte Liebe, Kammersänger „Waldi“ Kronberg angemeldet hat und er eine Konfrontation zwischen ihm und Ernstl fürchtet. Nachdem sich die beiden aber zusammen mit Elfi ausgesprochen haben, kann der Abend unter der Leitung des Conferenciers Maxi Bernaschek beginnen … Gäste: Christian Boesch, Waltraut Haas und Erwin Strahl, Ronald Schneider, Isabel Weicken sowie Durdinov Slava und Bannikov Juri, die Starclowns des russischen Staatszirkus’. Der Reinertrag der Sendung – alle teilnehmenden Künstler haben auf ihre Gage verzichtet – kam der Licht-ins-Dunkel-Aktion „Künstler helfen Künstlern“ zugute. Am Ende der Sendung kommt Robert Hochner mit zwei Kollegen ins Wohnzimmer, um von dort aus die Nachrichtensendung „Zehn vor zehn“ zu präsentieren. Terminliche Ungenauigkeiten: Hillas Geburtstag wurde vom 17. Jänner auf dieses Datum verlegt, als ihr Hochzeitstag wird der 28. Mai 1941 genannt. 94 Minuten. Skizziert von Hugo Wiener |
| 043             | 023              | 1. März 1982       | Ein Sternenabend                            | Ruhiger Abend bei den Lafites. Während sich der Sektionschef ins Arbeitszimmer zurückzieht, unterhalten sich Hilla, Elfi, Niki und Tommy beim Dessert über die Einflüsse der Gestirne auf die Menschen, über Horoskope, Außerirdische und die Faszination des Weltraums. Onkel Guido kommt zu Besuch und „nascht“ bei Frau Sokol Fleischlaibchen, Ernstl schleppt einen Stoß Bücher an, den er für die Buchhandlung lesen soll und bittet seine Familie um Mithilfe. Und schließlich erscheint noch ein ganz spezieller Besucher … Gast: Erich Frank. Skizziert von Erne Seder |
| 044             | 024              | 8. März 1982       | Achtung, Aufnahme!                          | Während die Großeltern am Semmering weilen, verleiht Tommy die Laftische Wohnung an den Filmregisseur Francois Legrand, der dort mit seinem Star Dagmar Kollier eine Szene für seinen neuesten Film drehen möchte. Doch dauernd platzen Familienmitglieder in die Aufnahmen: erst Niki, die man gleich als Statistin verpflichtet, dann ihr Freund Miguel, der Legrand ein Drehbuch anbietet, schließlich Onkel Guido und Ernstl. Dagmar Kollier macht Guido ein Geständnis, das ihn in helle Aufregung versetzt. Plötzlich steht der Sektionschef im Zimmer … Gäste: Franz Antel, Dagmar Koller, Sybilla Antel, Hanns Matula, Elly Nashold, Gerhard Steffen. Skizziert von Kurt Nachmann |
| 045             | 025              | 15. März 1982      | Fast ein Tatort                             | Die Lafites erwarten Besuch: Onkel Guido, Heinz und Niki sowie Kammersänger „Waldi“ Kronberg, die ehemalige Flamme von Elfi, haben sich zu einem kleinen Abendessen angemeldet. Die Familie befürchtet, dass die alten Gefühle zwischen Waldi und Elfi wieder aufleben könnten, zumal Guido sie unlängst bei einem „intimen“ Diner beobachtet hat. Während sich diese Sorgen jedoch bald als unnötig erweisen, gibt es plötzlich Aufregungen um Frau Sokol, die auf dem Weg zum Holzingerwirt, bei dem sie Wein für die Abendgesellschaft holen wollte, verschwunden ist. Ernstl macht sich auf die Suche und bringt beunruhigende Nachrichten. Kurz darauf läutet das Telefon … Skizziert von Hugo Wiener |
| 046             | 026              | 22. März 1982      | Die Tarockpartie                            | Der Sektionschef lädt zu einer vorabendlichen Tarockpartie. Seine drei Partner sind Heinz, Dr. Winkler sowie dessen Bekannter, Professor Tronje. Doch die Partie steht unter keinem guten Stern: Heinz ist unruhig und abgelenkt, weil er einen Streit mit Niki hatte. Die versteckt sich vor ihm im Schlafzimmer der Lafites, wo sie Elfi ins Gebet nimmt. Außerdem taucht noch Onkel Guido auf, ein gefürchteter Kiebitz, der seinen Bruder damit regelmäßig auf die Palme bringt. Dr. Winkler kann Frau Sokol den entscheidenden Zutatentipp für ein Original Altwiener Gulasch geben … Gast: Ernst Hagen als Professor Tronje. 18:30–19:20 Uhr. Skizziert von Kurt Nachmann |
| 047             | 027              | 29. März 1982      | Das Familienalbum                           | Hilla übt im Erker Schreibmaschineschreiben und ärgert sich dabei, dass sie in der Wohnung keinen eigenen Schreibtisch hat. Das führt zu einem recht heftigen Schlagabtausch mit ihrem Mann. Heinz, der auf einen kleinen Besuch vorbeikommt, ergreift Hillas Partei, was dazu führt, dass Franz unter Protesten einige Umräumungen beginnt. Dabei findet sich das Familienalbum der Lafites, in das sich Elfi bald vertieft. Frau Sokol legt für die Familie einen Lebensmittelvorrat an. Später kommt noch Frau Müller zu Besuch, die Sehnsucht nach dem „Lumpi“ hat … Skizziert von Erne Seder |
| 048             | 028              | 5. April 1982      | Das Interview                               | Elfi, auf dem Weg zu einem Abendessen mit Ernstl und Freunden, besucht Hilla auf einen kleinen Plausch. Der Sektionschef ist immer noch verärgert über Tommys damalige Wohnungsvermietung für Dreharbeiten. Neue Nahrung erhält sein Ärger, als in einer aktuellen Illustrierten ein Bericht darüber mit Namensnennung erscheint. Heinz bittet Frau Sokol, ein von ihm abgeschriebenes Manuskript einer Kundin auf Tippfehler zu überprüfen. Schließlich erscheint Herr Bernaschek, um bei den Lafites Steuerunterlagen für Ernstl abzugeben. Dabei trifft er auf eine junge Frau, Helga Nemecek, die auf Grund des Zeitungsberichtes meint, in Maxi Bernaschek einen Film- bzw. Fernsehproduzenten vor sich zu haben … Gast: Helga Papouschek als Helga Nemecek. Skizziert von Hugo Wiener |
| 049             | 029              | 19. April 1982     | Die Mieterversammlung                       | Mieterversammlung bei den Lafites. Eine Reihe von Hausbewohnern nehmen daran teil: Susi Reiermann, der der Sektionschef eine Untermiete bei Eibingers vermitteln konnte, Herr Eibinger und seine Tochter Julia, Dr. Beyer, Arzt im Haus, sowie Frl. Fuchs und Frau Neuberger. Hauptthema des Abends ist der altersschwache Lift, der repariert oder erneuert werden müsste, außerdem machen sich die Hausbewohner Gedanken über die jungen Nachmieter der Meierhubers in der Wohnung gegenüber den Lafites. Während Frau Sokol die Gäste mit kleinen Leckereien verwöhnt und sich mit Onkel Guido um die vergeistigte und eifersüchtige Frau Beyer kümmert, schweift die Mieterdiskussion immer wieder ab … Skizziert von Erne Seder |
| 050             | 030              | 26. April 1982     | Der Fünfziger                               | Hilla erledigt im Arbeitszimmer Vorbereitungen für eine Umfrage, die sie unter den Familienmitgliedern nach deren Urlaubszielen machen möchte. Der hungrige Sektionschef sucht in der Küche mit Ernstl und dem Tinerl nach Essbarem, doch ihre Zubereitungsversuche scheitern. Niki telefoniert Heinz hinterher, der in einem Lokal auf sie wartet. Schließlich erscheinen Onkel Guido und Frau Sokol, die mit der Familie einen „Fünfziger“ feiern wollen … Skizziert von Kurt Nachmann |
| 051             | 001              | 2. Oktober 1982    | Treffen im Beisl                            | Zum Auftakt der neuen Saison laden die jungen Leute der Wohngemeinschaft ihre Nachbarn aus der Untersteinergasse in ein Beisl, um sich bei gemütlichem Beisammensein besser kennen zu lernen und Schranken abzubauen. Dazu servieren die jungen Leute gesunde Alternativkost. Nach und nach trudeln die Gäste ein: Herr Eibinger und seine Tochter, Susi Reiermann, Frl. Fuchs, Franz und Hilla, Dr. Beyer und seine eifersüchtige Ehefrau, Onkel Guido, Ernst und Elfi, Frau Sokol, Frau Neuberger und Herr Wewerka, schließlich noch Dr. Jäger. Im Großen und Ganzen verläuft die Kontaktaufnahme recht problemlos … Entgegen den Ankündigungen des Sektionschefs in Folge 50 finden die Familientreffen ab dieser Saison wieder am Samstagnachmittag statt. Die Episode spielt komplett in und vor einem Wiener Beisl. Gast: Wolfgang Kainz als einmaliges Mitglied der Wohngemeinschaft. Erstes Mal: Patricia, Florian, Michi und Josef von der Wohngemeinschaft. Skizziert von Erne Seder |
| 052             | 002              | 9. Oktober 1982    | Die Tücke des Objekts                       | Franz und Hilla möchten einen Diskussionsabend zum Thema „Modernes Theater“ besuchen. Doch Hilla vermisst einen Ohrring. Sie alarmiert Elfi, Niki, Tommy und das Tinerl, die ihr bei der Suche helfen sollen. Während die Familienmitglieder die gesamte Wohnung durchstöbern, entwickeln sich untereinander einige Gespräche: das Tinerl jammert dem Opa über die Schule vor, der Opa diskutiert mit Tommy und Niki über das moderne Theater, Hilla und Elfi tauschen ihre Sorgen über Kinder bzw. Enkel aus. Während der Sektionschef schließlich allein zur Veranstaltung geht, erhält die Familie noch Besuch: Botschafter Dr. Hollmann, der mit Geschichten aus Indien zu unterhalten weiß … Erstes Mal Botschafter Dr. Hollmann. Skizziert von Kurt Nachmann |
| 053             | 003              | 16. Oktober 1982   | Gruppentherapie                             | Während Franz in Linz weilt, macht Hilla bei Patrizia von der Wohngemeinschaft einen kleinen Kurs in körperlicher und seelischer Entspannung – richtiges Atmen, Übungen für innere Ausgeglichenheit. Elfi und Josef, später auch Onkel Guido schließen sich der Übungsstunde an, in deren Verlauf einige Wahrheiten in den Beziehungen untereinander und zu den jeweiligen Partnern zur Sprache kommen. Die rundliche Michi bittet heimlich bei Frau Sokol um Hilfe: sie hat Liebeskummer wegen Josef und Hunger. Unerwartet kommt der Sektionschef früher zurück und platzt mit einem Gast mitten ins Übungsprogramm … Gast: Nikolaus Windisch-Spoerk als Dr. Mostinger. Skizziert von Silke Schwinger |
| 054             | 004              | 23. Oktober 1982   | …                                           | Folge verschollen, über Titel, Inhalt und Darsteller bisher keine Informationen. Skizziert von Erne Seder |
| 055             | 005              | 30. Oktober 1982   | Nouvelle Cuisine und andere Neuigkeiten     | Hilla bereitet mit der skeptischen Frau Sokol in der Küche eine alternative Jause zu, bestehend aus Müsli, Joghurt, Früchten, Magertopfen und Gesundheitstee. Elfi unterhält sich erst mit Franz im Arbeitszimmer über ein von ihr gemaltes Bild des Tinerls, bittet dann Hilla um eine Unterredung. Sie hat ein Jobangebot als Chefdesignerin einer Werbeagentur erhalten und weiß nicht recht, wie sie sich entscheiden soll. Dann trudeln die Jausengäste ein: erst Onkel Guido, dann Niki, Heinz und Ernstl. Während die gesunde Jause mit gemischten Gefühlen verzehrt wird, bringt Elfi bei ihrem Mann das Jobangebot zur Sprache … Skizziert von Annemarie Meister |
| 056             | 006              | 6. November 1982   | Telefondienst                               | Der Sektionschef ist nach Hamburg gereist. Hilla, auf einem Treffen der Grünen, bittet Elfi, ihrem Mann telefonisch eine wichtige Adresse durchzugeben. Elfi sitzt an einer Auftragsarbeit wegen ihres Jobangebots und gibt den Telefondienst an das Tinerl weiter, die büxt jedoch aus und schiebt Tommy den schwarzen Peter zu. Doch auch Tommy kann sich drücken, sodass schließlich Elfi ihr Atelier ins Lafite-Wohnzimmer verlegen muss. Ernstl und Guido schauen ihr bei der Arbeit über die Schulter. Frau Neuberger bittet um Hilfe, da ihr eine junge Katze zugelaufen ist … Skizziert von Kurt Nachmann |
| 057             | 007              | 13. November 1982  | Sprechstunde bei Opa                        | Franz freut sich auf einen ruhigen, störungsfreien Arbeitsnachmittag. Kaum ausgesprochen, klingelt es. Michi von der Wohngemeinschaft sucht Hilfe beim Sektionschef. Doch bevor sie ihre Sorgen ausbreiten kann, kommt Ernstl dazu, der die Situation etwas zweideutig einschätzt. Franz stellt ihn deshalb verärgert zur Rede, während Michi in der Küche Tee zubereitet. Ernstl wiederum sucht Rat, da er einmal mehr Streit mit Elfi hatte. Inzwischen trifft Heinz ein, der sich zunächst um Michis Liebeskummer kümmert, bevor auch er um Audienz beim Sektionschef ersucht. Als weitere Bittsteller erscheinen schließlich noch Dr. Jäger, der den Damenbesuch ebenfalls falsch einschätzt, und der junge Florian von gegenüber … Skizziert von Silke Schwinger |
| 058             | 008              | 20. November 1982  | Salmonellen                                 | Während Hilla, Niki und Elfi ein Wellnesswochenende in Mariazell verbringen, wollen Franz und Guido zur Goldenen Hochzeit eines Freundes aufs Land. Doch der Sektionschef ist kränklich, befürchtet, sich mit Salmonellen angesteckt zu haben. Schließlich fährt Guido allein nach Joching, beim Sektionschef bittet Frl. Fuchs um Kamillentee, weil sie sich ebenfalls unpässlich fühlt. Während sie noch in der Küche werkelt, erscheint ein Gast, der eine heilende Wirkung auf den Sektionschef hat: die elegante Frau Strohmer. Sie lädt Franz auf einen Theaterabend ein. Nun hat der Sektionschef alle Hände voll zu tun, um sich unbemerkt davonstehlen zu können. Dabei kommen ihm neben Frl. Fuchs der von Hilla alarmierte Ernstl, Heinz und auch Elfi, die das Wochenende wegen einer Knieverletzung abbrechen musste, in die Quere … Skizziert von Annemarie Meister |
| 059             | 009              | 27. November 1982  | Das Klassentreffen                          | Hilla erwartet einigermaßen nervös ein paar Schulfreundinnen zu einem Klassentreffen. Während der Sektionschef zu Dr. Winkler flüchtet, komplimentiert Frau Sokol Onkel Guido hinaus, kümmert sich um die Jause und empfängt die Damen, die nach und nach eintreffen: Hansi, hypochondrisch und dauernd mit dem Thema Krankheiten beschäftigt, Silva, mondän und von oben herab, Irmgard, schon viermal verheiratet, aber patent, schließlich Nina, die im Lederlook mit ihrem Motorrad angebraust kommt. Da Dr. Winkler krank ist, stolpert Franz mitten in den Frauennachmittag … Gäste: Hansi Prinz, Nina Sandt, Irmgard Seefried, Silva Medwed. Skizziert von Silke Schwinger |
| 060             | 010              | 4. Dezember 1982   | Der Teufel ist los …                        | Hilla arbeitet an einer Unterschriftenaktion für die Erhaltung eines Beserlparks. Guido schneit auf einen kurzen Nikolausbesuch herein. Tommys Zukunftsplanung macht der Familie Sorgen: nachdem er nicht zur Staatsprüfung angetreten ist, möchte er jetzt als Teilhaber in ein Sportartikelgeschäft einsteigen. Er bittet den Opa deswegen um 25.000 Schilling. Die Großeltern und Elfi sehen diese Planungen mit Skepsis, besonders, als sie Tommys zukünftige Geschäftspartnerin Gabi Brauninger kennenlernen. Niki bereitet sich auf eine Krampusparty vor, zuletzt erscheint noch der in Sachen Tommy ahnungslose Ernstl … Gast: Gabriele Buch als Gabi Brauninger. Skizziert von Annemarie Meister |
| 061             | 011              | 11. Dezember 1982  | …                                           | Folge verschollen, über Titel, Inhalt und Darsteller bisher keine Informationen. Möglicherweise erfolgte in dieser Folge der Mieterwechsel in der Wohngemeinschaftswohnung von Patricia zu Birgit. Skizziert von Erne Seder |
| 062             | 012              | 18. Dezember 1982  | Weihnachtspapier                            | Um den vorweihnachtlichen Trubel einzudämmen, hat der Sektionschef gebeten, dass alle Geschenke bis zu diesem Samstag abgegeben werden müssen. Niki ist im Arbeitszimmer damit beschäftigt, die Pakete zu sortieren, Franz empfängt Botschafter Hollmann auf einen kleinen Besuch. Hilla ist noch unterwegs, um letzte Einkäufe zu erledigen, und nach und nach werden auch die anderen vom Weihnachtsstress erfasst: Franz und Guido merken, dass sie etwas zu besorgen vergessen haben, Heinz kommt mit Büchern zur Ansicht, Ernst meint, jemand habe diese Bücher gestohlen, Elfi entdeckt vermeintliche Hinweise auf eine bevorstehende Verlobung zwischen Niki und Heinz und auch Frau Neuberger und das Greterl sind vom Weihnachtstrubel angesteckt … Skizziert von Kurt Nachmann |
| 063             | 013              | 22. Jänner 1983    | Das Inserat                                 | Während Franz nach der Rückkehr von einem rund vierwöchigen Weihnachtsurlaub am Attersee noch auf einer Briefmarkenbörse ist, besucht der leicht melancholische Ernst seine Mutter. Hilla hat sich bereit erklärt, Interessenten auf ein Inserat ihres Wohnungsnachbarn Josef, in dem er sein Zimmerfahrrad „Wurli“ zum Tausch anbietet, zu begutachten, da Josef auf eine Demonstration muss. Doch die von Hilla, Elfi und Frau Sokol empfangenen Besucher und ihre Tauschobjekte erwecken wenig Vertrauen. Zudem erscheint noch Heinz mit einer riesigen Zimmerpflanze. Frau Sokol ihrerseits ist beleidigt, dass sie die wahren Hintergründe der Tauschaktion nicht erfahren hat und spricht etwas zu heftig ihrem „Nussernen“ zu … Gäste: Bernd Ander, Joe Trummer. Skizziert von Silke Schwinger |
| 064             | 014              | 29. Jänner 1983    | Aber, Opa!!                                 | Franz, der den Familiennachmittag für heute abgesagt hat, scheint Geheimnisse zu hüten. Er gibt sich verschlossen und abweisend, hat einen großen Strauß Rosen im Arbeitszimmer stehen. Hilla ist außer Haus, Elfi kümmert sich um das Abendessen und Guido versucht mit kriminalistischen Methoden, dem Geheimnis seines Bruders auf die Spur zu kommen. Tommy, Ernstl, Heinz und Niki, die alle Rat beim Franz suchen, werden von ihm brüsk abgewiesen. Dabei hat Niki große Neuigkeiten: Am Montag tritt sie in Paris ihren Job bei der UNESCO an. Guidos kriminalistischen Deduktionen führen schließlich nur zu einem Ergebnis: Franz hat ein Verhältnis mit Marion Strohmer … Skizziert von Kurt Nachmann |
| 065             | 015              | 5. Februar 1983    | Schlafprobleme                              | Franz und Hilla sitzen beim Schachspiel, als Tommy mit Sack und Pack erscheint und um einen Schlafplatz bittet. Es gab einen fürchterlichen Streit mit seinem Vater, weil der Bursche erst am frühen Morgen heimgekommen ist. Dann kommt Frau Sokol zurück, die nicht in ihre Wohnung konnte, da sie falsche Schlüssel bei sich hatte. Der schusslige Heinz hatte bei einem Nachmittagsbesuch die Schlüsselbunde vertauscht. Erst als der aufgebrachte und besorgte Ernstl und später auch Heinz erscheinen, lösen sich die Schwierigkeiten auf … Skizziert von Silke Schwinger |
| 066             | 016              | 12. Februar 1983   | Kindersegen                                 | Ruhiger Nachmittag bei den Lafites: Während der Rest der Familie beim 80. Geburtstag von Elfis Tante weilt, sitzen Ernstl und seine Eltern beim Kaffee und hören Platten, Onkel Guido schließt sich ihnen an, Frau Sokol erledigt Hausarbeiten. Ein Anruf stört die gemütliche Runde: Dorli, Tochter einer Freundin Hillas aus Graz, sucht verzweifelt einen Platz für ihr fünfmonatiges Kind, da ihr Ehemann bei einem Unfall lebensgefährlich verletzt wurde. Hilla entschließt sich spontan, für ein paar Tage die Kinderbetreuung zu übernehmen. Während die Familie leicht skeptisch bleibt, holt der ältere der Novak-Brüder bereits ein Kinderbett vom Dachboden … Gast: Dolores Schmidinger als Dorli. Skizziert von Annemarie Meister |
| 067             | 017              | 19. Februar 1983   | Blumen für die Damen                        | Franz lädt seine Familie auf einen verspäteten Faschingsball. Während die Damen bei der Schönheitspflege sitzen, bittet Herr Wewerka um ein Gespräch mit dem Sektionschef. Er möchte einen Doktor- bzw. Ingenieurtitel erwerben und hat deshalb schon Kontakt mit „Titelhändler“ Dr. Jäger aufgenommen. Doch Franz muss ihm seine Illusionen rauben. Bei Frau Sokol treffen Michi und Storch, die neue Mitbewohnerin der Wohngemeinschaft, mit einem Kleidungsproblem ein. Auch Heinz hat Schwierigkeiten mit seinem zu engen Smoking. Gemeinsam mit Ernstl überbringt er den Damen Orchideen für den bevorstehenden Abend – ein Fingerzeig für Elfi und ihre Pläne für die Abendgarderobe. Letzter Gast des Abends ist Onkel Guido … Skizziert von Erne Seder |
| 068             | 018              | 26. Februar 1983   | Sonntagsdichter                             | Hilla ist verärgert, weil Franz schon wieder weggeht – angeblich zu einer Briefmarkenbörse. Elfi besucht sie und bringt zwei Briefe mit, von Niki aus Paris sowie einen Liebesbrief, den sie in einem Buch in Tinerls Zimmer gefunden hat. Hilla, die für das Abendessen eine Gans zubereitet, ist selbst auf der Suche nach Amateurgedichten für eine Lesung, die Dr. Winkler initiiert hat. Doch auch Onkel Guido ist dabei keine große Hilfe. Frau Neuberger bittet die Familie, auf Lumpi aufzupassen, der ihre Seance stört. Dank dem Tinerl findet Elfi Hinweise, dass der Liebesbrief von Tommy stammen könnte. Doch erst der Ernstl kann in dieser Sache Aufklärung bringen … Skizziert von Kurt Nachmann |
| 069             | 019              | 5. März 1983       | Der Schein trügt …                          | Niki, auf Heimurlaub, besucht ihre Großeltern. Sie hat ein Angebot, bei der UNO in New York als Dolmetscherin arbeiten zu können. Außerdem möchte sie bei Frau Sokol einen kleinen Kochkurs machen. Onkel Guido schneit herein und lädt Franz und Hilla auf einen Ausflug auf den Semmering, doch Franz hat für den Sonntag schon andere Pläne. Dann erscheint der Klavierlehrer des Tinerls, Herr Hansen. Scheinbar schwänzt das Mädchen seit einigen Wochen den Unterricht. Obwohl die Familie die Situation gelassener beurteilt als der steife, verknöcherte Lehrer, möchte Hilla doch vom Tinerl und ihren Eltern eine Erklärung … Gast: Hans Christian als Herr Hansen. Skizziert von Annemarie Meister |
| 070             | 020              | 12. März 1983      | Frühlingsrauschen                           | Folge verschollen, über Inhalt und Darsteller bisher nur lückenhafte Informationen. Inhalt laut Informationen aus Programmheften: Eine Frau Meier will bei den Lafites eine Flasche Sekt für Dr. Beyer abgeben. Hilla und Elfi finden trotz Frühjahrsputz Zeit für ein Plauscherl mit der Besucherin, als plötzlich Dr. Beyer seine Patientin zu sich befiehlt … Skizziert von Silke Schwinger |
| 071             | 021              | 19. März 1983      | Der Kümmerer                                | Dicke Luft im Hause Lafite: Hilla ist verärgert über Franz’ Geheimniskrämerei und seine häufigen Nachmittage außer Haus. Franz reagiert verschnupft und verlässt verärgert die Wohnung. Elfi und Niki, letztere kurz vor ihrer Abreise nach New York, trösten Hilla. Dann wird ein großer Rosenstrauß in der Wohnung abgegeben, anonym und seltsamerweise für Hilla. Wenig später erscheint Frau Strohmer, die in Trennung von ihrem Ehemann lebt, was den Gerüchten neue Nahrung gibt. Dr. Winkler, der letzte Gast des Abends, kann schließlich Licht in das seltsame Verhalten des Sektionschefs in letzter Zeit bringen … Gast: Thomas Sigwald als Blumenbote. Skizziert von Kurt Nachmann |
| 072             | 022              | 26. März 1983      | Der erste Preis                             | Hilla hat beim Preisausschreiben einer Waschmittelfirma den ersten Preis, eine Reise nach Grönland, gewonnen. Mit der noch ahnungslosen Frau Sokol sortiert sie deshalb Winterkleidung, dann versorgt Heinz sie mit Büchern über das Reiseziel. Ein Fotograf, Herr Muxl, erscheint, der mit der Preisträgerin und ihrer Familie Fotos für einen Werbebericht machen soll. Ernstl, Elfi und Tommy stehen für das Shooting bereit … Erstes Mal Herr Muxl. Skizziert von Erne Seder |
| 073             | 023              | 2. April 1983      | Frohe Ostern                                | Osterplanungen und Ostervorbereitungen bei Lafites: Ernstl und Elfi wollen mit den Kindern zu den Festspielen nach Salzburg, Hilla und der noch verreiste Sektionschef sind für Ostersonntag zu einer Soiree bei Botschafter Hollmann geladen, Frau Sokol färbt in der Küche Ostereier. Doch Tommy drückt sich vor der Reise mit der Ausrede, für sein wiederaufgenommenes Studium lernen zu müssen, obwohl er in Wirklichkeit eine Osterparty mit seinen Freunden plant und der Botschafter wird bei Hilla vorstellig, da sein musikalischer Gast für den Abend absagen musste und er wegen eines Ersatzes auf die Beratung des Sektionschefs hoffte. Unvermutete Hilfe kommt in Gestalt von Niki, die einen Freund aus Paris im Schlepptau hat, den Chansonsänger Henri Zorbet. Inzwischen zeigen sich beim Ernstl Symptome einer Grippe. Tommy befürchtet, dass die Reise deshalb abgesagt wird und seine Party ins Wasser fällt, doch Onkel Guido erweist sich als Retter in der Not … Als Guidos Adresse wird in dieser Folge Laternengasse 17, Tür 5, genannt. Gast: Heinz Zuber als Henri Zorbet. Skizziert von Annemarie Meister |
| 074             | 024              | 9. April 1983      | Der Besuch der alten Freundin               | Der Sektionschef erwartet ziemlich nervös den Besuch einer alten Freundin, Liesl Gruber, mit der er vor 50 Jahren befreundet war und die schon lange in Amerika lebt. Doch die Familie kommt seinen Plänen für den Nachmittag in die Quere: Hilla, die unerwartet zurückkommt, Frau Sokol, später Ernstl und Tommy, vom Gestank der Malerfarben aus der eigenen Wohnung vertrieben, Heinz, schließlich noch Onkel Guido, von dem sich herausstellt, dass er damals ebenfalls mit diesem Lieserl befreundet war. Der erwartete Gast, verunsichert, flüchtet schließlich zu Heinz und Frau Sokol in die Küche, ohne beim Franz und der Familie vorstellig zu werden … Gast: Elisabeth Stiepl als Liesl Gruber. Skizziert von Silke Schwinger |
| 075             | 025              | 16. April 1983     | In Vertretung                               | Hilla hat sich, inspiriert von einem Stück, in dem sie einmal aufgetreten ist, einen raffinierten Plan ausgedacht, um das Techtelmechtel zwischen dem Sektionschef und Frau Strohmer endgültig zu beenden. Elfi und Frau Sokol unterstützen sie dabei: räumen alles Essbare weg, lassen schmutzige Wäsche herumliegen, das Wohnzimmer unaufgeräumt. Kurz nachdem der Sektionschef hungrig und müde von seiner jährlichen Gesundenuntersuchung zurückkehrt, ziehen sich die beiden Frauen zurück, lassen Franz mit Onkel Guido und dem Ernstl allein. Als Frau Strohmer eintrifft, reagiert sie zurückhaltend auf den chaotischen Männerhaushalt. Doch bevor Hillas Plan greift, klärt Heinz den Sektionschef über Hillas Absichten auf … Skizziert von Kurt Nachmann |
| 076             | 026              | 23. April 1983     | Steuerberatung                              | Heinz und Ernstl sortieren auf dem Lafitschen Wohnzimmertisch Steuerunterlagen. Doch Heinz ist abgelenkt, schaut zunächst Sport, rennt dann plötzlich ins Cafe Zwirscherl, wo ein Rendezvous auf ihn wartet. Auch Ernstl muss zwischendurch weg, da Elfi Beratung beim Tapezieren braucht. Dabei müssen die beiden das Wohnzimmer bald räumen, da die Lafites abends Gäste erwarten. Allerdings liegt Hilla vorläufig noch mit einem Hexenschuss flach. Das bedeutet doppelten Stress für Frau Sokol, die bei der Zubereitung des Abendessens Unterstützung von Onkel Guido erhält. Die Dame, die bei Ernstl auftaucht, ist dann mitnichten die erwartete Steuerberaterin, sondern Heinz’ Rendezvous aus dem Cafe, Doris Weinberger, zugleich eine Bekannte von Tommy. Kurz darauf erscheint dann aber wirklich Frau Dr. Gabi Brenner, was zu einigen Missverständnissen führt und Heinz in Erklärungsnot bringt … Gäste: Gabriele Jacoby als Frau Dr. Gabi Brenner, Doris Weiner als Doris Weinberger. Skizziert von Annemarie Meister |
| 077             | 027              | 30. April 1983     | Der letzte Samstag                          | Zum letzten Mal vor der Sommerpause treffen sich Familie und Freunde zu einem gemütlichen Nachmittag. Frau Sokol erzählt Hilla vom bevorstehenden Geburtstag ihres Engis, Elfi berichtet Onkel Guido stolz von Tinerls Fortschritten in der Schule, Ernstl und Franz machen sich wiederum Sorgen um das Mädchen, das seit einiger Zeit geheimnisvollen Nachmittagsbeschäftigungen nachgeht. Die Familie soll von diesen Sorgen jedoch nichts erfahren. Zugleich schüren der Storch und Florian von der Wohngemeinschaft die Besorgnis noch mit gewissen Beobachtungen, die sie gemacht haben. Während sich Heinz ebenfalls der Nachmittagsgesellschaft anschließt und Tommy den Storch ins Kino einlädt, kann Frau Sokol dem Sektionschef Aufklärung über Tinerls seltsames Verhalten geben. Wenig später trifft das Mädchen gemeinsam mit Dr. Winkler ein … Skizziert von Erne Seder |
| 078             | 001              | 1. Oktober 1983    | Familienausflug nach Baden bei Wien         | Die Familie verbringt zum Auftakt der neuen Saison einen abwechslungsreichen Nachmittag in Baden: Franz und Hilla, die sich dort kennengelernt haben, besuchen das Heim für ehemalige Schauspieler, lassen sich von Hilde Wagener über Hintergründe und Geschichte der Institution informieren und wohnen einer Künstleraufführung bei. Tommy, Ernstl und Elfi sowie Guido und Frau Sokol streben dem Kasino zu, wo sie u. a. Herrn Eibinger im Spiel vertieft sehen. Als der Sektionschef und Hilla dazustoßen, finden sie Ernstl ganz entsetzt über die Spielfreude seiner Frau. Auch Hilla hat eine heimliche Leidenschaft für das Spiel. Nach einer kleinen Diskussion dazu an der Bar streben die Familienmitglieder dann wieder gemeinsam den Spieltischen zu. Bei den einarmigen Banditen trifft Franz Georg Thomalla und bittet den Schauspieler, Tommy eine kleine Lektion in Sachen Spielsucht zu erteilen … Die Episode spielt komplett in Baden bei Wien. Gäste: Sona Ghazarian, Kurt Huemer, Magic Christian, Ronald Schneider, Georg Thomalla, Hilde Wagener, Heinz Zednik. 104 Minuten. Skizziert von Kurt Nachmann |
| 079             | 002              | 8. Oktober 1983    | Geisterstunde                               | Nach und nach werden alle Hausbewohner von den Mitgliedern der Wohngemeinschaft zur Jause geladen: an diesem Nachmittag Franz und Hilla sowie Frau Neuberger. Doch der Sektionschef ist muffig und geht nur widerwillig und mit ausgefallener Garderobe mit, während Storch, Michi und Josef schon nervös dem Besuch entgegensehen. Auch Frau Sokol ist in gemischter Stimmung: des Engis und eines Horoskopbuches wegen, in dem sie gerade liest. Frau Neuberger, neuerdings auch als Medium tätig, hat ein besonderes „Geschenk“ mitgebracht: Sie hält mit der Nachmittagsgesellschaft eine Seance, bei der der Geist Ludwigs XIV. beschworen werden soll. Onkel Guido, ebenfalls geladen, besucht vorher Frau Sokol und schildert ihr seine Sorgen wegen des Greterls. Inzwischen kommt Ernstl auf der Suche nach seinem Vater in die Wohngemeinschaft, doch seine wichtige Nachricht von Hausmeister Nowak geht in der misslungen-turbulenten Geisterbeschwörung unter … Erstes Mal Wohnung der Wohngemeinschaft. Alle bisherigen Folgen spielten – bis auf die mit Außendreh – ausschließlich in der Wohnung der Lafites. In der Saison 1983/84 kam neben der Wohngemeinschaftswohnung (ein Zimmer) ab der Folge 82 noch die Wohnung von Botschafter Hollmann (zwei geräumige Zimmer) als weiterer Handlungsort dazu. Wenn Teile der Folgen an diesen Schauplätzen spielten, konnte aus kameratechnischen Gründen nicht im Lafite-Wohnzimmer gedreht werden, in der Regel wurden Szenen in der Küche bzw. im Arbeits- oder Schlafzimmer eingebaut. Es waren auch keine Folgen möglich, die gleichzeitig Aufnahmen in der Botschafter- und der Wohngemeinschaftswohnung beinhaltet hätten. Skizziert von Silke Schwinger |
| 080             | 003              | 15. Oktober 1983   | Eheprobleme                                 | Die Lafites und ihre Freunde beschäftigen sich mit Ehe- und Beziehungsthemen: Franz muss auf die Hochzeit von Greterls Neffen und soll dort eine Rede zum Thema Ehe halten, Frau Sokol ist total zerstreut, weil sie Liebeskummer wegen des Engis hat, salzt den Kuchen und verkocht den Kaffee. Elfi kommt mit der Nachricht, dass die Niki heiraten will. Als wenig später Niki selbst und dann auch noch Frau Strohmer eintreffen, entwickelt sich zwischen den Frauen unter der Leitung von Dr. Winkler ein heißer Club 2-Disput zum Thema Eheprobleme. Hilla muss dann unerwartet in ihren Bridgeclub, während Franz zurückkommt und sich dem Gespräch anschließt … Letztes Mal Frau Strohmer. Skizziert von Kurt Nachmann |
| 081             | 004              | 22. Oktober 1983   | Verhaltensforschung                         | Hilla sortiert mit Frau Sokol alte Wäschestücke aus, die die Haushälterin für einen Vogelscheuchenwettbewerb im Schrebergarten braucht. Florian von der Wohngemeinschaft verzweifelt währenddessen an einer Verhaltensforschungsarbeit für sein Soziologiestudium zum Thema „Wenn der Partner betrunken nach Hause kommt“. Der Storch wendet sich deshalb an Frau Sokol, inzwischen leistet Elfi Hilla Gesellschaft. Während Florian mit Tommy ins Kino flüchtet, hat Storch Heinz, den Sektionschef, Ernstl und Dr. Winkler in die Wohnung gebeten, um von ihnen Tipps und Ratschläge zum Studiumsthema einzuholen. Die Herren beschließen, an ihren Frauen die Probe aufs Exempel zu machen … Skizziert von Erne Seder |
| 082             | 005              | 29. Oktober 1983   | Fernöstliches bei Dr. Hollmann              | Hilla, Franz und Dr. Winkler sind bei Botschafter Hollmann und seiner Frau zu einem fernöstlichen Nachmittag geladen. Frau Hollmann berichtet von einer umfangreichen Chinareise und serviert lokale Spezialitäten, wobei die neue Haushälterin, Frl. Mariann, für gewisse Ingredienzien bei Frau Sokol vorstellig werden muss. Auch Elfi und Onkel Guido machen erst bei Frau Sokol Station. Nachdem Dr. Winkler von seinen Indienerlebnissen erzählt hat, präsentiert der Botschafter musikalischen Genuss in der Figur von Staatsopernsänger Hans Helm. Elfi vermisst während des Nachmittags 5.000 Schilling. Der verspätete Heinz erweist sich in dieser Sache als hilfreich … Gäste: Hans Helm, Roland Schneider. Erstes Mal Wohnung Botschafter Dr. Hollmann, dort spielende Folgen wurden in der Anfangszeit oft mit verschiedenen musikalischen Auftritten untermalt. Erstes Mal Frau Hollmann und Frl. Mariann’. Skizziert von Annemarie Meister |
| 083             | 006              | 5. November 1983   | Das schwache Geschlecht                     | Der Sektionschef, Heinz, Tommy und Dr. Jäger unterhalten sich über Emanzipation und das veränderte Rollenverständnis von Mann und Frau, während Frau Sokol in der Küche für ihren Selbstverteidigungskurs übt. Dabei verletzt sie Heinz unbeabsichtigt mit einem Karateschlag. Bei der Verarztung stoßen Elfi und Hilla zur Männerrunde und sorgen für weitere Beweise der Umkehrung des überlieferten Männerbildes: Franz verletzt sich bei manuellen Arbeiten mit einem Hammer, als es gilt, das Autorad zu wechseln, muss Elfi ran, während Onkel Guido zu Nadel und Faden greift. Letzter Gast des Abends ist der jüngere Nowak, der (weibliche) Hilfe beim Lift benötigt … Skizziert von Silke Schwinger |
| 084             | 007              | 12. November 1983  | Große Kinder – große Sorgen                 | Hilla und Elfi sitzen im vollgeräumten Arbeitszimmer, da das Wohnzimmer wegen der Versiegelung des Bodens nicht betreten werden darf. Frau Sokol hat eine Krise mit dem Engi und plant ein Rendezvous mit einem alten Bekannten aus der Schweiz. Onkel Guido rauscht nach einem Kurzbesuch verärgert ab, weil wegen der Wohnzimmerrenovierung das traditionelle Ganserlessen ins Wasser fällt. Tommy sucht Rat bei der Wohngemeinschaft: er hat einen Halbtagsjob in einer Anwaltskanzlei und will von zuhause aus- und in eine Garconniere einziehen, möchte von Storch, Josef und Michi Details über Kosten und Abläufe wissen. Später taucht ein Dr. Kröner mit seinem Sohn und einem Packerl für Dr. Hollmann in der Wohngemeinschaft auf, ein – wie sich herausstellt – Bekannter von Niki aus Übersee. Der Sektionschef kehrt zurück und reagiert ungehalten auf das Chaos in seiner Wohnung, während Elfi Probleme mit dem rebellischen Tinerl hat. Tommy sucht wegen des Auszugs schließlich Rat beim Opa … Erstes Mal Dr. Kröner. Skizziert von Annemarie Meister |
| 085             | 008              | 19. November 1983  | David                                       | Tommys geplanter Auszug beschäftigt die Familie immer noch: Ernstl und Elfi besprechen mit Hilla und Franz die Situation, wägen Vor- und Nachteile ab. Heinz kommt mit einer weiteren Hiobsbotschaft: scheinbar wurde aus der Buchhandlung die kleine Handkassa gestohlen. Während er mit Ernstl in das Geschäft eilt, erzählt Michi Frau Sokol, dass sich Niki und Dr. Kröner mit dessen äußerst lebhaftem und antiautoritär erzogenen zweijährigen Sohn David in der Wohngemeinschaft aufhalten. Onkel Guido erscheint zur Jause, im Gepäck die vermeintlich entwendete Kasse, die er von der neuen Sekretärin zur Reparatur übernommen hat. Schließlich kommen noch Niki und Dr. Kröner auf einen Blitzbesuch zur Familie … Skizziert von Annemarie Meister |
| 086             | 009              | 26. November 1983  | Zahnweh und Weihnachtssterne                | Angeblich plagen den Sektionschef Zahnschmerzen. Hilla erzählt Elfi, dass sie zu Weihnachten in den Süden reisen möchte, während diese Sorgen hat, weil Tommy in eine Wohngemeinschaft mit einer jungen Kommilitonin gezogen ist. Währenddessen macht Frau Sokol bei Frl. Mariann einen schweizerischen Kochkurs. Als Ernstl seinen Vater im Schlafzimmer besucht, bittet dieser ihn um Hilfe. Er möchte sich mit alten Schulkollegen treffen, um Hillas Verbot zu umgehen, täuscht er Zahnweh vor, Ernst soll ihn jetzt als Alibi in die Zahnklinik bringen. Der Plan scheint aufzugehen, bis sich der ahnungslose Guido verplappert. Ein eingeschriebener Brief an Hilla stürzt die Familie in Aufregung: Tante Sophie hat ihr ein 15.000-ha-Grundstück in Brasilien vermacht … Gast: Harald Posch als Briefträger. Skizziert von Kurt Nachmann |
| 087             | 010              | 3. Dezember 1983   | Die Krampusparty                            | Unter dem Motto schwarz und rot veranstalten Botschafter Hollmann und seine Frau eine Krampusparty. Neben den Lafites senior und junior nehmen auch Onkel Guido und Dr. Winkler teil. Heinz besucht Frau Sokol und bringt ihr den gewünschten Globus mit. Schließlich taucht noch ein „Überraschungsgast“ auf: Onkel Kurt, frisch zurück aus Indien und mit einer angeblich wertvollen Buddha-Statue im Gepäck. Musikalisch begleitet die Hollmannsche Party der Teufelsgeiger Gergely Szücs … Skizziert von Erne Seder |
| 088             | 011              | 10. Dezember 1983  | Kurzschluss                                 | Der Sektionschef sitzt im Dunkeln – wegen eines Kurzschlusses ist im Arbeitszimmer der Strom ausgefallen. Herr Herbert kommt zu Hilfe. Währenddessen führen Elfi, Heinz und Ernstl im Wohnzimmer ein hochemotionales Streitgespräch: die beiden möchten Elfi als billige Arbeitskraft für die Bücherhandlung gewinnen. Herr Herbert entpuppt sich als verständnisvoller Zuhörer und Berater: nach und nach schütten ihm alle ihr Herz aus, zuletzt auch Frau Sokol, die sich nach elf Jahren von ihrem Freund Engi getrennt hat. Die strengen Gewissensworte von Herrn Herbert führen zu einem reinigenden Gespräch – Hauptthema: Hillas bevorstehende Brasilienreise … Skizziert von Silke Schwinger |
| 089             | 012              | 17. Dezember 1983  | Große und kleine Kostbarkeiten              | Frau Sokol bäckt Vanillekipferln, Storch leistet ihr dabei Gesellschaft. Der Sektionschef versucht, eine alte Tischlampe loszuwerden, doch sie kommt wie von Zauberhand immer wieder zu ihm zurück. Dann treffen Heinz und Tommy auf einen kleinen vorweihnachtlichen Besuch ein, schließlich Herr Reiermann und seine Tochter Susi, Untermieterin bei Herrn Eibinger. Sie haben ein großzügiges Geschenk für Hilla im Gepäck, eine original Tiroler Krippe. Hauptgesprächsthema ist auch diesmal wieder die Reise Hillas nach Brasilien. Währenddessen knüpft Heinz zarte Bande zu Susi Reiermann. Letzte Gäste des Abends sind Ernstl und Onkel Guido … Letztes Mal Herr Reiermann. Letzter Auftritt von Hilde Krahl in dieser Saison. Wegen anderer Engagements kehrte sie erst in Folge 107 wieder in die Serie zurück. Skizziert von Erne Seder |
| 090             | 013              | 7. Jänner 1984     | Hilfe, es zieht!                            | Während die Lafites verreist sind – Franz hat Hilla nach Zürich gebracht, von wo sie weiter nach Brasilien fliegt, Elfi das Tinerl ins schweizerische Internat – erhält Frau Sokol Besuch von Frl. Mariann, die sie mit dem neuesten Klatsch über die Ehekrise des Botschafters unterhält, später von Dr. Winkler. Um den Gestank von angebranntem Grießkoch zu vertreiben, lüftet sie Wohnung und Stiegenhaus. Dabei schlägt der Luftzug die Wohnungstür zu und sperrt alle aus. Frau Sokol begibt sich auf die Suche nach dem Hausmeister, inzwischen bitten Dr. Winkler, Frl. Mariann und Heinz in der Wohngemeinschaft um „Asyl“. Dort werden Zukunftspläne geschmiedet – Michi will Masseurin werden, Josef Schauspieler … Skizziert von Kurt Nachmann |
| 091             | 014              | 14. Jänner 1984    | Stichworte                                  | Dicke Luft in der Wohngemeinschaft: Josef übt besessen den „Romeo“ für die Aufnahmeprüfung in der Schauspielschule und geht dabei Michi gewaltig auf die Nerven, die die Stellenanzeigen der Zeitungen durchforstet. Schließlich flüchtet er zu den Lafites und bittet Frau Sokol und später den Sektionschef um Hilfe. Strohwitwer Franz wird von seinen Freunden telefonisch zu diversen Abendvergnügen eingeladen. Dann taucht Dr. Kröner auf, der verzweifelt einen Babysitter für seinen Sohn sucht … Skizziert von Annemarie Meister |
| 092             | 015              | 21. Jänner 1984    | Die Strohwitwer                             | Dr. Hollmann, von seiner resoluten Haushälterin bemuttert, schüttet Heinz Windeck, der bei Lafites vor verschlossenen Türen stand, sein Herz aus. Kurz darauf kommen Dr. Jäger und Onkel Kurt zum Botschafter, um für ein obskures Hotelprojekt in der Nähe von Hawaii seine finanzielle Unterstützung zu erbitten. Schließlich trifft noch ein weiterer Strohwitwer aus der Untersteinergasse in der Wohnung Hollmann ein: der Sektionschef befindet sich auf der Flucht vor der bevormundenden Frau Sokol … Skizziert von Silke Schwinger |
| 093             | 016              | 28. Jänner 1984    | Häusliche Komplikationen                    | Ernstl besucht zunächst seinen Vater im Arbeitszimmer, um den neuesten Brief von Hilla aus Brasilien zu lesen. Der Sektionschef plant, die Vorhänge reinigen zu lassen und wartet auf Hausmeister Nowak und eine Wäscherin. Es kommt zu Missverständnissen, da Herr Nowak ebenfalls eine Dame erwartet, die sich auf seine Kontaktanzeige gemeldet hat. Die Mitglieder der Wohngemeinschaft planen, ein Erdäpfelgulasch zu kochen. Dazu stoßen Heinz, Susi Reiermann sowie Tommy. Dieser – gerade frisch aus der elterlichen Wohnung ausgezogen – führt ein ernsthaftes Gespräch mit seiner Mutter … Gast: Brigitte Swoboda. Skizziert von Erne Seder |
| 094             | 017              | 4. Februar 1984    | Die Krise                                   | Der Sektionschef hat türenknallend die Wohnung verlassen, plant doch seine Schwiegertochter während Hillas Abwesenheit im Wohnzimmer der Lafites zu übernachten, um ihn besser betreuen zu können. Frau Sokol müht sich mit der Aufstellung des Klappbettes, erhält Unterstützung von Dr. Winkler, dem Storch und Michi. Dann bittet Frl. Mariann die Damen zum Großputz bei Botschafter Hollmann, da dieser seine verreiste Gemahlin zurückerwartet. Als er den Frauen jedoch mitteilt, dass sie nur zurückkommt, um die Scheidung zu besprechen, schlägt die Fürsorge schnell um. Das führt zu einer Grundsatzdiskussion zwischen Dr. Winkler und dem Botschafter über Strohwitwer, Junggesellen und echte Witwer und ihre Wirkung auf die Frauen … Letztes Mal Dr. Winkler. Skizziert von Kurt Nachmann |
| 095             | 018              | 11. Februar 1984   | Der freie Abend                             | Sektionschef Lafite plant eine abendliche Tarockpartie mit Dr. Winkler, Dr. Jäger und Onkel Guido. Da passt es ihm gar nicht, dass Elfi schon wieder auf ihrer provisorischen Schlafstelle im Wohnzimmer übernachten will. Während Frau Sokol in der Küche einen großen Topf Gulaschsuppe für die Teilnehmer des Abends kocht, liest Elfi den neuesten Brief von Hilla aus Brasilien vor, in dem sie schreibt, dass sich die Erbschaftsangelegenheit weiter hinzieht. Nach einem Kurzbesuch von Dr. Jäger kommt Heinz vorbei, um mitzuteilen, dass Dr. Winkler die Partie absagen muss … Als Adresse wird Wien 19, Untersteinerweg 13, als Telefonnummer 635160 genannt. Skizziert von Annemarie Meister |
| 096             | 019              | 18. Februar 1984   | Liebesgeschichten und Koffersachen          | Der Sektionschef packt seinen Koffer, um für ein paar Tage zu Hilla nach Brasilien zu fliegen. Er ist eifersüchtig, weil seine Frau in ihren Briefen immer wieder einen „lieben“ Dr. Pereira erwähnt. Ernstl packt Elfis Koffer, weil er will, dass sie endlich wieder in die gemeinsame Wohnung zurückkehrt und seinen Vater in Ruhe lässt. Herr Herbert, ebenfalls mit Koffer, besucht Frau Sokol und macht ihr eine Art Liebeserklärung. Auch Onkel Guido hat bei seinem Besuch einen Koffer mit, will er doch mit dem Greterl verreisen. Schließlich kommt noch Niki mit ihrem Verlobten Dr. Kröner, der zum Antrittsbesuch beim Sektionschef geladen ist … Skizziert von Silke Schwinger |
| 097             | 020              | 25. Februar 1984   | Der Brief                                   | Während der Sektionschef bei seiner Frau in Brasilien weilt, erledigt Frau Sokol die Vorkocherei für die nächsten Monate. Ernstl, der Storch, Florian und Susi Reiermann helfen ihr und bringen die Lebensmittel in die Tiefkühltruhen im Keller. Später kommen noch Onkel Guido und Elfi dazu, schließlich auch Heinz, der wieder versucht, zarte Bande zu Susi Reiermann zu knüpfen. Frau Sokol möchte die ganze Zeit einen Brief Hillas vorlesen, wird aber immer wieder unterbrochen … Zwischendurch wird über den Fernseher im Wohnzimmer Peter Rapp zugeschaltet, der sich für eine „Licht ins Dunkel“-Spende bei der „Lieben Familie“ bedankt. Letztes Mal Florian. Skizziert von Erne Seder |
| 098             | 021              | 3. März 1984       | Das Kostümfest                              | Faschingsamstag. Der Sektionschef, frisch zurück aus Brasilien, ist mit Onkel Guido bei Botschafter Hollmann eingeladen und berichtet von seinen Reiseerlebnissen. Währenddessen sind Susi, Tommy, Josef und ein paar ihrer Freunde verzweifelt auf der Suche nach Heinz, der ihnen die Adresse für ein abendliches Atelierfest verraten soll. Doch auch Frau Sokol, bei der Ernstl zu einem kleinen Küchenplausch zu Gast ist, kann ihnen nicht helfen. Schließlich machen die jungen Leute, unter denen sich auch ein Klavierspieler befindet, Station bei Botschafter Hollmann … Gäste: Erwin Schmidt, Inga Schulmann. Skizziert von Annemarie Meister |
| 099             | 022              | 10. März 1984      | Treffpunkt einsamer Herzen                  | Frau Sokol, allein in der Wohnung, bereitet sich auf einen abendlichen Opernbesuch vor. Unerwartete Gäste schneien herein, die alle auf ihre eigene Weise Probleme mit dem anderen Geschlecht, mit Beziehungen oder der Einsamkeit wälzen. Zunächst die hypochondrische, geschwätzige Hansi, Hillas Schulfreundin und der von Einsamkeit geplagte Dr. Jäger, danach Tommy, der Kummer hat mit seiner Freundin/Kommilitonin. Onkel Guido hat den nach einem Ehestreit verletzten Dr. Beyer im Schlepptau und ist selbst über das Greterl verärgert, das für alle anderen mehr Aufmerksamkeit übrig hat als für ihn. Als Ernstl und Dr. Kröner – auf der Flucht vor ihren Frauen und der Suche nach Ruhe – eintreffen, ergreift Frau Sokol die Chance zur Flucht … Skizziert von Silke Schwinger |
| 100             | 023              | 17. März 1984      | Der mysteriöse Gast                         | Der Sektionschef erwartet einen besonderen Besucher, möchte diesen allerdings allein empfangen und Familie und Gästen dessen Identität verschweigen. Doch alle Versuche, die Wohnung freizumachen, scheitern, zumal Ernstl, Elfi, Guido und Heinz von Neugier geplagt werden und über Franz’ Geheimnistuerei verärgert sind. Nach einem Streit mit Frau Sokol kümmert sich Frl. Mariann’ um die Zubereitung der Jause und den unerwartet hereingeschneiten Onkel Kurt. Dieser wird nervös, als der erwartete Gast endlich eintrifft, „Der Alte“ Siegfried Lowitz, der auf Einladung der Goethe-Gesellschaft zu einer Lesung in Wien weilt. Am Jausentisch erzählt der Schauspieler Anekdoten aus seinem Berufsleben und gibt Kostproben seiner Goethe-Lesung … Gast: Siegfried Lowitz als er selbst. Skizziert von Kurt Nachmann |
| 101             | 024              | 24. März 1984      | Eifrige Helfer                              | Hilfe benötigt zunächst Tommy bei der Erstellung eines Passfotos. Doch alle Bemühungen von Frau Sokol, dem Storch und Onkel Guido scheitern. In der Küche schüttet Josef Frau Sokol wegen der bevorstehenden Schauspielprüfung sein Herz aus. Später helfen Heinz und Onkel Guido beim Tischdecken für das bevorstehende Abendessen … Skizziert von Erne Seder |
| 102             | 025              | 31. März 1984      | Die Arztvisite                              | Onkel Kurt kündigt seinen Besuch an. Um den erwarteten Geldforderungen zu entgehen, stellt sich der Sektionschef auf Anraten von Frau Sokol und Heinz krank. Dumm nur, dass auch das Greterl mit einem Bekannten, dem HNO-Kinderarzt Dr. Fritsch, zu Besuch kommt. Während Onkel Guido eifersüchtig auf ihn reagiert, entwickeln sich zwischen Elfi und dem Arzt schnell Sympathien. Onkel Kurt macht mit Heinz eine Kartenpartie und reagiert verschnupft, als er vom Schmäh des Sektionschefs erfährt … Erstes Mal Dr. Fritsch. Skizziert von Silke Schwinger |
| 103             | 026              | 7. April 1984      | …                                           | Folge verschollen, über Titel, Inhalt und Darsteller bisher keine Informationen. Skizziert von Annemarie Meister |
| 104             | 027              | 14. April 1984     | Der Smaragdring                             | Elfi ist auf der Suche nach Hillas Smaragdring. Dabei macht sie in einem Anzug ihres Mannes eine seltsame Entdeckung. Der Sektionschef empfängt Herrn Peterlechner (späteren Herrn Petermann), Gastwirt vom Attersee. Er kümmert sich um das dortige Ferienhaus der Lafites und hat einige Hiobsbotschaften im Gepäck. Heinz hat Ernstl wegen Elfis Aktivitäten alarmiert … Erstes Mal Herr Petermann, hier noch als Herr Peterlechner. Skizziert von Erne Seder |
| 105             | 028              | 21. April 1984     | Die Osterjause                              | Traurige Ostern für den Sektionschef. Seit mehr als vier Monaten ist seine Frau bereits wegen der Erbschaftsangelegenheit in Brasilien. Die Aufmunterungsversuche seiner Familie und der Gäste bei der Osterjause scheitern kläglich. Auch Dr. Kröner im Hasenkostüm und Herr Herbert, der in der Küche Frau Sokol zur Hand geht, können den Opa nicht aus seiner Lethargie reißen. Erst ein Konflikt zwischen den beiden Haushälterinnen, Frau Sokol und Frl. Mariann, über die Ostertorte scheint sein Interesse zu wecken … Skizziert von Silke Schwinger |
| 106             | 029              | 28. April 1984     | Opas Geburtstag                             | Botschafter Hollmann richtet in seiner Wohnung für den Sektionschef zu dessen bevorstehendem 75. Geburtstag ein kleines Fest aus. Als Gratulanten haben sich die drei Enkel Tinerl, Niki und Tommy, Onkel Guido, Dr. Kröner, Herr Eibinger und Frau Neuberger sowie Frau Sokol eingestellt. Musikalische Glückwünsche überbringt Kammersänger Bernd Weikl. Als besondere Überraschung meldet sich Hilla am Telefon und kündigt ihre lang ersehnte Rückkehr aus Brasilien für den nächsten Tag an … Wahrscheinlich letztes Mal Niki und Tinerl. Gast: Kammersänger Bernd Weikl. Skizziert von Annemarie Meister |
| 107             | 001              | 6. Oktober 1984    | Besuch aus Brasilien                        | Dr. Pereira, Hillas Anwalt in Brasilien, kündigt seinen Besuch an. Zunächst gilt es kleinere Schwierigkeiten aus dem Weg zu räumen – der Sektionschef hat sich irrtümlich im Schlafzimmer eingeschlossen, Elfi verhunzt in Vertretung von Frau Sokol, die sich einer Augenoperation unterziehen musste, die Torte, Heinz und Elfi verwechseln Herrn Janek, der mit einem Präsent für Frau Neuberger geläutet hat, mit dem erwarteten Gast. Dr. Pereira ist wegen einer traurigen Angelegenheit nach Europa gekommen – er sucht einen Internatsplatz für einen kleinen Waisenjungen. Elfi und Ernstl überlegen spontan, das sechsjährige Kind zu adoptieren. Zuckerbäcker Janek schüttet Frau Neuberger in der Küche sein Herz aus. Sie bietet ihm ein Untermietszimmer an … Erstes Mal Eduard Janek. Skizziert von Silke Schwinger |
| 108             | 002              | 13. Oktober 1984   | …                                           | Folge verschollen, über Titel, Inhalt und Darsteller bisher nur lückenhafte Informationen. Folgentitel möglicherweise: Reden wir Wienerisch. Inhalt laut Informationen aus Programmheften: Der Schauspieler, Kabarettist und Buchautor Peter Wehle unterhält „die liebe Familie“ heute mit Auszügen aus seinem Buch „Sprechen Sie wienerisch?“. Dann schneien zwei „echte Wiener“ herein. |
| 109             | 003              | 20. Oktober 1984   | Hasen                                       | Herr Janek besucht Frau Sokol in der Küche und erzählt ihr von seinen Befürchtungen, seine Zimmerwirtin Frau Neuberger könnte etwas gegen sein Haustier, den Hasen „Romeo“ haben. Inzwischen trifft in der Wohnung von Botschafter Hollmann ein anderer „Hase“ ein, Frl. Christine, die neue Mitarbeiterin der Buchhandlung Windeck/Lafite. Frl. Christine ist in der Bredouille, doch der Botschafter, der Sektionschef und Onkel Guido bieten ihre fachmännische Hilfe an. Frl. Mariann und Elfi beobachten die Situation skeptisch … Erstes Mal Frl. Christine. Skizziert von Annemarie Meister |
| 110             | 004              | 27. Oktober 1984   | Große Ereignisse werfen ihre Schatten       | Während bei den Lafites Vorbereitungen für die Hochzeit von Niki und Ernst Kröner laufen, stellt sich in der Wohngemeinschaft als Nachfolger Florians ein neuer Mitbewohner vor: Stefan, Student und Gelegenheitsmusiker. Josef und Michi begrüßen ihn erfreut, zumal er einen Rucksack voller Lebensmittel dabei hat. Während Soldat Tommy und Onkel Guido bei Frau Sokol Nusskipferl naschen, hält sich der nervöse Bräutigam Dr. Kröner in der WG an Stefans Most gütlich … Erstes Mal Stefan. Skizziert von Erne Seder |
| 111             | 005              | 3. November 1984   | Der Polterabend                             | Die Lafites freuen sich alle auf den bevorstehenden Polterabend bzw. die Hochzeit von Niki und Dr. Kröner. Da trifft bei Hilla ein Brief von Niki ein, in dem sie schreibt, dass sie die Hochzeit absagt und nach New York geht. Nach und nach müssen alle Familienmitglieder und schließlich auch der Bräutigam von der Hiobsbotschaft unterrichtet werden. Dazu trifft noch Herr Petermann ein, der ebenfalls Beziehungsprobleme wälzt … 15:25–16:15 Uhr. Skizziert von Silke Schwinger |
| 112             | 006              | 10. November 1984  | …                                           | Folge verschollen, über Titel, Inhalt und Darsteller bisher nur lückenhafte Informationen. Folgentitel möglicherweise: Die Besichtigung. Inhalt laut Informationen aus Programmheften: Die Stimmung bei den Lafites ist nicht die Beste. Dr. Kröner ist durch die Absage der Hochzeit mit Niki natürlich verbittert. Oma und Opa versuchen, ihn zu trösten – ein hoffnungsloses Unterfangen. Auch Ernst sucht Trost bei seinen Eltern. Er hat momentan Schwierigkeiten mit Elfi, die seit einer Woche schweigt. Beide sind durch den Schritt ihrer Tochter sehr deprimiert. Um die Familie ein bisserl aus der Grüblerstimmung zu reißen, hat Hilla für diesen Nachmittag ihre beiden ehemaligen Schulkolleginnen Nina und Hansi eingeladen. Skizziert von Hans Holt |
| 113             | 007              | 17. November 1984  | Halali oder Briefgeheimnisse                | Heinz lädt unter dem Motto „Halali“ zu einem speziellen Herrenabend, doch der eingeladene Sektionschef soll mit seiner Frau zum verlassenen Bräutigam Dr. Kröner. Währenddessen macht sich Ernstl im Bade- bzw. Schlafzimmer seiner Eltern fit, da seine Wohnung nach einem Wasserrohrbruch überschwemmt ist. Frau Sokol fällt zufällig ein Brief ihres Ex-Freundes Engi an seine neue Freundin in die Hände, schließlich erscheint noch Dr. Fritsch zum Kaffeeklatsch. Herr Eibinger ist sein neuester Patient. Franz sucht mit Hilfe von Onkel Guido nach einer Ausrede, um doch noch an Heinz’ Abend teilnehmen zu können … Skizziert von Annemarie Meister |
| 114             | 008              | 24. November 1984  | Viele Fliegen mit einer Klappe              | Frau Neuberger kommt zu Besuch, mit einer Torte von Herrn Janek und einem Teppich im Gepäck. Während sie sich noch mit Frau Sokol unterhält, trifft Heinz auf einen kleinen Kaffeeplausch ein. Frau Neuberger bittet um ein Gespräch mit dem Sektionschef und Frau Hilla. Sie berichtet von ihrer Österreichrundreise, einer Werbefahrt, bei der sie neben Heizdecken auch den Teppich erstanden hat, dessen Wert sie nun vom Sektionschef erfahren möchte. Als weitere Gäste stellen sich noch Ernstl – der plant, Nikis Garconniere Tommy zu Weihnachten zu schenken – und bei Frau Sokol Herr Janek ein. Als letzter Gast des Abends erscheint noch Botschafter Hollmann, der kürzlich 75. Geburtstag hatte … Skizziert von Erne Seder |
| 115             | 009              | 1. Dezember 1984   | Ein kleiner Tratsch                         | Franz nascht verbotenerweise Torte, als Frl. Christine Sturm klingelt. Ernstl hat ihr Elfis Schlüssel gegeben, damit sie in seiner Wohnung Unterlagen deponieren kann, allerdings befürchtet sie, dass es deshalb zu Missverständnissen kommen könnte. Als wenig später Elfi mit dem derangierten Herrn Petermann eintrifft, flüchtet Christine vor ihr ins Schlafzimmer. Herr Petermann, dem in einer Sauna die Kleidung gestohlen wurde, stößt dort auf sie und knüpft zarte Bande. Hilla, die wenig später mit Soldat Tommy kommt, wurde von Hausmeister Nowak darüber informiert, dass während ihrer Abwesenheit eine geheimnisvolle Blondine zum Sektionschef gekommen ist, hält das aber für Haustratsch. Heinz kommt dazu, um Schadensbegrenzung wegen Christine bemüht, wird jedoch vom Franz gestoppt. Schließlich treffen noch Guido und Ernstl ein, die wiederum vom Nowak informiert wurden, dass Elfi mit einem leicht bekleideten Herren das Haus betreten hat … Skizziert von Silke Schwinger |
| 116             | 010              | 8. Dezember 1984   | Olivers Ankunft                             | Die Ankunft des kleinen Olivers steht unmittelbar bevor: während Franz und Elfi am Flugplatz warten, decken Hilla und Frau Sokol den Jausentisch. Dr. Pereira meldet sich telefonisch aus dem Cafe Zwirscherl: er ist bereits mit dem Auto in Wien eingetroffen, doch der Bub weigert sich, Haus und Wohnung der Lafites zu betreten. Heinz, der mit Kinderbüchern vorbeikommt, wird von Hilla als Verstärkung ins Cafe geschickt. Inzwischen kehren Franz und Elfi unverrichteter Dinge zurück und erfahren von der Entwicklung, später Ernstl und Onkel Guido und schließlich Dr. Pereira. Der Sektionschef kann diesem in der schwierigen Situation Rat geben. Währenddessen kommt Heinz mit dem zur Ruhe gekommenen Oliver in die Wohnung … Erstes Mal Oliver, letztes Mal Dr. Pereira. Skizziert von Annemarie Meister |
| 117             | 011              | 15. Dezember 1984  | Weißt Du wieviel Sternlein stehen?          | Ruhiger vorweihnachtlicher Nachmittag im Hause: Herr Herbert sitzt mit seinem „Teeroserl“, der Frau Sokol, bei Maroni, Wein und Bratkartoffeln, bei Botschafter Hollmann treffen sich Hilla, Onkel Guido, das Greterl und Heinz zu einer gemütlichen Diskussionsrunde zum Thema Astronomie, Weltall, Sternenbilder und Weltraumforschung. Stefan, der neue Hausbewohner, stößt dazu und unterhält die Runde mit Altwiener Liedern. Frau Sokol und Herr Herbert streben dem Planetarium zu … Skizziert von Hans Holt |
| 118             | 012              | 22. Dezember 1984  | Weihnachten vor der Tür                     | Weihnachtsvorbereitungen bei Lafites: Franz ärgert sich im Schlafzimmer beim Packerl machen, Frau Sokol ist keine Hilfe dabei. Heinz und Onkel Guido bringen einen Christbaum vorbei, gemeinsam mit Elfi und Franz muss er allerdings vor dem kleinen Oliver versteckt werden – kurz entschlossen hängen sie die Tanne zum Fenster hinaus. Kurz darauf kommt Hilla mit dem Buben vom Christkindlmarkt zurück, später noch der Tommy – gemeinsam setzt sich die Familie zur Nachmittagsjause. Kurz erscheint auch noch Ernstl, auf dem Weg nach Schwechat, wo er das Tinerl abholen will. Und Franz kann das leidige Packerl machen schließlich an Hilla weitergeben … Skizziert von Erne Seder |
| 119             | 013              | 29. Dezember 1984  | Silvesterparty                              | Hilla und Elfi dekorieren für eine vorgezogene kleine Silvesterparty das Wohnzimmer. Doch die Feier steht unter keinem guten Stern: Frau Sokol ist mürrisch und melancholisch, Franz verärgert, weil man angeblich sein Auto gestohlen hat und die für Herrn Petermann und Herrn Janek geladenen Damen müssen leider absagen. Heinz versucht die Lage etwas aufzulockern. Auch Onkel Guido ist in schlechter Stimmung und flüchtet zu Frau Sokol in die Küche. Inzwischen gewinnt die Party etwas an Fahrt und Ernstl kann seinem Vater Auskunft über den Verbleib seines Wagens geben … Skizziert von Silke Schwinger |
| 120             | 014              | 5. Jänner 1985     | Opas Kater                                  | Der Sektionschef liegt mit einem ordentlichen Kater im Bett, dabei sollte er Hilla bei der Möbelauswahl für das Atterseer Ferienhaus helfen. Frau Sokol strickt als Hilfe für Frau Neuberger in der Küche einen Pullover, bei Hilla wird Dr. Kröner vorstellig und bittet um Rat, hat er doch wieder Kontakt zu seiner Exfrau aufgenommen. Dann kommt Onkel Guido mit dem kleinen Oliver von einem Ausflug, die beiden spielen im Wohnzimmer mit der Rennautobahn. Und Heinz erscheint auf der Suche nach ein paar verliehenen Büchern, die er für die Inventur zurück bräuchte. Während er bei Frau Sokol eine schnelle Jause einnimmt, fliegen die Sicherungen und die Wohnung liegt im Dunkeln. Als das Licht wieder angeht, ist Oliver verschwunden. Kurz darauf taucht der verärgerte Ernstl auf … Letztes Mal Dr. Kröner. Skizziert von Annemarie Meister |
| 121             | 015              | 12. Jänner 1985    | Hauskonzert                                 | Botschafter Hollmann lädt zu einem kleinen Hauskonzert. Bevor Franz, Hilla und Onkel Guido eintreffen, eröffnet ihm Frl. Mariann noch, dass sie sich in einen schweizerischen Reiseleiter verliebt hat. In der Lafitschen Wohnung ist Installateur Wewerka tätig, doch seine lauten Bohrgeräusche stören das geplante Konzert, sodass er eine längere Pause bei Frau Sokol einlegen muss. Bevor Stefan, begleitet vom jüngeren der Nowak-Brüder, die musikalischen Darbietungen beginnt, bietet der Botschafter seinen Freunden endlich das Du-Wort an. Als Gäste des Konzertes stellen sich noch Elfi und Oliver ein … Skizziert von Hans Holt |
| 122             | 016              | 19. Jänner 1985    | Übungen                                     | Elfi, vom Eis laufen mit Oliver zurück, unterhält sich mit Hilla über ihre Erfahrungen damit. Frau Sokol hat Kreuzschmerzen und wird von Heinz einer Rosskur unterzogen. In der Wohngemeinschaft knüpft Stefan zarte Bande zum Storch. Nachdem sie zu einem Fototermin „geflüchtet“ ist, kommt Tommy vorbei und beginnt mit Stefan spaßeshalber ein paar Trompetenübungen. Die Hausparteien, unter ihnen der alte Eibinger, beschweren sich über den unerwarteten Lärm. Der Sektionschef und Heinz wollen für Ruhe sorgen, geraten aber selbst in Versuchung, mit der Trompete zu üben. Onkel Guido sitzt bei Frau Sokol, die ihm verrät, dass sie ihre Führerscheinprüfung bestanden hat … Letztes Mal Herr Eibinger. Skizziert von Erne Seder |
| 123             | 017              | 26. Jänner 1985    | Geschäfte                                   | Hilla und Franz erwarten den Besuch von Onkel Kurt, Guido, auf der Suche nach einem Käufer für eine Standuhr, ergreift vor dessen Ankunft die Flucht. Dr. Jäger, mit Kurt verabredet, und Heinz erscheinen, letzterer meldet, dass Kurt und Herr Janek im Lift festsitzen. Während Hilla und Franz zur Rettung eilen, möchte Dr. Jäger Heinz eine Loopingbahn andrehen. Nach der glücklichen Befreiung der beiden wird Kurt von Frau Sokol verarztet, bevor er sich mit Dr. Jäger zur Besprechung ihrer zweifelhaften Geschäfte ins Arbeitszimmer zurück. Eduard Janek berichtet von seinem Leben als Untermieter bei Frau Neuberger. Und Kurt, der sich für den Abend einlädt, hat scheinbar eine Freundin in Amstetten … Letztes Mal Konsul Dr. Jäger. Skizziert von Silke Schwinger |
| 124             | 018              | 2. Februar 1985    | Eitelkeiten                                 | Franz und Hilla sitzen bei den Briefmarken und erinnern sich an den vor einem Jahr verstorbenen Dr. Winkler. Herr Janek sucht Hilfe bei Frau Sokol: er steht zwischen Frl. Fuchs, mit der er ein Volksopernabonnement hat, und Frau Neuberger, mit der er einen Französischkurs besucht. Hilla erhält den Anruf einer alten Liebe und Tommy kommt mit dem Drohbrief eines eifersüchtigen Vaters, ist in der Sache jedoch unschuldig. Als Jausengast erscheint noch Dr. Fritsch, der sich wieder mit Freuden der Elfi annimmt. Während sich Hilla mit ihrem alten Freund verabredet und Franz den ängstlichen Janek zur Frau Neuberger eskortiert, trifft noch Heinz ein, der bei der Jause berichtet, dass der eifersüchtige Briefschreibe-Vater in der Buchhandlung aufgetaucht ist … Das nahe gelegene „Cafe Zwirscherl“ dient auch in dieser Folge als genannter Treffpunkt, in späteren Folgen wurde es zusätzlich auch als Konkurrenz zur „kleinen Konditorei“ eingebaut. Skizziert von Annemarie Meister |
| 125             | 019              | 9. Februar 1985    | Es bahnt sich etwas an                      | Hilla informiert Frau Sokol über ihre Kuppeleipläne mit Herrn Petermann und Frl. Christine, die erwartet werden. Damit die beiden ungestört ihre Bekanntschaft vertiefen können, soll die Haushälterin alle eintreffenden Gäste zurückhalten, während sie mit dem ahnungslosen Franz Botschafter Hollmann aufsucht. Der Plan geht auf: während sich bald in der Küche Tommy, das Greterl, Onkel Guido und Onkel Willi aus dem Waldviertel tummeln, knüpfen Herr Petermann und Christine im Wohnzimmer zarte Bande und verlassen schließlich in trauter Zweisamkeit die Wohnung … Letztes Mal Greterl und Onkel Willi. Skizziert von Hans Holt |
| 126             | 020              | 16. Februar 1985   | Maskenball                                  | Herr Nowak liefert die Kostüme für Franz und Hilla, da die Familie abends einen Maskenball besuchen möchte: Franz als „Mann von La Mancha“, Hilla als Maria Stuart. Doch Hillas Kostüm ist zu lang und Franz ärgert sich über die unbequeme Verkleidung. Ernstl kommt mit dem „Zwerg“ Oliver, später Heinz, als Othello kostümiert. Auch er hat Probleme, fehlen ihm doch die passenden Schuhe. Der melancholische Herr Petermann kann helfen, während der Storch Hilla Nähhilfe leistet. Tommy tritt als Siegfried, der Drachentöter auf, Elfi als Kleopatra, Ernstl als Cäsar. Als der Babysitter für Oliver absagen muss, springt Herr Petermann als hilfreiche „Fee“ ein. Onkel Guido kommt schließlich mit zwei Hendln als Abendessen für sich und Frau Sokol, Storch schließt sich ihnen an … Skizziert von Erne Seder |
| 127             | 021              | 23. Februar 1985   | Missverständnisse                           | Dr. Fritsch verarztet Frau Sokol, die durch einen Kalt-Warm-Wechsel Hörprobleme hat. Danach sucht er bei Hilla und Franz ein bisschen Ansprache. Heinz und der nervöse Ernstl tauchen auf, letzterer einmal mehr im Konflikt mit der Elfi. Er schüttet der wenig aufnahmefähigen Frau Sokol sein Herz aus, während Heinz bei Hilla und Franz sitzt und Elfi und Dr. Fritsch im Arbeitszimmer sprechen. Onkel Guido stößt zu Frau Sokol und dem Ernstl, während sich Heinz als erfolgloser Vermittler ins Arbeitszimmer aufmacht. Der aufgebrachte Ernst kommt dazu … Skizziert von Silke Schwinger |
| 128             | 022              | 2. März 1985       | Christine hat Probleme …                    | Frau Sokol bereitet auf Anregung Elfis für ein Sektfrühstück zum Geburtstag Dr. Fritschs mexikanische Gemüsehäppchen zu. Christine benötigt Rat und Hilfe, da ihr Herr Petermann einen Heiratsantrag gemacht hat. Franz und Hilla kehren von einem Besuch bei Dr. Hollmann zurück und der Sektionschef nimmt sich Christines Problemen an, besonders der Frage, ob sie als Gastwirtin an den Attersee gehen soll. Frau Sokol erzählt Hilla, dass der Engi wieder in ihrem Leben aufgetaucht ist und sie um die Beteiligung an seinem Zeitungskiosk gebeten hat. Ernstl, der mit Heinz kommt, zieht sich mit Christine zur Besprechung ins Arbeitszimmer zurück, während sich die Familie des unerwartet erscheinenden Herrn Petermanns annimmt. Zu guter Letzt kommen noch Tommy, bei dem heute der kleine Oliver übernachtet und Onkel Guido, der auf der Fahrt zu einem kleinen Ausflug in die Ramsau unerwartet umkehren musste … Skizziert von Annemarie Meister |
| 129             | 023              | 9. März 1985       | Meinungsforschung                           | Frau Sokol spielt Fußballtoto und bittet Familie und Freunde um Würfelhilfe. Hilla und Onkel Guido haben Frühlingsgefühle, was bei Hilla eine Sehnsucht nach Veränderung auslöst. Frau Dr. Stockinger, die Umfragen für ein Meinungsforschungsinstitut macht, klingelt: die Familie erklärt sich bereit, sich ihren Fragen zu stellen, wird jedoch immer wieder abgelenkt. Der kleine Oliver macht Telefonspiele, was Elfi und Ernstl in Aufregung versetzt, dann erscheint Botschafter Dr. Hollmann auf eine kleine Jause und knüpft zarte Bande zu Frau Dr. Stockinger, Tommy besucht kurz Frau Sokol … Gast: Anneliese Stöckl als Frau Dr. Stockinger. Skizziert von Erne Seder |
| 130             | 024              | 16. März 1985      | Hilfsbereitschaft                           | Hilla und Franz planen einen abendlichen Opernbesuch und sind vorher bei Botschafter Hollmann auf einen kleinen Cocktail geladen. Frau Neuberger leistet Frau Sokol Gesellschaft und versorgt sie mit Hausklatsch. Botschafter Hollmann muss sich der Hilfsbereitschaft der Hausbewohner erwehren, nachdem Frl. Mariann plant, einige Tage mit ihrem Bräutigam Urs Schweizer zu verreisen. Vorher präsentiert sie noch Stefan als Vertretung, der sich bereiterklärt hat, zwischenzeitlich als „Butler“ ihre Agenden zu übernehmen. Außerdem drängt sie den Botschafter zu einer Art Wohnungsteilung, damit sie mit ihrem zukünftigen Mann beim Botschafter einziehen könnte. Dann schließen sich noch Onkel Guido und Frau Neuberger der Gesellschaft an … Die Hausnummer wird in dieser Folge als Nr. 38 angegeben. Erstes Mal Urs Schweizer. Skizziert von Hans Holt |
| 131             | 025              | 23. März 1985      | Verwechslungen                              | Kurt beehrt die Familie, Franz, Hilla und Onkel Guido, zur Jause mit seinem Besuch und hat Geschenke für alle im Gepäck. Herr Janek kümmert sich in der Küche um das defekte Backrohr und schildert Frau Sokol seine Ängste wegen Frau Neuberger und Frl. Fuchs. Heinz und Elfi erwarten bei den Lafites eine Frau für die Buchhandlung zum Vorstellungsgespräch. Es entstehen Missverständnisse, als unerwartet Frau Römer, Kurts Freundin aus Amstetten, auftaucht und zunächst für diese Dame gehalten wird. Dann schließen Familie und Freunde mit dem Sektionschef eine Wette: er muss sich einen Bart wachsen lassen, wenn es ihm nicht gelingt, seine oft unfreundliche, muffige, verletzende Art abzulegen … Hintergrund der „Bartwuchswette“ war, dass sich Franz Stoß für seinen Auftritt als Kaiser Franz Joseph im Singspiel „Im weißen Rößl“ bei den Seefestspielen Mörbisch im Sommer 1985 einen Bart wachsen lassen musste. Erstes Mal Hilde. Skizziert von Silke Schwinger |
| 132             | 026              | 30. März 1985      | Der schwarze Samstag                        | Ruhe vor dem Sturm bei den Lafites: Tommy sitzt bei Frau Sokol in der Küche, Franz, Hilla und Elfi schmieden im Wohnzimmer Pläne für das Osterfest. Ernstl bringt den komplett derangierten Herrn Janek mit, auf der Flucht vor Frau Neuberger und Frl. Fuchs, die endlich eine Entscheidung darüber verlangen, welcher er sein Herz schenkt. Nachdem hintereinander die beiden Damen ebenfalls in die Wohnung stürmen, kommt es zu einigen unschönen Szenen und Auseinandersetzungen. Frau Sokol erbarmt sich schließlich des Zuckerbäckers und lotst ihn mit Hilfe des Ernstls unter einem Vorwand aus der Wohnung. Der ganze Auftritt hat zur Folge, dass Franz mit Hilla in Streit gerät, und nachdem diese aus der Wohnung gestürmt ist, auch mit Onkel Guido. Dadurch verliert der Sektionschef seine Bartwette … Skizziert von Annemarie Meister |
| 133             | 027              | 6. April 1985      | Ostergeschenke                              | Turbulente Ostervorbereitungen in der Untersteinergasse: Ernstl hilft seinem Vater, eine zerbrochene Vase zu kleben, die Hilla viel bedeutet, während Herr Janek Frau Sokol mit Osterspezialitäten überrascht. In der Wohngemeinschaft nimmt Michi Stefan und den Storch wegen ihres Techtelmechtels ins Gebet, Heinz wird als Schiedsrichter dazugebeten. Hilla kehrt zurück und vereitelt die Klebeaktion von Mann und Sohn. Ernstl erfährt von ihr die wahre Geschichte der kaputten Ostervase. Onkel Guido überrascht die Wohngemeinschaft mit einem unwillkommenen Ostergeschenk: einem lebenden Häschen. Frau Sokol alarmiert den hasenerfahrenen Herrn Janek … Skizziert von Erne Seder |
| 134             | 028              | 13. April 1985     | Die jüngeren Brüder                         | Kurt bittet Hilla um Hilfe: er braucht für einen am Montag fälligen Wechsel 250.000 Schilling, Kaution, die er für einen neuen Außendienstjob hinterlegen musste. Frl. Fuchs stattet Frau Sokol einen kleinen Besuch ab, sucht ein Oberkörpermodel für einen Pullover, den sie für Dr. Hollmann strickt. Ernstl und Elfi platzen in die Besprechung mit Onkel Kurt und erfahren, dass Franz im Krankenhaus beim Greterl ist, die sich das Bein gebrochen hat. Hilla erklärt sich nach langem Hin und Her schließlich bereit, ihr Smaragdcollier zu verpfänden, um ihrem Bruder zu helfen. Tommy schließt sich der begonnenen Nachmittagsjause mit den neuesten Nachrichten von Oliver an, dann kommt Franz mit den aktuellen Infos vom Greterl zurück. Hilla gesteht schließlich ihrem Mann die Wahrheit … Skizziert von Hans Holt |
| 135             | 029              | 20. April 1985     | Urlaubspläne                                | Urlaubsvorbereitungen bei den Lafites: Franz und Hilla packen die Koffer für eine bevorstehende Frankreichreise und geraten sich dabei in die Haare, Herr Herbert möchte Frau Sokol zu einem Urlaub mit seinem Wohnmobil überreden. Elfi und Onkel Guido treffen zur letzten Jause vor der Sommerpause ein, ebenso Heinz mit einer Hiobsbotschaft: Hat er doch beim Einparken den Wagen des Sektionschefs beschädigt. Wenig später kommt der aufgeregte Stefan, der wiederum das Auto von Ernst und Elfi demoliert hat. Inmitten all der Aufregungen hat Guido gute Neuigkeiten: Kurts neuer Arbeitgeber scheint seriös zu sein … Skizziert von Silke Schwinger |
| 136             | 001              | 28. September 1985 | Die Garconniere                             | Hilla und Franz bedauern, dass Tommy der Liebe wegen zum Studieren nach Innsbruck geht. Ernst und Elfi streiten in ihrer Wohnung vordergründig um die Verwendung von Tommys freigewordener Garconniere, die Elfi als Atelier und Ernstl als Bücherlager nutzen will. Erste Gäste stellen sich zum Auftakt der neuen Saison ein: Herr Janek besucht Frau Sokol und den Oliver, hat Sorgen wegen seines Chefs und des Durcheinanders mit Frau Neuberger und Frl. Fuchs, Botschafter Hollmann bedankt sich beim Sektionschef und seiner Frau für den schönen Sommer am Attersee. Herr Petermann kommt mit Nachrichten vom Feriendomizil der Lafites und seiner Verlobten Frl. Christine, Heinz mit zwei Koffern voller Bücher, die in der Garconniere verstaut werden sollen. Inzwischen hat Oliver Omas Schminksachen entdeckt … Skizziert von Annemarie Meister |
| 137             | 002              | 5. Oktober 1985    | Koffer vor der Tür                          | Hilla beendet einen kleinen Disput zwischen Frau Sokol und dem Sektionschef. Heinz tröstet im Treppenhaus die wegen ihrer Ehekrise hysterische Elfi, übergibt sie schließlich der Obhut von Frau Sokol, um selbst dem Sektionschef und Hilla kurz Gesellschaft bei der Jause zu leisten. Während Elfi plant, auszuziehen, taucht Ernstl bei seinen Eltern auf. Er gesteht seinem Vater unter vier Augen, dass er sich seit einiger Zeit mit einer anderen Frau trifft. Auch Frau Römer hat Beziehungssorgen: sie hat genug von Kurt und will, dass er sich eine andere Bleibe sucht – seine Sachen hat sie in zwei Koffern bereits mit. Der Sektionschef kann ihr erfolgreich ins Gewissen reden … Skizziert von Erne Seder |
| 138             | 003              | 12. Oktober 1985   | Fast ein Wunder                             | Franz und Hilla sind Gäste von Dr. Hollmann, erfahren Neuigkeiten über Frl. Mariann’ und ihren schweizerischen Ehemann sowie über die Zukunftsplanung des Botschafters, der während seiner Sommerkur in Gastein eine Ärztin kennengelernt hat. In absehbarer Zeit plant er nun auf ihren Vorschlag hin, in eine Seniorenresidenz im Schwarzwald zu ziehen. Kurt besucht Frau Sokol mit Geschichten aus Amstetten, bevor er mit freudigen Nachrichten zu Dr. Hollmann kommt: er wird am 8. November Frau Römer heiraten. Außerdem gibt er Hilla das Smaragdcollier zurück, das er sich im Frühjahr von ihr geliehen hatte. Onkel Guido leistet währenddessen Frau Sokol Gesellschaft, bevor er sich auch zum Botschafter aufmacht … Skizziert von Hans Holt |
| 139             | 004              | 19. Oktober 1985   | Lauter Ratschläge                           | Heinz werkelt im Lafitschen Vorzimmer unter den kritischen Augen von Frau Sokol an einem zerbrochenen Sessel herum, während Franz und Hilla beim Storch geladen sind, die von Stefan schwanger ist. Bei der Jause schüttet Elfi Heinz und Frau Sokol das Herz wegen Olivers Schulproblemen aus, dieser macht sich heimlich am reparierten Sessel zu schaffen. Storchs Schwangerschaft und ihre Beziehung zum Stefan lösen einige Diskussion aus, zu der auch Onkel Guido, später Frau Sokol, Heinz und Elfi ihren Beitrag leisten … Skizziert von Silke Schwinger |
| 140             | 005              | 26. Oktober 1985   | Turbulenzen                                 | Während die Lafites ungeliebte Arbeiten erledigen, trifft Heinz im Treppenhaus Stefan, der verzweifelt ist, weil die Birgit ihn nicht heiraten will. Frau Sokol nimmt sich seiner an, während Heinz bei Franz und Hilla zur Jause erscheint. Kurz darauf kommt auch der Ernstl dazu, Thema einmal mehr: seine Ehekrise bzw. seine Beziehung zu der anderen Frau. Das löst einen heftigen Streit zwischen Franz und Hilla aus. Stefan trinkt sich in der Küche mit Frau Sokols „Nussernen“ einen ordentlichen Rausch an und wird dann in seinem Zustand von der Haushälterin mit Hilfe von Heinz und Ernstl vor die Wohngemeinschaftstür gelegt. Herr Janek ersucht um ein Gespräch mit dem Sektionschef und Hilla: er möchte sich selbständig machen und in der ehemaligen Werkstatt des pensionierten Installateurs Wewerka eine Konditorei errichten. Frau Sokol würde sich finanziell beteiligen, wenn auch der Sektionschef seine Beteiligung zusagt … Skizziert von Erne Seder |
| 141             | 006              | 2. November 1985   | Die Krise                                   | Ernstls Verhältnis und die daraus entstandene Ehekrise sind weiter Thema in der Familie: Während Elfi, die Zahnschmerzen plagen, Hilla das Herz ausschüttet, spricht Ernstl mit seinem Vater, bittet ihn um Hilfe, da er sich von der Jause drücken möchte. Herr Janek hat Frau Sokol an der Hand verletzt und ist ihr dafür bei der Küchenarbeit behilflich, bespricht mit ihr die Pläne für die Konditoreigründung. Bei der Jause brechen die mühsam unterdrückten Konflikte in der Familie neuerlich auf, unter anderem, weil Ernstl den Hochzeitstag vergessen hat. Ein mysteriöser Blumenstrauß und ein Anruf vom Heinz machen seine Pläne endgültig zunichte … Skizziert von Annemarie Meister |
| 142             | 007              | 9. November 1985   | Freudentage                                 | Die Familie will die Hochzeit von Kurt und Hilde feiern. Franz und Hilla, Elfi und Ernstl sowie Onkel Guido sitzen mit der Braut zusammen und warten auf den Bräutigam, während Oliver bei Frau Sokol in der Küche spielt. Die Stimmung am Freudentisch ist angespannt, Ernstl und Elfi giften sich leicht an, die andern werden wegen Kurts Ausbleiben langsam unruhig. Franz und Hilla feiern am nächsten Montag 45. Hochzeitstag, was ebenfalls in die Feier einfließen soll. Da deshalb auch Besuch aus dem Ministerium erwartet wird, möchte Frau Sokol von Elfi ein Kleid leihen. Als man gar nicht mehr damit rechnet, trifft Onkel Kurt doch noch ein – mit Geschenken und Neuigkeiten. Die Feier kann endlich beginnen … Als Hochzeitstag von Franz und Hilla wird in dieser Folge der 11. November 1940 genannt. Gast: Hans Harapat als Briefträger. Skizziert von Hans Holt |
| 143             | 008              | 16. November 1985  | Eine neue Freundin                          | Franz, Hilla, Ernstl und Onkel Guido erwarten zur Jause den Besuch Heinz’ und seiner neuen Freundin Elisabeth. Besonders Franz ist von der Dame, die er bereits von einem Abendessen kennt, hingerissen und stößt die anderen durch seine peinlichen Erinnerungen und Vorschläge vor den Kopf. Als Dr. Fritsch unvermutet erscheint, entbrennt zwischen den Herren ein offener Konkurrenzkampf um die charmante Frau. Unerwartet kommt Tommy aus Innsbruck daher, ihn plagt Liebeskummer. Dr. Fritsch will sich selbständig machen, Frau Elisabeth bietet ihm seine Hilfe an … Gast: Elisabeth Kales. Skizziert von Silke Schwinger |
| 144             | 009              | 23. November 1985  | Die Traumfrau                               | Guido wälzt mit Franz und Hilla am Jausentisch Familienprobleme: Ernstls Freundin und die Rückkehr von Tommy, der wegen Liebeskummer Innsbruck verlassen und wieder in Wien studieren will. Während der junge Mann heimlich bei Frau Sokol in der Küche ist, treffen Ernstl und Frl. Christine ein, die in Franz’ Arbeitszimmer Korrespondenz für die Buchhandlung erledigen wollen. Christine möchte am Abend bei der Wahl zur „Traumfrau“ mitmachen und bittet ihren Chef um Kostümberatung. Es kommt, wie es kommen muss: Herr Petermann erscheint auf einen Kurzbesuch und platzt in Christines Vorführung, deutet die Situation vollkommen falsch. Plötzlich steht Tommys Freundin aus Innsbruck, Susi Steiner, vor der Tür. Guido nimmt sich ihrer an … Letztes Mal Christine. Gast: Susanne Szabo als Susi Steiner. Skizziert von Annemarie Meister |
| 145             | 010              | 30. November 1985  | Das kleine Cafe                             | Opa macht sich zum sanften Gespött der Familie, weil er seine Termine verwechselt hat und einen Tag früher als ausgemacht in Anzug und Krawatte zu einem Besuch aufgebrochen ist. Frau Sokol trifft den schwangeren Storch, während Herr Janek in der noch im Rohzustand befindlichen Konditorei erste Verzweiflungsanfälle kriegt: durch Hausbesorger Nowak erhält er von den diversen Wohnungsparteien mehr oder weniger wertlose Einrichtungs- und Dekorationsgegenstände. Franz, der die Buchhaltung des Cafés übernimmt, steht ihm mit Rat und Tat zur Seite. Guido und Heinz leisten Hilla bei der Jause Gesellschaft und versuchen dabei mehr über Franz’ mysteriösen Ausflug zu erfahren, Ernstl muss sich um Elfi kümmern, die mit einem Ischiasanfall darniederliegt. Dann taucht die Frage auf, wie man das neue Cafe nennen soll … Erstes Mal „Die kleine Konditorei“, noch im Rohzustand. Bei Folgen, die in der Konditorei spielten, waren zusätzlich auch Aufnahmen im Wohnzimmer Lafite und der Wohngemeinschaftswohnung (später Wohnung Birgit und Stefan) möglich, jedoch weiterhin nicht in der Botschafterwohnung Hollmann (später Modesalon Kurt und Hilde). Folgen, die zugleich im Lafite-Wohnzimmer und der Botschafter- bzw. Wohngemeinschaftswohnung Szenen gehabt hätten, waren aus kameratechnischen Gründen auch weiterhin nicht möglich (Erläuterungen dazu siehe auf Folge 79). Skizziert von Erne Seder |
| 146             | 011              | 7. Dezember 1985   | Alles ganz unverbindlich                    | Frl. Mariann und ihr Ehemann Urs erwarten Botschafter Hollmann und seine Bekannte, Frau Dr. Weller, Psychologin aus dem Schwarzwald, wo auch der Doktor seine Zelte aufschlagen will. Doch der Botschafter verspätet sich und die Gäste, Ernstl, Franz und Hilla müssen sich allein der attraktiven Dame annehmen. Währenddessen absolviert Herr Wewerka seine Abschiedstour im Haus, klagt dabei Frau Sokol sein Leid und seine Reue über den Verkauf seiner Werkstätte. Nach einigen Schnäpsen wird er rabiat, sodass ihn der Sektionschef aus der Wohnung komplimentiert. Frau Sokol und Frl. Fuchs plagt Neugier um die angebliche Freundin des Botschafters, sie lassen sich einen kleinen Plan einfallen … Letztes Mal Herr Wewerka. Erstes Mal Frau Dr. Weller. Skizziert von Hans Holt |
| 147             | 012              | 14. Dezember 1985  | Die Eröffnung                               | Um 18:00 Uhr an diesem Samstag wird die „kleine Konditorei“ endlich offiziell eröffnet. Herr Janek ist entsetzlich nervös und schüttet im noch leeren Cafe Dr. Fritsch sein Herz aus. In der Wohnung sitzen Franz, Hilla, Guido, Elfi, Heinz und Frau Sokol zusammen. Heinz ist verzagt, weil er sich seine Freundin Elisabeth seit einiger Zeit mit Dr. Fritsch „teilen“ muss. Als Frau Sokol wenig später Dr. Fritsch in der Konditorei sieht, befürchtet sie eine Auseinandersetzung zwischen den beiden Männern, und das ausgerechnet während der Cafe-Eröffnung. Als kurz danach die Familie mit Heinz dort eintrifft, scheinen sich ihre Befürchtungen zu bewahrheiten. Doch Elfi kann vermittelnd eingreifen. Inzwischen hat Herrn Janeks Nervosität auch den Sektionschef und Frau Sokol erfasst … Erstes Mal „Die kleine Konditorei“ in komplettem Zustand, mit Straßenstück und Hinterzimmer. Skizziert von Silke Schwinger |
| 148             | 013              | 21. Dezember 1985  | Aller Anfang ist schwer                     | Bei Franz und Guido meldet sich ein Herr Petermann, der Stiefbruder des Atterseer Petermann, mit einem Christbaum im Gepäck und einem Auftrag. Er soll für seinen Bruder eine Dame treffen, die dieser auf eine Kontaktanzeige hin in die Konditorei bestellt hat, nachdem die Sache mit Frl. Christine keine Zukunft zu haben scheint. Franz und Guido versprechen, zu helfen. In der Konditorei herrscht Hochbetrieb und Herr Janek ist überlastet, zumal auch Frau Sokol nur sporadisch helfen kann und wiederum verärgert ist, dass er Frl. Fuchs gratis mit Backwaren versorgt. Ernstl sitzt mit dem Tinerl, die sich jetzt lieber bei ihrem zweiten Taufnamen Petra nennen lässt, beim Kaffee, muss dann weg, weil sich Oliver beim Eislaufen verletzt hat. Während Franz und Guido vergeblich nach Petermanns Rendezvous Ausschau halten, trifft Petra in der Lafitschen Wohnung auf einen jungen Mann, Serge, der ein Packerl für den Storch abgeben will. Zwischen den beiden funkt es … Erstes Mal Petra (neue Schauspielerin für das vormalige Tinerl), erstes Mal Serge. Gast: Erich Padalewski einmalig als Stiefbruder von Herrn Petermann, wahrscheinlich, weil Heinz Petters verhindert war. Skizziert von Annemarie Meister |
| 149             | 014              | 28. Dezember 1985  | Wässrige Kleinigkeiten                      | Josef und die erschlankte Michi üben in der Wohngemeinschaft Baby baden, um für den bevorstehenden Nachwuchs von Birgit bereit zu sein, während Stefan mit von Frau Sokol geliehenem Geld zu einer kleinen Kartenpartie flüchtet und der Storch noch bei einem Fototermin ist. Ernstl trifft sich mit seinem Vater in der Konditorei, Heinz stößt dazu und erzählt von seinem merkwürdigen Traum. Inzwischen leistet Onkel Guido Josef Gesellschaft bei den Babysitterübungen, später auch der Heinz, nachdem er Frau Sokol zu einer geschäftlichen Besprechung mit Herr Janek und dem Sektionschef in die Konditorei geschickt hat … Letztes Mal Michi. Skizziert von Erne Seder |
| 150             | 015              | 4. Jänner 1986     | Familienprobleme                            | Aufregungen bei den Lafites: Petra teilt Franz und Hilla mit, dass sie nach den Weihnachtsferien nicht mehr ins Internat zurückkehren will, die Schule schmeißen möchte, um Schauspielerin zu werden. Durch ein Missverständnis glaubt Frau Sokol, dass Petra schwanger ist. Erst Heinz kann diese Verwicklungen klären, ist selbst sehr aufgeregt, weil er in der Konditorei Dany Steiner, Ernstl Geliebte, getroffen hat und deshalb nur mühsam von Herrn Janek gebändigt werden konnte. Heinz ahnt jedoch nicht, dass sich Elfi dort mit der attraktiven Dame verabredet hat, um ihre Nebenbuhlerin kennenzulernen. Die beiden Frauen sind sich auf Anhieb sympathisch. Später kommt der Sektionschef dazu und ist ebenfalls angetan von der charmanten Dany, ohne zu ahnen, wer sie in Wirklichkeit ist … Erstes Mal Dany Steiner. Skizziert von Silke Schwinger |
| 151             | 016              | 11. Jänner 1986    | Blindes Vertrauen                           | Franz, Hilla und Guido erwarten Frau Steiner, die der Sektionschef in der vorigen Woche in der Konditorei kennengelernt und eingeladen hat. Sie ahnen immer noch nicht, dass es sich dabei um Ernstls Freundin handelt. Die beiden sitzen im Cafe und überlegen, wie sie sich verhalten sollen. Elfi ist in Sorge um Petras Zukunft, der nervöse Janek bittet Frau Sokol um Hilfe, weil er dringend nach Baden muss. Dany zerstreitet sich schließlich mit dem Ernst und beschließt, nicht zur Familie zu gehen, Elfi klärt Hilla über die wahre Identität der Frau auf. Franz und Guido sind besorgt wegen Herrn Janeks Heimlichtuerei und vermuten, dass er in Baden eine heimliche Spielsucht auslebt – dabei trifft er sich dort nur mit einem Rendezvous. Hilla redet Ernst ins Gewissen … Skizziert von Annemarie Meister |
| 152             | 017              | 18. Jänner 1986    | Die Hunde im Keller                         | Frau Sokol putzt das Tafelsilber, der Sektionschef ist ärgerlich, weil Hilla immer noch unterwegs ist. Frl. Fuchs sitzt bei Herrn Janek in der Konditorei, die beiden tratschen über Frau Neuberger und deren Zorn wegen seines Auszugs und der Konditoreieröffnung. Elfi ist nervös wegen einer bevorstehenden Vernissage ihrer Bilder, sucht Schmuckberatung bei Frau Sokol und Rat für die Eröffnungsrede. Inzwischen ist Frau Neuberger in der Konditorei erschienen, liefert sich einen Schlagabtausch mit Frl. Fuchs und droht Herrn Janek mit einer Anzeige wegen eines verdorbenen Kuchens. Ernstl und der Sektionschef können die Wogen glätten. Derweil hat Elfi in ihrer Aufregung etwas zu ausführlich dem Cognac zugesprochen, doch Onkel Guido erweist sich als Retter in der Not … Skizziert von Erne Seder |
| 153             | 018              | 25. Jänner 1986    | Ein guter Mensch                            | Herr Herbert stürmt in die wegen Inventur geschlossene Konditorei und bedrängt Herrn Janek, gibt ihm die Schuld, dass Frau Sokol nichts mehr von ihm wissen will. Heinz hat als Neujahrsvorsatz beschlossen, ein „guter Mensch“ zu werden, nervt damit den Sektionschef, Onkel Guido und Elfi am Jausentisch, rührt dabei auch einige unangenehme Wahrheiten auf. Franz streitet mit Frau Sokol und ist erbost, weil Hilla neuerdings samstags öfter außer Haus ist, um Pensionisten oder Strafgefangenen Gedichte vorzulesen. Heinz hat seinen Wirkungsbereich in die Konditorei verlegt und spricht dort Herrn Herbert gut zu, versucht zwischen ihm und Frau Sokol zu vermitteln. Hilla kommt zurück und sorgt damit auch in der Familie wieder für Ruhe … Grund für die häufigere Abwesenheit Hillas in diesen Folgen dürften andere Engagements gewesen sein. Skizziert von Silke Schwinger |
| 154             | 019              | 1. Februar 1986    | Magenschmerzen                              | Heinz sitzt in der Konditorei, wartet auf den Ernstl und liefert sich einen kleinen Schlagabtausch mit Frau Sokol, die Herrn Janek vertritt. Guido trifft im Stiegenhaus die schwangere Birgit, die über Magenschmerzen klagt. Ernstl schüttet Heinz sein Herz aus, weil ihn Dany im Cafe Zwirscherl versetzt hat. Er bittet seinen Kompagnon, ihm für einen geplanten Sonntagsausflug mit der Elfi eine Ausrede zu verschaffen. Die Nervosität von Franz und Guido über Storchs Zustand geht so weit, dass sie Frau Sokol alarmieren. Diese eilt in die Wohnung und bittet Heinz, sie in der Konditorei zu vertreten. Während man überlegt, ob es nicht besser wäre, Birgit in die Klinik zu bringen, taucht Elfi in der Konditorei auf. Dabei erweist sich Heinz als wahrer Freund, während sich Storchs Beschwerden auf ein zu üppiges Essen zurückführen lassen … Skizziert von Annemarie Meister |
| 155             | 020              | 8. Februar 1986    | Noch ist Fasching                           | Hilla ist auf einem Faschingskränzchen, Frau Sokol sortiert Faschingsdekoration, der Sektionschef sucht für einen Freund sein „Großes Bundesverdienstkreuz“. Heinz bietet bei der Suche seine Hilfe an, dabei sorgen die beiden im Wohnzimmer für Chaos und Unordnung, ohne wirklich fündig zu werden. Ernstl kommt dazu, hilft mit Rat und Tat und – nachdem Frau Sokol verschickt wurde – auch beim Zusammenräumen. Elfi, als Katze maskiert, leistet Herrn Janek in der Konditorei Gesellschaft, Frau Sokol kommt dazu und beginnt mit der Dekoration. Ein alter Bekannter schneit dabei herein, Fotograf Muxl, spezialisiert auf Werbeaufnahmen. Er hilft beim Dekorieren … Skizziert von Erne Seder |
| 156             | 021              | 15. Februar 1986   | Weißt Du noch …                             | Frl. Mariann zankt sich mit ihrem Ehemann am Telefon, Botschafter Hollmann bietet seine Vermittlung an. Der Sektionschef ist allein zuhause, versucht gemeinsam mit dem Ernstl Kaffee zu kochen. Dabei bringen die beiden die Küche in Unordnung, ohne wirklich Erfolg zu haben. Der Botschafter erhält Besuch: Elfi, einen alten Amtskollegen, den charmanten Karl „Champi“ Schönberg sowie die Muse des Botschafters, die Psychologin Frau Dr. Weller. Elfi schüttet ihr in einem Vieraugengespräch das Herz aus, während bei Franz und Ernstl in der Küche Kurt auftaucht. Auch er kämpft mit Eheproblemen. Schließlich brechen die drei ebenfalls zum Botschafter auf … Gast: Karl Schönböck als Karl „Champi“ Schönberg. Skizziert von Hans Holt |
| 157             | 022              | 22. Februar 1986   | Wasser und Tränen                           | Wasserrohrbruch in der Konditorei: Frau Sokol ist gerade beim Putzen, als Dany Steiner um Einlass bittet, weil sie sich dort mit dem Ernstl treffen wollte. Spontan schüttet sie Frau Sokol ihr Herz über die verfahrene Situation aus. Elfi sitzt bei Franz und Guido, während Tommy von Petra in der Küche erfährt, dass diese einem windigen Agentur-Typen 20.000 Schilling für angebliche Werbeaufnahmen gegeben hat. Tommy verspricht zu helfen. In der Konditorei hat sich Hilde den Damen angeschlossen, breitet ihre Beziehungssorgen mit dem Kurt aus. Ernstl taucht in der Wohnung Lafite auf, ganz der perfekte Ehemann und Vater, während der Sektionschef wie üblich muffig über Hillas Abwesenheit ist … Skizziert von Silke Schwinger |
| 158             | 023              | 1. März 1986       | Der Rückfall                                | Petra sitzt bei Guido und Franz, Frau Sokol arbeitet in der Konditorei und ärgert sich über eine kaputte Teigrührmaschine. Elfi holt für die Familie Mehlspeise, trifft dabei auf eine Galeristin, die ihr die Ausstellung ihrer Bilder anbietet und auf Herrn Herbert, der Rat wegen Frau Sokol sucht. Während Guido im Cafe versucht, die Küchenmaschine zu reparieren, bittet Petra den Opa um Hilfe in der Sache mit der zwielichtigen Agentur und dem Geld. Dann kommt Heinz mit der Nachricht zum Sektionschef, dass Ernstl heute wieder die Dany trifft, angeblich für eine „letzte Aussprache“. Franz hat nun die schwere Aufgabe, Elfi die Wahrheit zu sagen, während Heinz Herrn Herbert und Frau Sokol in der Konditorei Gesellschaft leistet und dabei ein technisches Wunder an der Rührmaschine vollbringt … Erstes Mal Frau Färber. Skizziert von Annemarie Meister |
| 159             | 024              | 8. März 1986       | Verschiedene Wege                           | Elfi besucht den Franz, der an diesen Nachmittag vorläufig zum letzten Mal auf seine Frau verzichten muss. Sie hilft ihm bei der Vorbereitung für die Jause, für die sich Hilde und Kurt angemeldet haben, hat Sorgen, weil das Meerschweinchen vom Oliver eingegangen ist und sie deshalb Streit mit dem Ernstl hatte. Heinz macht sich erbötig, aus der Konditorei die Jause zu holen, wo Frau Sokol wieder Herrn Janek vertritt. Dort trifft er den Ernstl, der ihm beim Jausentransport hilft. In der Wohnung ist Hilde eingetroffen, erzählt, dass sie und Kurt planen, nach Wien umzuziehen, um ihre Probleme in den Griff zu bekommen. Onkel Guido hat Sorgen mit dem Greterl, Herr Janek erzählt Frau Sokol von seiner Badener Freundin, dem Hannerl … Skizziert von Erne Seder |
| 160             | 025              | 15. März 1986      | So ein Theater                              | Hilla übt mit Petra, die Schauspielerin werden will, Szenen aus der „Jungfrau von Orleans“ und „Maria Stuart“, stößt dabei Frau Sokol vor den Kopf, die heimlich an der Durchreiche lauscht. Josef von der Wohngemeinschaft kommt dazu, aufgeregt, weil er endlich ein fixes Engagement in Salzburg ergattert hat. Der Sektionschef, der in der Konditorei zwischen Janek, Fuchs und Neuberger vermitteln musste, ist verärgert, dass durch das Vorsprechen in der Wohnung so ein Durcheinander herrscht, macht Hilla und Frau Sokol Vorwürfe. Als Jausengäste melden sich Onkel Guido, der bei Frau Sokol Schmalzbrot nascht, und Heinz an, letzterer mit einer verworrenen Geschichte von einem Manager, der Hilla für weitere Leseabende gewinnen möchte … Letztes Mal Josef. Skizziert von Hans Holt |
| 161             | 026              | 22. März 1986      | Ein freudiges Ereignis                      | Birgit, hochschwanger, und Stefan, der an Kreuzschmerzen laboriert, erwarten Jausengäste – Franz und Hilla, Ernstl und Elfi, Guido und Heinz – und streiten bei den Vorbereitungen einmal mehr über das Thema Hochzeit. Während sich der Sektionschef und Hilla auf den Weg machen, wartet Elfi in der Lafitschen Küche auf ihren Mann, doch es erscheint Dr. Fritsch. Die beiden sitzen in trauter Zweisamkeit, werden nur kurzfristig vom Heinz gestört. Als die Jause in vollem Gang ist, setzen beim Storch plötzlich die Wehen ein. Es entsteht eine allgemeine Aufregung und Aufbruchsstimmung, glücklicherweise ist mit Dr. Fritsch ein Arzt bei der Hand … Skizziert von Silke Schwinger |
| 162             | 027              | 29. März 1986      | Liebesgeschichten und Heiratssachen         | Familie und Hausbewohner planen an diesem Karsamstag einen nachmittäglichen Krankenhausbesuch bei der frischgebackenen Mutter Birgit und ihrer Tochter. Hilla und Elfi zählen unter Aufsicht des Sektionschefs das im Haus gesammelte Geld, während Heinz und Ernstl in der Konditorei sitzen und über Dany sprechen, die später dort erwartet wird. Oliver übt in der Küche mit Frau Sokol Ostereier bemalen. Während Ernstl in der Wohnung nach einer Ausrede sucht, um nicht zur Birgit zu müssen, nimmt sich Heinz der Dany an, bringt sie später sogar in die verlassene Lafitsche Wohnung, wo es zu einer letzten Aussprache zwischen ihr und dem Ernstl kommt. Dany plant nämlich, ein Berufsangebot aus Amerika anzunehmen. Frau Sokol freut sich mit Herrn Janek über den Rekordumsatz in der Konditorei, während dieser besorgt ist, weil er auch die für die Hausbewohner reservierten Ostersachen verkauft hat … Letztes Mal Oliver. Skizziert von Annemarie Meister |
| 163             | 028              | 5. April 1986      | Großer Himmel – kleine Wolken               | Birgit besucht Hilla, die an einem Puzzle sitzt, und Franz, berichtet von ihren Erlebnissen als Mutter, fragt, ob die Kleine auch Hilla heißen darf und ob die große Hilla Taufpatin werden möchte. Dr. Fritsch klagt Frau Sokol außer Atem sein Leid über den kaputten Lift, hat Blumen für die Damen im Gepäck und eine Nachricht: er hat dank der Vermittlung des Sektionschefs die Ordination von Dr. Beyer im Haus übernommen, stellt sich sozusagen als neuer Hausbewohner vor. Ernstl besucht seine Mutter, spricht mit ihr über seine Ehe und das Verhältnis zur Elfi. Heinz hilft Frau Sokol beim Transport des Sektes für eine kleine Feier mit Dr. Fritsch. Letzter Gast des Abends ist Onkel Guido, mit einem Teddybär für den Säugling und einem Backhuhn für Frau Sokol … Der geplante Einzug bzw. die Ordinationsübernahme durch Dr. Fritsch hat sich wieder zerschlagen, während der Doktor als Primar nach Innsbruck ging und erst Ende 1990 zurückkehrte, übernahm ab der Folge 166 Dr. Reithofer die Ordination im Haus. Skizziert von Erne Seder |
| 164             | 029              | 12. April 1986     | Frühlingslüfte                              | Kurt sitzt mit dem Ernstl in der Konditorei und schildert ihm sein Problem: er hat aus einem Abenteuer in Hamburg eine 18-jährige Tochter, die plötzlich in Wien aufgetaucht ist und weiß nicht, ob und wie er Hilde davon erzählen soll. Währenddessen findet bei Birgit und Stephan die Taufparty für die Kleine statt, doch Franz und Hilla werden von Hilde aufgehalten, die ihnen von ihren Sorgen mit dem Kurt berichtet – seiner Geheimnistuerei und Schweigsamkeit. Heinz besucht voller Frühlingsgefühle Frau Sokol in der Konditorei, Guido holt seinen Bruder zur Taufparty, um ihn mit Birgits Modelkolleginnen bekannt zu machen. Kurt entschließt sich, Hilde und Hilla die Wahrheit zu gestehen, während Guido in der Konditorei Leckereien für die Models kauft … Erstes Mal Nicole, Kurts uneheliche Tochter. Skizziert von Annemarie Meister |
| 165             | 030              | 19. April 1986     | Abschiedsfest                               | Zum Abschluss der Saison lädt Konditormeister Janek die Lafites und Freunde zu einem Abschiedsfest in das „kleine Cafe“. Zunächst erscheint nur Elfi, der Janek seinen Kummer klagt, weil seine Badener Freundin noch nicht eingetroffen ist. Hilla erledigt einige wichtige Briefe, während Franz der Petra einen Scheck über 20.000 Schilling gibt, ihr Geld, das er von der zwielichtigen Modelagentur zurückholen konnte. Der schusselige Heinz, stolz darauf, dass er wegen einer neuen Freundin seit einer Woche alkoholabstinent ist, macht sich erbötig, Hillas Briefe zum Postkasten zu bringen. Im Durcheinander des Aufbruchs gerät dabei Petras Scheck in einen der Briefe. Während Elfi in der Konditorei zufällig die Galeristin Frau Färber wieder trifft, hat Ernstl Sorgen, weil er statt eines Pfingsturlaubs in Venedig, wo er mit Elfi eine Art zweiten Hochzeitstag feiern wollte, auf Wunsch des Olivers „nur“ einen Ausflug ins Waldviertel gebucht hat. In der Konditorei lösen sich alle Verwicklungen jedoch in Wohlgefallen, dank Guido auch die Sache mit dem Scheck … Letztes Mal Ernstl. Skizziert von Silke Schwinger |
| 166             | 001              | 27. September 1986 | Unverschuldete Unglücksfälle                | Unruhiger Nachmittag bei den Lafites: Frau Sokol, die ausnahmsweise in der Wohnung übernachtet hat, berichtet dem Heinz, dass Hilla mit Magenbeschwerden ins Spital gebracht werden musste, wenig später trifft der Sektionschef mit den neuesten Informationen ein. Während Frau Sokol in die Konditorei eilt, wo Herr Janek über einen unangenehmen Gast besorgt ist, versuchen Franz und Heinz dem Guido schonend die Nachricht von Hilla Erkrankung beizubringen. Herr Janek, der mit seinem neuen Auto nach Baden möchte, bittet Frau Sokol, für ihn auszuparken – keine kluge Entscheidung. Petra kommt mit beunruhigenden Nachrichten aus dem Krankenhaus in die Wohnung, doch Dr. Reithofer, Nachfolger von Dr. Fritsch, der als Primar nach Innsbruck gegangen ist, kann kurz danach Entwarnung geben, prophezeit Hilla jedoch einen längeren Krankenhaus- bzw. Kuraufenthalt. Doch damit haben die Aufregungen noch kein Ende: während Heinz Frau Sokol hilft, den renitenten Gast zu vertreiben, bricht sich Elfi in ihrer Wohnung den Fuß … Durch den unerwarteten Tod von Ernst Meister, der am 27. (lt. anderen Quellen am 28.) September an den Folgen eines Herzinfarktes, den er im Lauf des September erlitten hatte, gestorben war, sahen sich die Macher der Serie zu einigen grundlegenden handlungstechnischen Änderungen gezwungen, da man den Tod des beliebten Darstellers nicht unmittelbar in die Serie einbauen konnte. Elfriede Ott kehrte erst Ende Jänner 1987 in ihrer Doppelrolle als Ottilie Sindelar zurück, Ernstl Tod wurde zwei Jahre später in der 226. Folge thematisiert. Erstes Mal Dr. Reithofer. Gast: Herwig Seeböck als Konditoreigast. Skizziert von Fritz Eckhardt |
| 167             | 002              | 4. Oktober 1986    | Liebesgeschichten und Heiratssachen         | Anlässlich des Todes von Ernst Meister wurde an diesem Samstag die 162. Folge der Reihe vom 29. März 1986 wiederholt. Programmintendant Ernst Wolfram Marboe, einer der geistigen Väter der „Lieben Familie“ sprach einleitende Gedenkworte. Die Episode wurde in die offizielle Folgenzählung mit aufgenommen. |
| 168             | 003              | 11. Oktober 1986   | Turbulenzen                                 | Der Sektionschef zerkracht sich mit Frau Sokol, die ihn in Abwesenheit von Hilla und Elfi bevormunden will. Der Streit geht so weit, dass die Haushälterin schließlich sogar kündigen möchte. Auch Petra kann die beiden nicht beschwichtigen, fühlt sich selbst überfordert, nachdem ihre Mutter noch im Krankenhaus ist und ihr Vater plötzlich nach New York zur Niki musste. Nachdem der Sektionschef beleidigt abgerauscht ist, trifft der angesäuselte Herr Petermann ein, dessen Exfrau mit Forderungen aufgetaucht ist, kurz danach der Kurt, der bei den Lafites Asyl sucht. Onkel Guido kann Frau Sokol in der Küche gut zureden, während Petra mit dem Opa zurückkommt. Doch die Vermittlung zwischen den beiden Streithähnen kommt nicht recht in Gang, zumal alle rätseln, wo Kurt und Herr Petermann abgeblieben sind … Skizziert von Silke Schwinger |
| 169             | 004              | 18. Oktober 1986   | Eismaschinen                                | Der Storch sitzt mit Babyfotos bei Frau Sokol, sucht einen Babysitter für den Abend, weil sie zu einem Vorstellungsgespräch müsste. In der Konditorei tauchen zwei Handwerker auf, die eine Eismaschine abliefern wollen, doch Herr Janek weiß nichts von einer Bestellung und der Sektionschef ist unterwegs. Petra trifft sich in der Konditorei mit dem Kammersänger Christenson, bei dem sie Sprachunterricht für ihre Schauspielkarriere nehmen möchte. Frau Sokol blitzt bei Onkel Guido mit der Suche nach einem Babysitter für die kleine Hilla ab, eilt dann in die Konditorei, um die Sache mit der Eismaschine zu klären. Franz kommt zum Guido, die beiden sind skeptisch wegen Petras Lehrstunden, raten ihr, eine Begleitung mitzunehmen. Glücklicherweise trifft sie in der Konditorei auf den Serge, doch der Kammersänger reagiert auf dessen Eingreifen ungehalten. Spontan beschließen die beiden, statt der Lernstunde bei Birgit als Babysitter einzuspringen. Während Frau Sokol und Herr Janek wegen der Turbulenzen um die Eismaschine in Streit geraten, erzählt Franz dem Guido, dass auch Elfi nach Amerika zur Niki fährt, da diese einen älteren und noch nicht geschiedenen Mann heiraten will … Erstes Mal Kammersänger Christenson. Gäste: Fritz Goblirsch, Gottfried John als Lieferanten. Skizziert von Annemarie Meister |
| 170             | 005              | 25. Oktober 1986   | Ein unvergesslicher Nachmittag              | Petra sitzt beim Opa, während Frau Sokol Herrn Janek in der Konditorei behilflich ist. Dort erscheint ein merkwürdiger Gast, der ausgiebig den Mehlspeisen zuspricht und gezielt Fragen über die Besitzverhältnisse und die Wirtschaftlichkeit des Lokals stellt. Heinz findet vor der Tür des Sektionschefs ein ausgesetztes Baby – die beiden Herren stellten Mutmaßungen über die Herkunft des kleinen Mädchens an und sind ratlos, wie sie weiter vorgehen sollen. Während Heinz das Kind im Schlafzimmer unterbringt, erscheint Dr. Reithofer mit der Bitte, in den Sektionschef’schen Mietvertrag schauen zu dürfen. Der geheimnisvolle Konditoreigast entpuppt sich dann als Kommerzialrat Friedrich, Inhaber einer Konditoreikette – und neuer Besitzer des Hauses in der Untersteinergasse. Noch während er beim Sektionschef sitzt, erscheint ganz aufgelöst die Birgit auf der Suche nach der kleinen Hilla … Gäste: Fritz Eckhardt als Kommerzialrat Friedrich, neuer Hausbesitzer, Kurt Radlecker als Konditoreigast. Skizziert von Fritz Eckhardt |
| 171             | 006              | 1. November 1986   | Herzlich willkommen                         | Frau Sokol und Heinz erwarten Hilla, die ihren Krankenhaus- und Kuraufenthalt beendet hat. Franz, der mit dem Kurt unterwegs ist, um sie abzuholen, hat sich ausbedungen, dass Hilla an ihrem ersten Nachmittag daheim nicht gleich mit dem Kummer und den Schwierigkeiten von Familie und Freunden konfrontiert wird. Doch als die drei eintreffen, gerät Hilla schnell wieder in die alltäglichen Sorgen hinein: Stefan beklagt sich über die Birgit und die Mitglieder der Wohngemeinschaft, Heinz hat Geldschwierigkeiten, Herr Janek ist verspannt, Onkel Guido ärgerlich, Frau Sokol klagt ihr Leid mit dem muffigen Sektionschef, der wiederum vom Kurt wegen der Beteiligung an einem üblich zwielichtigen Geschäft angegangen wird … Skizziert von Silke Schwinger |
| 172             | 007              | 8. November 1986   | Ein tüchtiger Kaufmann                      | Franz gesteht Hilla und Guido, dass er in gewissen wirtschaftlichen Schwierigkeiten ist, hat er doch Geld aus einer lange zurückliegenden Erbschaft in eine Firma investiert, die kurz vor der Pleite steht. Laut Vertrag könnte er nun sogar verpflichtet werden, auch für die Schulden der Firma einzustehen. Guido gesteht ganz verschämt, dass er seine damalige Erbschaft ebenfalls in dieser Firma angelegt hat. Tommy, der Innsbrucker Jus-Student, ist nach langem wieder zu Besuch in Wien und bietet seine Hilfe an. Herr Janek berichtet in der Küche der Gulasch kochenden Frau Sokol von seinen aktuellen Liebeswirren mit seiner Freundin in Baden, während beim Sektionschef und seiner Familie der zwielichtige Anwalt Dr. Zottl im Auftrag des Firmeninhabers erscheint … Erstes Mal Dr. Zottl. Skizziert von Fritz Eckhardt |
| 173             | 008              | 15. November 1986  | Überraschungen                              | Heinz sitzt bei Hilla und Petra, wälzt aktuelle Liebesprobleme. Herr Petermann erscheint zu einem Besuch, seltsam aufgedreht und durch eine Spritzenbehandlung des Zahnarztes von Lachkrämpfen geschüttelt. Dass Frau Sokol in der Küche Hüte für die Hochzeit einer Verwandten probiert, verleitet Petermann zur Annahme, dass die Haushälterin selber heiraten möchte. Die Familie meint nun, diese Heirat entsteht aus einem gewissen Trotz über die Behandlung durch den Sektionschef heraus, doch auch in diversen Gesprächen mit ihr kann das Missverständnis zunächst nicht aufgeklärt werden. Franz hat als Überraschung für Hilla einen Schrebergarten angemietet – doch die Frau Sektionschef hat wenig Freude mit diesem Präsent. Erst in einem gemeinsamen Gespräch kann das Durcheinander mit Frau Sokol und dem Schrebergarten geklärt werden … Skizziert von Silke Schwinger |
| 174             | 009              | 22. November 1986  | Wohnungsprobleme                            | Frau Sokol putzt wegen eines bevorstehenden Botschaftertreffens die Wohnung von Dr. Hollmann, während der Sektionschef Heinz und Hilla in der Küche sein Leid über die momentane Neutapezierung seines Wohnzimmers und die dadurch entstandenen Ungelegenheiten klagt. Birgit klingelt mit der kleinen Hilla, schildert dem Sektionschef ihre Sorgen über die bedrängten Wohnungsumstände in der Wohngemeinschaft. Frau Sokol empfängt Herrn Muxl, neuerdings als Vertreter für Gesundheits-Kochgeschirr unterwegs, und lässt sich gemeinsam mit Heinz und der Birgit seine Ware vorführen. Franz berichtet Hilla, dass Elfi und Oliver gut in New York gelandet sind und dass er von Botschafter Hollmann die Zusage erhalten hat, dass Birgit und Stefan während seines Aufenthaltes im Schwarzwald mit dem Baby gerne in seine Wohnung ziehen dürfen. Frl. Mariann besucht die Lafites, zeigt sich ungehalten über die Verkaufsparty in der Botschafterwohnung, doch Frau Sokol schlägt sie mit ihren eigenen Waffen … Skizziert von Annemarie Meister |
| 175             | 010              | 29. November 1986  | Sehr verdächtig!                            | Franz diktiert seine Memoiren, wird dabei jedoch dauernd von Frau Sokol und Hilla gestört. Hilla ist besorgt, weil ihr Brillantring verschwunden ist, hat den schlimmen Verdacht, dass Petra ihn bei ihrem gestrigen Besuch gestohlen haben könnte. Frau Neuberger leiht Milch und schildert eine verwickelte Verwandtschaftsgeschichte mit dem Tenor, dass man niemanden ohne Beweise verdächtigen soll. Herr Janek erwartet in der Konditorei Damenbesuch, als die angebliche Gräfin erscheint, ist Janek hingerissen, doch Frau Sokol skeptisch. Dr. Reithofer schürt mit einem Bericht über seine Begegnung mit der Petra im zwielichtigen Unterweltcafe „Hasenöhrl“ die Sorgen von Franz und Hilla … Gast: Tilla Hohenfels als Bekannte von Eduard Janek. Skizziert von Fritz Eckhardt |
| 176             | 011              | 6. Dezember 1986   | Verspäteter Geburtstag                      | Die Lafites erwarten Onkel Guido, um bei einer Jause nachträglich seinen 80. Geburtstag zu feiern. Doch Franz ist genervt und stört die Damen beim Tisch decken, während Hilde und Kurt einen ihrer üblichen Ehekonflikte austragen. In der Konditorei bereitet Serge eine Krampusparty vor, die um 18:00 Uhr beginnen soll. Durch ein Missverständnis meinen Heinz, Tommy und auch der Jubilar selbst, diese Veranstaltung sei die geplante Geburtstagsfeier. Franz und Hilla, ungeduldig und besorgt über Guidos Verbleib, verbieten Petra, wieder zu Serges Feier zu gehen, in der Konditorei lässt Herr Janek die Runde an seinen neuesten Selbsterfahrungserlebnissen teilhaben, klärt jedoch das Durcheinander mit den beiden Feiern nicht auf. Erst Frau Sokol stößt bei einem Blitzbesuch auf Jubilar und Gäste … Skizziert von Silke Schwinger |
| 177             | 012              | 13. Dezember 1986  | Was ist Kitsch?                             | Kurt, neuerdings Vertreter in Geschenkartikeln, wartet in der Konditorei auf einen Geschäftspartner und bietet Frau Sokol, später Heinz und Onkel Guido aus seinem Programm Schneekugeln und Parfümsets an. Serge lädt Petra auf einen Weihnachtsurlaub ins Ötztal ein, diese hat jedoch einen Ausflug mit einer Freundin vereinbart, sucht jetzt eine Ausrede und belügt dabei auch ihre Großeltern, die in Abwesenheit der Eltern die Verantwortung für das Mädchen übernommen haben. Guido, mit Weihnachtsgeschenken beladen, trifft zur Jause ein, vermisst dabei ein wertvolles Armband und hat den bösen Verdacht, der klamme Kurt könnte es sich angeeignet haben. Während Franz und Hilla hinter Petras Flunkereien kommen, erscheint Heinz mit dem zufällig in der Konditorei auf dem Boden gefundenen Armband … Gäste: Ulf-Dieter Kusdas als Geschäftspartner Herr Grunzer, Elfi König als englischer Konditoreigast. Skizziert von Annemarie Meister |
| 178             | 013              | 20. Dezember 1986  | Der Heiratsantrag                           | Franz diktiert in ein Kassettengerät seine Memoiren, während Petra bei Frau Sokol in der Küche gesteht, dass sie auf die Kontaktanzeige eines älteren Herren, der eine Reisebegleitung für Silvester sucht, geantwortet hat. Kurz darauf erscheint ein Herr Albers, der um ein Gespräch mit dem Sektionschef bittet. Darin schildert er seine Jugendliebe zur Hilla, das Wiedersehen während Hillas Kur und bittet den Franz nun sozusagen um die „Hand seiner Frau“. Entrüstet wirft ihn der Sektionschef hinaus. Frau Sokol vermutet in dem Besucher einen Annoncen-Betrüger, in Wirklichkeit hat Hilla Herrn Albers um diese Farce gebeten, da sie eifersüchtig auf ihren Mann ist, den sie zuletzt häufiger mit einer anderen Frau gesehen hat. Doch Franz ist den beiden voraus, da auf seinem Diktiergerät irrtümlich ein Gespräch zwischen Hilla und Horst Albers aufgezeichnet ist, das diese im Wohnzimmer geführt haben. Gemeinsam können schließlich alle Missverständnisse aufgeklärt werden, während Herr Herbert Frau Sokol in der Küche einmal mehr seine Gefühle gesteht … Gast: Hans Joachim Kulenkampff als Horst Albers. Skizziert von Fritz Eckhardt |
| 179             | 014              | 27. Dezember 1986  | Eine feine Gesellschaft                     | Hilla und Franz erwarten den Urheberrechtsexperten Kaiser und seine Frau zu einem vornehmen Diner. Die grippekranke Frau Sokol beschwert sich bei Herrn Janek, dass sie die Lafites bei den Vorbereitungen ausgebootet haben und Frl. Mariann, die kurzerhand Stefan als Butler verpflichtet, für den reibungslosen Ablauf des Abends engagiert wurde. Während die Gäste eintreffen und der Abend seinen etwas bemühten Verlauf nimmt, lässt es sich Frau Sokol nicht nehmen, ebenfalls als Servierkraft einzuspringen. In der Konditorei besucht Hilde Herrn Janek zu einem kleinen Plausch, verunsichert, ob sie an dem französischen Abendessen teilnehmen soll. Während Stefan enthüllt, dass er am kommenden Freitag die Birgit heiraten wird, entschließt sich Hilde doch noch, zur Abendgesellschaft zu stoßen … Letztes Mal Frl. Mariann. Gäste: Bernd Ander, Maria Martina als Herr und Frau Kaiser. Skizziert von Silke Schwinger |
| 180             | 015              | 3. Jänner 1987     | Eine Dame namens Susi                       | Birgit und Stefan, die am Tag zuvor endlich geheiratet haben, bitten Freunde und Nachbarn zu einer kleinen Hochzeitsfeier in die eben bezogene Botschafterwohnung. Der Aufbruch von Franz und Hilla verzögert sich mehrfach durch den ebenfalls geladenen Herrn Petermann, dessen sich erst Frau Sokol annehmen muss. Heinz erscheint als erster Gast beim trauten Paar, allerdings mit schlechten Neuigkeiten für Stefan: in der Konditorei säße eine gewisse Susi, angeblich Stefans Exfreundin, die plant, Unruhe in die Feier und die frische Ehe zu bringen. Während Heinz und später auch der Bräutigam hektisch versuchen, die Frau zurückzuhalten, treffen die Lafites und Petermann endlich ein, kurz darauf Elfis Galeristin Frau Färber, die für Birgit ein kleines Hochzeitsgeschenk einer Dame namens Susi aus der Konditorei überbringt. Stefan sucht verzweifelt Hilfe bei Frau Sokol; Birgit denkt, das Präsent stamme von ihrer ehemaligen Modelkollegin, die gleichfalls Susi heißt. Der gerufene Sektionschef schließlich kann Stefan in der Küche endlich einen guten Rat geben, sodass dieser in letzter Sekunde verhindert, dass Birgit das verhängnisvolle Packerl öffnet, in dem sich mutmaßlich die Liebesbriefe befinden, die Stefan seinerzeit an seine damalige Freundin Susi geschrieben hatte. Einer gelungenen Feier steht nichts mehr im Wege … Skizziert von Annemarie Meister |
| 181             | 016              | 10. Jänner 1987    | Runder Geburtstag                           | Zu Hillas 70. Geburtstag plant die Familie eine kleine Feier. Während die Jubilarin noch ein bisschen ruht, zerstreitet sich der Sektionschef einmal mehr heftig mit Frau Sokol, sodass diese schließlich kündigt und aus der Wohnung flüchtet. Erster Gast in Onkel Kurt, der jedoch gleich wieder aufbricht, da er Hilde am Westbahnhof abholen soll. Mitten in diesem Aufbruchstrubel platzt Dr. Zottl hinein, wird jedoch von Hilla unsanft aus der Wohnung gewiesen. Heinz gratuliert der Jubilarin mit einer Schmuckschatulle, die er von Kurt erstanden hat, ohne zu ahnen, dass Kurt auch anderen Gratulanten dieses Präsent untergejubelt hat. Für die verärgerte Hilde Anlass, am Geburtstagstisch einen Streit mit ihrem Mann vom Zaun zu brechen und schließlich aufgebracht zu flüchten. Kurt folgt ihr, während Heinz sich aufmacht, Frau Sokol in der Konditorei zu versöhnen. Nach Petras Besuch kann Franz seiner Frau endlich sein ganz besonderes Geburtstagsgeschenk überreichen. Hilla ist sehr gerührt, zumal kurz danach Familie und Freunde wieder versöhnt eintreffen, um endlich zu gratulieren und zu feiern … Im Abspann nicht genannt: Stefan Paryla-Racky, der nur in der Schlussszene als Gratulant auftritt. Skizziert von Fritz Eckhardt |
| 182             | 017              | 17. Jänner 1987    | Die Dame aus der Kuranstalt                 | Hilla erwartet zum Kaffee eine Bekannte, Frau Mader, die sie während ihres Kuraufenthaltes kennengelernt hat. Die Dame behandelt Frau Sokol von oben herab und schildert Hilla in aller unzufriedenen Ausführlichkeit ihre Eheprobleme und die Sorgen mit ihrem Ehemann. Die lauschende Frau Sokol meint irrtümlich herauszuhören, dass sie den Sektionschef beschuldigt, ein Verhältnis zu haben. Franz ist in der Konditorei mit Abrechnung und Jahresabschluss beschäftigt, Heinz, der bei Frau Sokol Unterlagen dafür holt, wird von dieser über den Besuch und deren vermeintliche Absichten informiert. Doch weder Heinz noch Petra gelingt es, den Sektionschef aus seiner Arbeit zu reißen bzw. zu beunruhigen. Bei Hilla erscheint Herr Mader, der von seiner notorisch eifersüchtigen Frau alarmiert wurde, beginnt nun seinerseits nach deren Flucht Hilla sein Herz auszuschütten. Erst der Sektionschef kann Hilla von ihrem unangenehmen Besuch erlösen … Gäste: Alf Beinell, Ariane Calix als Herr und Frau Mader. Skizziert von Silke Schwinger |
| 183             | 018              | 24. Jänner 1987    | Dem Winter entfliehen                       | Der Storch schildert Heinz in der Konditorei ihr Leid wegen des stressigen Ehealltags, während der Sektionschef Guido von einer geplanten Zypernreise erzählt. Petra sitzt bei Hilla in der Küche, klagt ihr die Beziehungssorgen mit dem Serge. Ehrengast der Jause ist Hillas hypochondrische Schulfreundin Hansi, die den Lafites dringend von der anstrengenden Reise in den Süden abrät, ebenso wie der Heinz, der mit Reiseprospekten im Gepäck zum Kaffee kommt. Zwischen Guido und der Hansi entwickeln sich unvermutet zarte Bande, während Petra Serge in der Konditorei eine heftige Eifersuchtsszene macht, weil er sie in letzter Zeit wegen seines Studiums vernachlässigt. Frau Sokol tröstet den jungen Mann, inzwischen überraschen Franz und Hilla den Storch mit einem unerwarteten Vorschlag … Skizziert von Annemarie Meister |
| 184             | 019              | 31. Jänner 1987    | Die Otti                                    | Hilla und Franz sind eingeladen, doch kurz vor dem Aufbruch und während eines Kurzbesuchs von Onkel Guido merkt der Sektionschef, dass er den Termin verwechselt hat. Hilla ist verärgert, aber ein unerwarteter Besuch lenkt sie schnell ab: vor der Tür steht Ottilie Sindelar, die Otti, Elfis Schwester, die in den fünfziger Jahren eines Mannes wegen in die Tschechoslowakei gegangen war, dort ihr Leben verbracht hat, jetzt als Witwe unvermutet die Ausreisegenehmigung erhielt und gleich nach Wien zurückgekehrt ist. Während sie Franz, Hilla und Tommy hocherfreut in der Familie willkommen heißen und beschließen, sie in Elfi und Ernstls Wohnung unterzubringen, bleibt Petra der „neuen“ Tante gegenüber sehr reserviert. Otti erzählt aus ihrem schwierigen Leben, hat sich mit einem alten Bekannten verabredet, dem angeblichen Kammersänger Kranzler, mit dem sie während einer CSSR-Tournee eine kurze Affäre hatte. Doch das Wiedersehen erweist sich als ernüchternd … Erstes Mal Otti. Elfriede Ott kehrte in dieser Folge als Elfis altjüngferliche, bömakelnde Schwester (in späteren Folgen Zwillingsschwester) Otti in die Serie zurück. Gast: Hans Kraemmer als Kammersänger Kranzler. Skizziert von Fritz Eckhardt |
| 185             | 020              | 7. Februar 1987    | Der neue Freund                             | Franz und Hilla erwarten Petras neuen Freund Jimmy, Serges Nachfolger, zur Jause. Das Mädchen gibt vor dem Erscheinen des jungen Mannes den Großeltern noch einige Verhaltensregeln mit auf den Weg. Frau Sokol treibt die Neugier nach dem neuen Familienmitglied Otti um. Zu Petras Entsetzen erscheint die neue Tante kurz danach mit einem Gugelhupf. Inzwischen sitzt Jimmy bei Herrn Janek und schüttet diesem das Herz aus, da sich hinter seiner coolen Fassade eigentlich ein unsicherer Jüngling verbirgt. Heinz schließt sich nach der Begutachtung durch die Otti ebenfalls der Jausengesellschaft an, während Otti Frau Sokol besucht. Petra will sie vor dem Eintreffen des Burschen aus der Wohnung haben und schickt sie in die Konditorei, wo sie ausgerechnet auf den jungen Mann stößt. Während sich Jimmy schweren Herzens zu den Lafites aufmacht, entwickelt sich zwischen Otti und Herrn Janek schnell Sympathie … Gast: Franz Tscherne als Jimmy. Skizziert von Silke Schwinger |
| 186             | 021              | 14. Februar 1987   | Die Aushilfskraft                           | Personalengpass in der Konditorei: Frau Sokol muss bei den Lafites vorkochen und sich um die grippekranke Hilla kümmern, Herr Janek ist ebenfalls an Grippe erkrankt. Und ausgerechnet an diesem Nachmittag ist die Konditorei an eine Gruppe Jugendlicher vermietet, die dort den 20. Geburtstag eines jungen Mannes feiern wollen. Otti springt kurzfristig als Serviererin ein, was Frau Sokol und den Sektionschef zunächst beunruhigt. Franz bittet den Heinz, im Café nach dem Rechten zu sehen, während Tommy bei Frau Sokol sitzt und berichtet, dass er seinen Wagen zu Schrott gefahren habe. Die Festlichkeiten in der Konditorei entwickeln sich schwungvoll und die Otti schlägt sich als Kellnerin ausgesprochen gut. Guido absolviert einen Krankenbesuch bei der Hilla, Tommy macht sich mit seiner neuen Tante näher bekannt und hilft ihr beim Aufräumen, während Heinz Franz und Hilla durchaus Positives über Ottis Aushilfsdienste berichten kann … Mit Studenten des Konservatoriums der Stadt Wien. Skizziert von Annemarie Meister |
| 187             | 022              | 21. Februar 1987   | Ein Engel namens Nowak                      | Hilla ist auf der Straße ein Hund zugelaufen, spontan benennt ihn die Familie nach seinem Fundort, der Greißlerei Nowak. Der Sektionschef ist unterwegs, um sein Diktiergerät reparieren zu lassen, kehrt unverrichteter Dinge zurück. Kurz danach erscheinen Birgit und Stefan, Rat suchend, da angeblich Dr. Hollmann schon einige Monate keine Miete mehr für seine, resp. derzeit ihre Wohnung überwiesen hat. Bei Frau Sokol läutet ein gewisser Hans Joachim Pfeiffer, der sich den zugelaufenen Hund ansehen will. Zufälligerweise kann Herr Pfeiffer auch gleich das Gerät des Sektionschefs reparieren. Nächster Gast ist der Heinz, der händeringend für einen betuchten Kunden eine umfangreiche wissenschaftliche Bibliothek sucht, doch der Franz kann nur bedingt helfen. Während Herr Pfeiffer mit Frau Sokol flirtet, kommt die wirkliche Besitzerin des Hundes vorbei, eine Frau Prusa. Da sie und ihr Mann in Kürze nach Übersee auswandern, suchen sie einen längerfristigen Platz für den Hund. Die Otti bietet sich als Abnehmerin an, und Frau Prusa kann unerwarteterweise Heinz in Sachen Büchersuche behilflich sein … Gäste: Walter Langer als Hans Joachim Pfeiffer, Ulli Fessl als Frau Prusa. Skizziert von Fritz Eckhardt |
| 188             | 023              | 28. Februar 1987   | Der Besuch des Ministers                    | Der ehemalige Unterrichtsminister und Vorgesetzter des Sektionschefs von Kalkenbach möchte bei den Lafites seinen 80. Geburtstag feiern. Herr Janek hat sich bereit erklärt, in Vertretung von Frau Sokol für das Buffet und die Bedienung zu sorgen. Hilde sitzt in der Küche und weint sich einmal mehr wegen des Kurts die Augen aus. Franz und Hilla bitten sie, sich um den erwarteten Blumenboten zu kümmern, während sie kurz zur Faschingsparty von Dr. Reithofer gehen. Stefan stürmt herein, mit einem speziellen Modellkleid von Birgit, das gebügelt werden müsste. Inzwischen erscheint bereits der Ehrengast mit einem großen Rosenstrauß, wird deshalb irrtümlich von Hilde für den Blumenhändler gehalten. Während der leicht schwerhörige Mann, von Hilde kritisch beäugt, ein paar Telefonate führt, endet die Bügelaktion durch Herrn Janek in einer Ruinierung des Kleides. Onkel Guido kann das Missverständnis um die Person des Besuchers aufklären, als Franz und die leicht beschwipste Hilla zurückkommen, und als Hilde ihr Durcheinander mit dem Kurt geklärt hat, steht dem Beginn der Geburtstagsfeier nichts mehr im Wege … Gast: Peter Gerhard als Herr von Kalkenbach. Skizziert von Annemarie Meister |
| 189             | 024              | 7. März 1987       | Lauter Schläfer                             | Stefan läutet bei Hilla, angesäuselt, durcheinander und müde, klagt sein Eheleid und schläft auf dem lafitschen Sofa ein. Hilla, allein in der Wohnung, ist froh, dass kurz darauf Heinz zu Hilfe eilt. Mitten in den Trubel platzt Herr Janek mit einem Gugelhupf und einem mit Beruhigungstabletten vollgepumpten jungen Mädchen, das er im Lift aufgelesen hat und das anscheinend im Haus einen Exfreund sucht. Während Hilla im Schlafzimmer versucht, die junge Frau wach zu kriegen, entwickelt sich zwischen den drei Herren ein eifriger Disput und Streit, der sich beim Kaffeekochen in der Küche fortsetzt. Guido kümmert sich um den halbschlafenden Stefan und Hilla um einen starken Kaffee, als der Sektionschef ankommt, noch ganz echauffiert von Streitereien mit Frau Sokol in der Konditorei. Er versucht die verworrene Situation in seiner Wohnung aufzuklären, kommt schließlich dahinter, dass die junge Frau, eine gewisse Ulli Maier, Stefans Exfreundin ist … Gast: Ulrike Beimpold als Ulli Maier. Skizziert von Silke Schwinger |
| 190             | 025              | 14. März 1987      | Lauter Lügen                                | Hilla wälzt Umbaupläne für die Terrasse des Atterseer Ferienhauses, möchte deshalb die nächsten Tage mit dem Franz dorthin fahren. Der Sektionschef hat wenig Freude mit dieser Reise im unwirtlichen Märzwetter, schildert dem Heinz seine Bedenken. Dieser wiederum konfrontiert den Franz mit einer verwickelten Geschichte um eine eifersüchtige Freundin und das geplante Treffen mit einer anderen Frau, für das er mit Hilfe des Sektionschefs ein Alibi brauche. Ein Anruf Petermanns entledigt die Herren ihrer Sorge, da Hilla beschließt, erstmal allein zu fahren. Frau Sokol, in der Konditorei tätig, sucht verzweifelt nach wichtigen Steuerbelegen für den Sektionschef. Das Beruhigungsmittel von Frau Färber löst bei ihr eine zwiespältige Wirkung aus, was zunächst Onkel Guido zu spüren bekommt. Inzwischen merkt der Sektionschef, dass er die geforderten Steuerunterlagen bereits bei sich im Arbeitszimmer hat. Deshalb gelingt es ihm, den Vorwürfen des von Frau Sokol aufgestachelten Herrn Herbert die Spitze zu nehmen … Skizziert von Annemarie Meister |
| 191             | 026              | 21. März 1987      | Das Bischofsbrot                            | Kurt befürchtet, dass seine Frau eine schwere Krankheit haben könnte. Er bittet den Franz, in dessen Arbeitszimmer auf den bestellten Anruf eines befreundeten Medizinalrates warten zu dürfen. Der Sektionschef und Frau Sokol werden vom nervösen Janek in die Konditorei gerufen, wo Dr. Zottl mit einer Mandantin wartet. In ihrem Namen erhebt er schwere Vorwürfe gegen Herrn Janek und seine Mitbesitzer und behauptet, in einem von Frau Brzal gekauften Bischofsbrot habe sich eine verpackte Seife befunden, die zu gesundheitlichen Beeinträchtigungen bei seiner Mandantin und deren Familie geführt habe. Während die improvisierte Gerichtsverhandlung in der Konditorei ihren turbulenten Verlauf nimmt, erscheint unerwarteterweise Hilde bei den Lafites, trifft dort nur den Kurt. Auf Grund seiner Heimlichtuerei vermutet sie, ihr Mann erwarte den Anruf einer anderen Frau. Erst durch die telefonische Entwarnung des Medizinalrates beruhigt sich kurzfristig die Lage zwischen den beiden, während der Sektionschef bei einem kurzen Abstecher in die Wohnung auf die Otti trifft. Dank eines Geistesblitzes und ihrer Mithilfe gelingt es ihm, Dr. Zottl und Frau Brzal in die Schranken zu weisen … Gast: Hilde Sochor als Maria Theresia Brzal. Skizziert von Fritz Eckhardt |
| 192             | 027              | 28. März 1987      | Stürmischer Samstag                         | Turbulenter Nachmittag in der Wohnung Lafite: Nach einem kurzen Schlagabtausch zwischen dem Sektionschef und Frau Sokol stürmt Petra daher, auf der Flucht vor dem Serge, der eine Aussprache fordert. Während sie ins großelterliche Schlafzimmer flüchtet, wo ihr der Franz eine Strafpredigt auch wegen ihrer beruflichen Zukunft hält, trifft ein weiterer Hilfesuchender ein: Kurt, der sich auf der Flucht vor seiner Frau befindet. Heinz stolpert mitten in die Aufregungen, Kurt versteckt sich bei Petra im Schlafzimmer, als wenig später Hilde und Serge auf der Suche nach ihren jeweiligen Partnern eintreffen. Heinz und Frau Sokol nehmen sich des Serge an, inzwischen erfährt der Sektionschef von Hilde, dass Kurt das gemeinsame Haus der beiden in Amstetten durch eine Bürgschaft verloren hat. Onkel Guido kann schließlich zwischen den Parteien vermitteln, Heinz leitet eine Aussprache zwischen Serge und Petra, Hilde verzeiht dem Kurt. Am Wohnzimmertisch taucht jetzt die Frage auf, wo Kurt und Hilde in Zukunft ihre Zelte aufschlagen sollen, da sie das Amstettener Haus in spätestens zwei Wochen geräumt haben müssen. Guido kommt auf die Idee, die beiden könnten vorläufig in die andere Lafite-Wohnung ziehen, da sich die Otti momentan ohnehin für längere Zeit mit der Hilla am Attersee aufhält … Skizziert von Silke Schwinger |
| 193             | 028              | 4. April 1987      | Obdachlos                                   | Guido und Franz sitzen bei der Jause, als Petra in einem schicken Modellkleid erscheint. Während die beiden Herren noch über dessen Finanzierung rätseln, treffen unerwartet Hilde und Kurt mit Sack und Pack ein, um bereits an diesem Samstag ihr Quartier in der Untersteinergasse zu beziehen. Petra hört von Frau Sokol erstmals von den Plänen, Kurt und Hilde in ihrer Wohnung unterzubringen. Sie heuchelt im gemeinsamen Gespräch Verständnis, gibt aber gleichzeitig zu bedenken, dass die Otti ja eines Tages vom Attersee zurückkehren wird. Während Hilde und Kurt zu einer Wohnungsbesichtigung schreiten, gesteht Petra dem Opa, dass sie derzeit für eine befreundete Modeschöpferin eine Menge Kleidungsstücke in ihrer Wohnung lagert und außerdem dem Heinz versprochen hat, übers Wochenende auf seinen gutmütigen Riesenhund aufzupassen. Dementsprechend aufgebracht kommen Kurt und Hilde kurz darauf aus der Wohnung zurück. Der wiedergekehrte Guido erklärt sich schließlich bereit, die beiden Obdachlosen übers Wochenende in seiner Wohnung aufzunehmen … Skizziert von Annemarie Meister |
| 194             | 029              | 11. April 1987     | Der Lotto-Sechser                           | In der Familie hält sich hartnäckig das Gerücht, Onkel Kurt habe einen Lotto-Sechser gemacht. Petra, die mit ein paar Freundinnen nach Italien fahren will, hofft deshalb auf einen Zuschuss für den Kauf eines VW-Busses für die Fahrt, Onkel Guido erwartet ein Darlehen für eine Weltreise, die er mit der Hansi machen möchte, und Heinz, der das Gerücht in die Welt gesetzt hat, möchte eine Anleihe für den Kauf einer zweiten Buchhandlung. Als Kurt dann eintrifft, gelingt es ihm recht geschickt, die jeweiligen Geldwünsche abzublocken bzw. deren Sinnhaftigkeit in Frage zu stellen. Im Vier-Augen-Gespräch mit dem Franz enthüllt er schließlich die Wahrheit: dass es keinen Lottogewinn gebe, er derzeit mit seiner Frau in einem Hotel logiere und für die Bezahlung der Rechnung kein Geld habe. Franz hilft ihm aus, stellt ihm weiters in Aussicht, dass im Herbst die Wohnung der Wohngemeinschaft frei werden könnte, nachdem Josef ein Engagement erhalten hat und Michi zu ihrem Freund zieht, bevor er telefonisch mit Hilla, die mit der Otti und Frau Sokol nach wie vor am Attersee weilt, die Pläne für die bevorstehenden Sommermonate bespricht … Mit Studentinnen des Konservatoriums der Stadt Wien. Skizziert von Fritz Eckhardt |
| 195             | 001              | 19. September 1987 | Der Einzug                                  | Einzug von Kurt und Hilde in die Wohnung der Wohngemeinschaft: Während Kurt allerlei Wehwehchen markiert, schleppen sich Hilde und Frau Sokol ab. Hilla offenbart ihrem Mann, dass sie ein Seniorenstudium in Psychologie beginnen wird, was dem Sektionschef einiges Unbehagen bereitet. Während Hilde mit Frau Sokol in der Küche Kaffee trinkt, treffen bei Kurt Gäste ein: Heinz und Onkel Guido. Die drei befinden sich gerade im intensiven Gespräch, als der Wind die Wohnungstür zuschlägt und die Herren einsperrt. Kurt bekommt dadurch Beklemmungen und reagiert immer hysterischer, da auch noch kein Telefon in der Wohnung angeschlossen ist. Tommy, zurückgekehrt aus Innsbruck, ist Gast bei seinen Großeltern, konfrontiert sie mit dem Plan, sein Jus-Studium abzubrechen, wird jedoch durch Hillas Studierpläne umgestimmt. Während es Heinz gelingt, die Frauen zu alarmieren, flüchtet der wirre Kurt über den Klopfbalkon in die Wohnung der Lafites und trifft dort auf den Tommy, während Familie und Freunde sich plötzlich eingeschlossen in der anderen Wohnung wiederfinden … Skizziert von Silke Schwinger |
| 196             | 002              | 26. September 1987 | Die Kristallvase                            | Petra trifft sich mit Tommy in der Konditorei, erzählt von ihrem neuen Job als Sekretärin in der Künstleragentur Strahler und macht ihm den Vorschlag, ihre Wohnungen zu tauschen: Er soll zur Otti ziehen und sie würde im Gegenzug in die Garconniere übersiedeln. Währenddessen herrscht bei den Lafites Aufregung wegen des 70. Geburtstages von Franz’ langjähriger Sekretärin Frau Dobler: Frau Sokol hat vergessen, die obligate Malakofftorte zu backen, Hilla hat es verabsäumt, das Geschenk, eine gravierte Kristallvase, abzuholen. Anlass für den Sektionschef, heftig Hillas Studium zu kritisieren. Tommy unterbreitet der Otti die Umzugspläne, inzwischen versucht Heinz, der Hilla Bücher mitgebracht hat, Schadensbegrenzung in Sachen Geburtstagsgeschenke zu üben. Doch alle seine Vorschläge werden abgelehnt. Zwischen Herrn Janek und die Otti entwickeln sich immer tiefere Gefühle, es entsteht die Idee, sie könne als zusätzliche Arbeitskraft in der Konditorei eintreten. Dank Onkel Guido und der Otti gelingt es schließlich auch, die Aufregungen um die vergessenen Geschenke in den Griff zu kriegen … Skizziert von Annemarie Meister |
| 197             | 003              | 3. Oktober 1987    | Der Einbrecher                              | Hilla und Franz kehren vorzeitig von einer Reise zu Botschafter Hollmann in den Schwarzwald zurück, da der Sektionschef vermutet, er habe einen Gerichtstermin verpasst. An der Wohnungstür überfällt sie der schusselige Heinz, stürmt kurz darauf wieder weg. In der Wohnung finden sich Anzeichen, dass eingebrochen worden sein könnte. Noch während der Durchsuchung, bei der sich der Sektionschef mit einer Pistole bewaffnet, erscheint Onkel Guido, kurz darauf der skeptische Tommy. Die Familie verdächtigt den nervösen Dr. Zottl, der plötzlich in der Tür steht, des Einbruchs. Frau Neuberger, dessen neuer Untermieter der zweifelhafte Doktor ist, kann schließlich aufklären, warum es nötig war, in die Wohnung einzudringen: ein Wasserschaden … Skizziert von Fritz Eckhardt |
| 198             | 004              | 10. Oktober 1987   | Ein schüchterner Mensch                     | Herr Janek freut sich auf die ungestörte Zweisamkeit mit Otti, die ihren ersten Tag als Serviererin in der Konditorei absolviert. Mitten in eine Art Liebeserklärung platzt Frau Sokol, frisch zurück von einem 14-tägigen Urlaub, durch ein Missverständnis vermutet Otti, sie sei die Freundin Janeks. Hilla erwartet ihren Studienkollegen, den angeblich schüchternen, in Wahrzeit ziemlich geschwätzigen Erich Franz, dem der Sektionschef instinktiv schnell Abneigung entgegenbringt. Herr Janek versucht erfolglos, Frau Sokol loszuwerden, schüttet Onkel Guido sein Herz aus, der seine Hilfe anbietet. Während Hilla alle Hände voll zu tun hat, ihren Mann und ihren Studienfreund im Zaum zu halten, gelingt es Guido, Frau Sokol in die Lafite-Wohnung zu locken. Dort schildert Franz wortreich Guido seinen Ärger über den unliebsamen Besuch, während sich die kurzfristige Ungestörtheit zwischen Otti und Janek schnell wieder dem Ende zuneigt … Erstes Mal Erich Franz. Skizziert von Silke Schwinger |
| 199             | 005              | 17. Oktober 1987   | Die Vergesslichen                           | Missverständnisse bei den Lafites: Franz kommt mit Onkel Guido, ist verärgert, weil Hilla scheinbar nicht da ist und eine besondere Jause zu Ehren der Otti vergessen hat, ist eifersüchtig auf Hillas Studium. Auch Frau Sokol kann nicht helfen, dabei ist Hilla im Schlafzimmer, wo sie die Vorhänge abnimmt, da sich Heinz und Tommy bereit erklärt haben, die Fenster der Wohnung abzudichten. Franz und Guido verlassen die Wohnung wieder, wenig später treffen die Handwerker voll Tatendrang ein, jedoch sind die Aktivitäten der beiden mehr von gutem Willen denn von Talent geprägt. Tommy verabschiedet sich auch bald wieder, da er sich mit der Otti zu einem Abendessen verabredet hat, Heinz merkt, dass er statt Dichtungsmasse Kleber in die Fenster geschmiert hat. Während Otti bei Hilla Rat für die Abendgarderobe sucht, verabschiedet sich Frau Sokol vom Chaos im Arbeitszimmer. Als Franz und Guido, kurz darauf auch Hilla, in die Wohnung zurückkehren, konfrontiert der Sektionschef seine Frau mit schweren Vorwürfen … Skizziert von Annemarie Meister |
| 200             | 006              | 24. Oktober 1987   | Das Jubiläum                                | Die Lafites erwarten hohen Besuch: der Bundeskanzler hat sich anlässlich des 50-jährigen Jubiläums der Pragmatisierung des Sektionschefs zum Bundesbeamten zu einem PR-Besuch angemeldet. Bei den Vorbereitungen herrscht allgemeine Aufgeregtheit: Franz sucht seine damals verliehene Urkunde, Hilla erwartet händeringend die Lieferung ihres Kleides, Frau Sokol, der der Kuchen misslingt, berichtet der Otti von ihrer Auseinandersetzung mit dem Janek. Guido platzt in die Vorbereitungen, scheint eine heimliche Freude zu hegen. Der Ministerialbeamte Grillparzer erscheint und berichtet, dass der Bundeskanzler wegen politischer Probleme nicht kommen kann, dafür werde der Vizekanzler erscheinen. Während Otti einen Vermittlungsversuch zwischen Frau Sokol und Herrn Janek startet, kommt Kurt mit einem Hund und auf der Suche nach einem Hochzeitsgeschenk. Wenig später stürmt erneut Herr Grillparzer herein mit der Meldung, dass auch der Vizekanzler nicht kommen könne. Und Guido enthüllt endlich den Grund für seine Schmunzelanfälle: die Jubiläumsfeierlichkeiten finden einen Monat zu früh statt, Franz' Pragmatisierung war erst im November 1937. Letzter Gast und Gratulant des Abends ist ein etwas merkwürdiger Briefträger … Gäste: Herbert Prikopa als Julius Grillparzer, Teddy Podgorski als Briefträger/er selbst. Skizziert von Fritz Eckhardt |
| 201             | 007              | 31. Oktober 1987   | Bekenntnisse                                | Franz verbringt das Wochenende bei einem Bekannten auf dem Land, Hilla erwartet eine junge Kommilitonin, Eva Gollner, um gemeinsam zu lernen. Eva erscheint mit Sack und Pack, weil sie gerade ihren Freund verlassen und auf der Suche nach einer neuen Bleibe ist. Während Hilla in die Konditorei eilt, um die schwelenden Streitereien zwischen Frau Sokol und der Otti zu schlichten, entwickelt sich zwischen Heinz und der jungen Frau in der Lafite-Wohnung schnell Sympathie. Im Café wird auch Guido in die Streitereien zwischen den beiden Damen verwickelt, als unerwartet der Sektionschef zurückkommt. Er fühlt sich kränklich und konfrontiert Hilla wieder mit heftigen Vorwürfen wegen der Vernachlässigung durch ihr Studium. Eva entschließt sich, Heinz’ Einladung anzunehmen, Guido wird im Kampf zwischen den beiden Konditorei-Weibern fast aufgerieben und Hilla führt ein grundsätzliches Gespräch mit ihrem Mann … Erstes Mal Eva Gollner (später Eva Ritter). Skizziert von Silke Schwinger |
| 202             | 008              | 7. November 1987   | O sole mio                                  | Petra sitzt mit Otti und Hilde bei den Großeltern am Jausentisch und erzählt von ihrer Arbeit, schwärmt von ihrem Chef Dr. Strahler. Die Konditorei ist wegen der Überholung und Reparatur der Sessel geschlossen, Frau Sokol und einer ihrer Bekannten vom Attersee, der Immobilienmakler Gebetsreuther, treffen sich dort mit dem windigen Dr. Zottl, der den Vorschlag macht, die Konditorei in eine Pizzeria umzuwandeln. Hilde ist nervös, weil sie sich an diesem Nachmittag mit Kurts unehelicher Tochter Nicole verabredet hat, Otti hilft Petra in der Küche beim Bügeln eines Abendkleides und erfährt von ihr, dass sie tiefe Gefühle für ihren Chef hegt. Dr. Zottl versucht Frau Sokol und ihren Berater von den Lokalumbau-Plänen zu überzeugen, als Nicole unvermutet dort auftaucht und Rat sucht. Während sie sich schließlich zur Hilde aufmacht, stoßen der Sektionschef und Hilla zur Geschäftsbesprechung mit Dr. Zottl, müssen seinem Vorhaben jedoch einen Dämpfer versetzen … Gast: Toni Wagner als Gerhard Gebetsreuther. Skizziert von Annemarie Meister |
| 203             | 009              | 14. November 1987  | Ein unheimlicher Besuch                     | Hilde weint sich bei Franz und Hilla die Augen aus, weil Kurt schon seit mehreren Tagen verschwunden ist und bisher kein Lebenszeichen gegeben hat. Heinz leistet Frau Sokol in der Konditorei Gesellschaft, erzählt ihr von seinem Verdacht, dass ihn ein Mann verfolge, möglicherweise ein Exliebhaber von Eva. Während er auf einen Besuch zu den Lafites geht, taucht im Café ein seltsamer, schwarz gekleideter Herr auf, verhält sich eigentümlich, bedrängt Frau Sokol. Heinz hat auf seinem Weg zu den Lafites einen Brief vom Kurt gefunden, der Hilde tröstet. Inzwischen löst der Fremde in der Konditorei immer mehr Aufregung aus: Tommy schlägt ihn mit einem Schirm nieder, Frau Sokol alarmiert die Familie. Hilde vermutet, der Unbekannte könne der von ihr engagierte Privatdetektiv sein. Doch als der Mann, ein angeblicher Herr Schwarz, recht plötzlich aus seiner Ohnmacht erwacht, stellt sich heraus, warum er wirklich gekommen ist: Er sucht nach Kurt, der ihm Geld schuldet und behauptet hat, er werde mit seinem Anteil an der Konditorei gerade stehen … Gast: Gideon Singer als angeblicher Herr Schwarz. Skizziert von Silke Schwinger |
| 204             | 010              | 21. November 1987  | Ein Familienereignis                        | Stefan leistet Franz und Hilla Gesellschaft bei der Jause und berichtet, dass er und Birgit wieder Eltern werden, er sich deshalb Sorgen wegen des Geldes macht. Tommy, der nach einem Unfall eine Halskrause trägt, kommt dazu, wenig später Petra und Dr. Strahler. Der vertraute Umgang zwischen den beiden erzürnt den Sektionschef so sehr, dass er Dr. Strahler aus der Wohnung verweist, während Petra ihrer Großmutter im Arbeitszimmer beichtet, dass sie am Tag zuvor heimlich den Bertl geheiratet hat – ein Schock für die Familie. Tommy hat Dr. Strahler in die Küche gelotst, wo er und Heinz von der Hochzeit erfahren. Während sich Hilla schön langsam mit der neuen Situation zu arrangieren versucht, bleibt der Sektionschef abweisend und skeptisch. Eine gute Nachricht bringt der Nachmittag für Stefan: Dr. Strahler verspricht ihm ein Engagement … Erstes Mal Dr. Bertl Strahler. Skizziert von Silke Schwinger |
| 205             | 011              | 28. November 1987  | Ein schönes Familienfest                    | In der Konditorei treffen Frau Sokol und die Otti Vorbereitungen zu einer kleinen familiären Hochzeitsfeier für Petra und Bertl. Doch Franz weigert sich, daran teilzunehmen, sodass Hilla allein gehen muss. Birgit, erster Gast des Abends, spricht mit Frau Sokol über die neuen Lebensumstände durch ihre zweite Schwangerschaft, Otti nimmt sich des betrunkenen und total verzweifelten Tommys an, dem seine Freundin Susi den Laufpass gegeben hat. Auch als das Brautpaar endlich eintrifft, will sich keine rechte Feierstimmung einstellen. Otti ist besorgt, weil der Tommy plötzlich verschwunden ist, Hilla und Bertl halten eine Aussprache, während Petra mit dem Opa in der Wohnung einen heftigen Streit vom Zaun bricht, was den Sektionschef in seiner schlechten Meinung über den Bertl bekräftigt und auch zu weiteren Konflikten mit Hilla führt. Als Heinz erscheint, ist die Feier bereits vorbei. Er nimmt sich des liebeskummergeplagten Tommy an, der plötzlich wieder aufgetaucht ist … Skizziert von Annemarie Meister |
| 206             | 012              | 5. Dezember 1987   | Eheprobleme                                 | Tommy erwartet in der vermeintlich sturmfreien Wohnung der Großeltern ein Rendezvous. Doch zunächst platzt Frau Sokol herein, kurz darauf der Heinz, schließlich auch die Hilla, was den Tommy naheliegenderweise in einige Nervosität stürzt, sodass er schließlich die Flucht ergreift. Während Frau Sokol Kaffee kocht, wird Heinz von einem Unbekannten an der Wohnungstür traktiert. Otti kommt zur Jause, nimmt nach einem Gespräch mit Frau Sokol irrtümlich an, dass Herr Janek verheiratet sei. Bevor Hilla die Sache klären kann, stürmt Petra herein, total enttäuscht, weil die Hochzeitsreise wegen Bertls Geschäften vorzeitig abgebrochen werden musste. Als kurz darauf ebenfalls unerwartet der Sektionschef von seiner Tarockpartie zurückkehrt, ist diese Krise Wasser auf seine Mühlen. Doch durch seine schroffe Art verärgert er seine Enkeltochter nur noch mehr. Und plötzlich steht ein junger Mann im Wohnzimmer, der Ehemann jener Frau, mit der Tommy sein Rendezvous geplant hatte. Er macht der Familie heftige Vorwürfe … Gast: Hansi Dujmic als Ehemann. Skizziert von Silke Schwinger |
| 207             | 013              | 12. Dezember 1987  | Der Weihnachtsengel                         | Gespannte Vorweihnachtsstimmung im Hause Lafite: Otti wäscht die Vorhänge im Wohnzimmer, zieht sich dadurch den Zorn von Frau Sokol zu, Hilde hat wieder Probleme mit dem Kurt, Hilla kommt vorzeitig und allein von den Weihnachtseinkäufen zurück, bei denen sie sich mit dem Franz überworfen hat. Zur Jause erscheint eine ältere Dame, Agnes, angeblich eine Kusine des Sektionschefs. Sie nimmt die Anwesenden durch ihre freundliche, verständnisvolle, durchaus auch fein beobachtende Art schnell gefangen, gibt allen Rat und Beistand. Auch Heinz und Tommy, beide von Liebeskummer geplagt, finden Ansprache beim neuen Familienmitglied. Als der Sektionschef zurückkehrt, stellt sich schnell heraus, dass die alte Dame eine Lügnerin ist. Sie gesteht, eine einsame alte Frau zu sein, die sich in Wien gelegentlich für einen Nachmittag auf die Suche nach einer Familie macht … Gast: Elfi König als Kusine Agnes. Skizziert von Silke Schwinger |
| 208             | 014              | 19. Dezember 1987  | Junge Liebe – alte Liebe                    | Hilla ist ihm Wohnzimmer mit dem Einpacken der Weihnachtsgeschenke beschäftigt, erhält Besuch von der Otti, wenig später von einer eleganten Dame, die sich als Frau Senta Kronstein-Strahler vorstellt und auf der Suche nach der Petra ist, um von ihr zu erfahren, wo sich der Bertl aufhält. Sie bräuchte ihn sowohl aus beruflichen als auch privaten Gründen, hat aber offenbar keine Ahnung, dass Bertl und Petra geheiratet haben. Bei Herrn Janek in der Konditorei stellt sich ein alter Bekannter ein, Serge. Während Otti und Herr Janek beim Verpacken der Weihnachtskekse ihren Gefühlen nachgeben, trifft Petra dort auf den Serge. Es fällt ihr schwer, zu gestehen, dass sie eine verheiratete Frau ist, meint zunächst, Serge möchte die alte Beziehung wieder aufleben lassen. Doch auch Serge hat eine neue Freundin, pikanterweise jene Susi, mit der Tommy bisher liiert war. Hilla erfährt von Frau Kronstein, dass sie auch auf der Suche nach dem Bertl ist, weil ihr gemeinsamer Sohn plane, zu heiraten. Nachdem sich die Dame unverrichteter Dinge wieder verabschiedet hat, kommen noch Tommy mit seinem Liebeskummer, Petra, die über Weihnachten mit dem Bertl zu den Eltern nach New York fliegt, und die glückliche Otti zur Hilla … Erstes Mal Frau Senta Kronstein-Strahler, letztes Mal Serge. Gast: Gabriela Benesch als Susi. Skizziert von Annemarie Meister |
| 209             | 015              | 2. Jänner 1988     | Wer ist Dr. Strahler wirklich?              | Franz stört Hilla beim Lernen, um mit ihr die weitere Vorgehensweise in Sachen Bertl und Petra zu besprechen, bevor die beiden am Montag von ihrem USA-Urlaub zurückkehren. Er vermutet nämlich, Hillas eleganter Besuch von vor Weihnachten sei die Ehefrau des verhassten neuen Familienmitglieds und gesteht, dass er Frau Kronstein-Strahler für diesen Nachmittag für eine Besprechung in die Konditorei gebeten hat. Sie habe dort eine Verabredung mit dem sehr von sich überzeugten pensionierten Kammersänger Christenson, mit dem sie eine Tournee absolvieren möchte. Heinz erfährt von Frau Sokol, dass Bertl der Bigamie verdächtigt wird, bespricht dann mit Franz und Hilla die Situation. Während der Sektionschef erfolglos versucht, vom Kammersänger mehr über Frau Kronstein und ihr Verhältnis zum Bertl zu erfahren, hat Heinz als Vermittler mehr Erfolg. Inzwischen stellt sich heraus, dass der Konditorei durch das Verschulden der Otti die Kaffeebohnen ausgegangen sind. Frau Sokol ist erzürnt … Skizziert von Annemarie Meister |
| 210             | 016              | 9. Jänner 1988     | Ein Liebesbrief                             | Hilla hat eine Verabredung mit ihrem Studienkollegen Erich Franz für einen abendlichen Vortrag. Er wird jedoch in der Konditorei aufgehalten, wo er auf den angesäuselten Herrn Janek trifft, der versucht, einen Liebesbrief an die Otti zu verfassen. Heinz bietet ebenfalls seine Hilfe an, während die Otti bei Franz und Hilla sitzt, besorgt, weil sie den Tommy in Frauenkleidern gesehen hat. Die Sache stellt sich als harmlos heraus, will Tommy, der wenig später auch im Cafe auftaucht, doch nur auf einen Faschingsball. Onkel Guido ist nach einem längeren Urlaub mit der Hansi wieder im Lande, trifft bei Franz, Hilla und Otti zur Jause ein. Herr Franz hat sich bereit erklärt, den gemeinsam verfassten Liebesbrief gleich persönlich an die Otti weiterzuleiten, wird jedoch bei seinem Besuch bei den Lafites zunächst abgelenkt. Dadurch entsteht beim Sektionschef der Verdacht, der Liebesbrief sei von ihm an seine Frau gerichtet. Otti, ahnungslos von den schriftstellerischen Bemühungen der Herren, macht dem schlafenden Herrn Janek ein Liebesgeständnis … Skizziert von Silke Schwinger |
| 211             | 017              | 16. Jänner 1988    | Der Dozent                                  | Während sich Frau Sokol über einen anonymen Schmähbrief ärgert, markiert Hilla eine plötzliche Stummheit, um nicht zur Vorlesung gehen zu müssen. Gegenüber Guido gesteht sie den Grund: sie kommt mit dem neuen Uni-Dozenten Wallinger nicht klar. Als sie sich kurz darauf gegenüber Franz doch verplappert, freut der sich über Hillas geplante Uni-Auszeit. Otti, die ebenfalls einen anonymen Brief bekommen hat, fragt die Familie um Rat: ein ehemaliger Liebhaber aus der CSSR ist nach Wien gekommen und sucht bei ihr Unterkunft. Beim Sektionschef ruft Hausbesitzer Friedrich an und bittet ihn, den neuen Mieter für die freigewordene Wohnung des Herrn Eibinger zu begutachten. Heinz hatte vor dem Haus einen Zusammenstoß mit dem frechen Nachbarbuben, trifft vor der Wohnungstür auf den Herrn Herbert, der wegen einer neuen Beziehung einen Liebesbrief von Frau Sokol zurück möchte. Doch Frau Sokol nimmt an, es handelt sich dabei um den anonymen Brief, der sie so beschäftigt. Als der neue Mieter erscheint, stellt sich heraus, dass es sich dabei um Hillas verhassten Dozenten handelt. Heinz erweist sich als Retter in der Not: er vermittelt zwischen Frau Sokol und Herrn Herbert, außerdem kennt er ein paar unangenehme Wahrheiten über Dozent Wallinger. Und Ottis unerwarteter Untermieter entpuppt sich als süßer Hund … Gast: Gerhard Dorfer als Dozent Wallinger. Skizziert von Fritz Eckhardt |
| 212             | 018              | 23. Jänner 1988    | Es ist nichts so fein gesponnen …           | Kurt soll an diesem Nachmittag als Kellner in der Konditorei arbeiten, um damit seine Schulden beim Franz abzudienen, doch Frau Sokol hat ihre liebe Not mit dem unwilligen Helfer. Guido sitzt bei Franz und Hilla am Jausentisch, Thema einmal mehr: Dr. Strahler. Der Sektionschef gesteht, sowohl Petra und Bertl als auch Frau Kronstein-Strahler an diesem Nachmittag zur Jause geladen zu haben, um endlich Hintergründe zu erfahren. Frau Kronstein erscheint in der Konditorei, wird dort vom Kurt umgarnt und trifft dann unerwartet auf den sehr erschrockenen Bertl. Durch Zufall erfährt sie die ganze Wahrheit über Bertls neue Ehe, während sich Kurt bei Franz und Guido über seine Frondienste in der Konditorei beschwert. Dr. Strahler versucht Schadensbegrenzung, erscheint allein beim Sektionschef und versucht, ihm Honig ums Maul zu schmieren. Fast hätte er damit Erfolg, doch ein Brief von Frau Kronstein weckt beim Franz die alten Zweifel … Skizziert von Annemarie Meister |
| 213             | 019              | 30. Jänner 1988    | Der Besuch des Grafen                       | Die Lafites erwarten hohen Besuch: einen französischen Grafen gleichen Namens, der möglicherweise mit der Familie verwandt ist. Der Sektionschef ist nervös und in freudiger Erwartung, während Guido, Hilla und Frau Sokol skeptisch bleiben. Wenig später trifft der Ehrengast ein, charmant und angenehm, jedoch von einer leicht mysteriösen Aura begleitet, verstärkt noch durch einen geheimnisvollen Überseekoffer, den der Graf im Vorzimmer abstellen lässt. Auch Heinz’ Beobachtungen bei der Ankunft des Mannes vor dem Haus schüren bei Frau Sokol Befürchtungen. Während sich Graf Lafite Guidos Verkühlung annimmt, beschließt Frau Sokol nachzusehen, was sich in dem großen Koffer befindet. Nach einigen Aufregungen und Verdächtigungen stellt sich heraus, dass der Graf als Zauberkünstler unterwegs ist. Bleibt nur noch die Frage nach dem Verwandtschaftsgrad zu klären und eine Übernachtungsmöglichkeit für den Gast zu finden … Gast: Ivan Desny als Graf Lafite. Magische Beratung: Magic Christian. Skizziert von Silke Schwinger |
| 214             | 020              | 6. Februar 1988    | Der Club                                    | Aufregender Nachmittag bei den Lafites: die neu zugewiesene Telefonnummer gehörte vorher dem einschlägigen Nachtclub „Rendezvous“, sodass Franz und Hilla von eindeutigen Anrufen überschwemmt werden. Zudem vermisst der Sektionschef eine kleine schwarze Tasche, in der sich 20.000 Schilling von Onkel Guido befinden. Als Franz und Hilla die Wohnung verlassen müssen, der Sektionschef auf der Suche nach der Tasche, die gnädige Frau zur kranken Frau Neuberger, bitten sie Nicole, die bei ihnen auf die Rückkehr von Kurt und Hilde wartet, Telefondienst zu leisten, da das Telefonamt in Kürze die neue Nummer durchgeben wird. Petra schließt sich ihr an, während Heinz in der Küche bei Frau Sokol seinen Liebeskummer mit dem Sektionschef’schen Cognac ertränkt. Hilla verknackst sich im Treppenhaus den Fuß, was den Sektionschef in Aufregung versetzt. Als sich Frau Sokol um sie kümmert, lässt der angetrunkene Heinz einen Mann ein, der die Lafite-Wohnung für die neue Tarnadresse des Clubs hält. Bis es gelingt, alle Missverständnisse aufzuklären und sich auch die Tasche mit dem Geld wiederfindet, vergehen noch einige turbulente Minuten … Gast: Adolf Lukan als Herr Wiesel. Skizziert von Fritz Eckhardt |
| 215             | 021              | 13. Februar 1988   | Wer will mich?                              | Hansi und Guido sind bei Franz und Hilla zur Jause, überraschen die beiden mit der Idee, sich aus der Fernsehsendung „Wer will mich“ einen Hund zu holen. Die Otti ist deshalb bereits unterwegs. Die Konditorei ist an diesem Faschingssamstag für eine Party junger Leute reserviert, doch Frau Sokol stichelt zunächst gegen Herrn Janek und seine Leidenschaft für die Otti und lässt diesen schließlich allein, um bei den Lafites nach dem Rechten zu sehen. Herr Janek ist über den Tratsch im Haus entrüstet, macht sich Sorgen wegen der Otti, doch Tommy kann ihn beruhigen. Trotzdem beschließt Janek, den Sektionschef um die Auflösung seines Vertrags zu bitten. Die Jausengesellschaft erwartet Petra und den Bertl, doch Petra erscheint allein in der Konditorei, total aufgelöst und unglücklich wegen einer Eifersuchtsszene ihres Mannes, weil sie sich auf dem Opernball mit dem Serge amüsiert hat. Während der Sektionschef in der Konditorei versucht, die Wogen um Herrn Janek zu glätten, besucht Bertl Hilla, zerknirscht über seinen Ausbruch … Skizziert von Annemarie Meister |
| 216             | 022              | 20. Februar 1988   | Burli                                       | Petra sitzt bei Birgit und Herrn Janek in der Konditorei, trotzig wegen ihrer Ehekrise. Währenddessen erscheint bei Frau Sokol ein junger Mann, Burli alias Andreas, der vorlaute Sprössling von Dr. Strahler. Er sucht seine Stiefmutter und findet sie schließlich im Cafe, kündigt an, dass er in Wien bleiben möchte. Guido leistet Hilla bei der Jause Gesellschaft, Tommy kommt dazu, deprimiert über das Wiedersehen mit Serge und Susi. Nachdem sich Petra vom ersten Schock erholt hat, findet sie den jungen Frechdachs recht sympathisch, stellt ihn der Familie vor und kündigt an, ihn in der elterlichen Wohnung aufzunehmen. Birgit fragt Herrn Janek, ob er die Patenschaft für ihr zweites Kind übernehmen möchte, während Tommy, Petra und Burli beschließen, gemeinsam Wiens Nachtleben zu erkunden … Erstes Mal Burli. Skizziert von Silke Schwinger |
| 217             | 023              | 5. März 1988       | Eifersucht und Liebe                        | Burli macht Hilla und Hilde gewohnt vorlaut seine Aufwartung. Er plant, am Abend mit Petra ins Theater zu gehen, ignorierend, dass sein Vater mit dem freundschaftlichen Kontakt zur Stiefmutter wenig Freude haben dürfte. Herr Janek ist eifersüchtig, weil sich die Otti intensiv um einen einsamen, traurigen Konditoreigast kümmert, platzt unerwartet damit heraus, dass die Otti und er verlobt seien. Doch mitten in die Zuckerbäcker’sche Liebeserklärung kommt Onkel Guido, während die Otti überstürzt flüchtet, weil sie meint, Edi sei nur aus Mitleid nett zu ihr. Burli und Petra halten in der Lafitschen-Küche ein prinzipielles Gespräch unter vier Augen, dabei verletzt sich der wehleidige Burli an der Nase. Guido leistet Hilla und Hilde Gesellschaft, Otti kommt dazu, ihr Leid wegen des verpatzten Liebesgeständnisses klagend … Gast: Adolf Wessely als Konditoreigast. Skizziert von Silke Schwinger. |
| 218             | 024              | 12. März 1988      | Burli oder Bubi?                            | Petra sitzt bei der Otti in der Lafite-Küche, verzweifelt über die seltsamen Umstände ihrer Ehe, die ewige Abwesenheit ihres Gatten und seiner ungeklärten Beziehung zu Frau Kronstein-Strahler, unsicher, ob sie sich nicht vom Bertl trennen soll. Kurti kommt müde von einer Vertretertour zurück und muss verärgert feststellen, dass sich Faulpelz Burli in seiner Wohnung eingenistet hat, nachdem die Familie beschlossen hatte, eine Unterbringung des Burschen bei der Petra sei zu „gefährlich“. Bei einer Kaffeejause, an der auch Heinz teilnimmt, macht der eifersüchtige Kurt seiner Frau schwere Vorwürfe, verlangt, dass Burli auszieht. Inzwischen kommt Bertl zu Petra, um endlich Klartext zu reden, was in einem heftigen Ehestreit mündet. Hilde sucht schließlich Rat und Vermittlung beim Franz, der arrangiert, dass Burli gegen ein Entgelt weiter sein Zimmer in der ehemaligen Wohngemeinschaftswohnung behalten darf. Guido erzählt der Otti vom Bubi, seinem Hund, den er ihr zu verdanken hat, versucht dann bei Petra und Bertl zu vermitteln … Skizziert von Annemarie Meister |
| 219             | 025              | 19. März 1988      | Ein Ehekrach                                | Burli macht im Lafite-Wohnzimmer Zeichnungen und Skizzen für sein Studium, doch weder Tommy noch Frau Sokol wollen ihm Modell stehen. Hilla hilft Otti in der Konditorei bei der Preisauszeichnung, Stefan kommt dazu, frisch zurück von einer längeren Tournee, müde und jammernd, mit der Birgit im Streit. Heinz stößt mit einem Kunstband zu Burli und Tommy, während der Storch Frau Sokol ihr Herz ausschüttet. Inzwischen erfahren Hilla und Otti den wahren Grund für den Ehekrach – Stefans Flirt mit einer Sängerin seiner Tournee. Als Heinz Birgit tröstend in die Arme nimmt, deutet der mit den Damen in die Wohnung kommende Stefan die Situation falsch. Wutschnaubend verlässt er das Wohnzimmer, um über die Küchendurchreiche dem Gespräch zu lauschen und sich schließlich wieder mit der Birgit zu versöhnen … Skizziert von Silke Schwinger |
| 220             | 026              | 26. März 1988      | Angewandte Psychologie                      | Otti sucht das Gespräch mit Herrn Janek, überredet ihn wegen seiner Magenprobleme zu einem Arztbesuch. Frau Sokol nimmt durch ein Missverständnis an, die beiden wollen sie aus der Konditorei drängen, lässt sich auch von Tommy nicht beruhigen. Hilla und ihr Kommilitone Erich lernen gemeinsam im Lafite-Wohnzimmer für eine wichtige Prüfung, lenken sich aber durch ihre unterschiedlichen Lernmethoden gegenseitig immer wieder ab. Petra klagt der Otti und später dem Tommy ihren Kummer wegen Bertls Ex-Freundin. Guido platzt in die Psychologielehrstunde, hat Sorgen wegen seines Hundenachwuchses und ob er deswegen mit der Hansi zusammenziehen, sie vielleicht sogar heiraten soll – dient damit Erich als Studienobjekt in Sachen „angewandter Psychologie“. Einige Sorgen dieses Nachmittags lösen sich auf, nachdem Erich sich bereit erklärt, Guidos Hund aufzunehmen und Herr Janek und Frau Sokol sich aussprechen … Skizziert von Annemarie Meister |
| 221             | 027              | 2. April 1988      | Ende gut – alles gut                        | Kurt macht in der Konditorei bei Frau Sokol Ostereinkäufe, wie üblich über seine Verhältnisse. Burli klagt Hilla, Petra und Heinz seine Wohnungsprobleme als Untermieter von Kurt und Hilde, woraufhin Petra auf die Idee verfällt, ihn in Tommys frei stehender Garconniere unterzubringen – ein Einfall, dem die Familie wenig abgewinnen kann. In der Konditorei erscheint überraschend Frau Kronstein-Strahler, wird sofort von Kurt in Beschlag genommen, während Petra Hilla, Heinz und dem dazugekommenen Franz ein Geständnis macht: Sie hat ihre „Rivalin“ mittels eines gefälschten Telegramms nach Wien bestellt, scheut nun aber vor der Konfrontation zurück. Burli trifft erfreut auf seine Mutter, was Kurts Lügerei und Flunkerei auffliegen lässt, während der Sektionschef Heinz bittet, bei Frau Kronstein zu vermitteln. Das ist aber nicht nötig, da Burli seine Mutter kurzerhand zu den Lafites mitnimmt … Skizziert von Annemarie Meister |
| 222             | 028              | 9. April 1988      | Die Prüfungsfeier                           | Hilla trifft Vorbereitungen für eine kleine Feier anlässlich einer erfolgreich absolvierten Prüfung, wird vom mürrischen Franz und vom dünnhäutigen Heinz gestört. In der Konditorei sitzt die geladene Eva, die nach einem unerwarteten Heiratsantrag vor dem Wiedersehen mit Heinz zurückscheut. Otti muss ihr und dem wegen der Susi deprimierten Tommy Beistand leisten. Während Heinz Hilla, Franz und Guido Hintergründe seines Antrags darlegt, holt sich Eva Schützenhilfe in Person eines Kommilitonen, des Amerikaner Dennis, der sich als ihr Verlobter ausgeben soll. Dieser angebliche Verlobte löst bei den Teilnehmern der Prüfungsfeier einige Verwunderung aus, zumal wenig später Tommy ebenfalls behauptet, mit Eva verlobt zu sein. Heinz stürmt davon, wird von der Otti abgefangen und in die Küche gelotst, wo es schließlich zur Aussprache und Versöhnung mit Eva kommt … Gast: Dennis Kozeluh. Skizziert von Silke Schwinger |
| 223             | 029              | 16. April 1988     | Der Roller                                  | Guido ist verärgert über die Geheimniskrämerei von Hilla und Franz. Schließlich erklärt der Sektionschef den Grund für die momentane Unruhe: er hat in der vergangenen Nacht mit dem Auto einen Mann angefahren und sorgt sich über mögliche Konsequenzen. Obwohl der Unfall glimpflich verlief, klagt der Fußgänger nun telefonisch über Schmerzen. Doch weder Guido noch der dazukommende Heinz wissen wirklich Rat. Da erscheint ein Herr von der Kriminalpolizei, Oberstleutnant Marek, mit einem Haftbefehl für den Sektionschef, weil dieser dem Stellungsbefehl des Bundesheeres nicht nachgekommen ist. Die Angelegenheit klärt sich schnell als Geburtsdatenfehler und der Beamte nimmt die Einladung auf Kaffee und Strudel gerne an. Tommy trifft in der Konditorei seine neue Freundin, die hübsche Maria, während der total derangierte Herr Herbert bei Frau Sokol Zuflucht vor dessen aufgebrachter Lebensgefährtin sucht. Am Jausentisch kommt das Gespräch schließlich auf den Unfall des Sektionschefs und Oberstleutnant Marek erkennt, dass auch hier der „Roller“, ein gemeiner Gauner, der absichtlich kleine Unfälle verursacht, um die Beteiligten nachher zu erpressen, am Werk gewesen sein dürfte. In der Konditorei versucht der Polizist, den Verbrecher zu schnappen … Erstes Mal Maria Zopf Gast: Karl Merkatz als Oberstleutnant Marek Andreas Lust als Konditoreigast (ohne Nennung). Skizziert von Fritz Eckhardt |
| 224             | 030              | 23. April 1988     | Verdächtigungen                             | Otti nimmt für Herrn Janek einen Telefonanruf entgegen, vermutet daraufhin, dieser will den Sommerurlaub mit einer anderen Frau am Meer verbringen. Guido sitzt bei Hilla, die ihm erzählt, Bertl habe ihr und dem Franz angeboten, im Sommer einige Wochen in dessen Haus in der Toskana zu verbringen – ein Angebot, von dem der Sektionschef naturgemäß wenig hält. Dr. Strahler ist in der Konditorei hinter Tommys Rücken mit dessen neuer Freundin Maria verabredet, gibt im Gespräch ganz den charmanten, redegewandten Agenturleiter auf der Suche nach einer neuen Sekretärin – wird dabei vom Sektionschef beobachtet, der gleich wieder das Schlimmste annimmt. Otti klagt Hilla ihr Leid, während der ahnungslose Tommy beim Opa um Vermittlung für eine Beschäftigung für Maria bittet. Edi kann das Missverständnis mit der Otti ausräumen – das Sommerhaus ist für seinen Neffen –, während Bertl Hilla und Franz seine Aufwartung macht, dabei seine Version des Vorstellungsgesprächs schildert, nicht ahnend, dass kurz darauf Tommy und Maria dazukommen werden … Skizziert von Annemarie Meister |
| 225             | 031              | 30. April 1988     | Ein neuer Anfang                            | Otti und Hilla sitzen beim Kaffee, während der nervöse Sektionschef Bücher und Unterlagen für den Sommerurlaub sortiert und einpackt. Hilde kommt dazu, niedergeschlagen und entschlossen, sich vom Kurt scheiden zu lassen. Dieser hält Hof in der Konditorei, wo er eigentlich zur Servierarbeit eingeteilt ist, doch die vom Frühling gütig gestimmte Frau Sokol lässt ihn an der langen Leine. Die Familie, zu der Guido gekommen ist, hören sich Hildes Argumente an, Hilla wird zornig, weil Franz weiter Öl ins Feuer gießt. Otti eilt mit Heinz und Tommy im Schlepptau in die Konditorei, um das Schlimmste zu verhindern, Kurt schafft es dort durch seine Redegewandtheit, Hilde wieder einzuwickeln. Hilla hält Franz eine gesalzene Strafpredigt, genervt von seinem unfreundlichen Verhalten Familie und Freunden gegenüber, während Heinz und Tommy überlegen, ob sie trotz aller guten Vorsätze mit zwei Damen aus der Konditorei zu einem Rendezvous gehen sollen. Hilde erzählt nach erfolgter Versöhnung am Jausentisch ihre Pläne für einen Schneidersalon, den sie in ihrer Wohnung einrichten möchte und muss resigniert feststellen, dass sie ihrem Mann einmal mehr auf den Leim gegangen ist … Skizziert von Silke Schwinger |
| 226             | 001              | 1. Oktober 1988    | Der lange Sommer                            | Melancholische Stimmung bei den Lafites: Ernstl ist Anfang Mai in Amerika überraschend an einem Herzinfarkt gestorben, nach einem langen bitteren Sommer haben sich Hilla und Franz entschlossen, ihre offenen Samstagnachmittage trotz dieses Schicksalsschlags weiter abzuhalten. Nach und nach trudeln Familienmitglieder und Freunde ein: Heinz spricht mit dem Sektionschef über die geschäftlichen Veränderungen in der Buchhandlung, erfährt wie es der Familie in Amerika geht und dass Niki ihr erstes Kind erwartet. Guido beklagt sich bei Frau Sokol, dass er nicht zur Beerdigung nach New York mitfliegen durfte, macht sich Sorgen, weil sein letztes Zusammentreffen mit dem Ernstl so gedankenlos verlief. Otti, in neuem Look, und Tommy stoßen dazu, dieser braucht die Hilfe und Vermittlung des Guido, weil er befürchtet, Serge könnte in die Fänge einer Sekte geraten sein. Birgit macht inzwischen ihre Aufwartung, erzählt von der Geburt ihres zweiten Kindes, das nach seinem Taufpaten Janek Eduard Franz heißen soll. Im allgemeinen Aufbruch macht Otti noch kurz Station bei Frau Sokol … Skizziert von Erne Seder |
| 227             | 002              | 8. Oktober 1988    | Liebesg’schichte – Heiratssache …           | Zunächst klagt Otti der Hilla ihren Liebeskummer wegen des Herrn Janek, dann trudeln Hilde und Kurt zur Jause ein, berichten über große Vorhaben, Kurts Luftgeschäfte und Hildes handfeste Pläne wegen eines Schneidersalons im Haus. Dazu würden sie mit Birgit und Stefan die Unterkunft tauschen, zumal Hilde durch einen kleineren Lottogewinn in der Lage ist, sich in der Botschafterwohnung, die Dr. Hollmann aufgeben will, einen entsprechenden Salon einzurichten, während der jungen Familie die große Wohnung zu teuer geworden ist. Frau Sokol versucht der Otti in der Konditorei mit Rat und Tat in Sachen Janek beizustehen, holt sich schließlich Herrn Herbert als „lebendes Versuchsobjekt“ – ein Experiment, das nicht recht klappen will. Botschafter Hollmann berichtet Franz und Hilla den Grund für seinen endgültigen Auszug: er will sich noch einmal verheiraten. Als wenig später eine burschikose junge Frau läutet, um Dr. Hollmann zum Hausbesitzer abzuholen, nehmen Franz und Hilla entsetzt an, dabei handele es sich um die Braut. Doch dieses Missverständnis klärt sich schnell, und Kurt und Hilde können freudig verkünden, dass ihre Mietplanungen nach Wunsch erledigt werden konnten … Letztes Mal Botschafter Dr. Hollmann. Erstes Mal Regina. Gast: Margot Skofic als Verlobte von Herrn Hollmann. Skizziert von Fritz Eckhardt |
| 228             | 003              | 15. Oktober 1988   | Das verlorene Kind                          | Geschlossene Gesellschaft in der Konditorei: Familie und Freunde wollen Tommys Sponsion feiern. Guido hilft Otti bei den Vorbereitungen, während Janek unterwegs ist, seine zwölfjährige Nichte, die in Wien ins Gymnasium gehen und beim Zuckerbäcker untergebracht werden soll, von der Bahn abzuholen. Bertl stößt zu den Vorbereitungen, verkündet, dass Petra leider nicht kommen kann, weil sie – auch um eine Auszeit zu nehmen – für einige Wochen in Agentur-Geschäften in Hamburg unterwegs ist, hat ein großzügiges Geschenk für Tommy im Gepäck, ein Auto. Doch die Zweifel des Sektionschefs und auch von Hilla über Bertls wahren Charakter lassen sich – nach manchen Beobachtungen – auch dadurch nicht zerstreuen. Inzwischen meldet sich Edi telefonisch, besorgt, weil er seine Nichte am Bahnhof nicht findet, gleichzeitig trifft Tommy im Stiegenhaus eine junge, verlassene Dame mit Gepäck, lotst sie vorläufig in die Wohnung der Großeltern. Diese sind inzwischen zur Festgesellschaft gestoßen, von wo sich der Sektionschef gleich wieder aufmachen muss, um Janek bei der Polizei auszulösen, von der er als Kinderbelästiger festgenommen wurde. Tommy bringt die junge Dame, Ursel, Janeks Nichte, zum Fest. Die Missverständnisse klären sich, Ursel soll bei ihrem Onkel eine Lehre beginnen … Erstes Mal Ursel Janek. Skizziert von Annemarie Meister |
| 229             | 004              | 22. Oktober 1988   | Der Cäsarenkopf                             | Zwar ist der Umbau der Botschafterwohnung zu Hildes Schneidersalon noch in vollem Gange, trotzdem lädt Kurt Familie und Freunde bereits zur Einweihungsparty, hat sich den zweifelhaften Architekten Immergrün an die Seite geholt, der mit albernen und größenwahnsinnigen Plänen und Vorschlägen die Gesellschaft unterhält. Der Sektionschef ist außer sich, als er feststellt, dass sich Kurt seine Wohnzimmermöbel ausgeliehen hat, die Heinz und Tommy transportieren mussten. Hilde zeigt Hilla das Kernstücks des Salons, ihr Arbeitszimmer, Herr Janek und Heinz kommen dazu, möchten für ihre jeweiligen Herzdamen ein Kleid schneidern lassen. Während Guido zur Gesellschaft stößt, präsentiert Herr Immergrün neben scheußlichen Tapetenmustern einen Gips-Cäsarenkopf als Kernstück seiner Umbau-Pläne, was neben überzogenen Geldforderungen und Zweifel an der beruflichen Kompetenz schließlich zu seiner schnellen Entlassung führt. Geschickt vermag Immergrün vorher noch in Einzelgesprächen aus den diversen Familienmitgliedern Geld herauszuholen, indem er u. a. jedem den Cäsarenkopf andreht … Gast: Hellmuth Hron als Architekt Immergrün. Skizziert von Silke Schwinger |
| 230             | 005              | 29. Oktober 1988   | Ein Abend allein                            | Ruhiger Nachmittag bei den Lafites: man freut sich über die Geburt von Nikis Sohn, Hilla und Franz planen einen Heurigenbesuch. Guido wird vom Sektionschef hinter Hillas Rücken um Hilfe gebeten – er soll seinem Bruder Nähdienste leisten, damit Franz seine traditionelle „Heurigen-Jacke“ wieder passt. Inzwischen sucht die aufgelöste Frau Neuberger bei Hilla Trost wegen ihrer Sorgen mit dem wankelmütigen Untermieter/Freund Dr. Zottl. Nächster Gast ist Herr Petermann mit Köstlichkeiten im Gepäck und der Nachricht, dass er in der ruhigen Attersee-Wintersaison in Zukunft in Wien einen Imbissstand betreiben wird. Heinz macht Frau Sokol seine Aufwartung, die gesteht, dass sie wieder mit dem Engi in Kontakt ist. Inzwischen wächst die Heurigengesellschaft des Sektionschefs stetig an: Guido, Frau Neuberger, Herr Petermann, Heinz und Frau Sokol schließen sich an … Skizziert von Erne Seder |
| 231             | 006              | 5. November 1988   | Die dumme Liebe                             | Guido sucht Rat beim Franz, weil er statt seiner jährlichen Zinsgutschrift von rund 8000 Schilling diesmal das zwölffache überwiesen bekommen hat. Otti jammert bei der Hilla über das Hin und Her mit Herrn Janek anlässlich eines missglückten Heurigenbesuchs, an dem auch Herr Herbert teilgenommen hat. Tommy erzählt eine verworrene Geschichte von der Hochzeit Botschafter Hollmanns, bei der er sich angeblich mit dessen Stieftochter Regina verlobt hat. In der Konditorei macht Herr Herbert der Otti seine Aufwartung, was den eifersüchtigen Janek zum Kochen bringt, Tommy trifft sich mit seiner alten Flamme Maria und Guido mit der Bankbeamtin, die ihm den unerwarteten Geldsegen erklärt. Regina bittet Franz und Hilla, das Missverständnis mit dem Tommy aufzuklären, wollte sie doch nur ihren Bräutigam eifersüchtig machen. Herberts Avancen veranlassen Herrn Janek endlich, der Otti einen Heiratsantrag zu machen … Letztes Mal Herr Herbert. Skizziert von Fritz Eckhardt |
| 232             | 007              | 12. November 1988  | Die Verlobung                               | Herr Janek bittet Hilla, Franz und Guido nach Geschäftsschluss in die Konditorei, wo er eine wichtige Ankündigung zu machen hat – die drei befürchten neue Verwicklungen, eventuell sogar die Kündigung des Zuckerbäckers. Im Café erscheint Frau Kronstein auf der Suche nach ihrem Sohn, während Edi Klartext mit der zaghaften Otti redet, sodass ihrer Verlobung nichts mehr im Wege steht. Während der Sektionschef mit Frau Kronstein flirtet und sie auf ein intimes Abendessen einlädt – Hilla und Guido sind als Streitschlichter bei den Heveras –, kommt Dr. Strahler in die Konditorei, becirct seinerseits die Ursel und erfährt, dass Burli derzeit in Hamburg bei der Petra ist. Nach einem letzten klärenden Gespräch – Franz & Edi und Hilla & Otti – können die Festlichkeiten in der Konditorei beginnen. Nur Franz’ Pläne mit Frau Kronstein fallen dadurch ins Wasser … Gast: Franz Xaver Lumplecker als Konditoreigast. Skizziert von Annemarie Meister |
| 233             | 008              | 19. November 1988  | Der Fremde                                  | Der Sektionschef beklagt sich beim Guido, weil Tommy lieber als Aushilfstaxifahrer die Straßen von Wien unsicher macht als sein Angebot anzunehmen, ihm einen Beamten-Job zu verschaffen. Hilla hilft der Otti beim Umzug in die Janek-Wohnung, versorgt sie mit notwendigem Hausrat. Die beiden treffen an der Wohnungstür den neuen Hausbesitzer Heinz Hellmann, der auf Antrittsbesuch unterwegs ist – durch ein Missverständnis hält er die beiden Damen für Putzfrauen und sie halten ihn für einen aufdringlichen Fremden. Wenig später trifft Hellmann Burli und Tommy, letzterer mit einem osteuropäischen Fahrgast im Schlepptau, der kein Deutsch spricht und von dem Tommy nicht weiß, wo er ihn abliefern soll. Während der Sektionschef versucht, das Durcheinander zu ordnen, füllt Burli den Gast mit Wodka ab, Hilla trifft im Badezimmer Herrn Hellmann, der sich dort die sanitären Anlagen anschaut, hält ihn nach wie vor für einen leicht verrückten Eindringling. Bis sich alle Verwechslungen klären und Tommy und sein Fahrgast auf der richtigen Route sind, vergehen turbulente Minuten. Herr Hellmann, der das Haus von seinem Onkel überschrieben bekam, bespricht mit dem Sektionschef seine zum Teil relativ idealistischen Pläne mit seinem neuen Besitz und dessen Bewohnern … Erstes Mal Heinz Hellmann. Gast: Ljubomir Dimov als Taxifahrgast. Skizziert von Silke Schwinger |
| 234             | 009              | 26. November 1988  | Verlustgeschäfte                            | Sowohl Franz als auch Guido überraschen Hilla mit einem Adventkranz, während die gestresste Frau Sokol in der Konditorei Schokoladenikoläuse und -krampusse auspackt. Birgit erzählt ihr vom einsamen Alltag ohne Stefan, der auf Tournee ist, und einer beruflichen Durststrecke. Otti und Janek kommen vom Christkindlmarkt-Bummel zurück, verliebt und turtelnd, wenig später beehrt Kurt die Konditorei, wie immer von großen Geschäftsplänen erfüllt. Frau Sokol eilt inzwischen zu den Lafites, um sich um die Jause zu kümmern, trifft auf den Heinz, der Franz und Hilla seine Aufwartung macht. Kurts erstes Opfer ist der „Storch“, dann wechselt er an den Lafitschen Jausentisch, wo seine großspurigen Berichte und Vorhaben ebenfalls auf Skepsis und Spott stoßen … Skizziert von Erne Seder |
| 235             | 010              | 3. Dezember 1988   | Ich schnitt es gern in alle Rinden ein …    | Hilla erzählt ihrem Mann von einer merkwürdigen Beobachtung, die sie am Tag zuvor in der Stadt gemacht hat: Guido in trauter, fast verliebter Zweisamkeit mit einer Frau Mitte zwanzig. Kurz darauf kommt Guido zur Jause und erzählt der skeptischen Familie mit leuchtenden Augen von Liane, die er vor drei Wochen auf dem Heimweg getroffen und in die er sich inzwischen verliebt hat. Frau Sokol trifft Vorbereitungen für ein exquisites Diner, das sie der Familie zum Nachtmahl kredenzen will, Frau Otti, auf dem Weg in die Volksoper, sucht bei ihr Rat wegen der Abendgarderobe und Petra, auf ein Wochenende in Wien, wegen eines Kochrezeptes. Während Guido telefoniert, informieren Franz und Hilla die dazugekommenen Tommy und Heinz über die dessen späten Frühling. Plötzlich ist Heinz wie elektrisiert: in der Tageszeitung hat er vorhin über die Verhaftung einer Betrügerin gelesen, die genau mit der Masche unterwegs war, mit der auch der Guido „eingewickelt“ wurde – ein Foto der sogenannten „Haustorweinerin“ beseitigt jeden Zweifel. Nun stellt sich die Frage, wer Guido diese Hiobsbotschaft überbringen soll – letztendlich ist es der Franz, der es seinem Bruder mit richtigen Worten erklären und ihm Beistand geben kann. Aus Frau Sokols geplantem Menü mit Langusten, Lachs, Morcheln, Kalbsrücken und Soufflee wird letztendlich ein Abendessen, bestehend aus Hühnersuppe und Kaiserschmarrn … Skizziert von Fritz Eckhardt |
| 236             | 011              | 10. Dezember 1988  | Der Star                                    | Hilde schildert Hilla ihre Startschwierigkeiten mit dem Modesalon, ist dankbar und zugleich unruhig, dass ihr Dr. Strahler den Operettenstar Guggi Valerian vermittelt hat, den sie an diesem Nachmittag bei den Lafites zur Anprobe erwartet. Während die beiden Frauen in den noch nicht fertigen Salon müssen, fragt Burli Tommy bei der Jause, ob dieser sich nicht an seiner geplanten Werbeagentur beteiligen möchte. Dr. Strahler und Frau Valerian unterhalten ein sehr lockeres, offenes, fast intimes Verhältnis und flirten – von Tommy und Burli belauscht – im Lafite-Wohnzimmer offenherzig miteinander. Burli „erpresst“ seinen Vater recht subtil um eine Unterstützung für seine Agenturpläne, leistet dann der hübschen Sängerin Gesellschaft. Durch ein Malheur wird Guggis Kleid nass und während sie sich im Lafitschen Badezimmer frischmacht, kommt der Sektionschef müde von den Weihnachtseinkäufen zurück. Er erkennt Guggi als erfolgreiche Entdeckung aus seiner aktiven Beamtenzeit, frischt alte Erinnerungen auf, während sich Burli aus dem Staub macht. Hilla hat alle Hände voll zu tun, die nervöse Hilde davon zu überzeugen, dass sie genug Erfahrung und Talent hat, um für Frau Valerian zu arbeiten, während die Sängerin mit weiblicher List und Charme im Arbeitszimmer mit Dr. Strahler über ihren neuen Vertrag verhandelt … Erstes Mal Guggi Valerian. Skizziert von Annemarie Meister |
| 237             | 012              | 17. Dezember 1988  | Der Weihnachtsmann                          | Franz und Hilla geraten sich beim Aufbruch zur offiziellen Einweihungsfeier des Modesalons von Kurt und Hilde in die Haare, Frau Sokol ist verärgert, weil Kurt von ihr verlangt hat, dort zu servieren. Kurti hält inzwischen Hof in seinem neuen Domizil, unter den Gästen Heinz, Guido, Petra und Herr Hellmann. Heinz wälzt Liebeskummer wegen Eva, wird von der Petra therapiert, während Kurt Herrn Hellmann allerlei Verschwörungstheorien über den Sektionschef mitteilt. Franz kommt dazu, verwirrt den Hausbesitzer vollends mit seinen Berichten über den geschwätzigen Schwager. Tommy platzt als Weihnachtsmann verkleidet in das Fest – als solcher verdient er sich momentan in einem Kaufhaus sein Geld. Während Petra als Vermittlerin Heinz begleitet, erfährt der Sektionschef, was Kurti Herrn Hellmann über ihn erzählt hat … Der Hausbesitzer hat sich inzwischen Tommys Kostüm geliehen und überrascht trompetenspielend Frau Sokol … Erstes Mal Modesalon von Kurt und Hilde in komplettem Zustand, bestehend aus Wohnzimmer und Arbeitsraum (ehemalige Botschafterwohnung Hollmann). Skizziert von Silke Schwinger |
| 238             | 013              | 7. Jänner 1989     | …                                           | Folge verschollen, über Titel, Inhalt und Darsteller bisher keine Informationen Skizziert von Erne Seder |
| 239             | 014              | 14. Jänner 1989    | Schwieriges Happy End                       | Hilla und Franz werden an ihrem besuchslos geplanten Nachmittag bald gestört. Herr Janek ist nervös, weil sich die Otti gegen den allgemeinen Rat und ohne gültigen Reisepass in einer Erbschaftssache auf den Weg in ihr tschechisches Heimatdorf gemacht hat, Franz rät ihm, die zuständigen österreichischen Grenzbeamten um Hilfe zu bitten. Frau Sokol erscheint an ihrem freien Tag und spricht zu Hillas Entsetzen ihre Kündigung aus, auch, weil sie genug hat von den Anfeindungen des Sektionschefs – eine verlorene Brieftasche hat das Fass zum Überlaufen gebracht. Nun geht sie bei Hofrat Waldner in Stellung. Maria erzählt Tommy in der Konditorei voller Entzücken, dass sie sich in den Bertl verliebt hat. In der Wohnung gesteht Frau Sokol dem Tommy, dass sie ihren Entschluss schon wieder bereut, kümmert sich ein letztes Mal um die Jause, zu der auch Petra kommt. Ihr ist die Verehrung von Tommys Nochfreundin für ihren Mann nicht verborgen geblieben. Während Herr Janek verzweifelt und immer nervöser versucht, die Zollstelle zu erreichen, konfrontiert Petra Maria in der Konditorei mit ihrem Wissen. In einem emotionalen Telefonat mit seinem früheren Schulkollegen Waldner gelingt es dem Sektionschef, die Kündigung von Frau Sokol hinfällig zu machen und auch Herr Janek erhält endlich beruhigende Nachrichten … Skizziert von Fritz Eckhardt |
| 240             | 015              | 21. Jänner 1989    | Zweierlei Maß …                             | Herr Janek ärgert sich, dass Ursel ihre Arbeit vernachlässigt, nachdem ihr Bertl den Floh ins Ohr gesetzt hat, Schauspielerin zu werden. Hilla schickt Franz in die Stadt, um für seine abendliche Tarockpartie Whisky zu besorgen – mit dem Hintergedanken, eine Zeitlang mit Eva ungestört lernen zu können. Birgit verhilft Ursel mit einer Notlüge zu einem freien Abend, den das Mädchen für einen Vorsprechtermin nutzen möchte. Hilla und Eva sprechen während ihrer Sitzung über das Problem, Studium, Alltag, Partnerschaft und Hausarbeit unter einen Hut zu bringen, werden vom Guido gestört, der wegen Problemen mit der Hansi eine Gratis-Psychologie-Behandlung erhält. In der Konditorei klärt Guido dann letzte Fragen wegen seines sonntäglichen Herrenabends, den Herrn Janek bekocht, berichtet Heinz von der Anwesenheit seiner Freundin bei Hilla, der sich wundert, dass sie ihn mit einer Notlüge abgespeist hat. Während er sich dann seinerseits bei Eva mit einer Flunkerei über den Herrenabend in die Nesseln setzt, durchkreuzt der Sektionschef Ursels abendliche Pläne mit Dr. Strahler … Im Abspann nicht genannt: Sandra Cervik als Konditoreigast. Letztes Mal Ursel. Skizziert von Annemarie Meister |
| 241             | 016              | 28. Jänner 1989    | Ein starker Gast                            | Herr Janek, wieder Besitzer eines Wagens, übt in der Konditorei mit einem ferngesteuerten Spielzeugauto, Herr Hellmann kommt dazu, verwirrt über das seltsame Verhalten seiner Mieter. Bei Franz und Hilla sitzen Burli und Tommy und bitten den wenig erfreuten Sektionschef um Hilfe bei ihrem Werbeagentur-Unternehmen. Während Herr Janek zur Tankstelle fährt, erscheint im Café ein ausgesprochen statiöser Herr, anscheinend angemeldet, mit Hanteln im Gepäck und vor den Augen von Herrn Hellmann und Hilde Telefonbücher zerreißend. Nach einer Strafpredigt schickt Franz die Burschen in die Konditorei, um Janek beim abendlichen Kirchenchorkränzchen zu helfen. Dort hält der „starke Gast“, Herr Otto, inzwischen eine Art Fitness-Stunde ab, behauptet, er habe bei Herrn Janek das Lokal als regelmäßigen Treff für ihn und seine Körperertüchtigungs-Freunde angemietet. Nachdem Herrn Otto aufgefallen ist, dass er sich in der Adresse geirrt hat, machen Tommy und Burli mit ihm noch einen Besuch bei Franz und Hilla, jetzt beseelt von Plänen für ein Fitnessstudio. Inzwischen demoliert Herr Janek beim Ausparken das Auto von Herrn Hellmann … Gast: Otto Wanz als Herr Otto. Skizziert von Silke Schwinger |
| 242             | 017              | 4. Februar 1989    | Faschingssamstag                            | Faschingstreiben in der Untersteinergasse. Frau Sokol, für die Konditorei als Charlie Chaplin verkleidet, trifft Jausenvorbereitungen, während Hilla und Franz in Hildes Salon eilen, um ihre Domino-Kostüme für eine Abendveranstaltung anzuprobieren. Hilde hat alle Hände voll zu tun – Kurt weilt in Linz –, weil auch Petra und Tommy noch kurzfristig Kostüme suchen, Heinz stößt nach einem kleinen Schlagabtausch mit Frau Sokol und mit Guido im Schlepptau zur Nachmittagsgesellschaft. Herr Hellmann wird von Frau Sokol mit der Jause ebenfalls in den Modesalon geschickt, verkündet dort, dass er nun auch Hausbewohner ist, die leerstehende Wohnung des alten Eibinger übernommen hat. Während er zur Feier des Tages die Faschingsgesellschaft mit Ziehharmonika und Gesang unterhält, berichtet Herr Petermann Frau Sokol begeistert von seinen Erfahrungen als Wiener Würstelstandbesitzer. Als Tommy im Auftrag seiner Großmutter weitere Verpflegung holen soll, sieht Herr Petermann Gelegenheit, sich bei der Familie für ihre Hilfe zu revanchieren. Wenig später versorgt er die Feiernden mit frischen Würsteln aller Art. Und bei Frau Sokol klingelt noch ein Charlie Chaplin, der Storch … Letztes Mal Herr Petermann. Skizziert von Erne Seder |
| 243             | 018              | 11. Februar 1989   | Die Eingeschlossenen                        | Tommy, Petra und Heinz sprechen am Lafitschen Jausentisch über Franz und Hillas Ausflug nach Mariazell und Bertls momentane Leidenschaft für das Bridgespiel. Dr. Zottl stört, hat in seiner Schusseligkeit den für die Lafites entgegengenommenen Expressbrief, in dem Guido Hansis Gesundheitsrezepte verschickt hat, bei der kranken Frau Neuberger vergessen. Plötzlich stellt der Sektionschef fest, dass sein Scheckbuch verschwunden ist, gleichzeitig merkt Tommy, dass Frau Sokol – unterwegs zu ihrer Kusine – die Wohnungstür fest versperrt und alle Schlüssel mitgenommen hat. Nun entsteht bei den Eingeschlossenen leichte Nervosität, werden Ideen besprochen, wie man die Situation lösen könnte. Petra erfährt telefonisch, dass Bertl nicht an der angegebenen Adresse beim Bridge sitzt – wieder Wasser auf die Mühlen des Sektionschefs. Dr. Zottl erweist sich als Retter in der Not, öffnet mit einem Sperrhaken die Wohnungstür, gerät zugleich bei der Gesellschaft in Verdacht, das Scheckbuch gestohlen zu haben. Wenig später kommt Frau Sokol, die ihren Fehler bemerkt hat und erzählt, dass sie Bertl in der Stadt mit einer hübschen Dame gesehen hat. Während der Sektionschef sein Scheckbuch findet, platzt Bertl herein – mit einer ausführlichen Erklärung für seine geänderten Nachmittagspläne, die letztendlich auf die Verpflichtung einer berühmten russischen Opernsängerin hinausläuft … Skizziert von Fritz Eckhardt |
| 244             | 019              | 18. Februar 1989   | Verwicklungen – Verwirrungen                | Bertl und Frau Kronstein treffen sich in der Konditorei, um geschäftliche Dinge betreffend Sentas Anteilen an den Agenturerlösen und Stefans Engagement zu besprechen. Birgit erwartet Gäste, Franz, Guido und Herrn Hellmann, gerät mit Stefan in Streit, weil das Geld an allen Ecken und Enden fehlt. Als Herr Hellmann mit seiner Trompete in der Konditorei Station macht, hält ihn Frau Kronstein irrtümlich für Stefan, eine Verwechslung, die Stefan mit dem Hausbesitzer aneinandergeraten lässt, Herr Janek kann nur mit Mühe schlichten. Während Guido den Storch tröstet, bespricht der hingerissene Sektionschef in der Küche mit Frau Kronstein die Situation zwischen ihm und Bertl, lädt die Dame auf ein kleines Abendessen ein. Stefan und Herr Hellmann versöhnen sich wieder, ohne dass Stefan ahnt, mit wem er es wirklich zu tun hat. Deshalb ist der Schock umso größer, als der Hausbesitzer wenig später zum vereinbarten Kaffeeklatsch erscheint … Skizziert von Annemarie Meister |
| 245             | 020              | 25. Februar 1989   | Einmischung verbeten!                       | Guggi Valerian lernt bei der Anprobe in Hildes Salon den Text für ihre erste ernste Sprechrolle in einem modernen Beziehungsstück. Hilde telefoniert Kurt hinterher, während der mürrische Sektionschef Hilla in der Küche seine vielfältigen Kümmernisse klagt und schließlich seine Laune an Guido und in einer harten Auseinandersetzung an Bertl Strahler auslässt. Guido und Tommy helfen im Salon Guggi beim Textlernen, während herauskommt, dass sich Kurt in einem Spielsalon herumtreibt – eine Tatsache, die Franz erst recht in Rage versetzt und zu einem weiteren Streit, diesmal mit Hilde führt. Hilla versucht Bertl, die Situation mit dem Sektionschef zu erklären, bevor sie sich ebenfalls in den Salon begeben. Dort blamiert sich der Sektionschef, als er eine Spielszene mit Frau Valerian in die Wirklichkeit und auf Bertl umlegt – eine Peinlichkeit, die Franz und seiner unaufhörlichen Einmischerei einen herben Dämpfer versetzt. Doch letztendlich will die Familie nicht auf den guten Rat des Patriarchen verzichten … Skizziert von Silke Schwinger |
| 246             | 021              | 4. März 1989       | Kinderkrankheiten                           | Ruhiger Nachmittag in der Untersteinergasse. Franz und Guido erwarten im Arbeitszimmer einen Anruf von Elfi und Niki aus New York, Hilla ist mit Otti im Salon Hilde, um die Kleider für die Hochzeit zu besprechen, Frau Sokol hat einen Kirschstrudel gebacken, der vom kurzsichtigen Sektionschef irrtümlich gesalzen anstatt gezuckert wird. Birgits Kinder haben die Masern, was den hypochondrischen Stefan fast überschnappen lässt. Auch Frau Sokol überlegt, ob sie diese Kinderkrankheit schon hatte, versucht ihre Tante zu erreichen, verunsichert damit auch den Sektionschef und seinen Bruder, die Rat in einer alten Familienchronik suchen. Hilla und die verkühlte Otti unterstützen Birgit und weisen den hysterischen Stefan in seine Schranken, bis er schließlich die Flucht ergreift. Franz und Guido geraten sich bei ihren Familienreminiszenzen kurz in die Haare, bevor der erwartete Anruf aus Übersee eintrifft … Skizziert von Erne Seder |
| 247             | 022              | 11. März 1989      | Fluch oder Segen?                           | Franz und Hilla bereiten sich auf einen Gala-Abend mit Buffet und Kammermusik vor, während Frau Sokol versucht, den neuen Geschirrspüler in Gang zu setzen, der am Montag unter größerem Aufwand eingebaut werden soll. Tommy, der selber eine Abspülerin sucht, ist dabei wenig Hilfe, macht dann den Großeltern zur Jause seine Aufwartung. Guido kommt dazu, der wie Otti ebenfalls an der abendlichen Festlichkeit teilnimmt. Für die Otti bedeutet dieser Abend etwas Besonderes, eine Art Feuerprobe, um ihr altjüngferliches Verhalten und ihre böhmische Zurückhaltung endlich etwas abzulegen, sich elegant und weltgewandt zu zeigen – die Familie versucht ihr dabei so gut es geht beizustehen. Heinz, der die Herrschaften zur Feierlichkeit chauffieren soll, platzt mit nassen Füssen und einer Hiobsbotschaft in die Jausengesellschaft. Ein Wasserrohrbruch hat die Untersteinergasse lahmgelegt, was bedeutet, dass der Festbesuch buchstäblich ins Wasser fallen dürfte. Frau Sokol hat die liebe Not mit der modernen Technik der Spülmaschine, die auch eine Textkassette beinhaltet. Dadurch überhört sie auch den um Hilfe rufenden Tommy, der im Lift feststeckt … Skizziert von Erne Seder |
| 248             | 023              | 18. März 1989      | Hochzeit mit Hindernissen                   | Hochzeitstag von Otti und Edi. Während Franz und Hilla streiten, weil ihr Geschenk, wertvolle Brillantohrringe, unauffindbar ist, wartet die Festgesellschaft – Kurt, Hilde, Guido, Tommy und Burli – in der Konditorei auf das glückliche Paar, das vom Standesamt noch zum Fotografen gefahren ist. Kurt überrascht mit einem übertrieben großzügigen Präsent, einer Ledercouch, die anderen Gäste, die sich schließlich nach und nach ebenfalls an dem teuren Stück beteiligen, zuletzt auch der Sektionschef. Hilla wird bei der Suche nach den Ohrringen von einem unerwarteten Gast gestört, einem gerade in Wien angekommenen Landsmann der Otti, Pavel Nemecek, der von der Hochzeit nichts ahnt und auf der Suche nach seiner alten Liebe Otti der Frau Sektionschef sein Herz ausschüttet. Otti, die um bequemere Schuhe bitten will, beobachtet den Gast durch die Durchreiche, kann, nachdem Pavel zu einem tschechischen Freund gegangen ist, die besorgte Hilla beruhigen – ihre Leidenschaft für den schwerblütigen Tschechen ist vorbei. Nachdem sich die Ohrringe einfinden und der Sektionschef eine interessante Entdeckung über Kurts Geschenk macht, kann die private Hochzeitsfeier endlich beginnen … Erstes Mal Pavel Nemecek. Skizziert von Annemarie Meister |
| 249             | 024              | 25. März 1989      | Die Osterjause                              | Die frischvermählten Otti und Edi laden die 'liebe Familie' samt Anhang zur Osterjause in die Konditorei. Den Sektionschef ärgert, dass das traditionelle österliche Familientreffen nicht in der Wohnung stattfindet, er schaltet endgültig auf stur, als er erfährt, dass Kurt die Festlichkeit bezahlen will. Schließlich geht Hilla allein und enttäuscht in das Café, in dem sich bereits Guido, Heinz und Herr Hellmann versammelt haben. Zunächst versuchen Heinz und Herr Hellmann, den Sektionschef umzustimmen, werden vom alten Fuchs aber mit ihren eigenen Waffen geschlagen und auch Otti und Edis Versuch ist nicht von Erfolg gekrönt. Kurti will den Schwager mit psychologischen Tricks überreden, aber da ist Franz schon bereit, seine Sturheit abzulegen und nachzugeben. Nachdem er sich bei seiner Frau entschuldigt hat, steht dem gemütlichen Beisammensein nichts mehr im Wege … Skizziert von Silke Schwinger |
| 250             | 025              | 8. April 1989      | Hausgeschichten                             | Hilla hat das Wohnzimmer in der vergangenen Nacht – und während der Abwesenheit des Sektionschefs – zu einem Übernachtungsraum für ein paar junge Kommilitonen umfunktioniert, mit denen sie bis in die Nacht gelernt hat. Otti platzt in das chaotische Matratzenlager, aufgelöst, weil Edi die Eingangstür des Cafés demoliert hat und nun unterwegs ist, um einen Handwerker aufzutreiben, wenig später führt Guido den nach einem Absturz mit dem Lift derangierten und von ihm geretteten Heinz herein. Herr Hellmann ist nervös, weil sich sein strenger und vom Onkel verpflichteter Hausverwalter Janowsky angemeldet hat, sucht Schützenhilfe bei Hilla. Der Hauswalter ist entsetzt angesichts der chaotischen Verhältnisse im Haus, kracht erst mit der Otti wegen der eingeschlagenen Tür zusammen, stürmt dann bei Hilla herein – geladen wegen des kaputten Liftes und dem chaotischen Anblick im Wohnzimmer. Hilla weist ihn selbstbewusst in seine Schranken, obwohl der klatschnasse Tommy der Versammlung offenbart, dass er gerade sein Badezimmer überschwemmt hat. Zur allgemeinen Überraschung steht plötzlich der Sektionschef, der seinen Besuch vorzeitig beendet hat, im Zimmer. Während Hilla ihrem Mann die Situation schildert, versuchen Hellmann und Janowsky, die Catétür zu reparieren … Erstes Mal Hausverwalter Janowsky. Skizziert von Silke Schwinger |
| 251             | 026              | 15. April 1989     | Die Liebe siegt                             | Guido erfährt am Jausentisch von Hilla und Franz ihre Umdisponierungen für die Sommerferien, die nötig sind, weil Hilla wegen einer misslungenen Prüfung bis Ende Juni zur Uni gehen muss. Stefan und Birgit turteln in der Konditorei, die gemeinsamen ausgiebigen Abendpläne des Storchs behagen ihrem Gemahl aber gar nicht – Stefan könnte nämlich zur „Wahl der Miss Ö3“ gehen, sucht nun mit Hilfe des Heinz' eine Ausrede. Petra, die die Babysitter-Dienste bei Birgit übernommen hat, erneuert am Jausentisch die letztjährige Einladung in Bertls Haus in der Toskana, die der Sektionschef diesmal überraschend für sich allein annimmt. Stefan macht anhand eines in der Konditorei gefundenen Liebesbriefes Birgit eine dramatische Szene – allerdings nicht aus Berechnung, sondern aus wirklicher Eifersucht. Guido redet Franz wegen seiner egoistischen Sommerpläne ins Gewissen, während Birgit Petra und Hilla weinend ihr Herz ausschüttet. Hilla erkennt schnell, dass den Liebesbrief in Wirklichkeit Pavel an die Otti geschrieben hat. Die Frau Sektionschef rettet mit Gelassenheit und Durchblick die Situation, verschafft Birgit und Stefan einen trauten Abend zu zweit und redet der verwirrten Otti ins Gewissen. Und was die sommerlichen Urlaubspläne zwischen Attersee und Toskana betrifft, zeigt der Sektionschef Größe … Skizziert von Annemarie Meister |
| 252             | 027              | 22. April 1989     | Urlaubspläne                                | Hilla und Franz besprechen beim Kaffee Urlaubspläne, die dieses Jahr u. a. nach Stockholm führen könnten. In der Konditorei hält der vielseitige Dr. Zottl, momentan als Reiseveranstalter tätig, eine Beratungsrunde, versucht Herrn Janek und Frau Sokol exotische Fernreisen aufzuschwatzen. Petra ist besorgt über das Verhalten der Otti, die Geld benötigt und deshalb ein wertvolles Schmuckstück aus Familienbesitz verkaufen will. Franz, Hilla und Guido rätseln über die wahren Gründe, Birgit kommt dazu, mit einem Sackerl Samentüten, die die Otti bei Herrn Petermann liegen hat lassen, beklagt sich über Stefans kostspielige Reisepläne. Otti – von einem Stadtbummel zurück – erklärt den versammelten Lafites den Grund für ihre Heimlichtuerei: sie möchte den Schrebergarten des alten Wewerka auf Leibrente übernehmen, um sich ein gemütliches Sommerdomizil zu schaffen – eine Idee, die der ganzen Familie gefällt und die auch finanziell keine großen Schwierigkeiten bereiten dürfte … Gast: Hubert Tscheppe als Herr Steinbeißer. Skizziert von Erne Seder |
| 253             | 028              | 29. April 1989     | Die Mieterversammlung                       | Herr Janek und Frau Sokol treffen in der Konditorei Vorbereitungen für eine Mieterversammlung, wobei Janek immer nervöser wird, da der Tapezierer die aufgemöbelten Konditoreisessel noch nicht geliefert hat. Dr. Reithofer bespricht mit dem Sektionschef in Abwesenheit der Hilla dessen Werte, was zu Missverständnissen führt, da der Doktor zunächst von einem Computervirus spricht, der seine Dateien zerstört hat. Während Herr Janowsky gewohnt bärbeißig Frau Sokol besucht, suchen Janek und Hilde Rat beim Franz. Hilde schildert verzagt, dass Kurti das Geld für die letzten vier Monatsmieten verplempert hat, Franz verspricht Hilfe. Janek wird inzwischen von Dr. Reithofer behandelt, während Frau Sokol Entwarnung wegen der Sessel geben kann. In der Konditorei treffen erste Mieter ein: Birgit, Frl. Fuchs, die lange in Tirol bei ihrer Schwester war, schließlich der Sektionschef und Dr. Reithofer. Herr Hellmann und Verwalter Janowsky eröffnen die Sitzung, Hauptthema einmal mehr der altersschwache Lift … Letztes Mal Frl. Fuchs. Skizziert von Erne Seder |
| 254             | 001              | 30. September 1989 | Schwierigkeiten                             | Zu Beginn der neuen Saison nimmt Franz gleich Kurti ins Gebet, verlangt von ihm die vor dem Sommer geliehenen 20.000 Schilling zurück. Tommy, seit einem Monat in der Anwaltskanzlei Haidenreich angestellt, leiht sich vom Opa das Auto, um seine Arbeitskollegin Alexandra auszuführen. Diese spricht wenig später beim Sektionschef vor, bringt Akten mit, die der nachlässige Tommy über das Wochenende abarbeiten soll, berichtet wenig erfreuliches über dessen Arbeitsmoral. Otti gesteht Hilla in der Konditorei, dass sie sich im Café Zwirscherl mit Pavel verabredet hat und plant, ihn als Kellner in der Konditorei zu beschäftigen. Bevor sie sich auf den Weg machen kann, halten sie Heinz und einige Konditoreigäste auf, schließlich auch Kurt, der Herrn Hellmann in blumigen Worten von seinem neuesten Projekt, der Wundertextilie Biotex vorschwärmt – so gekonnt, dass sich der Hausbesitzer gleich mit einigen tausend Schilling beteiligt. Das Geld kommt Kurt gerade recht, um beim Franz einen Teil seiner Schulden abzutragen. Otti bittet Heinz, Pavel im Zwirscherl eine Nachricht zu überbringen, während Tommy eine Strafpredigt von seinen Großeltern erhält. Letztendlich findet er aber doch Trost bei seiner Arbeitskollegin … Erstes Mal Alexandra Tischler. Im Abspann nicht genannt: Gregor Seberg als Konditoreigast. Skizziert von Annemarie Meister |
| 255             | 002              | 7. Oktober 1989    | Rendezvous im Salon                         | Hilla und Hilde halten im Salon Kaffeeklatsch, der aufgekratzte Tommy platzt herein und kündigt eine elegante Arbeitskollegin zur Anprobe an. Edi quält die Eifersucht wegen Otti und Pavel, durch eingenommene Beruhigungsmittel schläft der Konditor auf Hildes Couch schließlich ein. Guido unterhält sich mit Franz in der Küche über dessen Disziplinierungsmaßnahmen zur Stärkung von Tommys Arbeitsmoral, während im Salon der charmante Dr. „Beau“ Haidenreich seine Aufwartung macht, zu Tommys Entsetzen die Kollegin ebenfalls als Kundin ankündigt. Als der Anwalt im Arbeitszimmer nach Stoffen sieht, taucht plötzlich Kurt auf, der sich dort vor dem Sektionschef versteckt hält. Gewohnt redegewandt klagt er Dr. Haidenreich seine Sorgen mit dem Schwager, der kurz darauf mit Guido dazukommt. Franz und der Anwalt verstehen sich auf Anhieb, während sich Tommy weiter zum Narren macht, besonders, als die angekündigte Madeleine endlich erscheint … Erstes Mal Dr. Haidenreich. Gast: Christina Madeleine Skizziert von Silke Schwinger |
| 256             | 003              | 14. Oktober 1989   | Der neue Lehrling                           | Hilla sortiert mit Franz im Wohnzimmer Kleidung, die als Spende Flüchtlingen zukommen soll, während Frau Sokol im Auftrag des Sektionschefs eine diätetische Linzertorte anfertigen muss. Bei Herrn Janek in der Konditorei spricht ein junger Mann in eigenwilligem Outfit vor, Bernie Müller, Sohn eines Freundes des Zuckerbäckers, der als Nachfolger der Ursel Konditorlehrling werden möchte. Frau Sokol steuert Bettwäsche, Guido Kleidung, Heinz Brettspiele für die Ost-Flüchtlinge bei. Janek sucht wegen des Lehrlings Rat bei seinen Teilhabern, der Sektionschef führt gleich ein längeres Grundsatzgespräch mit Bernie. Der Storch ist traurig, weil sie an ihrem Geburtstag allein ist, wird von Frau Sokol und den Herren dementsprechend herzlich empfangen und gefeiert … Erstes Mal Bernie Müller. Skizziert von Erne Seder |
| 257             | 004              | 21. Oktober 1989   | Ein ruhiger Nachmittag                      | Franz und Hillas Vorfreude auf einen ruhigen Jausennachmittag wird schnell zunichtegemacht: Guido stürmt herein, aufgebracht nach einem heftigen Streit mit der Hansi, die es verrückt findet, dass er in seinem Alter eine Indienreise machen möchte. Bei Frau Sokol, die an einem schweren Hexenschuss leidet, macht Pavel Nemecek seine Aufwartung, seit neuestem als Untermieter bei Frl. Fuchs ebenfalls Hausbewohner. Nächster Gast ist Tommy, der in seiner Eigenschaft als Volontär bei Dr. Haidenreich schlechte Nachrichten wegen Kurti bringt – Hillas Bruder droht Gefängnis, wenn er nicht bis Montag 50.000 Schilling an einen von ihnen vertretenen Gläubiger bezahlt. Das sorgt für einen heftigen Krach zwischen Franz, Hilla und der dazugerufenen Hilde. Während Guido und Hansi telefonisch ihren Streit beilegen und Guido seinen Urlaubsplan aufgibt, erweist sich Herr Hellmann in Sachen Kurt als Retter in der Not: er übergibt die benötigte Summe – Anteil an einem Geschäft – dem Tommy. Und Pavel unterzieht Frau Sokol einer böhmischen Rosskur, die sie von ihren Rückenschmerzen befreit … Skizziert von Fritz Eckhardt |
| 258             | 005              | 28. Oktober 1989   | Grippe und andere Leiden                    | Hilla muss mit einer leichten Grippe das Bett hüten, weshalb der Sektionschef die für diesen Nachmittag geplante größere Familienjause absagen möchte. Frau Sokol eilt zwischen Vorbereitungen und Krankenbett hin und her, während nach und nach Gäste eintrudeln: Guido, Herr Hellmann, Tommy mit seiner neuen Freundin, Arbeitskollegin Alexandra. Tommy packt die Eifersucht, da sich Alexandra und Hellmann von früher zu kennen scheinen und sehr vertraut miteinander umgehen. Heinz redet ihm in der Küche ins Gewissen, Otti ruft Franz zu Hilfe, der den verletzten Janek verarzten soll. Während sich Tommys Befürchtungen bald zerstreuen, macht sich Hilla Gedanken über die Geschäfte zwischen ihrem Bruder und Herrn Hellmann. Der Hausbesitzer kann in einem Gespräch mit Franz diese Zweifel zerstreuen – scheinbar ist Kurts Biotex-Handel ein großer Erfolg und Kurt ein reicher Mann. Otti und Guido leisten der nun zur Ruhe gekommenen Hilla noch ein wenig Gesellschaft … Skizziert von Annemarie Meister |
| 259             | 006              | 4. November 1989   | Zustände und Umstände                       | Frau Sokol laboriert immer noch an ihrem Hexenschuss, gerät mit dem Sektionschef aneinander, der in Ruhe arbeiten will. Pavel hat sich im Bademantel ausgesperrt und kann Frl. Fuchs nicht erreichen, wird von Stefan aufgenommen, der gerade von einer einwöchigen Innsbruck-Tour zurückkommt und dessen neuester Spleen die Bhagwan-Lehre von Glück, Liebe und Brüderlichkeit ist. Petra und Bertl kommen dazu, nachdem bei den Lafites niemand geöffnet hat, bringen freudige Nachricht: Petra ist schwanger. Guido besucht Frau Sokol auf einen gemütlichen Küchenplausch, Franz entdeckt an der Wohnungstür eine Nachricht von Petra und Bertl, legt, nachdem er die frohe Nachricht gehört hat, plötzlich alle Reserviertheit und Ablehnung Bertl gegenüber ab und nimmt ihn in die Familie auf. Petra dagegen ist schnell genervt von der Überfürsorge von Ehemann und Großvater … Skizziert von Silke Schwinger |
| 260             | 007              | 11. November 1989  | Die Mansarde                                | Hilla will ein Buch über ihre Erfahrungen als Seniorenstudentin schreiben, hat bereits einen Verleger gefunden und einen Vorvertrag unterschrieben. Als Rückzugs- und Arbeitsrefugium hat ihr Hausbesitzer Hellmann das leerstehende Mansardenzimmer versprochen, nun bespricht die gnädige Frau mit Herrn Janowsky letzte Details und bittet Birgit wegen deren Erfahrung als Innenarchitektin, den notwendigen Umbau zu planen. Bernie schmeißt mit Müh und Not und zu Frau Sokols Schrecken allein die Konditorei, weil Janek zum Zahnarzt und Otti in ihren Schrebergarten musste. Während Frau Sokol in der Konditorei Vorbereitungen für eine abendliche Party trifft, zu der Hilla anlässlich ihres Vorhabens einlädt, erhält sie Besuch vom Sektionschef und Heinz, beide ahnungslos. Herr Janowsky bittet Silvio Nowak, Neffe und Hausmeister-Nachfolger seiner Onkel, die bislang als Rumpelkammer dienende Mansarde auszuräumen und sich des altersschwachen Lifts anzunehmen. Kurti, durch seinen geschäftlichen Erfolg mit Biotex plötzlich ein wohlhabender Mann, zahlt beim Franz auf einen Schlag alle Schulden, wird dann Zeuge, wie dieser von den weitgediehenen literarischen Plänen seiner Frau erfährt – ein Vorhaben, das den Sektionschef explodieren lässt. Kurti erklärt sich bereit, alle Umbaupläne Birgits großzügig zu finanzieren … Erstes Mal Silvio Nowak. Skizziert von Erne Seder |
| 261             | 008              | 18. November 1989  | Gemischte Gefühle                           | Hilla leiht sich vom Franz ein paar Lexika, beide stöbern in alten Kochbüchern, die in der Mansarde gelagert waren und die der Sektionschef Frau Sokol gibt, um ihren kulinarischen Horizont zu erweitern. Frau Sokol rächt sich raffiniert, in dem sie ihrem Chef im Laufe des Nachmittags Rezepte aus einem „Kochbuch der Hexen im Mittelalter“ vorschlägt. Otti erzählt Edi, dass sie den Storch gestern mit einem attraktiven Mann bei einem vertrauten Mittagessen gesehen hat. Birgit, mitten im Mansardenumbau, gesteht Frau Sokol, dass dieses Essen mit Hausbesitzer Hellmann harmlos war, ein Typ wie Dr. Haidenreich ihr eher gefährlich werden könnte. Bernie schmeißt Otti eine Buttercremetorte auf die Füße, bevor diese wegen ihrer Beobachtung Rat beim Franz sucht, der ihr gegen ihre Erkältung Glühwein verabreicht. Nach einem vertraulichen Gespräch mit Herrn Hellmann am Jausentisch kann der Sektionschef bezüglich Birgit Entwarnung geben. Heinz, mit einem Bürostuhl für Hilla im Gepäck, erfährt von Frau Sokol den aktuellen Klatsch, nimmt irrtümlich an, Birgits „Leidenschaft“ gelte ihm. Das führt zu einer peinlichen Annäherung in der Konditorei, die Bernie mit seinen beiden linken Händen abrupt unterbricht … Skizziert von Erne Seder |
| 262             | 009              | 25. November 1989  | Die verflixte Technik                       | Burli arbeitet neuerdings als Vertreter für Elektrogeräte, versucht mit wenig Erfolg Frau Sokol eine Mikrowelle und dem Sektionschef eine elektrische Schreibmaschine aufzuschwatzen. Franz ist der Name eines Schulfreundes entfallen, dem er einen Brief schreiben müsste, Guido erzählt Franz und Hilla, dass die Hansi nach einem Schwächeanfall im Krankenhaus liegt, ist erzürnt, dass man ihm keine Auskunft über ihr Befinden gibt. Ein Ingenieur Hrematka läutet, Angestellter einer Baufirma, die im Auftrag der Gemeinde Wien gerade einen Wasserrohrbruch in einem Nachbarhaus repariert und nun vom Sektionschef den Haftungsverzicht für eventuell verursachte Schäden unterschrieben haben möchte. Kaum ist der Polier, der behauptet, von irgendwoher Frau Sokol zu kennen, ohne Unterschrift gegangen, fällt der Strom aus, in der Dunkelheit zerschlägt Guido eine Vase und holt sich Frau Sokol am Kuchenkastl ein blaues Auge. Nachdem es wieder Licht wird, kann Guido Entwarnung wegen der Hansi geben, kriegt Burli via Funkgerät seine Kündigung und Ingenieur Hrematka verkündet das Ende der Reparaturarbeiten. Außerdem ist ihm eingefallen, dass er Frau Sokol von Fotos kennt, die er bei Herrn Herbert gesehen hat, gibt zudem dem Sektionschef Anstoß, damit dem der Name seines Schulfreundes einfällt, hält schließlich eine flammende Verteidigungsrede über die Vorteile der modernen Technik … Als Adresse wird Untersteinerstraße 17 genannt. Gast: Ossy Kolmann als Ingenieur Hrematka. Skizziert von Fritz Eckhardt |
| 263             | 010              | 2. Dezember 1989   | Niemand ist perfekt!                        | Pavel Nemecek sucht Unterschlupf in der Konditorei, nachdem in der Wohnung von Frl. Fuchs die Heizung ausgefallen ist. Doch weder Herr Janek noch Frau Sokol sehen gern, dass er dort seine Krautfleckerl verzehrt. Hilla ist nervös wegen eines geplanten Zeitungsinterviews über ihre Schriftstellerpläne, doch weder Otti noch Guido sind wirklich eine Hilfe, zumal Tommy hereinplatzt, aufgebracht, weil ihn Dr. Haidenreich gestern vor versammelter Mannschaft abgekanzelt hat. Zur gleichen Zeit stolpert der sonst so elegante, gut gekleidete Rechtsanwalt in die Konditorei, schmutzstarrend von der Suche nach seinem Autoschlüssel im Kanalschacht. Haidenreich, auf dem Weg, sich bei Tommy zu entschuldigen, schildert den Anwesenden in blumigen Worten sein Missgeschick. Als Otti und Tommy dazukommen, ist der Anwalt vom großzügig verabreichten Cognac bereits ausgesprochen beschwipst und wird immer ausgelassener. Während sich Tommy seines zerknirscht-betrunkenen Chefs annimmt, ärgert sich Otti über die plötzlich aufkommende Freundschaft zwischen Pavel und Edi. Und Frau Sokol hilft Hilla patent bei deren Sorgen wegen des Interviews … Skizziert von Silke Schwinger |
| 264             | 011              | 9. Dezember 1989   | Klopfgeister                                | Otti strickt für Franz eine Weste, sucht ein Anprobe-Modell, während Hilla und Franz über Weihnachtsgeschenke beraten. In der Konditorei erscheint die schlecht gelaunte Frau Neuberger, giftet Otti an und wärmt mit Janek alte Untermieter-Erinnerungen auf. Während sie sich auf Kaffee und Kuchen einladen lässt, berichtet Herr Janowsky von Beschwerden über morgendliche Lärmbelästigung durch die Konditorei. Der Hausverwalter laboriert an Magenschmerzen und wird von Janek einer Behandlung mit Frau Sokols Nussernem unterzogen. Birgit erzählt Frau Sokol von den Fortschritten beim Mansardenumbau, Tommy leistet den Großeltern Gesellschaft, die sich über seine positiven Erfahrungen mit Dr. Haidenreich freuen und bei der Geschenkeplanung helfen lassen. Frau Neuberger kommt dazu, hat geheimnisvolle nächtliche Geräusche aus der Mansarde gehört, die sie als Klopfgeister interpretiert. Birgit kann die Gespenster erklären, während sich Frau Sokol des betrunkenen Hausverwalters annimmt … Skizziert von Erne Seder |
| 265             | 012              | 16. Dezember 1989  | Der vervielfältigte Liebhaber               | Frau Sokol ist weinerlich und durcheinander, macht dem Sektionschef gegenüber aber nur kryptische Andeutungen. Heinz wendet sich hilfesuchend an den Franz, erzählt eine verwickelte Geschichte über einen Freund, der ein Verhältnis mit einer verheirateten Frau hat und deren Mann einer Telefonnummer wegen annimmt, Heinz sei dieser Liebhaber. Nun hat sich Heinz mit dem eifersüchtigen Gemahl, einem heißblütigen Italiener namens Capelli, im Café verabredet, als seinen Namen aber den vom Kurt angegeben. Und ausgerechnet Kurt sitzt bei Otti in der Konditorei, ist wegen der Angriffe und Beschuldigungen des Italieners total verwirrt, behauptet in seiner Not schließlich, Otti sei seine Ehefrau. Frau Sokol erzählt dem Sektionschef die Gründe für ihr seltsames Verhalten: sie hat von einer Tante ein Haus in Tirol geerbt, muss aber, um die Erbschaft antreten zu können, ab dem neuen Jahr in diesem Haus leben und deshalb kündigen. Heinz hat ohne Erfolg versucht, Kurt zu warnen, schickt Frau Sokol als Beobachterin in die Konditorei. Während der misstrauische Italiener immer aggressiver wird, instruieren Heinz und der Sektionschef die ahnungslose Hilde, die das turbulente Spiel mitmacht. Kurti merkt durch die Telefonnummer schließlich, dass Heinz hinter der ganzen Affäre steckt und Frau Sokol erhält einen Expressbrief, der die Tiroler Erbschaftsangelegenheit plötzlich hinfällig werden lässt … Gast: Nicola Filippelli als Nicola Capelli. Skizziert von Fritz Eckhardt |
| 266             | 013              | 23. Dezember 1989  | Vorweihnachtsfreuden                        | Weihnachtliche Vorfreude bei den Lafites: Franz und Hilla erwarten Gäste am Heiligen Abend: Guido und Hansi, Tommy und Alexandra sowie Edi, dem sie endlich das Du-Wort angeboten haben und Otti, die sich gleichzeitig um die Verpflegung kümmert, nachdem Frau Sokol in ihrer Erbschaftsangelegenheit nach Tirol fahren musste. Doch Otti und Edi sagen kurzfristig ab: sie haben sich ein neues Auto gekauft und möchten damit über die Feiertage Edis Automechaniker-Verwandtschaft besuchen. Zu Hillas Enttäuschung muss auch Guido, der als Weihnachtsmann verkleidet zur Jausengesellschaft stößt, wegen eines anderen Termins für sich und Hansi absagen. Und auch Tommy und Alexandra können nicht dabei sein, da sie eine kurzfristige Einladung von Herrn Hellmann auf einen Winterurlaub in Davos angenommen haben. Plötzlich allein gelassen besinnen sich Franz und Hilla an frühere, weniger üppige aber dennoch glückliche Weihnachtsfeste, werden vom besorgten Herr Hellmann auf der Suche nach Tommy und Alexandra gestört. Er muss ihre Urlaubsreise wegen der Wetterverhältnisse absagen, wird von Hilla und Franz eingeladen, mit ihnen Weihnachten zu feiern. Guido merkt nach einem Telefonat mit Hansi, dass sie morgen doch Zeit haben und ein Lastwagen, der das parkende neue Gefährt Edis demoliert, sorgt dafür, dass auch Otti und Edi wieder frei sind für die Lafitsche Weihnachtsfeier … Skizziert von Fritz Eckhardt |
| 267             | 014              | 6. Jänner 1990     | Paare                                       | Heinz hat mit Eva ein romantisches Treffen in der Konditorei vereinbart, muss vorher bei den Lafites eine Vase für seine Blumen leihen. Der Sektionschef ist in geladener Stimmung, streitet mit Hilla und Guido, während Heinz Hellmann der allein wartenden Eva charmant seine Aufwartung macht, bald dabei von Dr. Haidenreich Konkurrenz bekommt. Heinz sucht am Jausentisch bei Franz und Hilla Rat in Ehe- und Beziehungsdingen, klagt über die Langeweile in seiner Partnerschaft, wird von Otti telefonisch aufgescheucht, der die intime Balzerei der beiden um Eva suspekt erscheint. Nachdem die Herren die Fronten geklärt haben und sich Hellmann und Haidenreich in trauter Zweisamkeit und nach getaner Beziehungstherapie verabschieden, führen Heinz und Eva ein klärendes Gespräch, während Dr. Haidenreich Franz und Hilla noch einen Dreikönigsbesuch abstattet … Skizziert von Silke Schwinger |
| 268             | 015              | 13. Jänner 1990    | Begegnungen der dritten Art                 | Franz hört im Wohnzimmer Musik, während Birgit bei Frau Sokol die Jause für Hilla holt, die in Ruhe in der fertiggestellten Mansarde arbeiten will. Otti ist in melancholischer Stimmung, will mehr als Gäste bedienen und Torten backen, am liebsten in die Weiten des Weltraums, stößt damit bei Edi auf taube Ohren. Während Konditoreigast Dr. Zottl verständnisvoller reagiert, sucht Hilde Hilfe beim Sektionschef: die für einen wichtigen Auftrag benötigte Schneiderpuppe hängt beim Zoll und Kurt ist in Salzburg nicht zu erreichen. Silvio bittet Frau Sokol, ihm das Nachtmahl aufzuwärmen, da in seiner Wohnung der Strom abgestellt wurde – der auf Entzug befindliche Franzi-Onkel ist die Rechnung schuldig geblieben. Im Gegenzug erledigt der Hausmeister einige kleine Reparaturarbeiten. Hilde gerät in Verzückung, als sie Silvio sieht – mit seiner Figur ist er die ideale „Schneiderpuppe“ für ihren Auftrag. Edi setzt den penetranten Dr. Zottl vor die Tür, während Herr Hellmann mit einem süßen Hund beim Sektionschef vorstellig wird, der für ein paar Tage ein Herrchen sucht … Skizziert von Erne Seder |
| 269             | 016              | 20. Jänner 1990    | Der häusliche Frieden                       | Hilla gerät mit Franz in Streit, dessen Urteil über eine Figur ihres Buches ihr viel zu heftig erscheint, flüchtet schließlich entnervt in die Mansarde. Guido langweilt Franz mit seinen Erzählungen von der Hansi, während Otti Frau Sokol in der Konditorei ihre Sorgen wegen des seltsamen Verhaltens ihres Mannes – zwischen himmelhoch jauchzend und zu Tode betrübt – schildert. Petra hat sich mit dem Bertl zerkracht, klagt bei Franz und Guido über dessen ewige Bevormundung, Tommy sorgt durch einen kleinen Trick für die Versöhnung. Edi gesteht Otti den Grund für seine Unruhe: er fühlt sich von einem schwarz gekleideten Mann mit Bart verfolgt. Dieser taucht wenig später bei Frau Sokol auf, gibt sich als Revierinspektor Binkl aus und hat den Zuckerbäcker in Verdacht, ein langgesuchter Heiratsschwindler zu sein. Frau Sokol klärt kurzerhand diese Affäre bei einer Konfrontation der Protagonisten in der Konditorei, bei der sich schnell Janeks Unschuld herausstellt, während Hilla reumütig aus der Mansarde zurückkehrt … Gast: Robert Werner als Revierinspektor Binkl. Skizziert von Fritz Eckhardt |
| 270             | 017              | 27. Jänner 1990    | Der neue Verehrer                           | Hilla hat unvorsichtigerweise Guido versprochen, er werde Taufpate des Kindes von Bertl und Petra, obwohl die Familie bereits beschlossen hatte, Tommy diese Ehre zukommen zu lassen. Nun bittet sie ihren Mann um Hilfe, der jedoch bei einem Kurzbesuch des Guido kaum zu Wort kommt und auch keine rechte Freude mit dieser Planänderung hat. In der Konditorei macht Pavel Edi seine Aufwartung, verrät ihm, dass er immer mehr Sympathien für Frau Sokol empfindet. Petra und Bertl besuchen Hilla und Franz zum Kaffee, teilen ihren Beschluss mit, die Entbindung lieber in Hamburg vorzunehmen, während Guido und Tommy in der Konditorei im Gespräch merken, dass ihnen beiden die Patenschaft versprochen wurde. Doch Petra und Bertl können Entwarnung geben – aller Wahrscheinlichkeit nach bekommt Petra nämlich Zwillinge. Nach anfänglichem Zieren erklärt sich Frau Sokol bereit, mit Pavel den Abend zu verbringen … Die Idee der Zwillingsgeburt wurde später nicht mehr weitergeführt. Skizziert von Annemarie Meister |
| 271             | 018              | 3. Februar 1990    | Krisen und Träume                           | Hilde erwartet Guggi Valerian zur Anprobe, wird von Frau Neuberger gestört, die alle mit ihren bissigen Bemerkungen vor den Kopf stößt. Franz, Hilla und Guido sitzen in der Küche, geflüchtet vom beißenden Putzmittelgestank, den Frau Sokols Frühjahrsputz im Wohnzimmer hinterlassen hat. Hausmeister Silvio läutet mit einer beunruhigenden Meldung: er hat im Haus Gasgeruch festgestellt, den Haupthahn abgedreht und die zuständigen Stellen informiert, laut denen eine Hausevakuierung nicht erforderlich ist. Nachdem Silvio damit auch Hilde und ihre Besucher, zu denen jetzt auch Tommy gehört, erschreckt, entsteht ein Gespräch über verpasste Chancen und unerfüllte Träume im Leben. Einer dieser Träume Tommys ist, richtig tanzen zu können. Der ungeschickte Silvio verwirrt den Sektionschef mit seiner Meldung, dass die Gefahr gebannt und es sich nicht um Gas-, sondern Kanalgerüche gehandelt hat. Während Hilde der versöhnlichen Frau Neuberger Stoffe zeigt, stolpern Franz und Hilla in die Tanzstunde, die Guggi Tommy gibt … Skizziert von Silke Schwinger |
| 272             | 019              | 10. Februar 1990   | und s'ist alles nicht wahr                  | Edi gesteht Otti, dass er für seinen alten Schulfreund Mattuschek eine Bürgschaft über 500.000 Schilling übernommen hat – am Montag läuft nun die Frist ab und er kann den Geschäftsmann nicht erreichen. Guido und Tommy stören Frau Sokol in Abwesenheit der Herrschaften beim Wohnungsputz. Tommy erzählt eine abenteuerliche Geschichte über Heinz, der die vergangene Nacht im Gefängnis verbracht haben soll, nachdem er in eine Rauferei verwickelt war. In der Konditorei erscheint ein gewisser Herr Mraz, der Interesse zeigt, das Lokal für zwei Millionen Schilling zu kaufen. Während Mraz Frau Sokol und Guido ebenfalls sein Angebot unterbreitet, versucht Tommy bei Eva Schadensbegrenzung wegen des nächtlichen Vorfalls mit Heinz’, verstrickt sich dabei aber in eine komplizierte Lügengeschichte. Heinz kommt in die Konditorei und gesteht seiner Freundin offenherzig und raffiniert die Wahrheit. Ein Krankenpfleger sucht Herrn Mraz, der aus der Psychiatrie entsprungen ist und sich widerstandslos mitnehmen lässt, während Edi einen Anruf von seinem Schulfreund erhält … Gäste: Hannes Thanheiser als Josef Maria Mraz, Hubert Tscheppe als Krankenpfleger. Skizziert von Fritz Eckhardt |
| 273             | 020              | 17. Februar 1990   | Ahnenforschung                              | Hilla möbelt eine alte Strickjacke auf, die sie in der Mansarde tragen will, während Franz in Familiendokumenten stöbert, weil er von einer Familie Lafite aus Meißen einen Brief erhalten hat. Frau Sokol kümmert sich um die Konditorei, erhält von Heinz Kriminalromane und gibt Otti telefonisch Kochrezepte für die tschechische Verwandtschaft durch. Hilla bittet Storch um Hilfe in der Mansarde, während Guido und der vom Treppensteigen erschlagene Heinz mit der Jause eintreffen. Pavel gibt Frau Sokol in der Konditorei Klassiker-Unterricht anhand von ‚Wilhelm Tell‘, während sich Guido und besonders Tommy begeistert zeigen über die mögliche neue Verwandtschaft aus Ostdeutschland. Kurzerhand nehmen sie mit den Leuten telefonisch Kontakt auf und vereinbaren einen Besuch in Wien … Skizziert von Erne Seder |
| 274             | 021              | 24. Februar 1990   | Fasching und Shakespeare                    | Zum Faschingssamstag lädt Heinz Hellmann die Hausparteien auf eine Party in die ‚kleine Konditorei‘. Als Torero kostümiert macht er den Lafites und Guido seine Aufwartung, während Bernie und Otti beim Schmücken des Lokals von zwei Gästen überrascht werden – dem Schauspieler Kurt Zillertal und seiner Frau Veronika. Der temperamentvolle Herr hat am Abend in der Volkshochschule einen Auftritt, bei dem er ein Best off aus sämtlichen Werken Shakespeares vorträgt. Auf Ottis Bitte hin gibt ihr Zillertal eine Kostprobe seines recht theatralischen Könnens, requiriert dafür Heinz und Bernie. Herr Hellmann ist deprimiert, dass kaum einer der Hausbewohner seiner Partyeinladung gefolgt ist, Frau Zillertal gesteht Otti unter vier Augen, dass für die abendliche Aufführung noch keine Karte verkauft wurde, schildert ihr die mitunter schwierige Situation an der Seite ihres Mannes. Otti hat eine Königsidee: sie überredet alle Partyteilnehmer samt Anhang, an Zillertals Auftritt teilzunehmen … Gäste: Kurt Weinzierl und Veronika Faber als Herr und Frau Zillertal. Skizziert von Silke Schwinger |
| 275             | 022              | 3. März 1990       | Aneinander vorbei                           | Otti erhält bei der Bändigung eines frechen Zechprellers Hilfe von Dr. Haidenreich. Während Hilla in der Mansarde arbeitet, kündigt sich beim Sektionschef telefonisch Frau Kronstein an, doch Franz wird in seinen Vorbereitungen von Hausbesitzer Hellmann und von Tommy und Alexandra gestört. Frau Kronstein wiederum wird in der Konditorei von Dr. Haidenreich aufgehalten, den sie mit der Vertretung ihrer österreichischen Interessen beauftragt. Während sich Tommy und Alexandra zu einer Geburtstagsfeier aufmachen, berichtet Herr Hellmann Otti, dass er sich Sorgen um den Franz macht, der bei seinem Besuch sehr zerfahren wirkte. Franz und Hilla suchen für eine Stärkung die Konditorei auf, Otti umsorgt den Sektionschef, was Hilla in Verwirrung stürzt, Franz kann jedoch geschickt mit Ottis Zechprellergeschichte ablenken. Frau Kronstein und Dr. Haidenreich stehen bei den Lafites vor verschlossenen Türen und beschließen, abends gemeinsam auszugehen … Gast: Hermann Scheidleder als Zechpreller Wegscheidl. Skizziert von Annemarie Meister |
| 276             | 023              | 10. März 1990      | Verwicklungen                               | Frau Sokol und Bernie bereiten in der Konditorei Leckereien für die Lafite-Jause vor, Kurti, der von einer größeren Geschäftsreise zurückkehrt, macht sich Gedanken um Hilde, die er schon tagelang nicht erreicht hat, hört, dass sie sich mit einem eleganten Herren getroffen hat. Er sucht schließlich Rat beim Franz, weil er befürchtet, Hilde habe einen Liebhaber. Guido und Heinz machen Station in der Konditorei, ihr Vernissage-Besuch hat ein vorzeitiges turbulentes Ende genommen, während der Sektionschef Hilla, die in der Mansarde gearbeitet hat, Kurtis Gefühlsturbulenzen erklärt. Frau Sokol plagt sich mit den Kerzen für eine Geburtstagstorte, Heinz stellt Familie und Freunden für eine Werbeaktion in der Buchhandlung die Frage nach den drei Büchern, die sie auf eine einsame Insel mitnehmen würden. Hilde kommt zur Jause dazu und erklärt den harmlosen Grund für ihre häufige Abwesenheit … Skizziert von Erne Seder |
| 277             | 024              | 17. März 1990      | Der Justuss                                 | Franz kündigt Hilla, Guido und Tommy zur Jause besonderen Besuch an: Cousin Justuss, ein Nachkomme von Tante Elvira, der in Erbschaftsangelegenheiten in Wien weilt. Justuss erweist sich als charmanter Gast, der die Familie mit einem Schwall offensichtlich frei erfundener Geschichten aus seinem abenteuerlichen Leben überschüttet. Während Guido die Flucht ergreift, kommt für Justuss bald die Probe aufs Exempel: Tommy bittet ihn, ihm dank seiner groß gepriesenen Beziehungen einen Kredit über 180.000 Schilling für ein neues Auto zu verschaffen. Da Franz’ Telefon nicht funktioniert, geht Justuss in die Konditorei, um zu telefonieren, erzählt dabei Otti weitere seiner Münchhausengeschichten, während Kurti von der Familie über den eigentümlichen Besucher informiert wird. Am Jausentisch gesteht Justuss seine harmlose Flunkereien, stellt letztendlich durch den ermöglichten Kredit für Tommy seine Seriosität unter Beweis … Erstes Mal Justuss Kramer. Gast: Thomas Eisen als Bankbote Skizziert von Fritz Eckhardt |
| 278             | 025              | 24. März 1990      | Sanierungen                                 | Edi und Otti bereiten in der Konditorei eine kleine abendliche Feier vor, die Hausbesitzer Hellmann anlässlich Franz und Hillas Hochzeitstag ausrichten möchte. Birgit schildert Frau Sokol ihre Sorgen mit dem entrückten Weltverbesserer Stefan, spricht dem wegen einer Trennung von Eva deprimierten Heinz zu. Herr Janowsky kommt mit schlechten Nachrichten in die Konditorei: ein Rohrbruch erfordert bei Frau Neuberger einen kompletten Küchenumbau. Frau Neuberger und Frau Sokol geraten heftig aneinander, weil beide dasselbe Kleid tragen, deshalb verzichtet Herr Hellmann zunächst darauf, die Hiobsbotschaft zu überbringen. Otti spricht Frau Sokol und Edi Frau Neuberger gut zu, doch keiner wagt es, ihr die Wahrheit zu sagen. Birgit bittet Herrn Janowsky um einen kleinen Wohnungsumbau, um ihrem Mann einen Rückzugsplatz zu ermöglichen, während sich das Problem, wer Frau Neuberger über den nötigen Küchenumbau aufklärt, wie von selbst löst … Skizziert von Annemarie Meister |
| 279             | 026              | 31. März 1990      | Die grüne Hand                              | Frau Sokol streicht ein Regal in giftgrüner Farbe. Herr Hellmann sitzt bei Franz und Hilla. Er möchte im Keller einen Gemeinschaftsraum für die Mieter einrichten. Dafür sollen aber im Gegenzug die Kelleranteile der Mieter verkleinert werden. Er hat deshalb eine Mieterversammlung einberufen und befürchtet Schwierigkeiten. Edi hat Streit mit Otti, weil er angeblich mit deren Freundin geflirtet hat. Alexandra und Tommy haben auch Streit. Edi hat einen Drohbrief unter der Türe des Cafés gefunden, der mit einem grünen Handabdruck gezeichnet ist. Er glaubt, dass der Brief von Otti ist, während Pavel meint, der Brief könnte von einem Landsmann sein, der mit ihm noch eine alte Rechnung offen hat. Stefan erscheint auch im Cafe und will sich mit einem Freund treffen, bei dem er ein Auto gekauft hat. Weil dieses aber sofort kaputt ging haben sie Streit miteinander. Stefan bezieht also den Brief auf sich. Auch Tommy und Herr Hellmann, die im Cafe erscheinen glauben nun, dass der Brief an sie gerichtet sei. Letztendlich stellt sich heraus, dass der Brief ein Kinderstreich war … Skizziert von Silke Schwinger |
| 280             | 027              | 7. April 1990      | Besuch aus Meißen                           | Franz und Hilla erwarten Besuch eines Ehepaares Lafite aus Meißen. Sie beraten, welche Sehenswürdigkeiten sie gemeinsam besuchen sollen. Frau Sokol bereitet im Cafe die Leckereien für die Nachmittagsgesellschaft vor, Silvio und Bernie sind dabei keine große Hilfe, allerdings unschuldig am zerbröselten Apfelstrudel, den ein stürmischer Konditoreigast auf den Boden befördert hat. Der Besuch aus Meißen kommt, es werden Geschenke ausgetauscht. Die Lafites sind Archäologen, die sich bei Ausgrabungen in Ägypten kennen gelernt haben. Frau Lafite stammt aus Tirol und ist ihrem Mann in die DDR gefolgt. Herr Lafite hat einen Stammbaum mitgebracht um zu ergründen, ob verwandtschaftliche Beziehungen bestehen. Dies ist nicht der Fall. Tommy und Heinz schließen sich der Kaffeejause an … Gäste: Bruno Thost und Jutta Heinz als Bruno und Jutta Lafite, Stefan Bochdansky als Konditoreigast. Skizziert von Erne Seder |
| 281             | 028              | 14. April 1990     | Der Osterhase                               | Hilde kommt ins Cafe wo Edi Janek sitzt und sich wegen einer kleinen Blessur selbst bemitleidet. Er fühlt sich von allen missverstanden, am meisten von Otti, die er mit Vorwürfen konfrontiert. Tommy fühlt sich auch krank. Hilla möchte ihn mit Hausmittel kurieren. Weil aber Tommy mit einer neuen Freundin verabredet ist, versucht er sich zurückzuziehen. Hilde beschwert sich über Kurt, der in letzter Zeit auf seriös macht und sogar ihre Gelder kontrollieren will. Janek und Tommy sehen einen Osterhasen und glauben beide, dass sie halluzinieren. Kurt kommt ins Cafe und hält Edi einen Vortrag über die Notwendigkeit von Seriosität im Geschäftsleben. Die Sache mit dem Osterhasen klärt sich auf. Bernie hat sich ein Kostüm geliehen und wollte den Bewohnern eine kleine Freude damit bereiten … Skizziert von Silke Schwinger |
| 282             | 029              | 21. April 1990     | Verlobungen und Heiratsversprechen          | Dr. Haidenreich wankt in die Konditorei, gezeichnet von einem ausgiebigen Heurigenbesuch, der bis in die Morgenstunden ging und von dem er eigentlich nur noch weiß, dass er dabei für den Nachmittag mit irgend jemandem eine Verabredung in der „kleinen Konditorei“ getroffen hat. Zur Jause empfangen Hilla und Franz Guido, später Tommy, der an Liebeskummer leidet und schließlich Frau Neuberger, die eine Auskunft über Dr. Haidenreich erbittet, den sie gestern beim Heurigen getroffen hat und dessen Verabredung sie scheinbar ist. Der Anwalt schildert Heinz und Otti seine Erinnerungen an den verhängnisvollen Abend, die sich hauptsächlich um eine Verlobung drehen, geht dann kurz an die frische Luft. Währenddessen erscheint Frau Neuberger im Café, aus deren Erklärungen entnimmt Heinz, dass sie sich mit der Rechtsanwalt bei der feuchtfröhlichen Zecherei verlobt hat. Tatsächlich war es aber Alexandra, die aus einer Laune heraus und um Tommy zu ärgern diese Dummheit beging, sich nun ratsuchend an Hilla wendet. Tommy kann inzwischen in der Konditorei die Missverständnisse klären: Frau Neuberger sucht berufliche Hilfe beim Anwalt, weil sie Pavel Nemecek auf ein gebrochenes Heiratsversprechen verklagen will … Skizziert von Annemarie Meister |
| 283             | 030              | 28. April 1990     | Samstag vor der Sommerpause                 | Birgit ist bei Hilde und kündigt die Bestellung eines Hosenanzugs einer ihr bekannten Dame an. Birgit will wieder als Model arbeiten, weil sich Stefan um nichts kümmert. Er ist auf dem „Bhagwan-Trip“. Die samstägliche Gesellschaft soll dieses Mal bei Hilde stattfinden. Hilla ist bereits am Attersee und Franz sieht einer Augen-OP entgegen, fragt Frau Sokol nach ihren Erfahrungen. Silvio schleppt sich mit einem schweren Karton ab, von dem alle denken, es handelt sich um Essen für die Party, dabei sind darin Bücher, die Heinz den Anwesenden schenkt, damit die Zeit der Sommerpause verkürzt werden kann. Onkel Guido bekommt die Gesamtausgabe Karl May. Heinz Hellmann unterhält die Saisonabschluss-Party musikalisch … Skizziert von Erne Seder |
| 284             | 001              | 29. September 1990 | Der Aussteiger                              | Einen Tag früher als geplant kehren Franz und Hilla vom Attersee zurück, finden in der Wohnung Cousin Justuss Kramer als kurzfristigen Untermietsgast. Justuss erzählt, dass er ein ‚Aussteiger‘ geworden ist, was auch sein legeres Outfit erklärt, Resümee seiner weiteren umständlichen Enthüllungen ist, dass er sich mit seiner Frau zerkracht und nichts mehr von Ehe und Geschäft in Mürgenheim wissen will, in Wien bleiben möchte. Während sich Justuss auf Franz' Wunsch hin umzieht, begrüßt Frau Sokol die Herrschaften und kümmert sich in gewohnter Manier um die Jause. Guido erzählt ihr in der Küche im Vertrauen, dass er gestern in einem Café Tommy mit einer älteren Dame in traulicher Zweisamkeit beobachtet habe, heizt diese Gerüchte bei Franz und Hilla weiter an, während Frau Sokol Tommy ins Verhör nimmt. Er gesteht schließlich eine neue Beziehung, in einer entschärften Version auch bei seiner Familie am Jausentisch. Plötzlich stürmt Justuss’ Ehefrau herein und macht ihrem Mann eine heftige Szene … Gäste: Mischa Dimitrijevic als Taxifahrer, Sigrid Martikke als Frau Kramer. Skizziert von Fritz Eckhardt |
| 285             | 002              | 6. Oktober 1990    | Eine Dame kommt ins Spiel                   | Edi sitzt wie gelähmt in der Konditorei, hat offensichtlich einen Schock erlitten. Er faselt etwas von einer 'Tosca', Heinz und Otti sind ratlos, nehmen zunächst an, Edi spricht von der Oper, bis sich schließlich herausstellt, er meint die gleichnamige internationale Konditoreikette, die ganz in der Nähe der „kleinen Konditorei“ eines ihrer Kaffeehäuser einrichten will. Guido nimmt bei Franz und Hilla die Jause ein, die drei sprechen über Tommys neue Beziehung. Dabei bekommt die anfängliche Gelassenheit von Franz und Hilla einen herben Dämpfer, als Tommy schwerverliebt mit der gut 20 Jahre älteren und etwas hysterischen Sylvia erscheint und verkündet, sie sei heute zu ihm in die Wohnung gezogen, schon von Hochzeit spricht, obwohl die Dame bereits zweimal verheiratet war und drei Kinder hat. Unter vier Augen rät der Sektionschef der entsetzten Hilla, Contenance zu bewahren, gerät jedoch selber aus dem Häuschen, als er hört, dass Sylvia ursprünglich eine Mandantin von Dr. Haidenreich war, bei dem sie auch Tommy kennengelernt hat. In einem emotionalen Gespräch mit seiner Großmutter findet Tommy dann doch noch ein gewisses Verständnis. Während sich Guido und das traute Liebespaar verabschieden, trifft Heinz mit Edi und Otti im Schlepptau ein, die wegen der drohenden Großkonkurrenz Rat beim Sektionschef suchen … Erstes Mal Sylvia Berger. Skizziert von Silke Schwinger |
| 286             | 003              | 13. Oktober 1990   | Dunkle Wolken am Horizont                   | Franz und Hilla sprechen über Tommys Beziehung zu Sylvia, der Sektionschef ärgert sich, weil eines ihrer drei Kinder heute im Arbeitszimmer übernachten soll, damit Hilla es im Auge behalten kann. Sylvias Kinder verbringen ein Wochenende bei ihrer Mutter in Wien. Otti ärgert sich maßlos, da Edi im Kampf gegen die ‚Tosca‘ bereits resigniert zu haben scheint. Birgit stürmt in die Konditorei, gesteht Otti, dass sie Stefan endgültig aus der Wohnung gejagt hat, scheint erleichtert, wie befreit. Sie lädt Otti, dem vom Einzug gestressten Tommy und Hausbesitzer Hellmann zur Feier des Tages auf ein Glas Sekt. Heinz berät mit Hilla und Franz Maßnahmen, um gegen die neue Café-Konkurrenz bestehen zu können – sie reichen von Dotterbusserln bis zu einem regelmäßigen Vereinsabend von Heinz’ Bücherclub-Kollegen. Der mutlose Edi bietet dem Sektionschef seine Kündigung an, erst ein psychologischer Trick Heinz' erweckt die Kämpfernatur des Zuckerbäckers. Während sich Birgit mit Heinz Hellmann zum Heurigen aufmacht, leiht sich Tommy von Hilla ein bissl Geld, spricht mit ihr über seine neue Familiensituation. Edi schildert beschönigt Otti die Gründe für seinen neuerwachten Mut, während der Sektionschef telefonisch spezielle Hansi-Gesundheitsrezepte zur Konditorei-Rettung aufnimmt … Skizziert von Annemarie Meister |
| 287             | 004              | 20. Oktober 1990   | Der verschwundene Opa                       | Kurti und Justuss machen sich Gedanken über den Verbleib des Sektionschefs, können auch der verwunderten Hilla, die sich telefonisch von ihrem Besuch in Vorarlberg meldet, keine Auskunft geben. Frau Sokol heizt die Sorge an, gibt zu bedenken, dass der Franz schon seit gestern Abend verschwunden ist. Für neue Aufregung sorgt Otti, die Frau Sokol gesteht, dass ihr aus der Konditorei-Kasse 5000 Schilling gestohlen wurden. Sorgen machen sich Kurt und Justuss auch, weil sich Franz gestern mit einem Buchmacher für Pferdewetten getroffen hat, um für sie namhafte Summen auf das Pferd ‚Oleander‘ zu setzen. Guido kommt dazu, wenig später auch ein Kommerzialrat Holz, ein Freund des Sektionschefs, bei dem er den gestrigen Abend verbracht hat. Doch auch aus seinen verworrenen Erzählungen, die sich um eine feuchtfröhliche Lokaltour drehen, geht nicht hervor, wo sich Franz aufhalten könnte. Während Otti bei Frau Sokol Entwarnung wegen des Geldes geben kann – Edi hatte es sich geliehen, um Mehl zu kaufen – hören Kurt, Justuss und Guido im Radio die Übertragung des Pferderennens mit dem Sieg von ‚Oleander‘. Während Guido und Kurti bei Frau Sokol nach der Jause fragen, taucht der Sektionschef plötzlich auf, gesteht Justuss, dass er die ganze Zeit auf der Toilette in der Wohnung des Kommerzialrats Holz eingesperrt saß. Er bittet Justuss, den anderen diese peinliche Sache zu verschweigen und ihnen eine seiner berühmten Lügengeschichten aufzutischen. Und dass Franz durch die Affäre die Pferdewette nicht setzen konnte, stellt sich im Nachhinein als Glück heraus, denn ‚Oleander‘ wurde disqualifiziert … Gast: Walter Langer als Kommerzialrat Holz. Skizziert von Fritz Eckhardt |
| 288             | 005              | 27. Oktober 1990   | Laden und Türen                             | Hilla und Frau Sokol kümmern sich zum Schrecken des Sektionschefs um die alljährliche Grundräumung der Wohnung, bei der alles alte, überflüssige, nutzlose entsorgt werden soll. Bernie, der die Konditorei allein betreut, weil Edi und Otti auf dem Weg in die Oper sind, hat Stress mit einer Begräbnisgesellschaft, erhält Zuspruch von Silvio. Guido besucht Franz und Hilla, während Birgit Frau Sokol ihr Herz ausschüttet: die Ehe mit Stefan ist am Ende, ihre Freundschaft mit Heinz Hellmann langsam im wachsen. Heinz steht bei Lafites vor verschlossener Tür, weil die Klingel kaputt ist, wird erst nach längerem von Frau Sokol entdeckt. Pavel spricht in der Konditorei der deprimierten Birgit zu, während es wegen der Weiterleitung der Wohnungsschlüssel an Stefan zwischen Heinz und Frau Sokol neue Missverständnisse gibt. Silvio repariert die kaputte Klingel, Pavel und der Sektionschef treffen sich auf einen kleinen Plausch in der Konditorei … Skizziert von Erne Seder |
| 289             | 006              | 3. November 1990   | Scheidungsepidemie                          | Hilde hilft in der Konditorei aus, da Otti, Edi und Frau Sokol einen Wochenendkurs 'Küche in der Monarchie' besuchen. Dr. Haidenreich klagt bei ihr über das Pech mit seinen derzeitig parallel laufenden Frauenbekanntschaften, als ein alter Bekannter hereinschneit, der schon bessere Tage gesehen hat: Dr. Fritsch war einige Jahre an der Innsbrucker Klinik als Primar tätig und ist nun nach einer bösen, kostspieligen Scheidung praktisch pleite nach Wien zurückgekehrt. Tommy sitzt bei den Großeltern und Guido am Jausentisch, aufgebracht über die herbe Kritik an seiner Beziehung zu Sylvia, besonders verärgert, als er erfährt, der Opa habe Dr. Haidenreich gebeten, ihm in dieser Angelegenheit ins Gewissen zu reden. Während Dr. Fritsch die bittere Geschichte seiner Ehe schildert, kommt Hilla dazu, wenig später Tommy, der annimmt, der Sektionschef habe Dr. Fritsch als warnendes Beispiel gerufen. Dr. Haidenreich und Hilla bieten dem mittellosen Rückkehrer ihre Hilfe an, der Anwalt juristisch und Hilla, indem sie ihm die Mansarde als Unterkunft zur Verfügung stellt. Plötzlich stürmt eine junge Dame ins Lokal und gibt dem Anwalt eine so heftige Ohrfeige, dass er zu einem Zahnarzt muss. Dr. Fritsch wird vom Sektionschef herzlich willkommen geheißen … Gast: Alexandra Werbanschitz als Freundin von Dr. Haidenreich. Skizziert von Silke Schwinger |
| 290             | 007              | 10. November 1990  | Die vergessenen Pässe                       | Tommy und Sylvia nutzen die Abwesenheit von Franz und Hilla und schlafen im großelterlichen Bett, weil nach einer durchfeierten Nacht in ihrer Wohnung die Heizung ausgefallen ist. Pavel leistet Frau Sokol, die den grippekranken Dr. Fritsch in der Mansarde pflegt, Gesellschaft. Hilde trifft Franz, der im Waldviertel die Reise nach Prag unterbrechen musste und mit einem Bekannten zurückgefahren ist, um die vergessenen Reisepässe abzuholen. Sie schildert ihm den üblichen Ärger mit Kurt, der wegen seiner großen geschäftlichen Erfolge fordert, sie solle die Schneiderei aufgeben und ihm ihren Arbeitsraum als Büro zur Verfügung stellen. Kurt sieht zufällig im Schlafzimmer die dösende Sylvia, meint, sie sei ein einschlägiges Rendezvous des Sektionschefs, versucht ihn nun damit zu einer Entscheidung zu seinen Gunsten zu 'erpressen'. Otti trifft auf den Wohnung hütenden Pavel, der nervöse Tommy hat gemerkt, dass der Opa zurückgekommen ist, bittet sie um Hilfe, damit er Sylvia ungestört aus dem Schlafzimmer herauslotsen kann. Die Mission gelingt und während Pavel, Otti und Frau Sokol gemeinsam dem Heurigen zustreben, gesteht Tommy seinem Großvater die Geschichte … Skizziert von Annemarie Meister |
| 291             | 008              | 17. November 1990  | Komplizierte Gefühle                        | Otti ist verärgert über einen Rüffel, den Edi ihr vor der Kundschaft erteilt hat, beklagt sich beim Heinz und tröstet sich mit einem Liebesgedicht, das sie im Café gefunden hat. Franz und Hilla sprechen einmal mehr über Tommys turbulente Beziehung zu Sylvia und ob sie Elfi in den USA alarmieren sollen. Heinz bringt Frau Sokol Kriminalromane mit, verbrennt sich an ihrem Apfelstrudel die Finger, bietet sich schließlich Franz und Hilla als Vermittler in Sachen Tommy an. Birgit spricht mit Frau Otti über Vernachlässigung in der Ehe und wie oft der Alltag die Gefühle überdeckt, beide rätseln über den Verfasser der Liebesgedichte, die in der Konditorei aufgetaucht sind. Birgit gibt Herrn Janek unter vier Augen ein paar Beziehungstipps zur Auffrischung seiner Ehe, rät ihm, die eigentlich vom Bernie verfassten Elaborate sich zuzuschreiben. Dann trifft in der Konditorei Birgits Rendezvous ein, Hausbesitzer Hellmann. Zwischen beiden entstehen immer stärkere Gefühle … Skizziert von Erne Seder |
| 292             | 009              | 24. November 1990  | Heilsame Differenzen                        | Bei den Lafites hängt der Haussegen schief: Hilla ist nach einem Streit mit Franz um die Frage, wer sich um die Jause kümmern soll, unauffindbar, Hansi nervt den verärgerten Sektionschef am Telefon, zumal sich Franz nicht nur wegen des Streits aufregt, sondern auch, weil Frau Sokol unentschuldigt nicht erschienen ist. Er lässt seine Laune an Guido aus, der schließlich entnervt die Flucht ergreift, kriegt auch Krach mit seinem nächsten Gast Justuss, als er erfährt, dass sich dieser mit einer jungen Frau aus dem Nachbarhaus eingelassen hat, bei deren Vater Franz einst durch Anlagebetrug viel Geld verlor. Der amüsierte Tommy versucht wenig erfolgreich die Wogen zu glätten, als Otti Rat sucht, weil Edi von eben diesem Anleger Optionen erstehen möchte. Nachdem sich die Lage kurz beruhigt hat, kommt die verspätete Frau Sokol, kriegt den Zorn des Sektionschefs zu spüren und kündigt. Eine Verletzung des Justuss, der vor dem Haus angefahren wurde, sorgt endlich für die nötige Beruhigung: Frau Sokol und Otti evakuieren den leicht Verletzten, während sich Frau Sokol um die Jause kümmert, kommt auch Guido zurück. Und auch Hilla kündigt telefonisch ihre Rückkehr an, was dazu führt, dass sich der erleichterte Franz jetzt selbst um die Jause für die ganze Gesellschaft kümmern will … Skizziert von Fritz Eckhardt |
| 293             | 010              | 1. Dezember 1990   | Eine besondere Jause                        | Zehn Jahre „Tag der offenen Tür“ im Hause Lafite. Zu diesem Anlass haben Franz und Hilla Familie und Freunde der ersten Stunde zu einer besonderen Jubiläums-Jause geladen. Edi und Otti plagen jedoch Sorgen: an diesem Samstag wird nämlich mit Blasmusik, Gratiskipferl und Luftballons das Konkurrenzcafé 'Tosca' eröffnet. Während sich die Jausengäste Heinz, Guido und Tommy in der Konditorei versammeln und über den besonderen Grund der Einladung rätseln, dabei befürchten, es könnte sie eine Standpauke des Sektionschefs erwarten, wundern sich Franz und Hilla, wo ihr Besuch bleibt. Frau Sokols Verhalten gibt zudem Anlass zur Sorge, bis sie gesteht, sie habe sich, um ihre Gewichtsprobleme in den Griff zu kriegen, von einem Quacksalber hypnotisieren lassen, die Wirkung dieser Hypnose jedoch nur fallweise auftritt. Franz gesteht Hilla, dass er zur Feier des Tages eine kleine Rede plane, um eine Rückschau zu halten und sich selbst dabei in ein schmeichelhaftes Licht zu setzen, während ein neuer Hypnoseschub Frau Sokol in die Konditorei führt, wo sie die dortige Gesellschaft in Verwirrung stürzt. Nachdem die Haushälterin wieder aufgewacht ist, macht sich die Versammlung endlich auf in die Wohnung Lafite. Und Edi hat noch eine besonderen Idee, um Franz und Hilla eine kleine Ehre zu erweisen … Folge ohne die übliche Titel- und Abspannmelodie. Skizziert von Silke Schwinger |
| 294             | 011              | 8. Dezember 1990   | Der Retter                                  | Nachdem die 'Tosca' ihre Pforten geöffnet hat, herrscht trotz 'Böhmischer Mehlspeisen' im Angebot schleppender Geschäftsgang in der 'kleinen Konditorei'. Während Otti dem übernächtigten Heinz ihr Leid klagt und Janek durch den Wienerwald joggt, sortiert Franz auf dem Wohnzimmertisch Geschäftsunterlagen, um auf einen möglichen Konkurs vorbereitet zu sein. Kurti im Smoking kommt dazu, angezogen für ein abendliches Candellight-Diner, zu dem er Hilde nicht mitnehmen will. Seine Vorschläge für eine Neuausrichtung der Konditorei stoßen bei Franz und Hilla auf wenig Gegenliebe. In der Konditorei erscheint Justuss, nach wie vor ein Aussteiger und als solcher neuerdings Schafzüchter in Niederösterreich. Er hat einen Korb voll naturbelassener Schafprodukte im Gepäck und bringt dadurch Heinz auf eine zündende Idee: statt böhmischen Spezialitäten gibt's im Cafe jetzt Käse und Joghurt von glücklichen Schafen. Kurt und Guido finden im Gegensatz zu Herrn Janek diese Idee vorzüglich und der plötzlich einsetzende Kundenansturm gibt ihnen Recht. Justuss macht dem skeptischen Sektionschef und Hilla seine Aufwartung, verspricht, für regelmäßigen Schafprodukte-Nachschub zu sorgen. Kurt, erschöpft von seinem unerwarteten Verkaufseinsatz, beschließt auf Hillas Rat hin, einen ruhigen Abend mit Hilde zu verbringen und Heinz schließt sich Justuss bei der Reise aufs Land an. Nur der Sektionschef kann sich mit der neuen Verkaufsidee nicht recht anfreunden … Skizziert von Silke Schwinger |
| 295             | 012              | 15. Dezember 1990  | Es weihnachtet                              | Franz und Hilla besprechen ihre Pläne für Weihnachten, erhalten Besuch von Bertl und Petra, die sie für das Fest auf eine Burg in die Steiermark einladen. Frau Sokol schickt Bernie mit der Jause in die Wohnung, bevor Heinz und der abwesend wirkende Guido in die Konditorei kommen. Während sich Heinz bald auf die Suche nach dem verschollenen Bernie macht, schüttet Guido Frau Sokol sein Herz aus. Bertl klagt Franz, dass ihn Petra wegen der kleinen Vanessa sehr vernachlässige, dieser entschuldigt sich für sein früheres grobes Verhalten ihm gegenüber. Guido erklärt Frau Sokol und Pavel schließlich den Grund für seinen verrenkten Magen, während Tommy auf der Suche nach Sylvia hereinplatzt. Bald ist die Erklärung für das seltsame Verschwinden von Bernie und Sylvia gefunden: die beiden sind im altersschwachen Lift stecken geblieben, was bei Bernie einen Schock und bei Sylvia einen hysterischen Anfall auslöste. Guido macht sich Gedanken, wie er Franz und Hilla beibringen soll, dass er zum Fest nicht da ist, Pavel lädt Frau Sokol auf einen gemütlichen vorweihnachtlichen Abend … Skizziert von Erne Seder |
| 296             | 013              | 29. Dezember 1990  | Überraschungen                              | Die Lafites erwarten Gäste zum Abendessen, Hilla plagt sich in Abwesenheit von Frau Sokol mit der Bratenzubereitung, während Guido Franz Gesellschaft leistet. Frau Otti hat ohne Edi Stress in der stark frequentierten Konditorei, Dr. Haidenreich greift helfend ein, als Kellner und mit seelischem Zuspruch – die Erklärung für den unerwarteten Ansturm: die ‚Tosca‘ hat heute wegen Inventur geschlossen. Petra hilft Hilla bei der Jausen- und Nachtmahlvorbereitung, sucht händeringend einen Babysitter für die kleine Vanessa, um einen ungestörten Abend mit dem vernachlässigten Bertl verbringen zu können. Dr. Haidenreich ist in schwieriger Mission unterwegs: er soll auf Bitte des Sektionschefs Tommy wegen Sylvia ins Gewissen reden. Sylvia bittet die Otti um Medizin für den kranken Tommy, in einem Gespräch mit dem Anwalt zeigt sie sich sympathisch und sieht ihre Beziehung zu Tommy, ihr zu jugendliches Verhalten und das Verhältnis zu den Lafites überraschend realistisch. Während Dr. Haidenreich den Lafites diese Eindrücke schildert, bietet sich Sylvia Petra als Babysitterin an … Gäste: Margarete Horky, Hubert Tscheppe als Konditoreigäste. Skizziert von Annemarie Meister |
| 297             | 014              | 5. Jänner 1991     | Eine Liebeserklärung                        | Birgit empfängt Heinz Hellmann zu einer intimen kleinen Kaffeejause. Doch beim Milch leihen wird der Storch von Frau Sokol aufgehalten – die Lafites befinden sich auf einer Dreikönigs-Jause – und Petra 'überfällt' inzwischen den verdutzten Hellmann und erzählt ihm in aller Ausführlichkeit von ihren Eheproblemen. Noch während Birgit bei Frau Sokol in der Küche ist, platzt Stefan in seine Wohnung, um ein paar seiner Sachen abzuholen. Er trifft auf Petra und Herrn Hellmann und vermutet, die beiden haben dort ein kleines Rendezvous. Birgit nimmt sich bei der Rückkehr Heinz als Verstärkung mit, was Stefans Phantasie weiter ankurbelt, bis er alle mit seinen Verdächtigungen und Beschuldigungen vor den Kopf stößt. Guido macht einen Besuch bei Frau Sokol, erzählt, dass er gerade Heinz und Birgit zusammen gesehen hat, was wiederum Frau Sokol zu allerlei Kombinationen verleitet. Herr Hellmann erklärt schließlich, dass er sich in die Birgit verliebt hat und verursacht mit diesem Geständnis bei Stefan einen regelrechten Schwächeanfall. Frau Sokol greift helfend ein, Heinz evakuiert den überraschten Stefan, doch aus dem gemütlichen Zusammensein zwischen Birgit und Heinz Hellmann wird wieder nichts … Skizziert von Silke Schwinger |
| 298             | 015              | 12. Jänner 1991    | Allerhand Neuigkeiten                       | Tommy berichtet Otti von seinen Befürchtungen, Opa habe eine junge Dame in die Konditorei bestellt, vordergründig, um mit ihm die Musik für den bevorstehenden Hausball zu besprechen, in Wirklichkeit aber, um ihn von Sylvia abzubringen. Heinz zeigt dem Sektionschef einen Brief von Dany Steiner, Ernstls Geliebter, die ankündigt, demnächst aus USA wieder nach Wien zurückkehren zu wollen. Birgit sucht Ansprache bei Frau Sokol, da ihre Mutter, die sich in letzter Zeit so viel um die Kinder gekümmert hat, schwer erkrankt ist, während die Kleinen, Hilla, Edi und ein befreundetes Kind, mit Franz und Heinz spielen. In der Konditorei erscheint tatsächlich eine junge Dame, Dagmar Kuba, von der sich nach ein paar Missverständnissen mit Otti und Tommy herausstellt, dass sie in Vertretung ihrer Tante mit Heinz Windeck verabredet ist, der eine neue Buchhalterin für die Buchhandlung sucht. Frau Sokol bietet sich als Babysitterin an, damit Birgit und Herr Hellmann den Abend gemeinsam verbringen können, während Franz und Heinz in die Konditorei gehen. Sie verpassen dort Dagmar, die sich gerade mit dem zerknirschten Tommy auf den Weg gemacht hat. Zwischen beiden entwickelt sich schnell Sympathie … Erstes Mal Dagmar Kuba. Mit Schauspielschülern des Konservatoriums der Stadt Wien. Skizziert von Annemarie Meister |
| 299             | 016              | 19. Jänner 1991    | Etwas geht schief                           | Franz und Hilla beraten, wie sie Elfi über Tommys Beziehung zu Sylvia informieren wollen, Hilla freut sich über die guten Verkaufszahlen ihres eben erschienenen Buches, gibt bekannt, dass sie weiterhin schriftstellerisch tätig sein will. Bernie versucht sich an Yoga, gibt dem gestressten Hausverwalter Janowsky, der sich über Silvios fruchtlose Arbeit am Hauslift ärgert, Entspannungstipps. Frau Sokol putzt das Familiensilber, gibt der zornigen Hilde einen drastischen Rat in Sachen Beziehungsbeendigung. Daraufhin setzt Hilde Kurt vor die Tür und wirft alle seine Sachen aus dem Fenster, Heinz und Guido werden vor der Konditorei fast von den fliegenden Kleidungsstücken getroffen. Franz gesteht Tommy, dass er einen großen Posten von Hillas Büchern aufgekauft hat und ein Versteck dafür sucht, Heinz ist in dieser Sache schon mit Bernie aktiv. Während Janowsky dem Sektionschef sein ewiges Leid mit dem Lift klagt, dabei Silvio ins Gebet nimmt, bedankt sich Hilde für Frau Sokols befreienden Rat, erklärt den Grund für ihr Verhalten. Hilla bringt Kurt in der Mansarde unter, während auf Heinz und Guidos Rat hin Bernie das Kleiderchaos vor der Konditorei beseitigt … Skizziert von Erne Seder |
| 300             | 017              | 26. Jänner 1991    | Vorbereitung für den Hausball               | In der Untersteinergasse laufen die Vorbereitungen für den abendlichen Hausball, zu dem Hausbesitzer Hellmann geladen hat. Franz und Hilla streiten sich wegen des in der Mansarde hausenden Kurti, der auf der verzweifelten Suche nach Kleidung zu ihnen kommt, nachdem ihn Hilde endgültig ausgesperrt hat. Frau Otti ist nervös wegen des bevorstehenden Wiedersehens mit Elfi und weil sich Edi den Fuß verknackst hat. Bernie hilft beim Dekorieren, berichtet, dass die ‚Tosca‘ wegen Renovierung geschlossen hat, Tommy kommt mit der Meldung, dass Edi im Spital bleiben muss, Otti macht sich gleich mit ein paar Toilette-Artikeln auf den Weg. Silvio schleppt einen Koffer mit Kurtis Kleidungsstücken in den Salon, wo die verliebte Birgit Hilde hilft, das Büffet für den Ball aufzubauen. Kurti schleicht auf der Suche nach diesem Koffer in seltsamen Verkleidungen durchs Haus, liefert sich einen Schlagabtausch mit Frau Sokol, bis sich der Sektionschef seiner erbarmt und ihm einen alten Anzug von sich leiht. Während Hellmann, Silvio und Bernie, die den Ball musikalisch begleiten, in der Konditorei eine Übungsstunde von modern bis klassisch abhalten, dabei von Pavel und Guido gestört werden, besucht Elfi, die nach langen Jahren in Amerika für ein paar Tage nach Wien zurückgekommen ist, Franz und Hilla. Die drei sprechen über das schwierige Thema Tommy-Sylvia, erklären ihre jeweiligen Standpunkte. Danach läuft Tommy seiner Mutter in der Konditorei in die Arme, führt mit ihr ein längst fälliges Mutter-Sohn-Gespräch. Hilde möchte mit Dr. Haidenreich eine eventuelle Scheidung von Kurti besprechen, doch ein Brief, den ihr Pavel von ihrem Mann überbringt, stimmt sie um. Heinz kommt mit einem Gast in die Konditorei, einem gewissen Dr. Schand, der am Bahnhof bestohlen wurde, bringt ihn dann zum Sektionschef, um Rat zu suchen, wie man ihm behilflich sein könnte. Dr. Haidenreich erkennt in dem angeblich Bestohlenen einen amtsbekannten Hochstapler und Zechbetrüger, der Sektionschef zeigt sich davon unberührt, lädt den seltsamen Gast großherzig auf den Hausball ein. Tommy stößt als Sänger zu den Musikanten und damit steht dem Hausball nichts mehr im Wege … 74 Minuten. Gast: Rolf Schimpf als Rolf Schand. Elfriede Ott kehrt in dieser Folge in ihrer ursprünglichen Rolle als Elfi wieder in die Serie zurück. Skizziert von Erne Seder |
| 301             | 018              | 2. Februar 1991    | Niemand ist allein                          | Hilla bittet Dr. Fritsch um Hilfe, weil sie sich Sorgen um Birgit macht, die den Kummer über den Tod ihrer Mutter in der vergangenen Woche in sich hineinfrisst. Weil Edi, Otti und Frau Sokol auf einem biologischen Backkurs im Waldviertel sind, hat sich Franz bereit erklärt, als Kellner in der Konditorei auszuhelfen, stellt sich dabei aber alles andere als geschickt an. Gestört wird er zudem vom herablassenden Kurti, dem ironischen Guido und dem von einem Kater geplagten Tommy, der sich nicht in seine Wohnung und zur wütenden Sylvia traut. Dr. Fritsch und Hilla besuchen Birgit, bieten seelischen Zuspruch und praktische Hilfe an. Der Doktor erklärt sich auf Hillas Bitte bereit, nachzusehen, wie es dem Sektionschef im Café ergeht, trifft dabei auf eine chaotische und etwas wehleidige Männergesellschaft. Während Guido die Frauen über Franz’ Kellnertätigkeit informiert und Birgit ebenfalls seine Hilfe offeriert, lecken die Herren in der Konditorei ihre Wunden. Hilla findet schließlich ihren halbschlafenden und derangierten Enkel in der Küche … Gast: Trixi Danell als Konditoreigast. Mit Schauspielschülern des Konservatoriums der Stadt Wien. Skizziert von Silke Schwinger |
| 302             | 019              | 9. Februar 1991    | Zwei Schwestern                             | Faschingssamstag. Der vom Gipsbein gehandicapte Edi plagt sich mit der Faschingsdekoration, bietet Birgit Babysitter-Hilfe in ihrer derzeitig schweren Situation an. Franz und Hilla, auf eine abendliche Faschingsparty geladen, sprechen über das unerwartet komplizierte, bemühte Wiedersehen mit Elfi. Herr Hellmann bittet Elfi, ihm und Birgit am Abend Gesellschaft zu leisten, dann führen die beiden Schwestern Elfi und Otti ein Vieraugengespräch. Elfi gesteht, dass sie vor den Schatten der Vergangenheit bald wieder nach Amerika flüchten will, erzählt von ihrem dortigen Leben und Alltag. Bei Franz und Hilla trifft sie auf den mürrischen Tommy, der abends mit Sylvia auf einen Ball gehen soll. Kurzerhand bieten Elfi und Hilla ihm einen Schnellkurs in Walzertanz im großelterlichen Wohnzimmer an. Während sich Franz, Hilla und Elfi zu einer gemütlichen Jause zusammensetzen, trifft Tommy unerwartet im Café Dagmar wieder, mit ihrem Bruder und dessen Freund unterwegs zu einer Faschingsparty. Edi übergibt Elfi als Geschenk das alte Familienalbum … Gäste: Kurt Hexmann als Wurzl, Thomas Enzinger als Thomas Kuba. Durch Tricks mit Kamera und Schnitt gelang in dieser Folge ein Gespräch zwischen Elfi und Otti einzubauen. Skizziert von Annemarie Meister |
| 303             | 020              | 16. Februar 1991   | Junge und alte Liebe                        | Der in die Blumenverkäuferin Fanny verknallte Bernie überschwemmt zu Edis Ärger die Konditorei mit Blumensträußen, während der Sektionschef Dany Steiner zu einem Besuch erwartet. Frau Sokol bereitet deshalb Erfrischungen zu, wird von Guido überrascht, der dann Franz Gesellschaft leistet und mit ihm über die alte Geschichte zwischen Dany und Ernstl spricht. Bernie schüttet Tommy sein Herz aus, während Frau Sokol Guidos Präsent, ein Duftölset, falsch handhabt, damit nicht nur einen Niesreiz auslöst, sondern auch die vorbereitete Jause und den Wein ungenießbar verräuchert. In einem sehr persönlichen Gespräch erklärt Dany dem Sektionschef die Gründe für ihre damalige Flucht und ihre jetzige Wiederkehr, ihr Bemühen um einen Neuanfang als Buchhalterin in Heinz’ Geschäft. Guido erklärt inzwischen Hilde und der wegen des Besuchs neugierigen Frau Sokol den richtigen Umgang mit den Duftölen. Später Gast in der Konditorei ist Dr. Haidenreich, der Edi und dem dazugekommenen Franz gute Nachrichten bringt: das Konkurrenzcafé ‚Tosca‘ musste wegen wirtschaftlicher Schwierigkeiten schließen … Gäste: Hubert Tscheppe, Stefan Bochdansky als Konditoreigäste. Skizziert von Erne Seder |
| 304             | 021              | 23. Februar 1991   | Das Leben ist bunt                          | Stefan 'überfällt' Frau Sokol und erklärt ihr lang und breit seine Beweggründe, warum er sich von Birgit nicht scheiden lassen will. Heinz und Pavel treffen zu ihrer Überraschung im Café den als Indianerhäuptling verkleideten Edi, der das Kostüm für seinen abendlichen Einsatz bei einem Bio-Büffet nach indianischem Ursprung tragen muss. Nächster Gast ist Justuss, der mit einem dauernd läutenden neumodischen Mobiltelefon hantiert und seine Schafprodukte inzwischen als vielgefragter Geschäftsmann vertreibt. Franz, Guido und Tommy sprechen über Hillas neuesten Plan, einen Kriminalroman zu schreiben – während der skeptische Franz zu den Herren in die Konditorei flüchtet, interessieren sich Guido und Tommy mit eifriger Begeisterung für versteckte Leichen und ausgefallene Mordmethoden. Pavel ruft mit Justuss’ Handy Frau Sokol an, die ihn für Hausarbeiten und wegen Stefan zu Hilfe holt … Skizziert von Silke Schwinger |
| 305             | 022              | 2. März 1991       | Ängste                                      | Guido leistet Hilla bei der Jause Gesellschaft, während Franz leicht unpässlich das Bett hütet. Tommy trifft sich mit Dagmar in der Konditorei, ignoriert Edis und Heinz’ Aufforderungen, sich um Sylvia zu kümmern, die nach einem Kurzschluss in der dunklen Wohnung sitzt. Während sich Heinz der ahnungslosen Dagmar annimmt, macht sich der unwillige Tommy schließlich doch auf zu Sylvia. Birgit kommt mit den Kindern zu Frau Sokol, schildert die Sorgen mit Stefan. Der wiedergesundete Franz hört sich Birgits Befürchtungen an, Stefan könnte die Kinder entführen, verspricht ihr Unterstützung, während Tommy unverrichteter Dinge in die Konditorei zurückkehrt. Er bringt es nicht übers Herz, Dagmar die Wahrheit wegen seiner Beziehung zu Sylvia zu gestehen, sodass Edi schließlich Klartext redet. Bei den Lafites entsteht Aufregung, weil Birgits Kinder plötzlich verschwunden sind, zur allgemeinen Beruhigung stellt sich heraus, dass sie Frau Sokol und Guido zu Bett gebracht haben … Gäste: Grita Kral, Hubert Tscheppe als Konditoreigäste. Skizziert von Annemarie Meister |
| 306             | 023              | 9. März 1991       | Viele Komplikationen                        | Birgit kommt mit neuen Sorgen zu Frau Sokol, gesteht, dass sie von Heinz Hellmann ein Kind erwartet, weiß nicht, wie sie ihm das sagen soll. Der verliebte Bernie versalzt die Mehlspeisen, während sich Otti in ganz neuem Look präsentiert: modische Kleidung und Kontaktlinsen statt Brille, ein Outfitwechsel, der Edi wenig behagt. Prompt verliert Otti eine ihrer Kontaktlinsen, was in der Konditorei zu einer hektischen Suchaktion führt, Frau Sokol fragt verklausuliert den Sektionschef um Rat wegen Birgits Situation. Guido macht sich Sorgen um ein lästiges Geräusch, das er immer wieder hört, Heinz, der Frau Sokol mit neuen Krimis versorgt, und Franz versuchen zu helfen, ein Telefonat mit der Hansi klärt die Sache: Eine kaputte Tiefkühltruhe ist die Ursache und führt zu einem unerwarteten Einsatz von Heinz und Frau Sokol. Edi gibt Bernie Tipps ins Liebesdingen, während sich Tommy und Dagmar zu einer weiteren Aussprache in der Konditorei treffen, da beide mit ihrer Abmachung, nur Freunde sein zu wollen, nicht zurechtkommen … Erstes Mal Hubert Tscheppe als regelmäßiger Konditoreigast Dr. Loidolt. Skizziert von Erne Seder |
| 307             | 024              | 16. März 1991      | Hunde und Flöhe                             | Hilde hat Kurt wieder bei sich aufgenommen, der sich momentan vorbildlich, fleißig und zuvorkommend verhält. Während sie Frau Sokol ihre Eindrücke schildert, erhält Kurti beim Wohnzimmerputz Besuch vom Pavel, der für Frau Sokol ein Kleid anfertigen lassen möchte und von Heinz, der eine beim Pokerspiel gewonnenen Schaufensterpuppe mit sich herumschleppt. Guido leistet den Damen in der Küche Gesellschaft – die Lafites sind auf einem ländlichen Besuch bei Justuss –, unterhält sie mit einem Flohzirkus, den er für Birgits Kinder mitgebracht hat. Im Salon erscheint Dr. Haidenreich mit einer seltsamen Bitte: er sucht im Namen einer hübschen Tierdompteuse für zwölf nackte Pudel Kostüme, damit diese ihren abendlichen Auftritt absolvieren können. Tommy ist verärgert über den albernen Auftrag und wegen seiner verfahrenen Liebessituation zwischen zwei Frauen. Hilde und Frau Sokol stoßen zur ausgelassenen Männergesellschaft im Salon, Frau Sokol nimmt Pavel ins Gebet, deren Avancen ihr zu aufdringlich sind, während die Herren nervös die Ankunft der Pudel-Chefin erwarten … Skizziert von Silke Schwinger |
| 308             | 025              | 23. März 1991      | Das Leben spielt verrückt                   | Tommy bittet Heinz, im Zwirscherl die immer noch unwissende Dagmar abzufangen, weil er sich unerwartet doch um Sylvia kümmern muss. Doch Otti meldet, dass sich Dagmar verspätet hat und ebenfalls in die Konditorei kommen wird. Heinz Hellmann lädt Birgit auf ein Erholungswochenende nach Baden, Frau Sokol soll als Babysitterin mitkommen, ist überrascht über Birgits merkwürdige Reaktion. Heinz kann durch einen beherzten Einsatz gerade noch verhindern, dass sich Dagmar, Sylvia und Tommy in der Konditorei begegnen. Dabei täuscht Tommy eine heftige Kolik vor und wird von Sylvia in die Wohnung gebracht, während sich Heinz um Dagmar kümmert. Frau Sokol redet Birgit ins Gewissen, damit sie Heinz Hellmann endlich die Wahrheit sagt. Doch Birgits Geständnis löst beim Hausbesitzer einen kleinen Schock aus, sodass er kopflos davonrennt. In der Konditorei kommt es inzwischen zum dramatischen Showdown zwischen Sylvia, Dagmar und Tommy, der unerschrockene Einsatz des Sektionschefs verhindert fürs Erste Schlimmeres. Und Franz ist dann auch der rechte Ansprechpartner, um dem verwirrten Hellmann den Kopf zurechtzusetzen … Skizziert von Annemarie Meister |
| 309             | 026              | 30. März 1991      | Karsamstag                                  | Otti ärgert sich, dass sich Kunden über ihre Grammatik und Aussprache lustig machen, bittet Bernie um nötige Verbesserungen. Während die beiden die Osterdekoration vollenden, liefert die spröde Blumenverkäuferin Fanny die bestellten Palmbuschen, was den verliebten Bernie in arge Verwirrung stürzt. Der als Osterhase kostümierte Silvio berichtet Frau Sokol, dass der Lift wieder funktioniert, liefert zudem ein repariertes Blumengestell. Während Heinz bei Otti Ostereinkäufe absolviert, informiert Bernie Tommy telefonisch, dass er Dagmar in der Nähe der Konditorei gesehen hat. Osterhase Silvio macht sich auf, die Hausbewohner zu überraschen, Guido besucht Franz auf eine kleine Jause. Dagmar macht tatsächlich Station im Café, Edi redet ihr gut zu, bevor der von Bernie alarmierte Tommy zu einer ehrlichen Aussprache dazukommt. Heinz macht Frau Sokol seine Aufwartung mit ein paar Kinderbüchern für Birgits Nachwuchs, während Silvio Edi noch einen Osterhasenbesuch abstattet … Erstes Mal Fanny. Mit Schauspielern des Konservatoriums der Stadt Wien. Skizziert von Erne Seder |
| 310             | 027              | 6. April 1991      | Willkommen in Wien                          | Stefan macht mit seinen Kindern einen Besuch in der Konditorei, trifft dort auf Nebenbuhler Hellmann. Zwischen den beiden Herren entbrennt schnell ein eifersüchtiger Streit, den Frau Sokol, die die Kinder mitnimmt, nur oberflächlich schlichten kann, Hellmann ist überrascht, dass Stefan schon von Birgits neuer Schwangerschaft weiß. Franz und Hilla erwarten zum Kaffee den Besuch einer deutschen Dame, Bekanntschaft eines Kollegen des Sektionschefs, der aus Krankheitsgründen seinen Gast noch nicht persönlich empfangen kann. Guido hat sich den Herren in der Konditorei angeschlossen, als Heinz mit eben jener Dame, Frau Liane, hereinkommt. Heinz hat ihren Koffer angefahren und beschädigt, versucht nun relativ wirkungslos, die Dame zu beruhigen, sie gemeinsam mit Frau Sokol und den Herren vom sprichwörtlichen Wiener Charme zu überzeugen. Frau Sokol nimmt irrtümlich an, Frau Liane sei ein Rendezvous des Sektionschefs, doch Hilla kann die Sache rechtzeitig klären. Während Herr Hellmann und Stefan versuchen, mittels Trompetenspiel die männlichen Fronten zu klären, nimmt sich Franz Frau Liane an … Gast: Liane Hielscher. Skizziert von Silke Schwinger |
| 311             | 028              | 13. April 1991     | Der gerade Weg ist immer der beste          | Tommy und Dagmar sitzen in der Konditorei, unzufrieden und ratlos, da beide mehr wollen als eine oberflächliche Freundschaft. Pavel flirtet mit Frau Sokol, versucht vergeblich mit einer Flunkerei über die Baufälligkeit seines Untermietzimmers eine Einladung in ihre Wohnung zu ergattern. Nachdem bei Franz und Hilla Jausengäste auf sich warten lassen, beschließen die beiden, einen Spaziergang zu machen. Tommy möchte seine Großmutter um Rat fragen, ihr dabei gleich Dagmar vorstellen. Die beiden ahnen nicht, dass Otti gerade in der leeren Wohnung einen Herren empfangen hat, Flugkapitän Günther Ehrenreich, den Freund von Dagmar und auf der Suche nach einem Herrn Lafite. Ungewollt wird der Pilot Zeuge einer zärtlichen Annäherung zwischen Dagmar und Tommy. Während Franz und Hilla kurz in der Konditorei Station machen, redet Otti den beiden jungen Leuten ins Gewissen. Herr Ehrenreich wartet im Café auf Dagmar, trifft dabei auf Sylvia und enthüllt ihr ungewollt, dass Tommy und Dagmar sich immer noch treffen. Tommy schildert inzwischen Hilla die total verfahrene Situation, während Frau Sokol mit Pavel Klartext redet und der Pilot und Sylvia gemeinsam das Lokal verlassen … Erstes Mal Günther Ehrenreich. Mit Schauspielern des Konservatoriums der Stadt Wien. Skizziert von Annemarie Meister |
| 312             | 029              | 20. April 1991     | Junge Liebe, junge Mode                     | Berni erteilt Otti mal wieder Sprachunterricht, diese ärgert sich über ein schmusendes Liebespaar in der Konditorei, das seine Umwelt vergessen hat. Silvio bringt Frau Sokol einen Koffer vom Tommy, der in der Mansarde übernachtet hat, während Sylvia ihren Auszug vorbereitet. Der Sektionschef ist beim Tarock, Hilla schildert Guido ihre Schwierigkeiten mit der Arbeit am Kriminalroman. Hilde sucht neuerlich einen Rat bei Frau Sokol wegen Kurt, dessen neueste Geschäftsidee sexy Mode für attraktive junge Damen ist, ganz vorbei an der wahren Klientel von Hildes Salon. Tommy fragt Bernie, wie er am besten von Sylvia Abschied nehmen soll, entschließt sich, ihr einen Abschiedsbrief zu schreiben. Hilde schockt Kurti, als sie sich in einem knappen, sexy Outfit in der Konditorei präsentiert, kuriert ihn damit schnell von seinem Modeplan. Fanny lädt Bernie und Silvio auf eine Demonstration ein, während sich das junge Liebespaar auf den getrennten Weg macht … Gäste: Aimeé Blass, Sascha Weis als Liebespaar, Hubert Tscheppe. Skizziert von Erne Seder |
| 313             | 030              | 27. April 1991     | Liebespaare                                 | Während sich der Sektionschef beim Reparieren der Durchreiche den Finger verletzt, schildert Otti Hilla ihre brennenden Sorgen: sie möchte hinter dem Rücken Edis mit Dr. Haidenreich für ein Wochenende in die tschechische Heimat, um dort die Erbschaft eines Ex-Liebhabers anzutreten. Hilla und Franz raten ihr, unbedingt Edi zu informieren, die lauschende Frau Sokol nimmt an, Otti und Dr. Haidenreich möchten sich als Liebespaar aus dem Staub machen. In der Konditorei treffen sich zu Edis Verwunderung Dagmar und Pilot Ehrenreich zu einer ehrlichen Aussprache, Edi sucht deshalb Tommy, er und Frau Sokol reden allerdings aneinander vorbei. Günther hat sich in Sylvia verliebt und möchte die Angelegenheit zivilisiert erledigen. Dr. Haidenreich steht den drei mit Rat und Tat zur Seite, kann den grippegeschwächten und unwissenden Tommy gerade noch vor einer größeren Szene bewahren. Während zwischen den vier alten und neuen Liebhabern die Dinge mehr oder weniger ins Lot kommen, gestehen Otti und Haidenreich dem erleichterten Edi ihren geplanten Wochenendausflug … Skizziert von Silke Schwinger |
| 314             | 001              | 28. September 1991 | Zwei Kilo zuviel                            | Hilla plant zu Beginn der neuen Saison Veränderungen: Franz, der über den Sommer ein bisschen zugelegt hat, verordnet sie eine Nulldiät, außerdem möchte sie die Wohnung renovieren lassen: neue Tapeten, neue Vorhänge, alles auffrischen. Edi erntet bei Familie und Freunden mit seiner neuesten Kreation, einer kalorienbewussten und deshalb extrem trockenen Mohntorte, wenig Anklang. Tommy bittet wegen eines technischen Defektes seine Großeltern, in ihrer Küche das Abendessen für sich und Dagmar zubereiten zu dürfen. Weder Heinz' kulinarische Erzählungen aus dem Urlaub noch seine Mitbringsel erfreuen den hungernden Sektionschef, der Jausengast erklärt sich in Abwesenheit von Frau Sokol bereit, den Kaffee zuzubereiten, kommt dabei dem kochenden Tommy in die Quere. Pavel klagt Otti seine Einsamkeit, plagt sich ebenfalls mit Edis Torte, sodass der Zuckerbäcker deshalb schließlich Franz und Hilla um Rat fragt. Während Dagmar und Tommy zum Mahl schreiten, macht Pavel dem Sektionschef seine Aufwartung – mit einem Rucksack voller Köstlichkeiten vom Lande, die der listige Franz für sich requiriert … Skizziert von Peter Moser |
| 315             | 002              | 5. Oktober 1991    | Freudige Ereignisse                         | Franz informiert Guido, dass Birgit vor einer Woche ein Mädchen bekommen hat, als Tommy bittet, im Vorzimmer kurzfristig Gepäck von Dagmar unterstellen zu dürfen, die an diesem Nachmittag bei ihm einzieht. Birgit erzählt Edi und Otti von der Geburt, hat Kummer wegen des komplizierten Hin und Her mit den beiden Vätern Stefan und Heinz Hellmann. Stefan parkt auf der Suche nach Birgit beim Sektionschef einen neuen Kinderwagen, was Heinz bei seinem Besuch zur irrtümlichen Annahme veranlasst, bei Tommy und Dagmar stehe Nachwuchs ins Haus, durch ein Missverständnis glauben das auch bald Franz und Guido. In der Konditorei entbrennt ein Konflikt zwischen Stefan und Birgit, welchen Vornamen das Kind bekommen soll, während Edi weiterhin versucht, seine Mohntorte an den Mann zu bringen. Heinz, der sich in Abwesenheit von Hilla und Frau Sokol bereit erklärt hat, für die Jause zu sorgen, verbreitet das Gerücht von Dagmars Schwangerschaft auch in der Konditorei. Erst in einem Gespräch zwischen Tommy und seinem Opa klärt sich das Missverständnis … Skizziert von Peter Moser |
| 316             | 003              | 12. Oktober 1991   | Falscher Alarm                              | Franz und Hilla sortieren ein paar Bücher aus, die sie Dr. Haidenreich für einen Flohmarkt zugunsten einer vom Anwalt betreuten Tierschutzvereinigung überlassen wollen. Frau Sokol ist zurück von einem langen Kanada-Urlaub, nervt alle mit ihrem halbverständlichen amerikanisch-wienerischen Kauderwelsch, besonders Silvio, der in der Lafite-Küche ein paar Reparaturarbeiten durchführt. Edi hat in der Konditorei eine Alarmanlage einbauen lassen, die immer im falschen Moment losgeht, u.a, als der grippegeschwächte Heinz hereinkommt. Heinz ist wie elektrisiert, als Edi von einer Gutenberg-Bibel erzählt, die er beim Abliefern der Mehlspeise beim Sektionschef unter den Flohmarktbüchern gesehen haben will. Er verhofft sich von der Ausstellung des wertvollen Buches einen Geschäftsbelebung, nicht ahnend, dass es sich mitnichten um ein Originalstück handelt, sondern um eine wertlose Bibel, die Franz einst von einem Kollegen aus dem Ministerium mit Namen Gutenberg erhalten hat. Während Heinz bereits große Pläne schmiedet, versucht Edi Dr. Haidenreich die Bücher abzuluchsen … Skizziert von Peter Moser |
| 317             | 004              | 19. Oktober 1991   | Die Millionenklage                          | Hilde will mit Franz und Guido den vielversprechenden Geschäftsabschluss mit einem Münchner Modeunternehmen feiern, doch der eifersüchtige Kurt stört. Edi laboriert an Zahnschmerzen, Ottis und Heinz’ Gesundheitstipps und Aufmunterungen zeigen keine rechte Wirkung. Kurt flüchtet in die Konditorei und beißt sich an einem Punschkrapferl aus Gips, das als Schaufensterdekoration vorgesehen ist, einen Zahn aus, was zu einer heftigen Auseinandersetzung mit Edi führt. Schließlich verlangt Kurt eine improvisierte Gerichtsverhandlung in der Konditorei, um die Schuld zu klären und seine Schadenersatzforderungen durchzusetzen, holt sich Dr. Bader an seine Seite, ein ebenso zweifelhafter Rechtsvertreter wie sein Vorgänger Dr. Zottl. Edi erhält Schützenhilfe von Tommy und dem Sektionschef. Und Franz gelingt es mit seiner ausgleichenden Art, die Affäre bald aus der Welt zu schaffen … Erstes Mal Dr. Bader. Skizziert von Peter Moser |
| 318             | 005              | 26. Oktober 1991   | Der Nationalheld                            | Pavel bestellt bei Hilde im Salon neue Hemden, da er bald am Burgtheater als Statist debütieren wird. Der nervöse Kurti fühlt sich von einem alten Knastbruder verfolgt, erhält wenig später die Bestätigung, als Bernie meldet, dass in der Konditorei ein seltsamer Besucher auf ihn wartet. Kurti bittet Pavel, für ihn in die Rolle des Hausherrn zu schlüpfen, als auch schon Caramba Joe auftaucht, der eine alte Rechnung begleichen möchte. Pavel und Hildes Komödienspiel vertreibt den Gauner, während sich Kurti im Arbeitsraum versteckt. Frau Sokol hilft ihrem Großneffen Flori bei einem Aufsatz über den Nationalfeiertag, bittet schließlich bei den Heveras um Rat. Pavel überrascht alle mit seinem Geschichtswissen, das auch daher kommt, weil er bald die österreichische Staatsbürgerschaft erhalten soll … Gäste: Herbert Fux als Caramba Joe, Florian Herkner als Großneffe von Frau Sokol. Skizziert von Kurt Huemer |
| 319             | 006              | 2. November 1991   | Banger Zweifel                              | Der Sektionschef bespricht mit Hausmeister Silvio den Einbau einer Alarmanlage in der Wohnung, nachdem im Umkreis mehrere Einbrüche begangen wurden, merkt dann im Gespräch mit Guido, dass von ihrem Familiengrab Blumen und Dekoration gestohlen wurde. Dr. Haidenreich trifft sich in der Konditorei mit Tommy zu einem geschäftlichen Gespräch – der Anwalt möchte ein paar Tage frei nehmen, um sich um eine Schulfreundin zu kümmern, die er aus Chicago erwartet. Pilot Ehrenreich kommt dazu, mit Dagmar verabredet, die Stewardess werden möchte, als Tommy alarmierende Nachrichten verkündet: das Flugzeug aus USA, in dem Dr. Haidenreichs Besuch sitzt, wird über dem Atlantik vermisst. Während sich Silvio auf dem Weg zum Friedhof macht und Tommy Franz und Guido informiert, versucht Ehrenreich, telefonisch weitere Informationen über die vermisste Maschine zu erhalten. Sylvia, Edi und Dagmar kümmern sich um den verzweifelten Dr. Haidenreich. Silvio gibt telefonisch Entwarnung, was den Grabschmuck betrifft und auch Herr Ehrenreich erhält beruhigende telefonische Nachrichten. Die USA-Maschine musste notlanden, alle Passagiere sind unverletzt … Skizziert von Wolfgang Kudrnofsky |
| 320             | 007              | 9. November 1991   | Neubeginn                                   | Petra hat genug von ihrer langweiligen, zerstrittenen Ehe mit Bertl und ist mit der kleinen Vanessa von Hamburg nach Wien geflüchtet, will die Scheidung. Während Otti und Bernie das Kind hüten, schildert sie Franz wortreich die Gründe für ihre Flucht, sucht bei Tommy und Dagmar Hilfe wegen Unterkunft und einer eventuellen Beschäftigung. Hilla verabschiedet Frau Kronstein, die sie zu einem kleinen Besuch im Arbeitszimmer empfangen hatte und redet der verwöhnten Petra ins Gewissen, versucht, sie zurück auf den Boden der Tatsachen zu holen. Franz und Heinz unterhalten sich in der Küche beim Kaffee ehrlich und offen über Familien- und Beziehungsgeschichten. Plötzlich erscheint Otti und meldet arglos, dass Bertl gerade Vanessa abgeholt hat – schnell wird der Familie klar, dass er das Kind entführt hat, um von Petra eine Entscheidung zu seinen Gunsten zu erzwingen. In der Konditorei versuchen alle gemeinsam zu überlegen, was nun geschehen soll … Skizziert von Eva Bakos |
| 321             | 008              | 16. November 1991  | Geburtstagsüberraschungen                   | Die Feierlichkeiten zu Guidos 85. Geburtstag werden von der Sorge um die kleine Vanessa überschattet, die Bertl nun schon seit einer Woche bei sich hat, ohne seinen Aufenthaltsort preiszugeben. Petra bespricht in der Konditorei mit Edi und Otti die Situation, wartet nervös und ungeduldig auf einen Anruf ihres Mannes. Heinz kommt mit Hund ‚Cindy‘, der Geburtstagsüberraschung für den Jubilar, dazu. Bei Franz versammeln sich Tommy und Hilde, um mit Guido und Hansi die Geburtstagsjause zu eröffnen, deren Mittelpunkt die von Edi liebevoll gestaltete 'Uhr'-Torte ist. Die Geschenke haben alle mit der großen Überraschung zu tun, von der Guido immer noch nichts ahnt. In der Konditorei kommt endlich der erlösende Anruf Bertls, in dem er sich bereit erklärt, das Kind noch an diesem Nachmittag zurückzubringen. Während Petra und Bertl in der Konditorei ein hartes, klärendes Gespräch führen, macht sich Heinz mit dem Hund auf zur Feier. Guido ist hocherfreut über das süße Geschenk, bietet Heinz das Du-Wort an. Alle stoßen auf den stolzen Jubilar an … Skizziert von Peter Moser |
| 322             | 009              | 23. November 1991  | Casablanca oder Das schwarze Loch           | Heinz wartet bei den Lafites auf die Herrschaften, schmökert in ein paar Büchern über Übersinnliches und Außerirdische, die er für Frau Neuberger mitgebracht hat, Frau Sokol und Dagmar leisten ihm Gesellschaft. Während Dagmar und Heinz in romantische Stimmung geraten, sitzt Frau Neuberger wartend beim gestressten und genervten Edi in der Konditorei. Tommy stürmt herein, auf der Suche nach Dekorations-Blumen für Dagmar, die eine wichtige Prüfung bestanden hat, wird von Guido aufgehalten, der seinen Hund ausführt und einen anwaltlichen Rat benötigt. Heinz macht bei Dagmar auf Humphrey Bogart, bis Tommy dazukommt und die intime Stimmung vertreibt. Die drei flüchten vor Frau Neuberger in die Konditorei, während diese Frau Sokol über den Inhalt der gekauften Bücher informiert … Skizziert von Kurt Huemer |
| 323             | 010              | 30. November 1991  | Gelegenheitskauf                            | Während Guido seinen Bruder auf einen kleinen Plausch über Familie und Freunde besucht, leistet Pavel Birgit bei einem gemütlichen Nachmittag mit den Kindern Gesellschaft. Er sucht für das Enkelkind einer Arbeitskollegin einen Kinderwagen, denkt dabei an Birgits überschüssigen Wagen, da sowohl Stefan als auch Heinz Hellmann für die kleine Claudia einen gekauft haben. Darum und um die leidige Dreiecksbeziehung geht es auch bei einem Treffen der beiden Herren bei Otti in der Konditorei. Inzwischen hat Pavel den vakanten Kinderwagen bei der Begutachtung demoliert, ausgerechnet als Frau Sokol dazukommt, die mit der kleinen Claudia spazieren war und für eine Bekannte ebenfalls einen Kinderwagen brauchen könnte … Gast: Thomas Freudensprung als Paketbote. Skizziert von Wolfgang Kudrnofsky |
| 324             | 011              | 7. Dezember 1991   | Husarenkrapferln                            | Birgit und Heinz Hellmann werden beim gemütlichen Adventnachmittag mit den Kindern von der sehr eleganten Frau Neuberger gestört, die von ihren durch Geisterbeschwörung und Husarenkrapferln begünstigten recht ertragreichen Kontaktaufnahmen zu kürzlich verwitweten Männern erzählt. Petra sucht Rat wegen der verfahrenen Situation mit Bertl, doch die Großeltern zeigen sich wenig verständnisvoll, sodass sie zu Birgit und Heinz Hellmann flüchtet. Bald platzt dort der gewohnt hektische Stefan in den ruhigen Nachmittag, stichelt gegen Heinz und gibt Petra ungebetene Beziehungsratschläge. Hilde erzählt Franz und Hilla von ihrem gerade Witwer gewordenen Cousin Robert Brunner, der sich zufälligerweise in der von Bernie gemanagten Konditorei aufhält und nach dem gerade Frau Neuberger mittels Husarenkrapferln ihre geschickt gelegten Fänge ausstreckt. Hilde kommt dazu und lädt die beiden ein, bei ihr und Kurt Weihnachten zu feiern … Skizziert von Eva Bakos |
| 325             | 012              | 14. Dezember 1991  | Falsche Adresse                             | Unangenehmer Trubel bei den Lafites: in einer Tageszeitung wurde durch einen Druckfehler ihre Wohnung zur Vermietung angeboten. Jetzt müssen sich Franz, Hilla und Frau Sokol den ganzen Tag interessierter Mieter erwehren. Hausverwalter Janowsky kommt mit einer neuen Hiobsbotschaft: das Dach ist undicht und muss renoviert werden. Schließlich flüchten Franz und Hilla vor dem Wirbel in die Konditorei, wo sich Edi und Bernie mitten im ärgsten Geschäftsgang um die Weihnachtsdekoration kümmern. Während Frau Sokol Tommy und Dagmar ein paar Mehlspeisen bringt, lässt Heinz irrtümlich zwei Miet-Interessenten in die Wohnung, ohne von den Hintergründen zu wissen. Guido und Otti hören von Franz und Hilla in der Konditorei die Ungelegenheiten, Heinz merkt inzwischen durch Frau Sokol seinen Fauxpas. Gemeinsam mit Franz und Hilla gelingt es, die Rambergers vom Fehler zu überzeugen und hinauszukomplimentieren. Dumm nur, dass in der Tageszeitung vom Sonntag wieder die Wohnung annonciert ist … Letztes Mal Frau Sokol. Gäste: Alf Beinell, Monika Tajmar als Herr und Frau Ramberger, Werner Landsgesell als Zeitungsverkäufer. Skizziert von Peter Moser |
| 326             | 013              | 21. Dezember 1991  | Vorweihnachtszauber                         | Der Sektionschef genießt einen ruhigen vorweihnachtlichen Nachmittag. Doch Besuch lässt nicht lange auf sich warten: Dagmar bittet, ihr Weihnachtsgeschenk für Tommy, einen großen Kaktus, im Lafite-Haushalt unterstellen zu dürfen, da sie bis zum Heiligen Abend in ihrem Job als Stewardess unterwegs ist, Pavel Nemecek erscheint in einem Weihnachtsmannkostüm, in dem er vor einem Kaufhaus auftritt, erweist sich als Retter in der Not, als der Storch händeringend einen kurzfristigen Betreuer für ihre Kinder sucht. Der Sektionschef berichtet, dass er dieses Jahr vollkommen auf Weihnachtsgeschenke und Weihnachtspost verzichtet, mit einer Ausnahme, für Hilla, die an diesem Nachmittag eine Lesung hält, hat er aus einer Wohnungsauflösung einen wunderschönen, alten Kleiderkasten besorgt. Damit schleppen sich momentan Silvio und dessen Bekannter, Herr Bludl ab, die das schwere Möbelstück unter Mithilfe von Herrn Janek in die Mansarde transportieren sollen. Herr Jankek verreißt sich dabei das Kreuz und wird von Dagmar verarztet, was der verärgerten und gestressten Otti in der Konditorei die Zornesröte ins Gesicht treibt. Der an der Schulter lädierte Heinz, der mit Buchgeschenken für die Familie vorbeikommt, erkennt in Herrn Bludl einen alten Freund und Schulkameraden. Das Wiedersehen erweist sich für beide fast wie ein kleines Weihnachtswunder, und es bleibt nicht die einzige Überraschung an diesem Nachmittag … Erstes Mal Herr Bludl. Skizziert von Kurt Huemer |
| 327             | 014              | 28. Dezember 1991  | Abrakadabra                                 | Jahreswechseltrubel in der Konditorei: Otti und Edi haben Stress mit dem Silvestergebäck, Bernie und Silvio betreuen auf der Straße einen Verkaufsstand mit Silvesterartikeln. Birgit und Heinz Hellmann streiten sich über die belastende Dreiecksbeziehung mit Stefan. Hellmann will – auch der Kinder wegen – endlich geordnete Verhältnisse, sucht anwaltlichen Rat bei Dr. Haidenreich und Tommy, mit denen er sich in der Konditorei verabredet hat. Im Café sind zwei raffinierte Taschendiebe am Werk, ein Herr Christian und seine attraktive Schwester – während sie die Herren mit einer Ohnmacht ablenkt, bedient er sich bei Brieftaschen und Armbanduhren. Dummerweise erkennt Dagmar die Dame als ihre Schulfreundin Martina, sodass sich die beiden gezwungen sehen, ihre Diebstähle als Zaubertricks auszugeben. Während Herr Christian die Anwesenden mit Kartentricks unterhält, „leiht“ sich Herr Hellmann Martina, um Birgit eifersüchtig zu machen und damit endlich zu einer Entscheidung zu bewegen. In der Konditorei möchte ein Wachmann die magistratliche Bewilligung für die Betreibung des Verkaufsstandes sehen … Erste Folge (bis auf jene mit Außendreh) ohne Szene in der Wohnung Lafite. Gäste: Martina Dorak, Magic Christian als Betrügerpärchen, Bernhard Murg als Polizist. Skizziert von Wolfgang Kudrnofsky |
| 328             | 015              | 4. Jänner 1992     | Der Skiurlaub                               | Kurt sitzt bei Franz und bietet ihm einen Luxusskiurlaub zum halben Preis, wie er sagt, an. Hilla und Guido sind krank. Franz lehnt das Angebot von Kurt ab. Im Cafe gibt es enorm viel zu tun. Bernie muss ständig ausliefern. Heinz kommt und hilft als Kellner aus. Kurt kommt ins Cafe und bietet nacheinander Heinz, Edi und Dagmar den Skiurlaub an. Dagmar ist interessiert, weil sie Tommy überraschen will. Hilde kommt zu Franz uns spricht über Kurt. Sie vermutet, dass er eine Freundin hat, weil er sich seltsam benimmt. Auch Tommy kommt und möchte gerne Dagmar mit einem gemeinsamen Urlaub überraschen. Franz bietet seine Mithilfe an um für eine Woche eine Skihütte zu bekommen. Im Cafe stellt sich in der Zwischenzeit heraus, dass Kurt den Skiurlaub ein einem Preisausschreiben gewonnen hat. Alle treffen sich im Cafe und Hilde überredet Kurt den Skiurlaub mit ihr zu verbringen … Skizziert von Peter Moser |
| 329             | 016              | 11. Jänner 1992    | Ein Fest für Hilla                          | Hilla feiert ihren 75. Geburtstag. Franz und Hilla sitzen beieinander. Franz hat als Geschenk ein Fotoalbum zusammengestellt. Hilla ist depressiv gestimmt und will nur über die negativen Dinge ihres Lebens sprechen. Franz dagegen will die positiven Erlebnisse in den Vordergrund rücken. Hilla möchte ihren Geburtstag, der im Cafe stattfinden soll, nicht feiern. Sie schickt Franz ins Cafe damit dieser die Feier absagt. Die Vorbereitungen für dieses Ereignis sind im vollen Gang. Heinz kommt zu Hilla und schenkt ihr die erste in der Zeitung erschienene positive Kritik. Hilla ist gerührt. Guido gratuliert und erzählt Hilla von seiner frühen Liebe zu ihr. Hilde kommt auch und Hilla bekommt wieder Freude an ihrem Geburtstag. Sie gehen gemeinsam ins Cafe, wo Franz immer noch versucht die Feier abzusagen. Am Ende kommt die ganze Familie und die Hausgemeinschaft um Hilla zu feiern … Als Gratulanten am Ende ohne eigenen Auftritt in der Folge: Kurt, Frau Neuberger, Dr. Haidenreich, Birgit, Stefan und Bertl Strahler. Skizziert von Eva Bakos |
| 330             | 017              | 18. Jänner 1992    | Das Glück liegt am Boden                    | Bernie hat eine Stelle am Bodensee bekommen und verlässt das Cafe. Er ist verliebt und möchte eigentlich bleiben. Dr. Heidenreich kommt ins Cafe und informiert Edi, dass Frau Sokol ihren Anteil an der Konditorei abgeben will. Sie wird wahrscheinlich in Canada bleiben. Dr. Heidenreich will auch Franz diese Nachricht übermitteln. Edi hat Pavel angeboten in der Küche des Cafés zu übernachten, weil in dessen Zimmer ein neuer Parkettboden gelegt werden soll. Franz ist schockiert als es erfährt, dass Frau Sokol in Canada bleiben will. Gemeinsam mit Tommy und Dr. Heidenreich trinken Sie auf die Sokol. Es gibt eine Verwicklung zwischen Otti und Pavel, weil Edi versäumt hat Otti darüber zu informieren, dass Pavel in der Küche schlafen soll. Der Parkettleger kommt aber nicht. Pavel kann also in seinem eigenen Zimmer schlafen. Er vergisst seinen Schlafsack, den Otti und Edi zum Kuscheln verwenden … Skizziert von Kurt Huemer |
| 331             | 018              | 25. Jänner 1992    | Haushälterin gesucht                        | Franz ist sauer, weil die von Hilde empfohlene Haushälterin nicht kommt. Seine Hemden wurden in der Wäscherei verwechselt und Hilla hat angerufen, dass sie später von einer Lesereise zurück kommt. Franz fühlt sich von allen vernachlässigt, Hilde und Tommy wollen mit ihm die auf die Annonce erwarteten Interessentinnen begutachten. Frau Neuberger taucht auf und will mit „wissenschaftlichen Pendelmethoden“ eine geeignete Haushälterin suchen. Sie wird ins Cafe abgeschoben, wo Bernie gerade dabei ist, Silvio als seine Vertretung einzulernen. Es stellen sich zwei Kandidatinnen vor, die beide nicht passen. Frau Neuberger pendelt beide aus und stellt ihre Diagnose. (Falsch natürlich) Das Rennen macht am Ende ein arbeitsloser Buchhalter, der die vertauschten Hemden zurück bringt … Gäste: Dagmar Leitner als Fifi Kalender, Johanna Hohloch als Ulla Kock am Brink. Erstes Mal Herr Zehentner. Skizziert von Wolfgang Kudrnofsky |
| 332             | 019              | 1. Februar 1992    | Unruhestifter                               | Franz und die vorerst noch etwas skeptische Hilla unterhalten sich über ihren neuen Haushälter Anton Zehentner, der alle Zweifel schnell durch seine zuvorkommende, ruhige Art und seine gründliche Arbeitsweise zerstreut. Während sich Frau Neuberger in der Konditorei ein letztes Mal mit Herrn Brunner trifft, der sich inzwischen anderweitig orientiert hat, bittet Petra Hilla, eine Zeitlang auf die kleine Vanessa aufzupassen. Otti wird von zwei hochnäsigen Kundinnen schwer beleidigt, was sie trotz des Trostes von Edi und Frau Neuberger in eine tiefe Verzweiflung und Aufruhr stürzt. Hilla und Franz entschließen sich, bei Herr Zehentner auf eine Probezeit zu verzichten, Petra und der von ihr gemanagte attraktive Schauspieler Wolfgang Werner besuchen Heinz in dessen Buchhandlung. Otti echauffiert sich immer mehr über den Vorfall in der Konditorei, möchte am liebsten eine Zeitlang in ihre tschechische Heimat, was Edi derart in Aufregung versetzt, dass er einen leichten Herzanfall bekommt … Gäste: Trixi Danell, Linda Koch als Konditoreigäste, Paola Aguilera als Kundin in der Buchhandlung. Erstes Mal Wolfgang Werner. Folge mit dem Außendreh in der Buchhandlung Windeck. Skizziert von Eva Bakos |
| 333             | 020              | 15. Februar 1992   | Nur keine Aufregung!                        | In der Konditorei herrscht Hochbetrieb, seit eine provisorisch errichtete Bushaltestelle direkt vor dem Haus zusätzliche Gäste bringt. Silvio, der Bernie als Kellner vertritt, ist der Leidtragende, zumal Edi nach seinem letztwöchigen Zusammenbruch geschont werden soll. Da trifft es sich schlecht, dass Hausverwalter Janowsky mit der Nachricht kommt, im Frühjahr werde eine Fassadenrenovierung durchgeführt, während der das Café geschlossen bleiben muss. Guido leistet Franz bei der Jause Gesellschaft, macht sich Sorgen um seinen Hund, während der Sektionschef Haushälter Zehenter in höchsten Tönen lobt. Doch der geradezu perfekte ‚Butler‘ plant bereits seinen Absprung: er möchte mit einem Freund eine Steuerberaterkanzlei gründen, wartet nur noch auf eine telefonische Bestätigung. Dr. Haidenreich macht kurz Station in der Konditorei, will Tommy bei den Lafites ein paar Unterlagen übergeben, merkt, dass er und der Hausverwalter ihre Aktenkoffer vertauscht haben. Während Franz und Guido Herrn Zehentner verabschieden, erfährt Edi trotz aller krampfhafter Abschirmungsversuche von den Bauplänen … Letztes Mal Anton Zehentner. Skizziert von Peter Moser |
| 334             | 021              | 29. Februar 1992   | Melange spezial                             | Faschingstrubel in der Konditorei: ‚Mafiosi‘ Edi und Otti haben die Kinder zu einer Party geladen, bei der sie von Birgit und Silvio beaufsichtigt werden. Nach dem Kinderfest wollen dann die Erwachsenen feiern: Hilla hat sich als Eisläuferin aus der Zeit um die Jahrhundertwende kostümiert, Heinz, Herr Hellmann und Stefan tauchen alle als Cowboys auf, Franz macht zunächst ein großes Geheimnis aus seinem Kostüm, sucht dann verzweifelt die ganze Wohnung ab, weil er seine Verkleidung nicht mehr findet. In Stefans Schlepptau befindet sich eine Bekannte aus Baden, die hübsche Jamaikanerin Jewell. Birgit reagiert leicht eifersüchtig auf den exotischen Gast, der die Versammelten, zu denen ‚Pirat‘ Guido stößt, mit karibischem Temperament und heißblütiger Musik unterhält, damit einen Hauch unbeschwertes Sommerfeeling in den kalten Februar bringt. Und während die Feier immer ausgelassener wird, klärt sich auch der Verbleib von Franz’ Kostüm … Folge ohne die übliche Titel- und Abspannmusik. Gast: Carla Jewell als Jewell. Skizziert von Kurt Huemer |
| 335             | 022              | 7. März 1992       | Gerüchte                                    | Unruhe in der Konditorei: Edi wartet händeringend auf die Brotlieferung, um eine dringende Bestellung ausführen zu können, wird vom ungeduldigen Kunden gerügt. Dr. Bader und Dr. Haidenreich stürmen kurz herein, beide auf der Suche nach Herrn Janowsky, der sich jedoch in wichtigen Geschäftsverhandlungen befindet. Dr. Loidolt weist auf einen Zeitungsartikel über japanische Großinvestoren hin, die in Wien Geschäftslokale suchen. Bald herrscht die allgemeine Ansicht, das Haus in der Untersteinergasse befinde sich bereits in japanischem Besitz, noch mehr, als Kurti die Gerüchteküche weiter anheizt und Dr. Bader erzählt, dass er Dagmar, auf die Tommy wartet, mit einem Japaner gesehen habe. Der Sektionschef erhält Besuch von Dagmars Onkel, dem Salzburger Psychiater Dr. Felix Brauner, der ihm von der aufgeheizten Stimmung in der Konditorei berichtet. Als Dagmar tatsächlich mit einem Japaner im Schlepptau in die Konditorei kommt, reagiert Tommy sehr eifersüchtig. Doch Dagmars und Dr. Haidenreichs Erklärungen entlarven die ganze Aufregung als „viel Lärm um nichts“. Der Anwalt bringt außerdem die erwarteten Sandwichbrote, sodass wieder Alltag in der Konditorei einkehren kann … Erstes Mal Dr. Felix Brauner. Gäste: Walter Brischar als Herr Berger, Masayoshi Ogasawara als Herr Okamoto. Skizziert von Wolfgang Kudrnofsky |
| 336             | 023              | 14. März 1992      | Wir spielen immer …                         | Die Lafites haben durch Dagmars Vermittlung eine neue Haushälterin, die charmante Globetrotterin Debria, eine schillernde Persönlichkeit mit journalistischen und gesanglichen Talenten. Petra ist mit ihrem neuen Freund und Schützling Wolfgang Werner in Wien, versucht dem Opa ihre neue Lebens- und Liebessituation beizubringen, während zunächst Wolfgang und später der ahnungslose Bertl bei Kurti und Silvio im Café kurze Einkehr halten. Franz führt ein Fachgespräch mit einem befreundeten Ministerialrat, empfängt dann Bertl, während sich die von Kurti vorgewarnte Petra im Arbeitszimmer versteckt und lauscht. Bertl gesteht die Entfremdung und die Schwierigkeiten in seiner Ehe, die immer tiefer gewordenen Gegensätze zwischen Petra und ihm und dass er eine andere Frau kennengelernt hat. Franz lässt Petra und Bertl bei einem ehrlichen Gespräch allein, während Wolfgang und Debria ein unerwartetes und fröhliches Wiedersehen feiern … Gast: Michael Gert als Ministerialrat. Skizziert von Eva Bakos |
| 337             | 024              | 21. März 1992      | Frühjahrsputz                               | Debria kümmert sich um den Frühjahrsputz und wirbelt singend und schwingend durch die Lafite-Wohnung, sodass Franz und Guido in die Küche flüchten. Nachdem die geplante Fassadenrenovierung verschoben wurde, wird auch in der Konditorei bei Edi, Otti und Silvio auf Teufel komm raus geputzt. Birgit schüttet dort Heinz ihr Herz über die unerträgliche Situation mit Heinz Hellmann und Stefan aus. Dieser macht inzwischen Guido und Franz seine Aufwartung, erfreut sich wie Pavel an der temperamentvollen Perle. Pavel ist auf der Suche nach Hilfe für die im Lift feststeckende Frau Neuberger, während in der Konditorei eine neue Auseinandersetzung im endlosen Beziehungsdrama Stefan-Birgit-Heinz Hellmann stattfindet. Um endlich zu einer Lösung zu kommen, bittet Birgit die beiden Streithähne zu einem Klärungsgespräch beim Sektionschef, wo Debria den Frühjahrsputz inzwischen beendet hat … Skizziert von Peter Moser |
| 338             | 025              | 28. März 1992      | Schneck und Lorbeer                         | Hilde schimpft mit Franz und Guido, die Edi glauben haben lassen, er würde bald zum Kommerzialrat ernannt. Edi hat Franz’ Ankündigung für bare Münze genommen und bereitet sich voller Energie, mit großen Plänen und neuen Rezepten auf den Titel vor. Nun beraten die drei mit Tommy, später mit Otti, wie man Edi schonend beibringen kann, dass alles nur ein Spaß war. Debria lässt die Milch anbrennen und flirtet mit Hausmeister Silvio, während der eifersüchtige Tommy mit Dagmar streitet, die von seinen Heiratsplänen wenig hält und ihm zuviel Arbeitszeit mit ihrem Expartner Ehrenreich verbringt. Edis Besuch beim Franz klärt schließlich nach viel Herumgestottere alle Missverständnisse: Der Zuckerbäcker zeigt einen Brief, der ihm für Herbst die Kommerzialratwürde ankündigt und der ihn außerdem zur Präsentation seiner prämierten Mohntorte auf einer Reise der Innung nach Japan einlädt … Skizziert von Kurt Huemer |
| 339             | 026              | 4. April 1992      | Ein Indianer kennt keinen Schmerz           | Franz freut sich auf die Rückkehr Hillas, die eine Jugendfreundin besucht, hat nach dem Ende von Debrias Haushälterin-Intermezzo selbst mit viel Liebe die Jause vorbereitet. Zunächst erscheint aber nur Heinz, dem der Sektionschef seinen Kummer über die häufige Trennung von seiner Frau klagt, die er jetzt im Alter als besonders belastend empfindet, als Hilla telefonisch ankündigt, dass sie noch einen Tag länger bleiben möchte. Heinz plant, zur Geschäftserweiterung der Buchhandlung ein Nachbarhaus zu kaufen, bittet den abgelenkten Sektionschef um Rat und finanzielle Beteiligung. Der verknallte Silvio umschwärmt zu Ottis Ärger in der Konditorei Frau Dr. Mosburger, bei der er zuletzt einige Reparaturarbeiten durchgeführt hat. Wie sich herausstellt, ist die attraktive Steuerberaterin eine enge Bekannte des Heinz. Dagmar und Tommy fragen Franz, ob sie im Sommer eine Zeit lang bei ihm unterkommen können, während ihre Wohnung umgebaut wird, Dagmar führt mit dem Sektionschef ein ehrliches, offenes Gespräch unter vier Augen, hört sich geduldig seine Sorgen an. Während sich die beiden um den Abwasch kümmern, kommt überraschend Hilla zurück, die gemerkt hat, dass mit ihrem Mann etwas nicht stimmt … Erstes Mal Dr. Ulli Mosburger. Skizziert von Eva Bakos |
| 340             | 027              | 11. April 1992     | Reif für die Insel                          | Birgit und Heinz Hellmann wälzen Urlaubsprospekte, planen Sommerferien auf einer kleinen, abgelegenen griechischen Insel, werden aber bald von Stefan gestört. Das führt zu einer weiteren Auseinandersetzung, weil Heinz Hellmann endlich geordnete Verhältnisse fordert. Hilla und Franz sind vom Lärm eines Wohnungsreinigungsdienstes in die Küche geflüchtet, schmieden ebenfalls Urlaubspläne. Während Stefan mit den Kindern in den Park geht und Birgit und Petra in der Wohnung Frauengespräche führen, begeben sich Heinz Hellmann und sein alter Bekannter Wolfgang in die Konditorei, wo der liebeskummergeplagte Heinz Silvio und Frau Otti sein Herz ausschüttet. Heinz lädt Franz und Hilla auf einen gemeinsamen Sommerurlaub in den Süden ein, bevor alle drei vor dem Putzlärm ins Cafe ausweichen. Dort haben gerade Heinz Hellmann, Birgit, Wolfgang und Petra beschlossen, ihren Insel-Urlaub gemeinsam zu verbringen, als sich herausstellt, dass auch Heinz’ Urlaubsziel diese Insel ist. Und zum allgemeinen Schrecken scheint auch Stefans Sommerengagement ausgerechnet auf dieses Eiland zu führen … Skizziert von Eva Bakos |
| 341             | 028              | 18. April 1992     | Osterüberraschungen                         | Franz empfängt Guido, später Heinz zur Osterjause, will eine hässliche Bodenvase aus seinem Arbeitszimmer loswerden, lässt wie in alten Zeiten Guido in der Wohnung nach dessen Ostergeschenk suchen. Silvio hat sich als Osterhase kostümiert, liefert Franz die Jause und kümmert sich mit Otti um das Geschäft in der Konditorei, nachdem Edi seine Brille zerbrochen hat und halbblind keine große Hilfe darstellt. Birgit trifft sich im Café mit Stefan und Heinz Hellmann, wie üblich fliegen zwischen ihnen die Fetzen, ohne dass sie zu einer Entscheidung in ihrer verfahrenen Situation kommen. Otti – auf der Suche nach einem Ostergeschenk für Franz und Hilla – schwatzt Heinz die Vase ab, die dieser vom Sektionschef als Schaufensterdekoration geschenkt bekam. Während Silvio Birgits Kinder überrascht, machen Franz und Guido Station in der Konditorei, gute Gelegenheit für Otti, mit ihrem Ostergeschenk aufzutrumpfen … Skizziert von Peter Moser |
| 342             | 029              | 25. April 1992     | Doktor Lafite junior                        | Hilde, Hilla und Otti treffen in der Küche die kulinarischen Vorbereitungen für eine Familienfeier zu Ehren Tommys, der endlich seinen Doktortitel erworben hat. Während Hilla Franz gut zuredet, der vom feucht-fröhlichen Heurigen-Besuch noch lädiert ist, treffen Heinz und Guido ein, kurz darauf Dr. Haidenreich und Dagmar, die aufregende Nachrichten bringen: Elfi wurde bei einem gemeinsamen Ausflug im Prater die Handtasche mit Geld und Dokumenten gestohlen. Tommy und Elfi, die noch auf dem Kommissariat waren, können später vermelden, dass die Papiere wiedergefunden wurden. Nun steht der Festlichkeit nichts mehr im Wege, zumal ein von Herrn Bludl überbrachter und mit Brieflosen gespickter Gugelhupf noch eine angenehme Überraschung birgt … Skizziert von Kurt Huemer |
| 343             | 001              | 26. September 1992 | Die neue Perle                              | Zu Beginn der Saison präsentiert sich bei den Lafites eine neue Haushälterin: die resolute, nicht auf den Mund gefallene Steffi Oberholzenberger kümmert sich jetzt um den frisch renovierten Haushalt des Sektionschefs. Heinz macht Franz seine Aufwartung, um die neue Perle zu begutachten, die mit leuchtenden Augen von ihrem Neffen Teddy Zabraski erzählt. Birgit, Heinz Hellmann und Stefan treffen sich im Cafe bei Otti zu einem weiteren Gespräch im unendlichen Scheidungsdrama. Hilla führt mit Frau Steffi bei der Verarbeitung von Äpfeln aus dem Schrebergarten ein Gespräch von Frau zu Frau, die beiden beraten, wie sie dem Sektionschef endlich eine neue Küche abschwatzen können. Birgit sucht Rat bei Franz, Hilla und Guido, während Heinz Hellmann in der Konditorei mit dem sturen Stefan verhandelt. Der Durchbruch gelingt dank Frau Steffi, deren Patenkind in Baden von Stefan schwanger ist. Endlich unterschreibt er nun die Scheidungspapiere … Erstes Mal Steffi Obenholzenberger. Skizziert von Eva Bakos |
| 344             | 002              | 3. Oktober 1992    | Das neue Nest                               | Tommy und Dagmar laden zur Einweihung ihrer frisch renovierten, neu gestalteten Wohnung, haben allerdings auf dem Sofa verschlafen. Die neugierige Frau Steffi schreckt sie hoch, gefolgt von Dr. Haidenreich im Tennisoutfit und Herrn Oberholzenberger, einem passionierten Handwerker, der sich mit viel Begeisterung und wenig Geschick kleiner Arbeiten in der Wohnung annimmt. Edi platzt mit Leckereien für die Einweihungsparty herein, später Elfi, die mit Interesse und Wehmut beobachtet, was aus ihrer und Ernstl früherer Wohnung geworden ist. Während sich Edi, Dr. Haidenreich und Herr Oberholzenberger beim Zusammenbauen des Bettes in die Haare kriegen, stoßen Franz und Hilla zur Gesellschaft. Der Sektionschef zeigt sich begeistert von der integrierten Küche und erklärt sich plötzlich gerne bereit, auch der Renovierung der Lafite-Küche zuzustimmen … Erstes Mal Wohnung Tommy und Dagmar, ein großes Wohnzimmer incl. Küche und ein Vorraum. Erstes Mal Fritz Oberholzenberger. Skizziert von Kurt Huemer |
| 345             | 003              | 10. Oktober 1992   | Graue Panther                               | Hilla beichtet Franz, dass sie am Vortag nach einer Lesung spontan eine Demonstration gegen unhaltbare Zustände in einem von ihr besuchten Altersheim organisiert und im Eifer des Gefechts den Heimleiter verletzt hat. Während Guido ihre Zivilcourage lobt, macht sich Franz Sorgen, sträubt sich auch weiter gegen den geplanten Küchenumbau. Otti und Edi machen viel Getue um ihre frisch tapezierten Konditoreisessel, rügen Silvio, Herrn Janowsky und Herrn Bludl. Der Hausverwalter bringt gute Nachrichten: Birgit und Heinz Hellmann werden bald heiraten. Herr Bludl, der Handwerker 'verleiht', sucht nach einem Ausfall verzweifelt kurzfristige Arbeit für seine Leute, doch Janowsky kann nicht helfen. Ein Besuch der beiden Herren bei Franz und Hilla löst unerwartet alle Probleme: Herr Janowsky vermittelt erfolgreich zwischen Hilla und dem ihm bekannten Heimleiter und Herr Bludl kommandiert seinen Handwerker-Trupp zur Lafitschen Küchenerneuerung ab … Skizziert von Peter Moser |
| 346             | 004              | 17. Oktober 1992   | Misstrauen angebracht                       | Bernie ist von seiner Ausbildung in Vorarlberg zurück, versucht sich mit Hilfe Silvios in der Konditorei wieder zurechtzufinden. Hilde sucht Rat bei Franz und Guido, weil sie fürchtet, Kurti habe in Amstetten eine andere Frau. Silvio umschwärmt Frau Dr. Mosburger, die im Café eine Verabredung mit Heinz und Herrn Janowsky hat. Heinz, der der hübschen Dame ein Liebesgeständnis machen wollte, wird von Eifersucht gebeutelt, sucht nun ebenfalls Rat bei Franz und Guido. In der Konditorei klären sich schließlich alle Liebesverwirrungen: Heinz’ Zweifel erweisen sich als unbegründet, Ulli ist die Ex-Ehefrau von Herrn Janowsky, die beiden sind im Guten auseinandergegangen; und Kurt war in Amstetten, um Hildes Haus zurückzukaufen … Skizziert von Wolfgang Kudrnofsky |
| 347             | 005              | 24. Oktober 1992   | Durchs Reden kommen die Leute zusammen      | Frau Steffis windiger Neffe und Titelhändler der freien Universität Ritterswil Teddy Zabraski hält Hof bei Bernie in der Konditorei, findet in Kurti bald einen interessierten Gesprächspartner. Die Lafites laden zu einer kleinen Party anlässlich der erfolgreichen Küchenrenovierung, vorher geraten sich Tommy und Dagmar heftig in die Haare. Während Kurti mit Teddy in Sachen Doktoren- und Professorentitel schnell einig wird, spricht Frau Steffi Dagmar gut zu und Heinz macht den Herrschaften die Aufwartung mit einem kleinen 'Küchengeschenk'. Hansi überbringt telefonisch schlechte Nachrichten: Guido hat einen Oberschenkelhalsbruch erlitten, muss operiert werden. Während sich Tommy über Teddys zweifelhafte Geschäftemacherei ärgert, amüsiert sich Dagmar königlich mit den Herren bei einem Glaserl Schampus … Gast: Reinhard Reiner als Herr Mader. Erstes Mal Thaddäus 'Teddy' Zabraski. Skizziert von Eva Bakos |
| 348             | 006              | 31. Oktober 1992   | Bin gut erhalten, aber einsam               | Opa zeigt Tommy die jetzt endlich komplett renovierte Lafite-Wohnung, informiert ihn über die Genesung vom Guido. Kurti sucht Rat bei den Herren wegen eines Grund- und Hauskaufes auf dem Land, an dem ein Durchfahrtsrecht hängt. Pavel flirtet mit Frau Steffi, die dem einsamen Tschechen hilft, eine Kontaktanzeige zu formulieren. Otti schildert Dagmar ihr Leid mit der kaputten Espressomaschine und dem ehrenamtlich häufig abwesenden Kommerzialrat Edi, Pavel und Herr Oberholzenberger bieten ihre Hilfe an. Dabei stößt Steffis Ehemann auf Pavels Inserat-Entwurf. Rasend vor Eifersucht stellt er bei den Lafites seine Frau zur Rede, da er annimmt, sie wolle diese Annonce aufgeben … Zu Beginn dieser Saison wurden die Lafite-Wohnung und die Wohnung Birgit, in kleinerem Rahmen auch die Konditorei einer Renovierung und Modernisierung unterzogen. Skizziert von Kurt Huemer |
| 349             | 007              | 7. November 1992   | Rindsschnitzel a la Florida                 | Herr Bludl macht dem Sektionschef seine Aufwartung, begutachtet die neue Küche und präsentiert die Handwerkerrechnung, Heinz kommt dazu und erzählt von der erfolgreichen Vergrößerung der Buchhandlung. Edi wälzt trotz Ottis und Bernies Skepsis weiterhin große politische Pläne, gerät mit dem stichelnden Kurt aneinander, der mit seinem neuen Straßenkreuzer angibt. Als Heinz in der Konditorei Mehlspeise für die Jause holen will, bietet ihm Kurt die Beteiligung an einem von ihm gekauften Grundstück in Florida an. Otti nimmt Edi ins Gebet, dessen lokalpolitische Pläne ihr viel zu weit gehen, erklärt schließlich, dass sie eine Zeitlang verreisen wird. Der Sektionschef stellt fest, dass das Gefrierfach im neuen Kühlschrank ausgefallen ist – die darin befindlichen Rindsschnitzel müssen deshalb sofort zubereitet werden, während Kurt aus einem Zeitungsartikel erfährt, dass sein Florida-Grundstück aus mehr oder weniger wertlosem Sumpf besteht … Skizziert von Peter Moser |
| 350             | 008              | 14. November 1992  | Beziehungskrisen                            | |
| 351             | 009              | 21. November 1992  | Modesachen                                  | |
| 352             | 010              | 28. November 1992  | Hunde und Hochzeiten                        | Birgit ärgert sich über die freche kleine Hilla, Heinz Hellmann gelingt es, die familiären Wogen zu glätten. Hansi besucht Tommy, berichtet von Guidos Gesundheitszustand und bittet ihn auch in dessen Namen um Unterstützung bei einer Unterschriftenaktion zum Schutz freilaufender Hunde auf südeuropäischen Urlaubsinseln. Nachdem sich Hansi auf die Suche nach weiteren Unterstützern gemacht hat, setzt sich die extra deshalb angereiste Elfi bei Tommy in die Nesseln, als sie mit ihm die angeblich bevorstehende Hochzeit mit Dagmar besprechen will, von der bei ihrer Wohnungseinweihung die Rede war. Verärgert gesteht Tommy seiner Mutter und Dr. Haidenreich, dass ihn Dagmar nach einem Streit verlassen hat. Während Hansi bei Birgit ihr Anliegen vorträgt, planen auch Hilla und Hilde schon für die Tommy-Hochzeit und wälzen Modekataloge, werden von Elfi und Haidenreich über den aktuellen Stand informiert. Ein Telegramm von Dagmar beruhigt schließlich die Situation … Skizziert von Kurt Huemer |
| 353             | 011              | 5. Dezember 1992   | Gruß vom Krampus                            | Hilde und Kurt platzen bei Hilla herein, streiten über Kurts Vorhaben, als Krampus verkleidet seine Nikolausgeschenke zu überbringen. Zudem ärgern sich die beiden Frauen über dessen schamlose Protzerei mit Titeln und Statussymbolen. Silvio und Bernie plagen sich mit dem melancholischen Edi, der Ottis Abwesenheit nicht verkraftet, während bei Hilla ein seltener Gast erscheint: Dr. Reithofer. Der Arzt erkundigt sich nach dem Gesundheitszustand des Sektionschefs, der sich nach einem leichten Schlaganfall und einem Sanatoriumsaufenthalt gemeinsam mit Guido in Baden erholt. Kurti nimmt den Doktor gleich mit seinen vielfältigen Wehwehchen in Beschlag. Inzwischen machen Tommy als Nikolaus und Stefan als Krampus verkleidet die Untersteinergasse unsicher, was zu allerlei Verwechslungen führt. Ein erlösender Anruf der Otti, die ihre baldige Rückkehr ankündigt, ist für Edi schließlich das schönste Nikolausgeschenk … Skizziert von Peter Moser |
| 354             | 012              | 12. Dezember 1992  | Große Pläne                                 | Während die Gerüchteküche in Person von Dr. Loidolt bereits davon spricht, dass Otti Edi in Richtung Australien verlassen hat, verhandelt der Zuckerbäcker mit Kurti über ein gemeinsames Projekt, eine Konditoreikette unter seiner Führung. Hilla und Herr Janowsky überraschen Herrn Oberholzenberger im Lafite-Wohnzimmer beim Test einer Modelleisenbahn, die als Weihnachtsgeschenk für seinen Neffen gedacht ist. Bei Tommy trifft sich Bertl mit Petra, die nach der Trennung von Wolfgang plötzlich nichts mehr von einer Scheidung wissen will, während Edi überglücklich Otti wieder in die Arme schließt. Otti setzt den Herren mit ihren hochfliegenden Geschäfts- und Titelplänen schnell den Kopf zurecht, Tommy bringt seine sture Schwester und Bertl zur Oma … Skizziert von Wolfgang Kudrnofsky |
| 355             | 013              | 19. Dezember 1992  | Herbergssuche                               | Otti und Silvio haben mit dem Vorweihnachtsgeschäft in der Konditorei alle Hände voll zu tun. Pavel schildert Otti seine Sorgen als momentaner Untermieter von Frau Neuberger, deren Geisterbeschwörungen immer extremer werden. Birgit und Heinz Hellmann verbringen einen ruhigen vorweihnachtlichen Bastelnachmittag mit den Kindern, Stefan kommt mit seiner Freundin Barbara, Frau Steffis Nichte, und ihrem neugeborgenen Sohn Benedikt dazu. Tommy bespricht mit seiner Großmutter die Pläne für Weihnachten, während Frau Steffi Weihnachtskekse bäckt. Herr Janowsky kann Pavel eine Wohnung mit Grünanteil in Baden vermitteln, als der gutmütige Tscheche aber von Frau Steffi hört, dass Stefan und seine neue Familie ebenfalls händeringend eine Unterkunft suchen, tritt er zu ihren Gunsten großherzig zurück … Gast: Gudrun Trummer als Barbara. Skizziert von Eva Bakos |
| 356             | 014              | 9. Jänner 1993     | Das fängt gut an                            | Zwei dreiste Einbrecher suchen die leerstehende Wohnung der Lafites heim, werden von Heinz und Uli gestört, denen sie weismachen können, sie seien zwei Installateure und Frau Steffi sei nur kurz in die Konditorei gegangen. Dort versucht Kurt gerade, Hausverwalter Janowsky als Interessenten für einen Doktortitel zu gewinnen, um als Prämie in den Genuss des Professorentitels der freien Universität Ritterswil zu gelangen. Während der Hausverwalter nach einem Gespräch mit Herrn Janek wenig Begeisterung zeigt, scheint Pavel vordergründig interessiert. Als Heinz und Uli, von der Inventur erschöpft, Rast im Café einlegen, treffen sie dort zufällig Frau Steffi. Im Gespräch ergibt sich schnell, dass ihr von Handwerkern in der Lafite-Wohnung nichts bekannt ist. Gemeinsam entdecken sie das Chaos, das die Einbrecher angerichtet haben. Zu allem Überfluss gerät Frau Steffi noch mit dem alarmierten Polizisten aneinander … Gäste: Peter Josch und Walter Schreiber als Einbrecher, Gerhard Swoboda als Polizeibeamter. Skizziert von Kurt Huemer |
| 357             | 015              | 16. Jänner 1993    | Wunder dauern etwas länger                  | |
| 358             | 016              | 23. Jänner 1993    | Der edle Spender                            | Prof. Dr. Kurti Hevera wird trotz seiner geschäftlichen Erfolge von einer undefinierbaren Unruhe getrieben, lässt seine Laune in Abwesenheit der Herrschaften an Frau Steffi aus, während es in der Konditorei bei Otti und Bernie zu einem neuen Konflikt zwischen Stefan und Birgit kommt, diesmal um die Besuchszeiten Stefans bei seinen Kindern. Bei Steffi, Kurt und Tommy erscheint ein unerwarteter, freudig begrüßter Gast: Onkel Guido, der sich von seinem schweren Sturz wieder halbwegs erholt hat. Während der missgelaunte Kurt nach Guidos und Tommys Kritik an seinem Verhalten in die Konditorei flüchtet, schildert Dr. Haidenreich seine Geldsorgen mit dem von ihm betreuten Tierschutzheim. Frau Steffi entwickelt eine raffinierte Idee: man könnte doch versuchen, Kurti als großherzigen, auf einer Messingtafel verewigten Tierheim-Spender zu gewinnen und ihm damit neuen Auftrieb zu geben. Dr. Haidenreich und Tommy vollenden den Plan im Café gekonnt … Skizziert von Peter Moser |
| 359             | 017              | 30. Jänner 1993    | Wohnung gesucht                             | |
| 360             | 018              | 6. Februar 1993    | Der Tag der Rose                            | Otti kritisiert Silvio wegen seines Dialekts, hält ihm Pavel als gutes Beispiel vor. Dieser erwartet in der Konditorei unter den neugierigen Augen von Dr. Loidolt Damen, die sich auf seine Kontaktanzeige gemeldet haben, hat als Erkennungszeichen eine Rose vereinbart. Tommy und Dagmar planen einen ungestörten Abend daheim, als ein unerwarteter Gast hereinschneit: Tommys ehemalige Freundin Silvia. Das führt zu einer angespannten und von eifersüchtigen Spitzen beherrschten Situation, die von Dr. Haidenreich etwas aufgelockert wird. Silvia ist gekommen, um sich ihre Liebesbriefe an Tommy auszuleihen. Otti begutachtet im Café zwei Interessentinnen, während sich der nervöse Tscheche im Hintergrund hält. Die beiden Frauen erweisen sich als nörgelnde, unzufriedene Furien und Pavel gelingt es geschickt, statt seiner Dr. Loidolt in die Schusslinie der beiden zu führen … Folge ohne Szene in der Wohnung Lafite. Gäste: Katrin Ebenau, Felicitas Ruhm. Skizziert von Kurt Huemer |
| 361             | 018              | 13. Februar 1993   | Eine alte Rechnung                          | Franz ist nach seinem leichten Schlaganfall und der Rehabilitation wieder nach Hause zurückgekehrt. Während er Hilla seine Erfahrungen und Erlebnisse schildert, versuchen alle, Aufregungen vom Patienten fernzuhalten. Besonders Edi, der mit Otti wieder wegen seiner bezirkspolitischen Pläne streitet, ist gefordert, da Stammgast Dr. Loidolt ankündigt, mit dem Franz ‚eine alte Rechnung‘ begleichen zu wollen. Der Zuckerbäcker bemüht sich, seinen Gast so lange wie möglich im Café festzuhalten, inzwischen macht Heinz dem Sektionschef seine Aufwartung. Und als Edi denkt, dass er dank der Hilfe von Herrn Janowsky, Berni und Silvio den gefährlichen Loidolt 'entschärft' hat, platzen Franz und Hilla nach einem kleinen Spaziergang in die Konditorei … Skizziert von Peter Moser |
| 362             | 019              | 20. Februar 1993   | Verwandlungen                               | Faschingsfolge |
| 363             | 020              | 27. Februar 1993   | Gewissensbisse                              | |
| 364             | 021              | 6. März 1993       | Ersatzsendung wegen Erkrankung              | Durch den kurzfristigen krankheitsbedingten Ausfall einer Hauptdarstellerin konnte die für diese Woche geplante Folge nicht gespielt werden. Die anderen vorgesehenen Darsteller – Franz Stoß, Hilde Krahl, Guido Wieland, Heinz Marecek, Hilde Sochor und Dagmar Kutzenberger – erzählten am Wohnzimmertisch der Lafites Anekdoten aus ihrem Künstlerleben. Die Episode wurde in die offizielle Folgenzählung mit aufgenommen. |
| 365             | 022              | 13. März 1993      | Erinnerung an Guido Wieland                 | Franz Stoß erinnert auf persönliche Weise an „Onkel Guido“, der am 10. März 1993 verstorben ist. Um noch einmal die Vielseitigkeit seiner Darstellungskunst innerhalb der Reihe zu zeigen, wurden Ausschnitte aus folgenden Episoden eingespielt: 74: Der Besuch der alten Freundin, 235: ‚Ich schnitt es gern in alle Rinden ein …‘, 300: Vorbereitung für den Hausball, 176: Verspäteter Geburtstag, 321: Geburtstagsüberraschungen, 329: Ein Fest für Hilla sowie aus der letztwöchigen Ersatzsendung, in deren ursprünglicher Form ein größerer Auftritt für den Schauspieler eingeplant gewesen wäre. Die Episode wurde in die offizielle Folgenzählung mit aufgenommen. |
| 366             | 023              | 20. März 1993      | Erwartungen                                 | Petra und Tommy treffen bei Edi und Bernie in der Konditorei ihre Mutter, während Elfis amerikanischer Freund David Williams von Kurti und Hilde aufgehalten wird. Der nervöse und wie immer vor Energie sprühende Kurti unterbreitet dem ebenfalls im Modegeschäft tätigen David seine Geschäftspläne, Biotex in Amerika zu vermarkten. Elfi redet Petra wegen ihrer ungeordneten Familienverhältnisse ins Gewissen, in der Konditorei rätseln alle, wo David abgeblieben ist. Nachdem man sich dank Heinz' Hinweis in Hildes Salon gefunden hat, streckt Petra ihre Fühler nach dem attraktiven Amerikaner aus … Erstes Mal David Williams. Skizziert von Wolfgang Kudrnofsky |
| 367             | 024              | 27. März 1993      | Brüche                                      | Frau Steffi hat sich den Arm gebrochen, erhält bei der Arbeit Unterstützung von ihrem Mann und Tochter Kathi. In der Konditorei treffen Bernie und Silvio Vorbereitungen für die Hochzeitsfeier von Birgit und Heinz Hellmann, die am Nachmittag geheiratet haben. In einem offenen und ehrlichen Gespräch zwischen Franz und Herrn Oberholzenberger einerseits und Hilla und Frau Steffi andererseits erfahren die Lafites von der Tragödie in deren Leben, vom Tod ihres Sohnes, der immer noch wie ein Schatten auf ihrer Ehe lastet. Kathi, die zum ersten Mal erfährt, was damals wirklich passiert ist, gelingt es, ihre Eltern endlich zum Sprechen zu bringen. Das glückliche Paar trifft in Begleitung der Kinder, Heinz und Ottis ein, wird aber schnell von Hausbesitzerpflichten und Teddy Zabraski gestört. Teddy ist auch gekommen, um sich bei Tante Steffi wegen der Testaments-Affäre zu entschuldigen. Nach erfolgreicher Versöhnung und der Ankündigung, dass Kurti nun Teddys Würstelstand-Teilhaber ist, steht dem fröhlichen Hochzeitsfest nichts mehr im Weg … Erstes Mal Kathi. Im Abspann nicht genannt: Stefan, der nur in der Schlussszene als Gratulant auftritt. Skizziert von Eva Bakos |
| 368             | 025              | 3. April 1993      | Aprilstürme                                 | Hilde besucht Birgit auf einen kleinen Tratsch über Mode und Männer, ärgert sich, weil ihr Kurti zum Geburtstag ein Lifting schenken wollte. Herr Bludl möchte im Auftrag von Herrn Hellmann von Birgit eine Entscheidung über die Gestaltung der Fenster, die in Kürze im ganzen Haus ausgetauscht werden. Der Hausbesitzer plant, größer in das Fitnessstudio-Geschäft einzusteigen und macht in der geschlossenen Konditorei ein Werbeshooting mit einem attraktiven Model, wird von Edi, dann von der eifersüchtigen Birgit gestört. Während Dr. Loidolt in der Konditorei Einlass begehrt, findet Stefan die betrunkene und derangierte Birgit – als er Hilfe beim Sektionschef sucht, der gerade auf dem Weg zu seiner Joggingrunde ist, fällt Birgits Wohnungstür zu. Die Aufregungen lösen sich, nachdem es Herrn Bludl gelingt, die Tür wieder zu öffnen und Heinz Hellmann dazukommt. Und Franz treibt die Herren in der Konditorei zu etwas Körperertüchtigung an … Gast: Nicole Weber als Model Skizziert von Kurt Huemer |
| 369             | 026              | 10. April 1993     | Ostergespräche                              | |
| 370             | 027              | 17. April 1993     | Auswanderungspläne                          | |
| 371             | 028              | 24. April 1993     | Alte Briefe                                 | Dagmar erzählt Birgit, dass sie und Tommy eine Familientherapie bei zwei verschiedenen Psychiatern besuchen, um ihren Beziehungsproblemen auf den Grund zu gehen. Doch der verärgerte Tommy erklärt, dass er genug von der Behandlung hat, die seiner Meinung nach nicht zielführend ist, lässt sich auch in einem längeren Gespräch mit Dagmar nicht umstimmen. Frau Steffi kommt früher zurück von einem Urlaub im Lafite-Ferienhaus am Attersee, stellt Otti ein paar ungewöhnliche Fragen über Ernstl. Auch bei der Küchenjause von Franz und Hilla sind Familienprobleme das Thema, angeheizt durch einen Fund Frau Steffis beim Aufräumen des Attersee-Kellers – einer Mappe mit Dokumenten sowie alten Liebesbriefen, die Ernst an Elfi, Dany und noch eine dritte Frau geschrieben hatte. Elfi, auf Verabschiedungstour vor ihrem Flug zurück nach New York, will von diesen alten Geschichten und besonders von Ernstls Affäre in ihren frühen Ehejahren nichts mehr wissen. Durch Hillas Vorschlag, Tommy diese Briefe zu zeigen, kommt Elfi auf eine Idee: möglicherweise liegt in einem Vorfall während der ersten Affäre Ernstls, die der damals vierjährige Bub miterleben musste, ein Grund für Tommys momentane Bindungsprobleme … Skizziert von Eva Bakos |
| 372             | 001              | 25. September 1993 | Die gewonnene Ordnung                       | Heinz und der Sektionschef unterhalten sich über ihren Sommerurlaub zwischen dem überlaufenen, heißen Italien und dem durch viele Besucher aufgelockerten Attersee, während Frau Steffi Bernie in der Konditorei aushilft, da Otti und Edi noch im Urlaub sind. Dabei werden die beiden von einem raffinierten Betrügertrio ausgetrickst, dem es gelingt, durch eine Ablenkungsaktion Geld aus der Kassa zu stehlen. Dagmar hilft Hilla bei der Jausenvorbereitung, am Kaffeetisch kommt es dann zu einer unangenehmen Szene, als die Familie und Tommy auf einen baldigen Hochzeitstermin drängen, Dagmar sich in dieser Hinsicht jedoch seltsam zurückhaltend und schwammig gibt. Als Bernie mit leeren Händen von seiner Verfolgungsjagd zurückkommt, stellt sich zur allgemeinen Erleichterung heraus, dass die Gauner nur einen gefälschten 5000-Schilling-Schein erbeutet haben, den Edi zu Vorbeugungszwecken mitgebracht hatte. Für das Hochzeitsproblem gibt es keine so einfache Lösung: Dagmar gesteht nämlich unter Tränen, dass sie schon verheiratet ist – eine Jugendtorheit mit einem jungen Amerikaner, der andauernd die Welt bereist und dem sie deshalb bisher vergeblich wegen einer Scheidung nachgelaufen ist. Während Franz und Tommy entsetzt und ablehnend reagieren, versucht Hilla Verständnis aufzubringen … Gäste: Marika Adam, Michaela Ehrenstein, Reinhold Tischler als betrügerische Konditoreigäste. Skizziert von Eva Bakos |
| 373             | 002              | 2. Oktober 1993    | Schnee im Oktober                           | Während Hilla und der erschöpfte Franz noch über die Krise bei Tommy und Dagmar sprechen, droht bereits neues Unheil in Gestalt von Herrn Bludl. Er bringt Hilla die schockierende Nachricht, dass sein kokainsüchtiger Sohn von der Polizei verhaftet wurde – und das bei einer Razzia in der Wohnung seiner Geliebten Petra. Würstlstandbesitzer Teddy hält Hof in der Konditorei, nervt die Anwesenden mit seinem neumodischen Handy und versucht erfolglos, Bezirksrat Edi Janek zu zweifelhaften geschäftlichen Bevorzugungen zu überreden, dabei ausnutzend, dass Edi kein Laienrichter und dadurch auch kein Kommerzialrat mehr ist. Die unbekümmerte, sich keiner Schuld bewusste Petra bittet inzwischen die Großeltern um Geld. Während Franz einen Scheck ausstellt, nimmt Hilla ihre Enkeltochter ins Gebet, was zu einer heftigen emotionalen Auseinandersetzung, zu schweren Vorwürfen und halbherzigen Erklärungsversuchen führt … Skizziert von Kurt Huemer |
| 374             | 003              | 9. Oktober 1993    | Probleme                                    | |
| 375             | 004              | 16. Oktober 1993   | Tag der Wahrheit                            | |
| 376             | 005              | 23. Oktober 1993   | Der Unterhändler                            | |
| 377             | 006              | 30. Oktober 1993   | Fit und fertig                              | |
| 378             | 007              | 6. November 1993   | Verwandte sind überall                      | Franz und Hilla begrüßen Hansi und Tommy zur Kaffeejause, Thema neben der Erinnerung an Onkel Guido Dagmars schwierige Scheidung. Hansi hat den unausgereiften Plan, ein von ihr geerbtes Haus Petra und Tommy zu schenken, damit diese gemeinsam darin leben können. In Birgits Wohnung probiert Dagmar während des Babysitterns ein von Hilde angefertigtes Kleid, da im Modesalon gerade die Handwerker aktiv sind. Die beiden Damen erhalten Gesellschaft von Frau Steffi und David, der Dagmars schwer zu fassenden Ehemann dicht auf der Spur zu sein scheint. Am Lafitschen Jausentisch hat ein neuer Gast Platz genommen, der charmante Globetrotter Uwe, von Tommy mitgebracht und in Österreich, um wissenschaftliche Zeichnungen von Ötzi anzufertigen. Doch Uwe ist viel mehr als Tommys Freund, bei ihm handelt es sich um jenen geheimnisvollen ‚Jeff‘, Dagmars Ehemann, den Tommy nach langer Suche und mit Glück endlich aufgetrieben hat. Während die drei in Birgits Wohnung ein fröhlich-erleichtertes Wiedersehen feiern, kombiniert die schlaue Steffi, um wen es sich bei dem überraschenden Kaffeegast gehandelt haben könnte. Als die drei Franz und Hilla die Wahrheit enthüllen, reagiert der Sektionschef verärgert über das Verwirrspiel, das Tommy veranstaltet hat, um eine unvoreingenommene Reaktion seiner Großeltern zu erhalten … Gast: Uwe Kröger als Uwe alias Jeff Skizziert von Eva Bakos |
| 379             | 008              | 13. November 1993  | Ägypten und die Bucklige Welt lassen grüßen | |
| 380             | 009              | 20. November 1993  | Im engsten Kreis                            | |
| 381             | 010              | 27. November 1993  | Hirn-Gymnastik                              | |
| 382             | 011              | 4. Dezember 1993   | Der Krampus kommt zu früh                   | An diesem Adventnachmittag herrscht in der Untersteinergasse eine seltsame Atmosphäre: Hausverwalter Janowsky macht bei Bernie mysteriöse Andeutungen, zeigt drei Herren mit Hut, Anzug und Aktenkoffer die Örtlichkeiten, der Sektionschef ist unruhig, kramt in alten Unterlagen und Familienfotos, gesteht Hilla schließlich den Grund für seine Melancholie: ein düsterer Traum, in dem er aus seiner Wohnung vertrieben wurde. Tommy bittet bei Frau Steffi um Honig und Essiggurken für Dagmar, während der euphorische Edi Bernie seine weitreichenden Umbaupläne für die Konditorei zeigt. Doch der verzweifelte Janowsky versetzt diesem hochfliegenden Vorhaben einen schrecklichen Dämpfer: Herr Hellmann, der sich mit seinen Fitnessstudios finanziell übernommen hat, musste das Haus an seine Bank verkaufen, und die plant nun, dieses und das schon in ihrem Besitz befindliche Nachbarhaus zu einem modernen Büro- und Geschäftsgebäude umzubauen. Bis Jahresende müssen deshalb alle Mieter aus der Untersteinergasse 12 ausgezogen sein. Dem noch ahnungslosen Sektionschef macht Herr Bludl seine Aufwartung, erklärt, dass er seine Anzeige gegen Petra zurückgezogen hat, entschuldigt sich wegen seines emotionalen Verhaltens in der Rauschgiftaffäre und liest einen ermutigenden Brief seines Sohnes aus der Entzugsanstalt vor … Skizziert von Kurt Huemer |
| 383             | 012              | 11. Dezember 1993  | Getrennte Wege                              | Abschiedsstimmung in der Untersteinergasse: Nach dem unglücklichen Verkauf des Hauses und vor dem unmittelbar bevorstehenden Auszug ist Frau Steffi damit beschäftigt, einiges an Hausrat der Lafites zusammenzupacken. Heinz erkundigt sich bei Franz und Hilla über das unerwartete Geschehen, erfährt, dass die beiden so schnell wie möglich an den Attersee ziehen wollen, dass Tommy und Dagmar die angebotene Ersatzwohnung akzeptieren und Kurti und Hilde mit Teddy eine Villa am Stadtrand beziehen werden. Edi, der in eine Großbäckerei einsteigen wird, startet einen Inventarverkauf und hört von Bernie, dass dieser plant, auf Altenpflege umzusatteln, beide trösten den verzweifelten Herrn Janowsky, der sich schuldig fühlt. Während der Sektionschef Heinz ein paar wertvolle Bücher überlässt und ihn zu Weihnachten an den Attersee einlädt und Steffi gesteht, dass sie sich ins Privatleben zurückziehen wird, enthüllen Tommy und Dagmar in der Konditorei ihr ‚süßes Geheimnis‘, Dagmars Schwangerschaft. Elfis und Davids Vorschlag, ihre für nächste Woche geplante Hochzeit abzusagen, stößt auf viel Verwirrung und wenig Gegenliebe … Skizziert von Peter Moser |
| 384             | 013              | 18. Dezember 1993  | Abschied                                    | Ein letztes Mal treffen sich die ‚Liebe Familie‘ und ihre Freunde an diesem Samstagnachmittag in der Untersteinergasse. Während in der Konditorei die Hochzeit von Elfi und David gefeiert wird, sind Frau Steffi sowie Herr Bludl und seine Männer damit beschäftigt, die Lafite-Wohnung endgültig auszuräumen. Franz hält beim Hochzeitsmahl eine berührende Rede, einen kleinen Rück- und Ausblick, verabschiedet sich von Wegbegleitern wie Heinz, Birgit und Stefan und Dr. Haidenreich. Frau Steffi vermittelt Pavel eine neue Unterkunft, nach der Gratulation von Hilde, Kurt und Herrn Janowsky beginnt sich die Hochzeitsgesellschaft langsam aufzulösen – jeder geht nun seine eigenen Wege. Bernie spielt auf der Gitarre noch eine Abschiedsmelodie für das Brautpaar und in der inzwischen leeren Wohnung ist bei Franz und Hilla, Frau Steffi und Dagmar endgültig der Moment des Abschiednehmens gekommen … Skizziert von Eva Bakos |

„Folge verschollen“: die Folge wurde seit der Erstausstrahlung nicht mehr gezeigt und gilt beim ORF als nicht mehr auffindbar beziehungsweise abspielbar

## Gastrollen (Auswahl)
- Axel von Ambesser – als Axel von Amberg, in drei Folgen 1981
- Franz Antel – als François Legrand, Filmregisseur, in der 44. Folge
- Gaby Bischof – als Freundin von Tommy in der 40. Folge
- Wolfgang Böck – als Charlie, krimineller Kollege von Teddy Zabraski in der 362. Folge
- Magic Christian – als Zauberkünstler und Trickbetrüger in der 327. Folge
- Ivan Desny – als Zauberkünstler, ev. Verwandter der Lafites in 213. Folge
- Martina Dorak – als Schwester und Gehilfin von Magic Christian, später als Freundin von Dr. Haidenreich in der 330. und 351. Folge
- Hansi Dujmic – als cholerischer Ehemann in der 206. Folge
- Fritz Eckhardt – als Hausbesitzer, Onkel von Heinz Hellmann in der 170. Folge
- Peter Frick – als „Prater Charlie“, Knastkumpel von Onkel Kurt in der 40. Folge
- Herbert Fux – als Karamba Joe, alter „Kollege“ von Onkel Kurt in der 318. Folge
- Ernst Hagen – als Professor Tronje, Tarockpartner, in der 46. Folge
- Jutta Heinz – als Jutta Lafite, Frau von Bruno Lafite in der 280. Folge
- Liane Hielscher – als Wienbesucherin in der 310. Folge
- Hellmuth Hron – als Carlo Wlk, Freund vom Heinz in der 12. Folge und als Architekt Immergrün in der 229. Folge
- Gabriele Jacoby – als Frau Dr. Gabi Brenner, Steuerberaterin, in der 76. Folge
- Peter Josch – als Einbrecher in der 356. Folge
- Anton Karas – als er selbst in der 21. Folge
- Edith Klinger – als sie selbst in der 27. Folge
- Dagmar Koller – als Dagmar Kollier, Filmstar, in der 44. Folge
- Ossy Kolmann – als trinkfreudiger Heurigenbesucher in der 21. Folge,

als Herr Hrematka, Ingenieur in der 262. Folge
- Karl Krittl – als Rauchfangkehrer in der 1. Folge,

als Gast der Konditorei in der 351. Folge
- Uwe Kröger – als Uwe alias Jeff, Ehemann von Dagmar in der 378. Folge
- Hans Joachim Kulenkampff – als Herr Albers, ehemaliger Kollege von Hilla in der 178. Folge
- Walter Langer – als Hundebesitzerin der 187. Folge,

als ehemaliger Kollege von Sektionschef Lafite in der 287. Folge
- Lotte Ledl – als Frau Lotte, Mutter einer Freundin vom Tommy in der 31. Folge
- Hugo Lindinger – als Hugo Tschurtschentaler alias Hugo Trautmann, ehemaliger Schauspielerkollege von Hilla in der 18. Folge
- Siegfried Lowitz – als er selbst in der 100. Folge
- Hanns Matula – als Kameramann in der 44. Folge
- Karl Merkatz – als Kripobeamter Oberstleutnant Marek in der 223. Folge
- Dorothea Neff – als Dorothea bzw. Dorli, alte Freundin von Hilla aus Schauspielerzeiten in der 19. Folge
- Helga Papouschek – als Helga Nemecek in der 48. Folge
- Herbert Prikopa – als Herbert Weinberger, Neffe von Frau Nowotny in der 39. Folge,

als Ministerialbeamter Julius Grillparzer in der 200. Folge
- Arminio Rothstein alias Clown Habakuk – als er selbst in der 362. Folge
- Hartwig Rudolz
- Nina Sandt – als Schulkollegin von Hilla in der 59. Folge,

wahrscheinlich nochmal in der 112. Folge
- Rolf Schimpf – als Hochstapler Rolf Schandt in der 300. Folge
- Dolores Schmidinger – als Dorli, Freundin aus Graz, in der 66. Folge
- Karl Schönböck – als Champi, alter Freund und Kollege von Botschafter Dr. Hollmann in der 156. Folge
- Irmgard Seefried – als Schulkollegin von Hilla in der 59. Folge
- Brigitte Swoboda – als Rendezvous von Herrn Nowak in der 93. Folge
- Bruno Thost – als Bruno Lafite, möglicher Verwandter der Familie aus Meißen in der 280. Folge
- Francisca Tu – als „Kätzchen“, attraktive Begleiterin von Herrn Reiermann in der 10. Folge
- Otto Wanz – als Herr Otto in der 241. Folge
- Eva Zilcher – als Eva, Begleiterin der Dorothea in der 19. Folge
- Heinz Zuber – als Henri Zorbet, Freund von Niki, in der 73. Folge

- Set-Regie: Franz Stoß, Kurt Huemer
- TV-Regie: Ernst Wolfram Marboe Folge 1–18, 21, Sylvia Dönch

## Die liebe Familie – Next Generation
Von Donnerstag, den 12. April 2007, bis Ende August 2007 sendete der ORF ein auf spontanen Gags aufbauendes Comedy-Format, das inhaltlich auf Motive des Stegreifspiels zurückgreift. Spielleiter war Oliver Baier.
| #  | Titel                 | Premiere          | Gäste                                                                                  |
| -- | --------------------- | ----------------- | -------------------------------------------------------------------------------------- |
| 1  | Der Hochzeitstag      | 12. Apr. 2007     | Werner Sobotka, Wolfgang Böck                                                          |
| 2  | Hoher Besuch          | 7. Juni 2007      | Harald Serafin                                                                         |
| 3  | Wein, Weib und Gesang | 14. Juni 2007     | Markus Spiegel, Michael Tschuggnall                                                    |
| 4  | Unter Strom           | 21. Juni 2007     | Magic Christian                                                                        |
| 5  | Der schnöde Mammon    | 5. Juli 2007      | Werner Sobotka als Sigrids Bruder Werner, Richard Lugner, Claudia Rohnefeld als Vivien |
| 6  | Das Verhältnis        | 2. Aug. 2007      | Gerda Rogers, Gerhard Walter als Privatdetektiv „Luigi“                                |
| 7  | Der Geburtstag        | 9. Aug. 2007      | Christoph Fälbl als betrügerischer „Mann vom Gaswerk“, Marika Lichter                  |
| 8  | Das Geschenk          | 10. Oktober 2010  |                                                                                        |
| 9  | Die Erbtante          | 23. Aug. 2007     | Hilde Sochor als Erbtante Gundula                                                      |
| 10 | Die Liebschaft        | 12. November 2010 |                                                                                        |